# Lista postaci przedstawionych w Sadze Nieskończoności Filmowego Uniwersum Marvela
Filmowe Uniwersum Marvela, skrót. FUM (oryg. Marvel Cinematic Universe, skrót. MCU) – franczyza, w której skład wchodzą filmy, seriale i krótkometrażówki „Marvel One-Shots” o superbohaterach produkcji Marvel Studios, które oparte są na komiksach Marvel Comics. Pomiędzy produkcjami zrzeszonymi w Filmowym Uniwersum Marvela stosowane są częste crossovery, a także wspólne wątki i członkowie obsady.
Lista ta zawiera postaci przedstawione w Sadze Nieskończoności Filmowego Uniwersum Marvela, które zagrały główną rolę w filmach (zostały wymienione w stopce plakatu) lub wystąpiły w przynajmniej dwóch różnych produkcjach Uniwersum (w tym również w filmach krótkometrażowych lub serialach, jednak zostały przedstawione w tej Sadze). W liście nie są uwzględnione postaci, które dopiero pojawią się w głównej obsadzie filmów lub nie pojawiły się jeszcze w minimum dwóch produkcjach.

## Przedstawieni w filmieIron Man

### Tony Stark / Iron Man
| Pojawił się |  |
| --- |  |
| • Iron Man • Incredible Hulk (rola cameo) • Iron Man 2 • Avengers • Iron Man 3 • Avengers: Czas Ultrona • Kapitan Ameryka: Wojna bohaterów • Spider-Man: Homecoming • Avengers: Wojna bez granic • Avengers: Koniec gry |  |

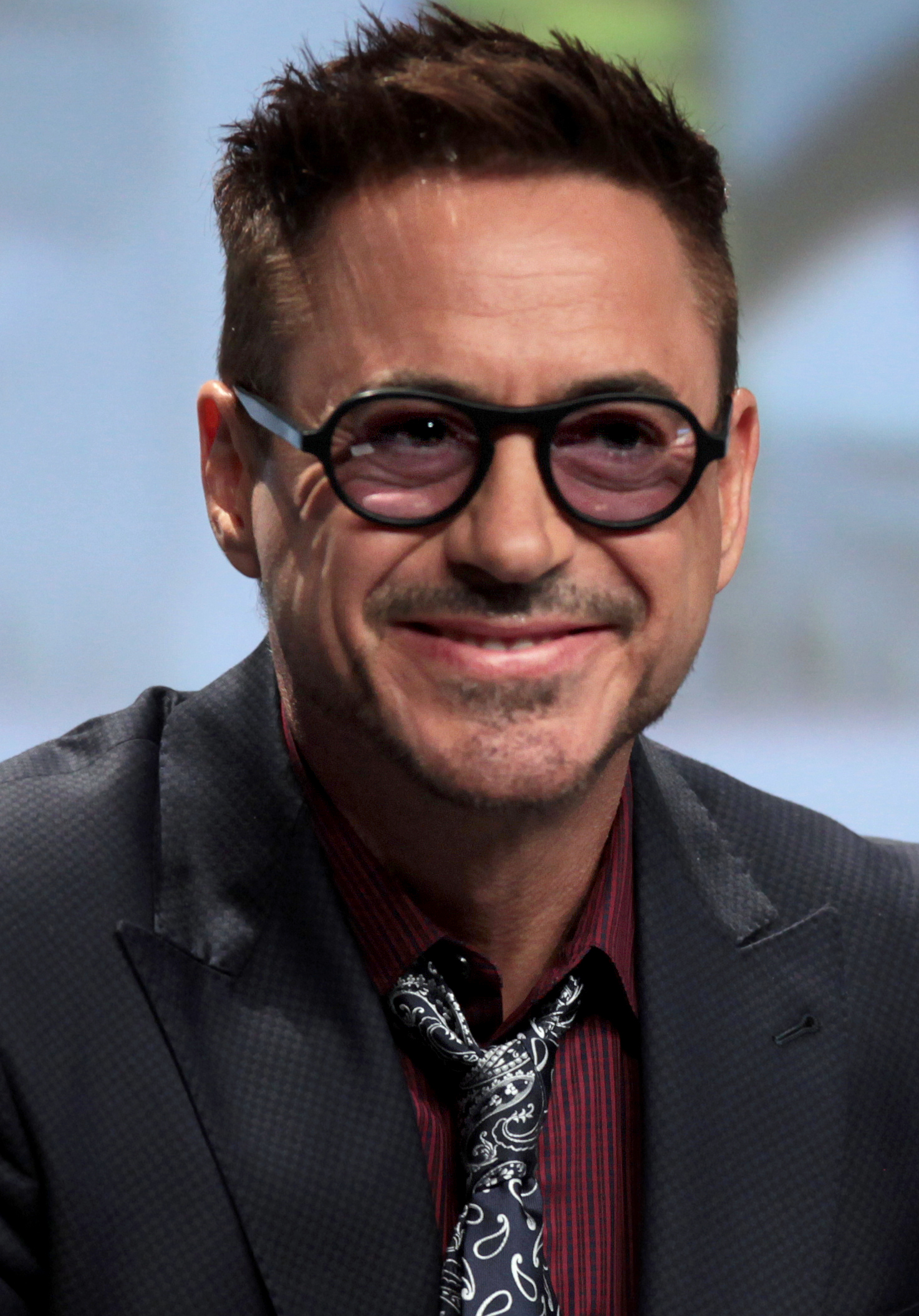
Robert Downey Jr.

Tony Stark (zagrany przez Roberta Downeya Jr.) urodził się 29 maja 1970 roku, jest synem Marii i Howarda Starków. Był geniuszem, miliarderem, playboyem i filantropem. W wieku 20 lat ukończył Uniwersytet w Cambridge. Odziedziczył po ojcu majątek i firmę specjalizującą się w przemyśle zbrojeniowym o nazwie Stark Industries, której był prezesem w latach 1992–2010.
Wraz ze swoim przyjacielem, podpułkownikiem Jamesem Rhodesem udał się do Afganistanu na prezentację pocisku Jerycho. Konwój, w którym jechał został zaatakowany przez terrorystów, pod wodzą Razy, w wyniku czego Tony został ranny i uprowadzony. Odłamki po wybuchu utkwiły przy jego sercu, więc współwięzień, Ho Yinsen, wszczepił mu elektromagnes do klatki piersiowej, by zapobiec uszkodzeniu tego narządu. Raza w zamian za uwolnienie Starka oczekiwał od niego zbudowania rakiety Jerycho. Pod przykrywką budowy pocisku, Stark i Yinsen sekretnie zbudowali generator elektryczny, będący miniaturką reaktora łukowego zasilającego fabrykę Starka, a następnie zasilaną nim zbroję, mającą służyć do ucieczki. Terroryści odkryli ich plany i podczas ataku na jaskinię, w której przetrzymywani są Stark i Yinsen, ten drugi poświęcił się, aby Tony mógł ukończyć i założyć zbroję. Stark uciekł, lecz rozbił się na pustyni.
Zostaje odnaleziony przez Rhodesa i wraca do USA, gdzie podczas konferencji prasowej informuje, że Stark Industries nie będzie już produkować broni. Nie zgadza się z tym Obadiah Stane, stary współpracownik jego ojca i menedżer firmy. Uważa on, że Stark przez to stwierdzenie może zniszczyć Stark Industries i dziedzictwo ojca. W prywatnym laboratorium Stark buduje ulepszoną wersję reaktora łukowego i nową, lepszą zbroję.
Podczas imprezy charytatywnej reporterka Christine Everhart ujawnia, że grupa Dziesięć Pierścieni używa pocisków Jerycho, między innymi do ataku na rodzinne miasto Ho Yinsena. Stark powstrzymuje terrorystów w swojej nowej zbroi. Stark włamuje się do systemu Stark Industries i dowiaduje się, że Stane współpracuje z terrorystami i zlecił jego porwanie. Jego asystentka Pepper Potts zawiadamia Phila Coulsona z T.A.R.C.Z.Y. o działaniach Stane’a. Stark pokonuje Stane’a i następnego dnia na konferencji prasowej ujawnia, że to on jest Iron Manem.

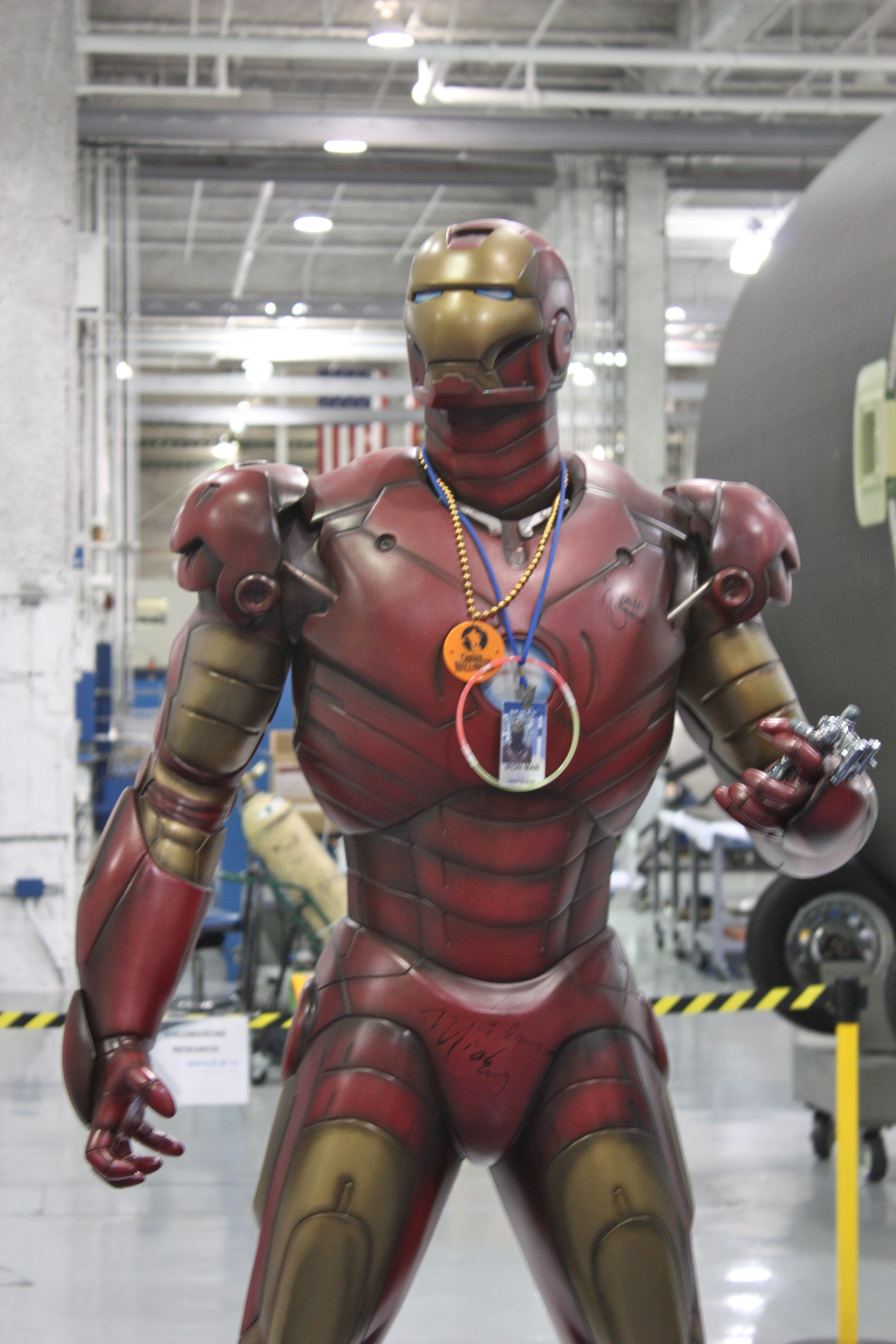
Figura przedstawiająca filmowego Iron Mana

Stark staje się gwiazdą, wykorzystuje zbroję do celów pokojowych. Jednocześnie cały czas bezskutecznie próbuje znaleźć zamiennik dla palladu – metalu, z którego stworzony jest reaktor łukowy, zasilający zbroję i utrzymujący Starka przy życiu. Pierwiastek ten powoli zatruwa jego organizm. Mianuje Potts nowym prezesem Stark Industries, również się z nią wiąże. Jego asystentką zostaje Natalie Rushman. Rząd naciska do sprzedaży patentu na zbroję. Stark zostaje zaatakowany podczas rajdu w Monako przez przestępcę i naukowca Ivana Vanko, którego pokonuje.
Myśląc, że będą jego ostatnimi podczas swoich urodzin Stark upija się w zbroi a Rhodes, aby powstrzymać przyjaciela zakłada inny, starszy model z jego kolekcji zbroi. Walka kończy się patem, więc Rhodes konfiskuje założoną zbroję dla wojska. Po przebudzeniu Starka dyrektor T.A.R.C.Z.Y. ujawnia tożsamość swojej agentki Nataszy Romanow i wyjawia, że znał osobiście jego ojca. Fury przekazuje Starkowi stare materiały ojca, w których odnajduje on zakodowaną informację o nowym pierwiastku. Dzięki temu może zastąpić pallad używając J.A.R.V.I.S.A. Na EXPO, Hammer prezentuje nowe drony oraz dozbrojoną zbroję skonfiskowaną przez Rhodesa. Vanko przejmuje kontrolę nad dronami i Rhodesem w zbroi. Kiedy Rhodes odzyskuje kontrolę nad zbroją razem ze Starkiem pokonują Vanko i jego drony. Nick Fury informuje Starka, że z powodu trudnej osobowości nie jest brany pod uwagę przy „Inicjatywie Avengers”, jednak T.A.R.C.Z.A. chętnie będzie pracować z nim jako z konsultantem. Stark i Potts nawiązują romans.
Stark zostaje zaproszony do współpracy z T.A.R.C.Z.Ą. Ma pomóc w odnalezieniu ukradzionego przez Lokiego Tesseractu. Jest on zafascynowany Bruce’em Bannerem i jego zdolnością przemiany w Hulka. Staje się częścią drużyny Avengers i wraz z towarzyszami pokonuje atakujących Ziemię Chitauri. Zaprzyjaźnia się z Bannerem.
Nauczony doświadczeniem po inwazji obcych na Nowy Jork, Stark zbudował kilkadziesiąt zbroi. Mogą one również być obsługiwane bez obecności człowieka. Świat oblega masa ataków terrorystycznych zleconych przez niejakiego Mandaryna. Stark wypowiada mu wojnę. Po ataku na jego dom, ucieka w swojej zbroi, wykorzystuje fakt, że jest uznany za martwego i chce odnaleźć oraz pokonać Mandaryna. Okazuje się, że Mandarynem jest zatrudniony aktor Trevor Slattery, a całą działalnością terrorystyczną kieruje Aldrich Killian, zlekceważony przed latami przez Starka naukowiec, który opracował wraz z Mayą Hansen program Extremis. Zamachami okazały się wybuchy ludzi poddanych Extremis, których organizm go odrzucił. Killian próbuje zmusić Starka do poprawy wad programu poddając go Potts. Tony uwalnia się i wraz z Rhodesem i swoimi zbrojami pokonuje armię Killiana.
Starkowi udaje się wyleczyć Potts z Extremis oraz w końcu postanawia wyciągnąć odłamki zagrażające jego sercu.
Po kilku latach razem z drużyną Avengers bierze udział w ataku na bazę Hydry, gdzie prowadzone są eksperymenty na ludziach oraz z technologią Chitauri. Stark pod wpływem Scarlet Witch widzi śmierć pozostałych członków drużyny. Razem z Bannerem próbuje stworzyć Ultrona, projekt, który ma zastąpić Avengers. Jednak ten wymyka się spod kontroli i występuje przeciwko ludzkości. Podczas wyprawy do Afryki, walczy z Hulkiem, który jest pod wpływem Scarlet Witch przy pomocy specjalnie stworzonej zbroi, „Hulkbuster”. Wraz z resztą drużyny ukrywa się na farmie Bartona. Po wykradzeniu nowego ciała Ultrona, wgrywa w niego J.A.R.V.I.S.-a i tworzy Visiona. Razem z Avengersami, pokonuje Ultrona i decyduje się wycofać z działalności superbohatera.
W wyniku nacisków ONZ staje po stronie rejestracji superbohaterów. Okazuje się również, że rozstał się z Potts. Po jego stronie stają T’Challa, Romanow, Vision i Rhodes. Stark rekrutuje do swojej drużyny również nastolatka Petera Parkera, którego został mentorem i stworzył dla niego nowy kombinezon. Kiedy dowiaduje się, że to nie Barnes dokonał zamachu na siedzibę ONZ wyrusza za nim i za Rogersem na Syberię, gdzie dowiaduje się od Helmuta Zemo, że to Barnes zamordował jego rodziców w 1991 roku. Stark rozpoczyna walkę z Barnesem i Rogersem, którą ostatecznie przegrywa.
Kilka miesięcy później, za pomocą nadajników umieszczonych w kombinezonie Parkera, Stark nadzoruje jego działania podczas walki z przestępczością w Nowym Jorku. Kontaktem między nim a Parkerem zostaje „Happy” Hogan. Dzięki temu ratuje życie Parkera, kiedy ten zostaje wrzucony do jeziora przez Adriana Toomesa. Pomaga mu również uratować pasażerów statku rozerwanego na pół przez uszkodzoną broń Toomesa. Po tym zdarzeniu Stark posądza Parkera o lekkomyślność i odbiera mu jego kombinezon. Kiedy Parker pokonuje Toomesa, usiłującego przejąć samolot z transportem z Avengers Tower, Stark w uznaniu zasług zwraca mu kombinezon, zaprasza również Parkera do drużyny Avengers jako pełnoprawnego członka. W związku z odmowną odpowiedzią Parkera, Stark usiłuje znaleźć rozwiązanie odnośnie do konferencji prasowej, którą zorganizował razem z Potts, aby przedstawić nowego członka Avengers. Z opresji ratuje go Hogan, który wręcza mu pierścionek zaręczynowy dla Potts.
Podczas joggingu razem z Potts, pojawili się przed nimi Stephen Strange i Bruce Banner z prośbą o pomoc. Pomimo sprzeciwu Potts, Stark udaje się z nimi do Sanktuarium, gdzie zostaje poinformowany o nadciągającym zagrożeniu ze strony Thanosa. Kiedy Nowy Jork zostaje zaatakowany przez dwoje dzieci Thanosa, Ebony Mawa i Cull Obsidiana w celu zdobycia Kamienia Czasu, Stark, Strange, Banner i Wong stają w jego obronie. Niespodziewanie pojawił się Parker, który podążył za Mawem mającym Strange’a z Kamieniem na statku. Stark wyruszył w pogoni za odlatującym statkiem, który przypadkowo zabrał również Parkera. Udało im się pokonać Ebony Mawa i uwolnić Strange’a. Podjęli decyzję, aby polecieć na planetę Tytan, aby tam zaskoczyć Thanosa. Tam spotkali Petera Quilla, Mantis i Draxa, z którymi sprzymierzają się przeciwko Thanosowi i obmyślają plan odebrania mu rękawicy. Odnoszą oni jednak porażkę, kiedy pojawia się Nebula i poinformowała Quilla, że Thanos zabił Gamorę. Quill wpadł w szał, dzięki czemu Thanos uwolnił się i ostatecznie po przegranej walce, Strange zdecydował się oddać mu Kamień, a Thanos wyrusza po ostatni z Kamieni. Po pstryknięciu palcami przez Thanosa na planecie pozostaje tylko Stark z Nebulą, natomiast Parker, Strange, Quill, Mantis i Drax znikają.
Po spędzeniu dwudziestukilku dni dryfując na statku Strażników w kosmosie, Stark i Nebula zostali uratowani przez Carol Danvers. Z powrotem na Ziemi Stark postanowił normalnie żyć u boku Potts, z którą wziął ślub i urodziła im się córka, Morgan. Po pięciu latach od powrotu z kosmosu, Rogers, Romanow i Scott Lang przyjechali do niego z planem i prośbą w jego realizacji, polegającym na podróży w czasie przy wykorzystaniu wymiaru kwantowego oraz pozyskaniu dzięki temu Kamieni Nieskończoności i odwróceniu zagłady Thanosa. Początkowo Stark się nie zgadza, ale później postanawia im pomóc. Razem z Rogersem, Bannerem i Langiem znalazł się w drużynie, która miała pozyskać trzy Kamienie w Nowym Jorku z roku 2012 podczas inwazji Chitauri. Udało im się pozyskać, dwa z trzech, z którymi powrócili Banner i Lang, natomiast Stark i Rogers udali się do 1970 roku do bazy T.A.R.C.Z.Y., aby zdobyć Tesseract i cząsteczki Pyma i powrócić do swoich czasów. Tam Stark spotkał swojego ojca, któremu przedstawił się jako Howard Potts. Misja zakończyła się sukcesem i obydwaj wrócili do współczesności, gdzie Banner założył nową rękawicę i odwrócił działania Thanosa. Jednak wskutek podróży Rhodesa i Nebuli po Kamień Rzeczywistości do roku 2014, Nebula została podmieniona na tę z tamtego roku i sprowadziła za pomocą tunelu kwantowego Thanosa z jego armią do współczesności. Stark wraz z Rogersem i Thorem stanęli do obrony nowej Rękawicy. Zostali wsparci przez armię Wakandy, Asgardu, Strażników Galaktyki, Ravagers i pozostałych przywróconych do życia. Ostatecznie w wyniku walki Thanosowi udało się ją zdobyć, ale Starkowi udało się zdjąć z niej kamienie i zamontować w rękawicy od zbroi i użyć przeciwko Thanosowi i jego armii, powodując ich zniknięcie. Wskutek działania Kamieni Stark doznał obrażeń śmiertelnych i zmarł.
Downey Jr. został obsadzony w roli postaci na podstawie komiksowego pierwowzoru we wrześniu 2006 roku. Po pierwszym filmie aktor początkowo podpisał kontrakt na 5 filmów. Po filmie Iron Man 3 rozszerzył kontrakt na kolejne dwa filmy z serii Avengers. W październiku 2014 roku jego kontrakt rozszerzył się o trzecią część Kapitana Ameryki, a w kwietniu 2016 roku o udział w filmie Spider-Man: Homecoming. Downey pojawił się również w roli cameo w filmie Incredible Hulk oraz z wykorzystaniem archiwalnych nagrań w krótkometrażówce Konsultant i serialu internetowym WHiH NewsFront. Downey Jr. za tę rolę w filmach był nominowany w kategorii „Najlepszy aktor” do wielu nagród oraz wygrał kilka z nich. Dostał między innymi nominację w kategorii „Najlepszy superbohater” do nagrody People’s Choice Awards w 2009, wygrał tę nagrodę w 2013 roku. Nominowany był również do nagrody „Najlepszy bohater” na MTV Movie Awards w 2013 i 2014 roku. Davin Ransom wcielił się w Tony’ego Starka jako dziecko w filmie Iron Man 2.
Główną różnicą między filmową wersją tej postaci, a jego komiksowym pierwowzorem jest to, że Tony Stark w MCU jest biologicznym, a nie adoptowanym synem Howarda i Marii Starków.

### Virginia „Pepper” Potts
| Pojawiła się |  |
| --- |  |
| • Iron Man • Iron Man 2 • Avengers • Iron Man 3 • Spider-Man: Homecoming • Avengers: Wojna bez granic • Avengers: Koniec gry |  |

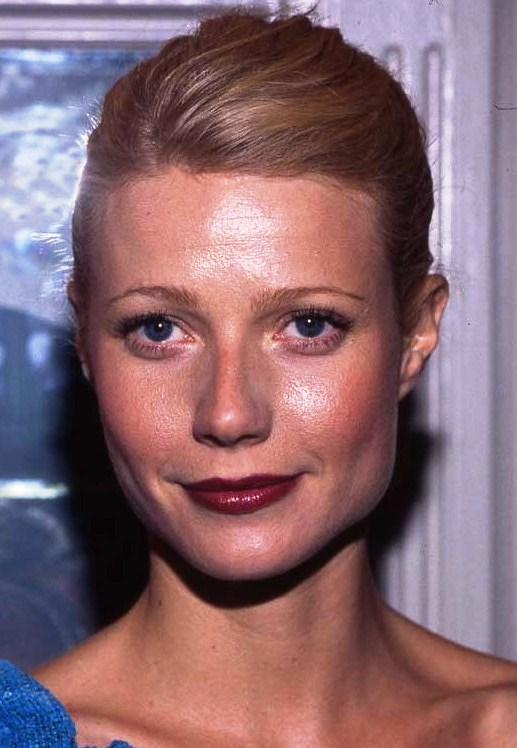
Gwyneth Paltrow

Virginia „Pepper” Potts (zagrana przez Gwyneth Paltrow) była osobistą asystentką Tony’ego Starka. Pomiędzy nią a Starkiem nawiązał się romans. Pomogła mu odnaleźć w komputerze firmy dowody na to, że Obadiah Stane sprzedaje broń dla „Dziesięciu Pierścieni”, i że to on stał za porwaniem Starka i próbował go zabić. Wychodząc z firmy spotkała Phila Coulsona, którego poinformowała o tym odkryciu. Wspólnie włamała się do pracowni Stane’a i odkryła, że posiada on zbroję Starka, w której uciekł w Afganistanie oraz ulepszoną wersję operowaną przez Stane’a, przez którego zostają zaatakowani. Na prośbę Starka przeciążyła reaktor łukowy zainstalowany w firmie, w wyniku czego Stane zginął.
Została mianowana prezesem Stark Industries i związała się ze Starkiem. Pojechała ze Starkiem do Monako, gdzie został on zaatakowany przez Ivana Vanko. Pojawiła się na Stark Expo, gdzie Hammer zaprezentował swoje drony, które sterowane przez Vanko zaczęły atakować publiczność. Doprowadziła do aresztowania Hammera.
Przekonała Starka do pomocy T.A.R.C.Z.Y. w sprawie Lokiego. Podczas bitwy o Nowy Jork wracała z Waszyngtonu, gdzie załatwiała sprawy firmy.
Została odwiedzona przez Aldricha Killiana, który przedstawił jej projekt Extremis. Potts odmówiła współpracy Stark Industries przy Extremis, wierząc, że może być użyte jako broń. Podczas ataku na posiadłość Starka, uratowała Mayę Hansen używając jego zbroi. Ukrywała się z Hansen przed ludźmi Mandaryna, gdzie dowiedziała się od niej, że Killian współpracuje z Mandarynem. Okazało się, że Hansen współpracuje z Killianem i wspólnie porywają Potts. Zostaje zarażona Extremis przez Killiana, który w ten sposób próbuje zmusić Starka do współpracy przy dalszych badaniach nad programem. Podczas walki Starka z Killianem spada w przepaść, ale dzięki Extremis udaje się jej przeżyć. Wykorzystując nadludzkie zdolności, jakie jej dał Extremis, pomogła Starkowi pokonać Killiana. Następnie została wyleczona przez Starka z Extremis. Po kilku latach podjęła decyzję o rozstaniu ze Starkiem, jednak kilka miesięcy później Stark oświadcza się jej.
Paltrow została obsadzona w roli postaci na podstawie komiksowego pierwowzoru w styczniu 2007 roku. Aktorka początkowo podpisała kontrakt na 4 filmy, który później rozszerzyła o filmy Spider-Man: Homecoming, Avengers: Wojna bez granic i jego kontynuację. Paltrow za tę rolę była nominowana w kategorii „Najlepsza aktorka” do kilku nagród.
Różnicą między filmową wersją tej postaci, a jego komiksowym pierwowzorem jest to, że w komiksach Pepper była najpierw żoną Happy’ego zanim związała się ze Starkiem.

### James „Rhodey” Rhodes / War Machine
| Pojawił się | Zapowiedziane |
| --- | ------------- |
| • Iron Man • Iron Man 2 • Iron Man 3 • Avengers: Czas Ultrona • Kapitan Ameryka: Wojna bohaterów • Avengers: Wojna bez granic • Kapitan Marvel (rola cameo) • Avengers: Koniec gry • Falcon i Zimowy Żołnierz • Tajna inwazja | • Armor Wars  |

James Rhodes (zagrany przez Dona Cheadle’a i Terrence’a Howarda) od wczesnych lat przyjaźnił się z Tonym Starkiem. Wstąpił do armii, gdzie awansował do stopnia podpułkownika. Został łącznikiem między Stark Industries a Wojskowym Departamentem ds Zbrojeń. Razem ze Starkiem był w Afganistanie podczas prezentacji pocisku Jerycho, gdzie Stark został porwany. Gdy udało się Starkowi uciec, został odnaleziony przez Rhodesa na pustyni.
Zostaje wezwany przez Senatora Sterna przed komisję wojskową, aby zeznawał przeciwko Starkowi, jako ekspert w sprawie zbroi Iron Mana. Podczas kłótni ze Starkiem wykradł jedną z jego zbroi, która zostaje dostosowana do wymogów armii amerykańskiej i dozbrojona przez Hammera. Pojawił się na Stark Expo podczas pokazu dronów Hammer Industies stworzonych przez Ivana Vanko. Pomógł Starkowi pokonać Vanko i jego drony. Stark zgodził się, aby używał on zbroi podczas misji rządowych. Jego zbroja została ponownie zmodyfikowana przez AIM. Zostaje porwany przez Aldricha Killiana, a jego zbroja ma zostać użyta do planowanej egzekucji prezydenta Matthew Ellisa. Zostaje uwolniony przez Starka, pomaga mu w pokonaniu Killiana i ratuje prezydenta przed egzekucją. Brał również udział w ratowaniu ludności Sokowii, po czym został członkiem Avengers.
W sprawie rejestracji superbohaterów stanął po stronie Starka, gdzie w trakcie bitwy na lotnisku zostaje przez pomyłkę zestrzelony przez Visiona, wskutek czego zostaje ciężko ranny.
Na początku funkcjonował on pod nazwą War Machine (Maszyna Wojenna), następnie jako Iron Patriot (Żelazny Patriota), a później powraca ponownie do War Machine.
Howard został obsadzony w roli postaci na podstawie komiksowego pierwowzoru w październiku 2006 roku, aktor wystąpił w filmie Iron Man. W październiku 2008 roku poinformowano, że Howard został zastąpiony przez Dona Cheadle’a, który wystąpił w kolejnych filmach franczyzy. Archiwalne nagranie z udziałem Cheadle’a pojawiło się również w serialu internetowym WHiH NewsFront.

### Obadiah Stane
| Pojawił się |
| ----------- |
| • Iron Man  |

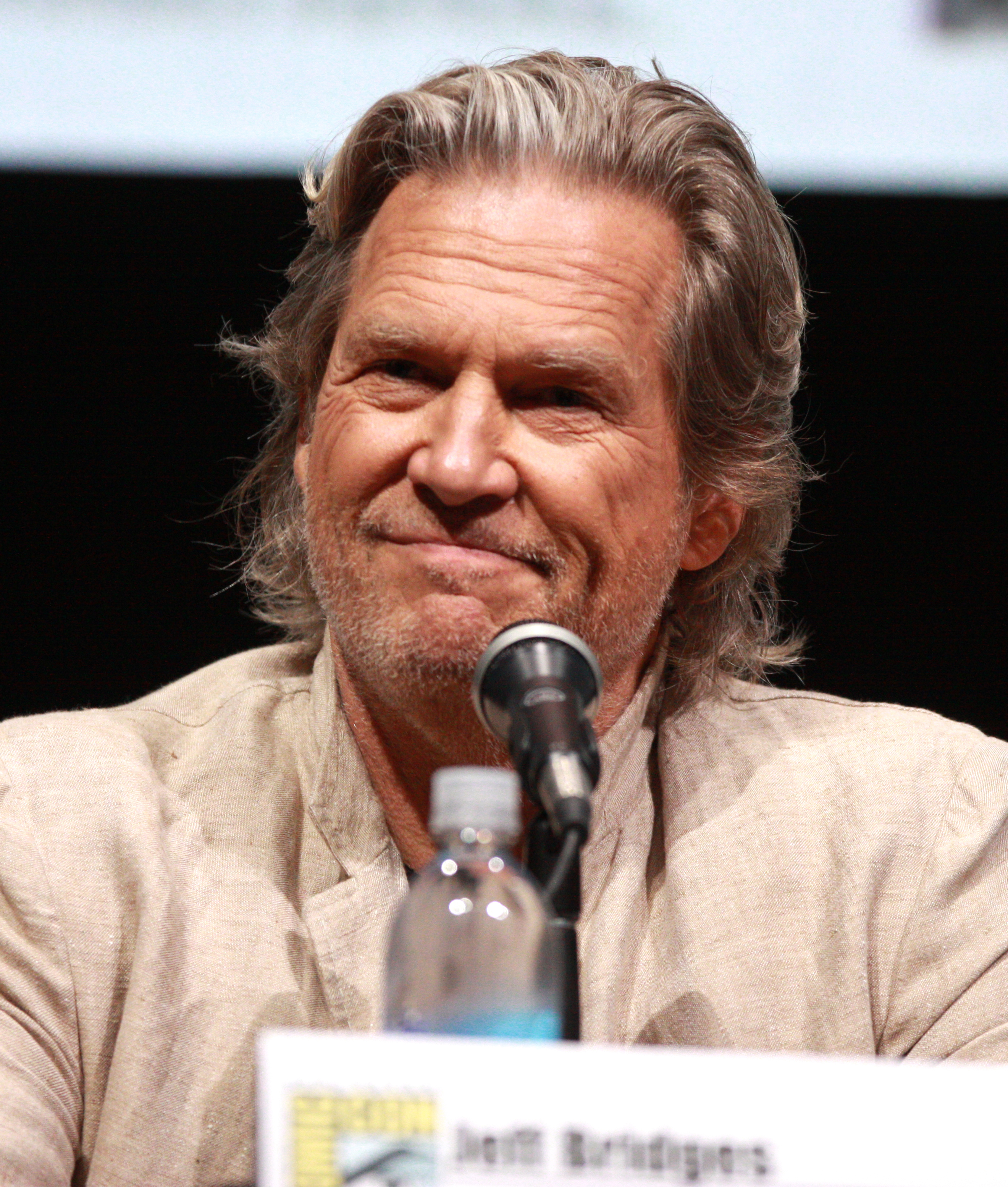
Jeff Bridges

Obadiah Stane (zagrany przez Jeffa Bridgesa) był współpracownikiem i przyjacielem Howarda Starka. Był prezesem Stark Industries po jego śmierci i do czasu ukończeniu 21 roku życia przez syna Howarda, Tony’ego. Później menadżer Stark Industries. Stane współpracował z organizacją terrorystyczną Dziesięć Pierścieni, której zlecił zabicie Tony’ego Starka. Po ucieczce Starka z Afganistanu, Stane nie popiera jego chęci wycofania się z przemysłu zbrojeniowego i za jego plecami handluje z terrorystami. Obadiah zdobywa szczątki zbroi Starka „Mark I” znalezione na pustyni, aby zbudować nową zbroję. Wykrada reaktor łukowy Tony’emu, pozostawiając go na pewną śmierć. Pepper Potts odkrywa plany Stane’a i wraz Agentem Coulsonem i T.A.R.C.Z.Ą. próbują go powstrzymać. Tony wykorzystując stary reaktor i nową zbroję „Mark II” staje do walki ze Stanem jako Iron Mongerem. Pokonuje go, wskutek czego Stane ginie w wyniku wybuchu reaktora 24 października 2010 roku. Oficjalnie zostało ogłoszone, że Stane zginął w wypadku prywatnego samolotu wracając z wakacji.
Bridges został obsadzony w roli postaci na podstawie komiksowego pierwowzoru w lutym 2007 roku. Został on nominowany za tę rolę do nagród Teen Choice Award w kategorii „Ulubiony czarny charakter” oraz Saturn w kategorii „Najlepszy aktor drugoplanowy”.
W komiksach postać nie była przyjacielem rodziny Starków, był wrogiem Iron Mana, używającym pseudonimu „Iron Monger”.

### Ho Yinsen
| Pojawił się             |
| ----------------------- |
| • Iron Man • Iron Man 3 |

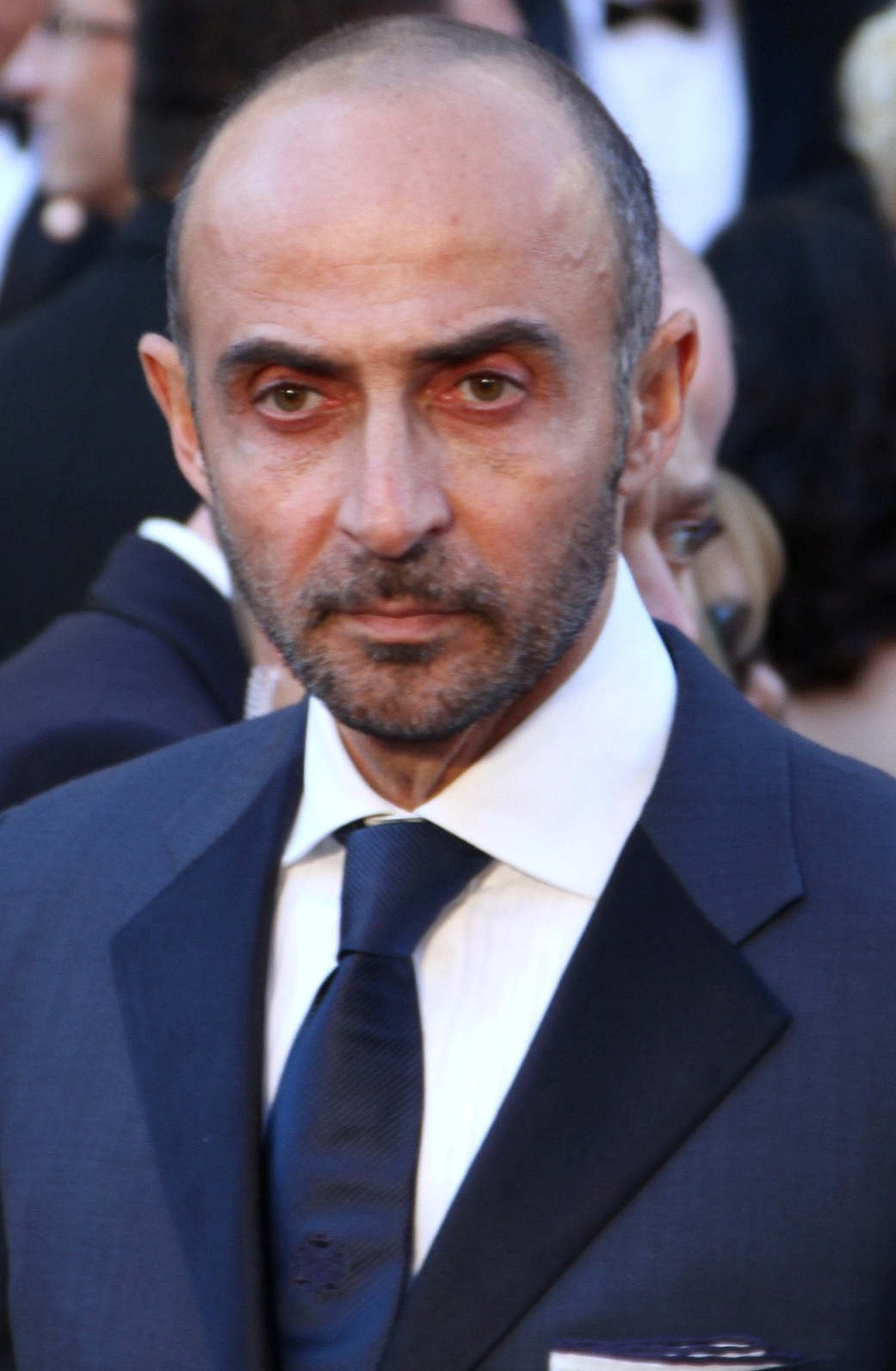
Shaun Toub

Ho Yinsen (zagrany przez Shauna Touba) był lekarzem i naukowcem pochodzącym ze wsi Gulmira, położonej we środkowo-wschodnim Afganistanie. Jego rodzina zginęła w wyniku działań terrorystów, a on sam został przez nich porwany. Był współwięźniem Tony’ego Starka przetrzymywanym przez Dziesięć Pierścieni i Razę. Założył Starkowi elektromagnes utrzymujący odłamki z dala od serca oraz pomógł mu zbudować zbroję „Mark I”. Podczas ucieczki Yinsen poświęca się i zostaje zabity. Później się okazuje, że Stark wraz z Mayą Hansen poznał Yinsena w sylwestra 1999 roku w Szwajcarii, jednak wskutek upojenia alkoholowego tego nie pamiętał.
W komiksach Yinsen był pochodzenia azjatyckiego, z fikcyjnego kraju Timbetpal.

### Harold „Happy” Hogan
| Pojawił się |  |
| --- |  |
| • Iron Man • Iron Man 2 • Iron Man 3 • Spider-Man: Homecoming • Avengers: Koniec gry • Spider-Man: Daleko od domu • Spider-Man: Bez drogi do domu |  |

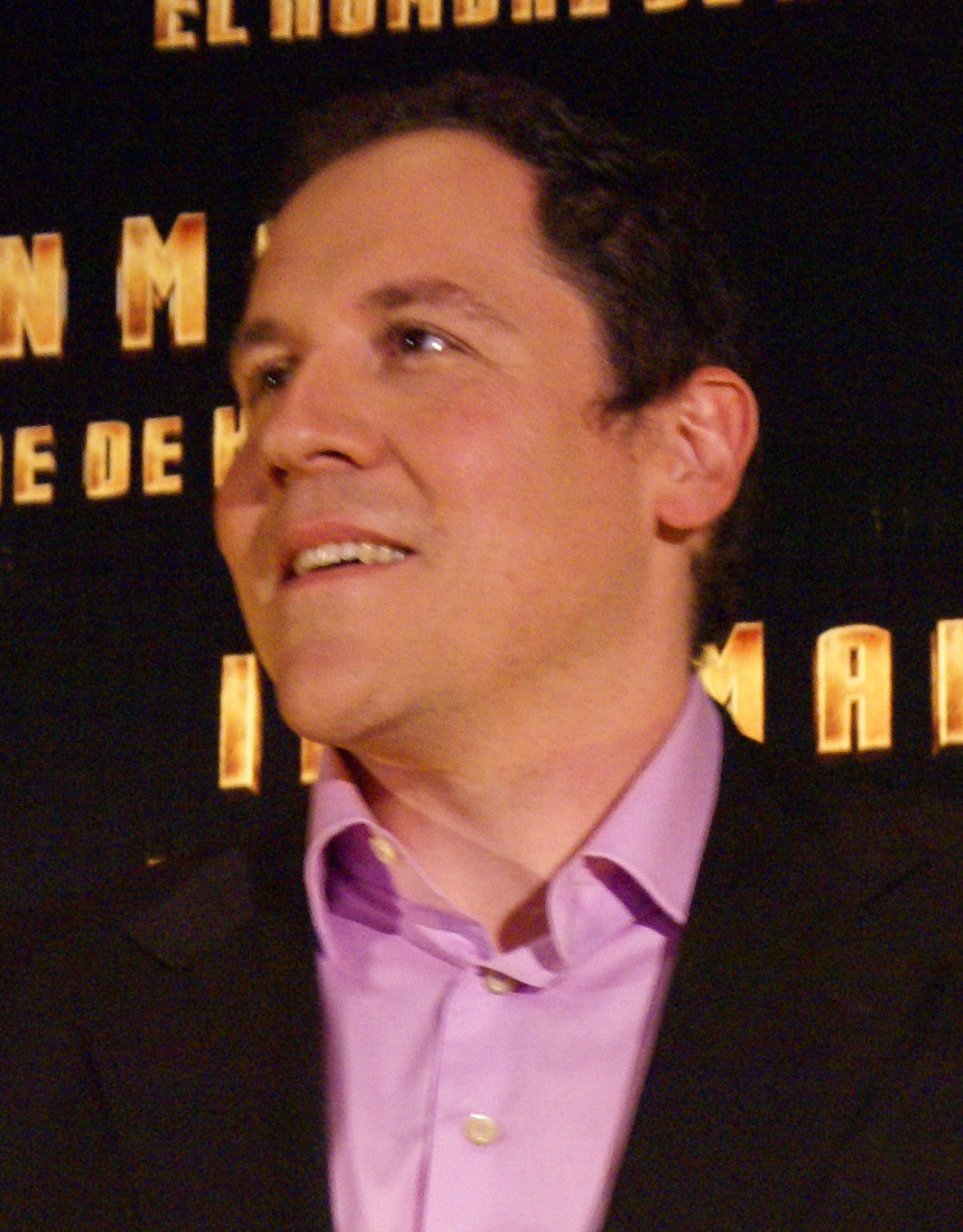
Jon Favreau

Harold „Happy” Hogan (zagrany przez Jona Favreau) był osobistym ochroniarzem i szoferem Tony’ego Starka, kiedy Potts została prezesem Stark Industries został jej szoferem, a następnie awansował na szefa ochrony Stark Industries i pracuje dla niej. Śledząc Erica Savina zostaje ciężko ranny w wyniku wybuchu żołnierza poddanego działaniu Extremis, Jacka Taggarta, przez co trafia do szpitala.
Różnicą między filmową wersją tej postaci, a jego komiksowym pierwowzorem jest to, że w komiksach Happy był najpierw mężem Pepper.

### Phil Coulson
| Pojawił się |
| --- |
| • Iron Man • Iron Man 2 • Thor • Avengers • Marvel One-Shot: Konsultant • Marvel One-Shot: Ciekawa rzecz spotkała nas przy młocie Thora • Agenci T.A.R.C.Z.Y. sezon 1 • 2 • 3 • 4 • 5 • Agenci T.A.R.C.Z.Y.: Slingshot • Kapitan Marvel |

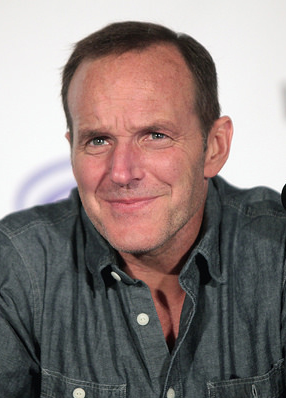
Clark Gregg

Phil Coulson (zagrany przez Clarka Gregga) urodził się 8 lipca 1964 roku. Jest agentem T.A.R.C.Z.Y.
Spotkał się z Tonym Starkiem, aby omówić okoliczności jego niewoli w Afganistanie oraz jego powrotu. Wraz z Pepper Potts próbował powstrzymać Obadiaha Stane’a. Napisał przemówienie – alibi dla Starka, który zamiast je przeczytać, ujawnił się jako Iron Man. Fury zlecił mu pilnowanie Starka podczas jego aresztu domowego. Kiedy Stark zapoznawał się z pracą swojego ojca Howarda, Coulson poinformował go, że został przydzielony do zadania w Nowym Meksyku. Tym zadaniem okazał się odnaleziony tajemniczy młot. Podczas drogi do Nowego Meksyku, Coulson udaremnił napad na stację benzynową. Skonfiskował sprzęt i badania Jane Foster, a następnie przesłuchiwał pozbawionego mocy Thora. Kiedy Thor zniszczył Niszczyciela wysłanego przez Lokiego z Asgardu, zaproponował Coulsonowi umowę, że będzie on sojusznikiem T.A.R.C.Z.Y. w zamian za to, że Foster odzyska swój sprzęt i badania. Coulson się na to zgodził. Został skierowany przez Fury’ego do prac przy projekcie Pegasus. Okazało się, że jest on fanem Kapitana Ameryki i kolekcjonerem kart z jego podobizną, kiedy witał Rogersa na Hellicarrierze. Zostaje zabity przez Lokiego, a Jego śmierć zostaje wykorzystana przez Nicka Fury’ego do zmobilizowania członków grupy Avengers.
Nadzorował projekt T.A.H.I.T.I., któremu sam został poddany na polecenie Fury’ego. Dzięki temu został przywrócony do życia, a część jego pamięci została zmieniona. Coulson pamiętał, że został zraniony przez Lokiego oraz że przebywał na wczasach. Zostaje mu zlecone zbudowanie zespołu agentów, którzy mają się zająć dziwnymi zjawiskami. Do jego zespołu dołącza Melinda May, agentka, która ma go obserwować na zlecenie Fury’ego; Grant Ward, specjalista od walki wręcz i broni; „Leo” Fitz, który specjalizuje się w inżynierii; Jemma Simmons, biolog oraz Skye, hakerka niezwiązana z T.A.R.C.Z.Ą. Coulson z zespołem musi się zmierzyć z organizacją „Stonoga”, która tworzy superżołnierzy wykorzystując technologię Extremis oraz odnalezieniem jej przywódcy, Jasnowidza. Kiedy okazuje się, że Hydra działa wewnątrz T.A.R.C.Z.Y., wychodzi na jaw również, że Jasnowidzem okazuje się jej agent John Garrett oraz że jedna osoba w zespole Coulsona również pracuje dla Hydry i jest nią Grant Ward. Po pokonaniu Garretta zostaje mianowany przez Nicka Fury’ego Dyrektorem T.A.R.C.Z.Y. z zadaniem odbudowania tej organizacji i dalszej walki z Hydrą. W międzyczasie Coulson odzyskuje pamięć i dowiaduje się o swojej śmierci i projekcie T.A.H.I.T.I., wskutek czego zaczyna rysować dziwne symbole na ścianach, nad czym nie ma kontroli. Dziwne symbole okazują się mapą podziemnego miasta Inhumans, a Skye okazuje się być jedną z przedstawicielek tej rasy, a jej prawdziwym imieniem jest Daisy. Coulsonowi i jego drużynie przychodzi się zmierzyć z Inhumans pod wodzą Jiaying, Mack ratuje mu życie przez odcięcie lewego przedramienia, które zostaje zastąpione bioniczną protezą. Nawiązuje romans z Rosalind Price, szefową ATCU, która zostaje zabita przez Warda. Coulson planuje się zemścić na nim i wyrusza za nim na planetę, z której Hydra planuje sprowadzić starożytną niebezpieczną istotę. Tam Coulson zabija Warda, a starożytna istota, przedstawiciel rasy Inhumans o imieniu Hive, używając ciała Warda powraca na Ziemię. Po pokonaniu Hive’a Coulson przestaje być dyrektorem i ponownie pracuje jako agent w terenie, jego parterem zostaje Mack, a ich zadaniem staje się schwytanie Daisy.
Gregg początkowo występował w filmach franczyzy, w których jego postać została uśmiercona. Od 2013 roku gra główną rolę w serialu Agenci T.A.R.C.Z.Y., a jego postać została przywrócona do życia. Aktor otrzymał nagrodę Saturn w 2013 roku w kategorii „Najlepszy aktor drugoplanowy” za tę rolę w filmie Avengers.
Postać została stworzona na potrzeby uniwersum, a w komiksach pojawiła się dopiero w 2011 roku.

### J.A.R.V.I.S.
| Pojawił się                                                              |
| ------------------------------------------------------------------------ |
| • Iron Man • Iron Man 2 • Avengers • Iron Man 3 • Avengers: Czas Ultrona |

J.A.R.V.I.S., skrót od Just A Rather Very Intelligent System (zagrany przez Paula Bettany’ego) był komputerową sztuczną inteligencją stworzoną przez Tony’ego Starka na wzór kamerdynera rodziny Edvina Jarvisa. Zarządza on posiadłością i zbrojami Starka. Zostaje zniszczony przez Ultrona. Starkowi udaje się odzyskać jego dane i razem z Bannerem wgrywa je w ciało stworzone przez Ultrona z vibranium oraz wykorzystuje klejnot umysłu z berła Lokiego, tworząc istotę o imieniu Vision.
Bettany użyczył głosu postaci. Postać została stworzona na potrzeby uniwersum na podstawie postaci Edvina Jarvisa, który pojawił się w serialu Agentka Carter, w komiksach pojawiła się ona dopiero w 2009 roku. Fizycznie aktor pojawił się w filmach franczyzy dopiero w filmie Avengers: Czas Ultrona, gdzie zagrał również drugą postać – Visiona.

### Christine Everhart
| Pojawiła się                             |
| ---------------------------------------- |
| • Iron Man • Iron Man 2 • WHiH NewsFront |

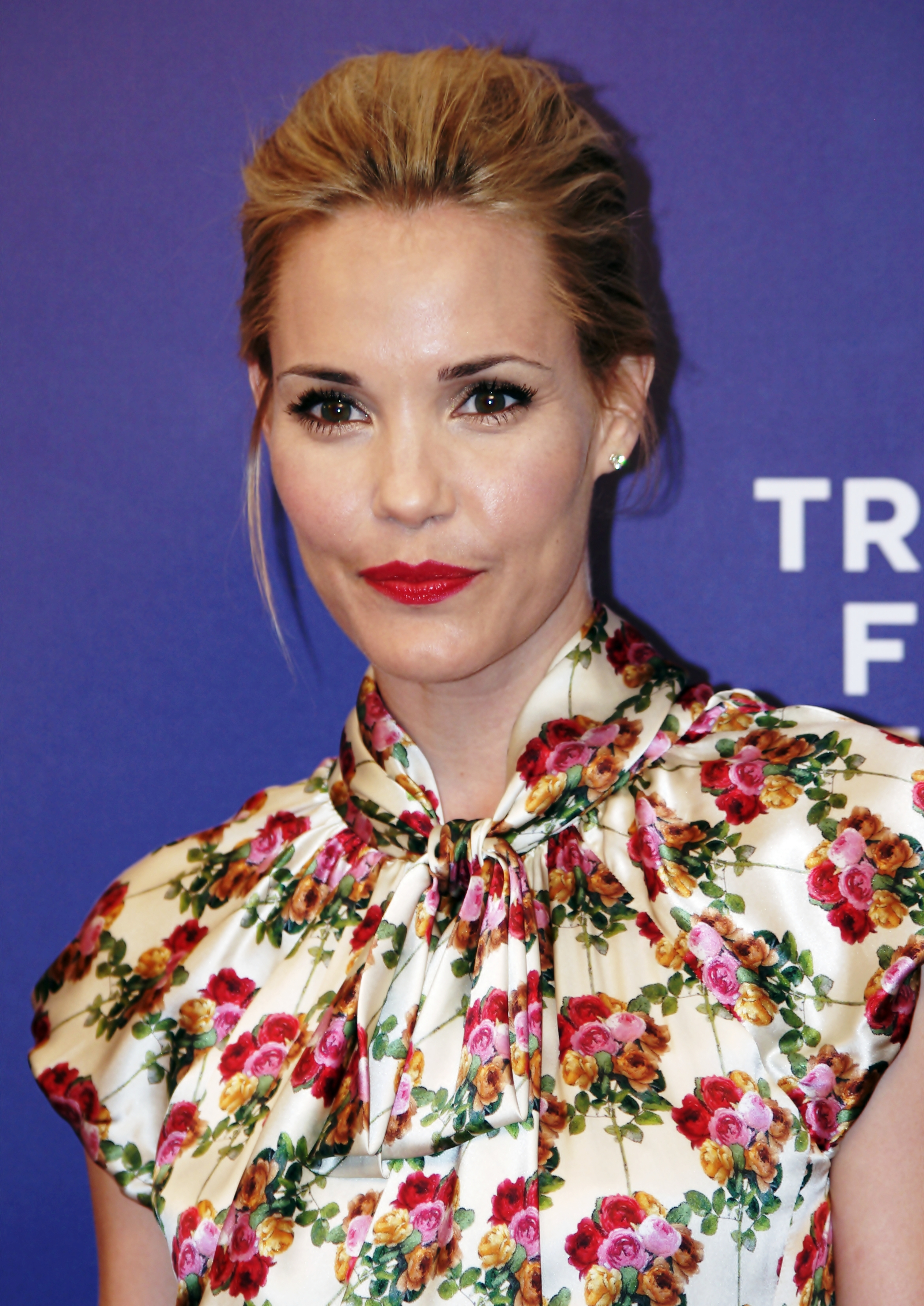
Leslie Bibb

Christine Everhart (zagrana przez Leslie Bibb) była reporterką Vanity Fair, później dostała pracę w telewizji WHiH jako prezenterka, gdzie prowadzi swój własny program WHiH NewsFront, w którym relacjonuje ważne wydarzenia społeczne i polityczne, między innymi: uwolnienie Scotta Langa z więzienia czy Porozumienia Sokowii.
Jako reporterka Vanity Fair przespała się z Tonym Starkiem tuż przed jego wyjazdem do Afganistanu, chcąc przeprowadzić z nim wywiad. Później poinformowała go o zamachach terrorystycznych na wioskę Gulmira. Towarzyszy Justinowi Hammerowi w Monaco, aby przeprowadzić z nim wywiad, chce też wzbudzić zazdrość Starka. Jednak zostaje ośmieszona z Hammerem przez Starka i Potts. Traci zainteresowanie Hammerem, kiedy dowiaduje się, że ten stracił kontrakt z rządem.
Jako prezenterka autorskiego programu informacyjnego WHIH NewsFront przeprowadziła wywiady ze Scottem Langiem i prezydentem Matthew Ellisem.

### Howard Stark
| Pojawił się |
| --- |
| • Iron Man • Iron Man 2 • Kapitan Ameryka: Pierwsze starcie • Ant-Man • Kapitan Ameryka: Wojna bohaterów • Avengers: Koniec gry • Marvel One-Shot: Agentka Carter • Agentka Carter sezon 1 • 2 |

Howard Stark (zagrany przez Johna Slattery’ego i Dominica Coopera) urodził się 15 sierpnia 1917 roku. Był ekscentrycznym geniuszem przemysłowym, wynalazcą i biznesmenem. W 1940 roku założył Stark Industries i podpisał pierwszy kontrakt z armią USA. Został namówiony przez Chestera Phillipsa do przystąpienia do Naukowych Rezerw Strategicznych w czasie II Wojny Światowej, gdzie wraz z doktorem Abrahamem Erskine stworzył serum superżołnierza. Brał udział przy projekcie poddania serum Steve’owi Rogersowi. Ofiarował mu tarczę wykonaną z vibranium, metalu który odkrył w Afryce. W czasie wojny pomógł Rogersowi dostać się do bazy Hydry, gdzie byli przetrzymywani zakładnicy. Nadzorował nieskuteczne poszukiwania Rogersa po jego rozbiciu się. Po wojnie poprosił Peggy Carter o oczyszczenie go z zarzutów o nielegalny handel bronią i technologią. Do pomocy agentce przydzielił swojego lokaja Edwina Jarvisa. Pomógł Carter również w misji w Los Angeles.
Jest jednym z założycieli T.A.R.C.Z.Y. Pracował z Antonem Vanko nad reaktorem łukowym, współpracował też z Hankiem Pymem. W 1961 roku stworzył Stark Expo – coroczne światowe targi nowych technologii. Poślubił kobietę o imieniu Maria, z którą ma syna Tony’ego. Zginął wraz z żoną w wypadku samochodowym 16 grudnia 1991 roku spowodowanym przez Zimowego Żołnierza na zlecenie Hydry.
Gerard Sanders został zatrudniony do roli na podstawie komiksowego pierwowzoru tylko na potrzeby zdjęcia, które pojawiło się w pierwszej części Iron Man. Slattery wcielił się w starszą wersję Howarda w filmach Iron Man 2, Ant-Man Kapitan Ameryka: Wojna bohaterów i Avengers: Koniec gry. Natomiast Cooper zagrał młodszą wersję ojca Tony’ego i wystąpił w pozostałych produkcjach, pojawił się on również na zdjęciu w filmie Kapitan Ameryka: Zimowy żołnierz. Cooper został nominowany do nagrody Saturn w 2015 roku w kategorii „Najlepszy występ gościnny” za tę rolę w serialu Agentka Carter.

### Nick Fury
| Pojawił się |  |
| --- |  |
| • Iron Man (rola cameo) • Iron Man 2 • Thor (rola cameo) • Kapitan Ameryka: Pierwsze starcie • Avengers • Kapitan Ameryka: Zimowy żołnierz • Avengers: Czas Ultrona • Agenci T.A.R.C.Z.Y. sezon 1 • Avengers: Wojna bez granic (rola cameo) • Kapitan Marvel • Avengers: Koniec gry • Spider-Man: Daleko od domu •Tajna inwazja • Marvels |  |

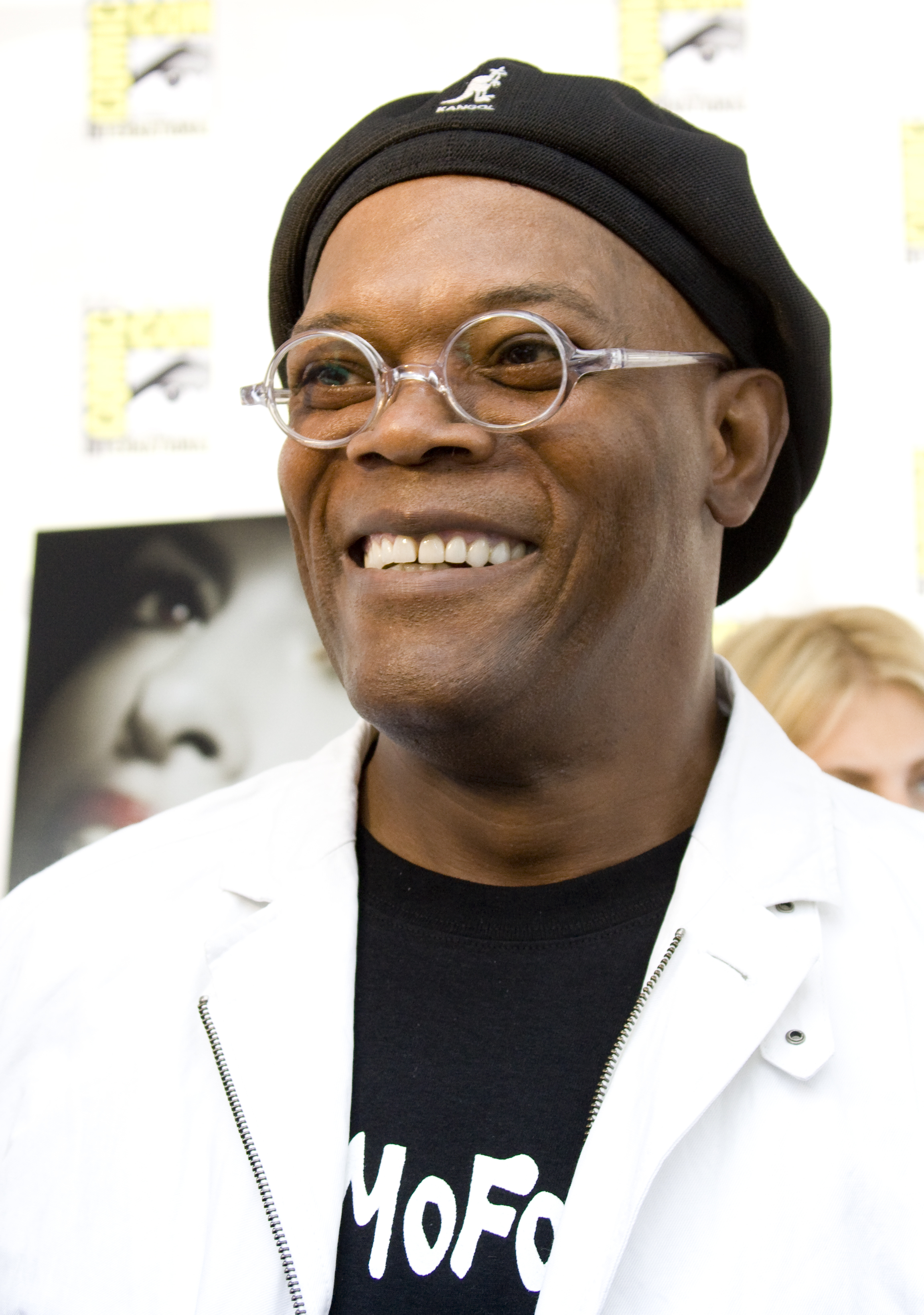
Samuel L. Jackson

Nick Fury (zagrany przez Samuela L. Jacksona) urodził się 21 grudnia 1951 roku. Służył w armii amerykańskiej i jest weteranem Zimnej Wojny. Następnie wstąpił do T.A.R.C.Z.Y., której został dyrektorem.
Kiedy Tony Stark poinformował, że jest Iron Manem, pojawił się w jego posiadłości i poinformował, go, że nie jest jedynym superbohaterem oraz chciał porozmawiać z nim o „Inicjatywie Avengers”. Stark nie wyraził zainteresowania, dlatego Fury postanowił umieścić w Stark Industries jednego ze swoich agentów, Nataszę Romanow. Kiedy dowiedział się, że reaktor łukowy w piersi Starka, powoli go zabija, ujawnił prawdziwą tożsamość Romanow, Ujawnił Starkowi również, że znał jego ojca, Howarda. Później Fury poinformował Starka, że nie jest już zainteresowany jego udziałem w „Inicjatywie Avengers”, jednak on i T.A.R.C.Z.A. chętnie będą korzystać z niego jako konsultanta. Poprosił on Erika Selviga o pomoc przy badaniu Tesseraktu. Poinformował Steve’a Rogersa o tym, że był zahibernowany przez 70 lat. Po kradzieży Tesseraktu przez Lokiego wysłał Romanow po Bruce’a Bannera, a Coulsona po Tony’ego Starka. Do odszukania Tesseraktu zaangażował również Rogersa. Wykorzystał śmierć Phila Coulsona, do uruchomienia „Inicjatywy Avengers”, gdzie Stark, Rogers, Romanow, Barton, Banner i Thor pokonali Lokiego i armię Chitauri.
Został zaatakowany przez Zimowego Żołnierza, jednak zdołał uciec i ukrył się w mieszkaniu Rogersa, któremu ufał. Kiedy okazało się, że w T.A.R.C.Z.Y. działa potajemnie Hydra, pomaga Rogersowi zapobiec uruchomienia programu „Wizja”, który Hydra chce wykorzystać do zniszczenia jej wrogów. Później udaje się do Europy. Mianuje Coulsona dyrektorem T.A.R.C.Z.Y. i zleca mu odbudowanie organizacji.
Razem z Marią Hill pomaga Avengers podczas ewakuacji cywilów Sokowii. Kilka lat później wraz z agentką Hill zniknął po pstryknięciu palcami przez Thanosa. W ostatnim momencie udało mu się wysłać sygnał pomocy. Po pięciu latach powrócił po pstryknięciu dokonanym przez Bannera i uczestniczył w pogrzebie Tony'ego Starka.
Jackson podpisał kontrakt na dziewięć filmów, wyraził on również zainteresowanie rozszerzeniem kontraktu ze studiem.
Różnicą między filmową wersją tej postaci, a jego komiksowym pierwowzorem jest to, że w komiksach Fury dowodził Howling Commandos podczas II wojny światowej i walczył u boku Kapitana Ameryki i Bucky’ego oraz został poddany działaniu serum spowalniającym starzenie.

### William Ginter Riva
| Pojawił się                             |
| --------------------------------------- |
| • Iron Man • Spider-Man: Daleko od domu |

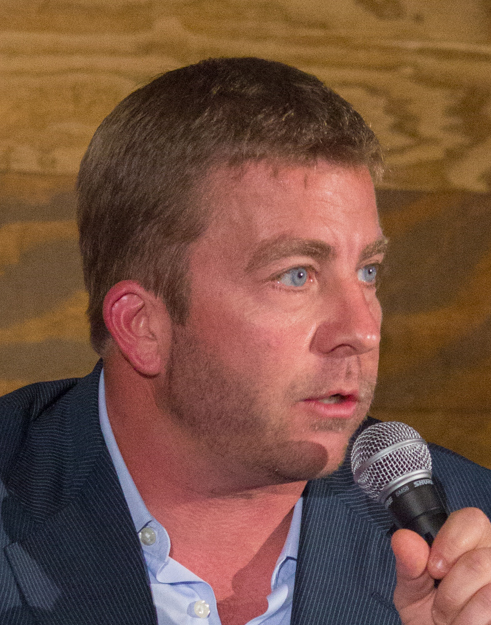
Peter Billingsley

William Ginter Riva (zagrany przez Petera Billingsleya)

## Przedstawieni w filmieIncredible Hulk

### Bruce Banner / Hulk
| Pojawił się |  |
| --- |  |
| • Incredible Hulk • Avengers • Iron Man 3 (rola cameo) • Avengers: Czas Ultrona • Thor: Ragnarok • Avengers: Wojna bez granic • Kapitan Marvel (rola cameo) • Avengers: Koniec gry • Shang-Chi i legenda dziesięciu pierścieni (rola cameo) • Mecenas She-Hulk |  |

Bruce Banner (zagrany przez Edwarda Nortona i Marka Ruffalo) urodził się 18 grudnia 1969 roku. Jest naukowcem specjalizującym się w dziedzinach: biochemii, fizyki nuklearnej i promieniowania gamma. Spotyka się z koleżanką po fachu, Betty Ross, córką generała, którą poznał w czasach szkolnych. Wspólnie pracowali na Uniwersytecie Culver, gdzie poznał Erika Selviga. W 2005 roku został zaproszony przez Generała Rossa do pracy nad eksperymentem superżołnierza, a dokładniej częścią tego eksperymentu związanego z odpornością na promienie gamma. W wyniku wypadku Banner zostaje napromieniowany, co zaowocowało niekontrolowanymi transformacjami w Hulka – wielkiego, humanoidalnego stwora o nadludzkiej sile i wytrzymałości, nad którym Banner nie ma właściwie żadnej kontroli. W efekcie Hulk niszczy laboratorium i zabija przy tym kilkoro ludzi. Staje się przez to uciekinierem przed armią USA i Generałem Rossem.
Pięć lat później Banner pracuje w fabryce butelkowania w Rocinha, w Rio de Janeiro, w Brazylii. Poszukuje lekarstwa na swój stan. Przez Internet współpracuje z naukowcem, którego zna tylko pod pseudonimem „Pan Niebieski”. Sam używa pseudonimu „Pan Zielony”. Kiedy Banner skaleczył się w pracy, jego skażona promieniowaniem krew dostaje się do kilku butelek, przez co trafia do konsumentów. W ten sposób zostaje namierzony przez Generała Rossa. Ten wysyła w miejsce przebywania Bannera jednostkę SWAT pod dowództwem Emila Blonsky’ego. Banner przemienia się w Hulka i pokonuje jednostkę. Banner wraca na Culver University i spotyka się z Betty. Tam zostaje wydany przez Leonarda Samsona, z którym spotyka się Betty Ross. Banner znowu przemienia się w Hulka, rozpętuje się walka, w której może ucierpieć Betty, jednak Hulk zasłania ją swoim ciałem i wraz z ukochaną ucieka. Banner spotyka się z „Panem Niebieskim” – doktorem Samuelem Sternsem, który informuje go, że ma ewentualne antidotum na jego transformację. Okazuje się, że Sterns zsyntetyzował krew Hulka, Banner chce ją zniszczyć, obawia się, że może zostać niewłaściwie wykorzystana. Laboratorium Sternsa zostaje zaatakowane przez ludzi Generała Rossa i Banner zostaje pojmany. Blonsky zmusza Sternsa do podania mu krwi Hulka przez co przemienia się w stwora o nazwie Abomination. Banner przekonuje Rossa, że Hulk jest jedynym, który może pokonać Blonsky’ego, wyskakuje z helikoptera przez i wskutek uderzenia o ziemię zamienia się w Hulka. Ostatecznie pokonuje Abomination i ucieka.
Banner ukrywa się w Kolkacie w Indiach, gdzie pozoruje lekarza. Jest pod stałą obserwacją T.A.R.C.Z.Y. Po kradzieży przez Lokiego Tesseractu na spotkanie z Bannerem zostaje wysłana Natasza Romanow, która przekonuje go do współpracy z agencją w celu odnalezienia tego przedmiotu. Banner jest poproszony o współpracę w roli naukowca, jednak w wyniku ataku na Nowy Jork, zarówno Banner, jak i Hulk stają się częścią drużyny Avengers. Hulk wraz z towarzyszami pokonują atakujących Chitauri i staje się jednym z bohaterów. Banner zaprzyjaźnił się z Tonym Starkiem, z którym rozpoczął również współpracę naukową w bazie drużyny, Avengers Tower.
Po kilku latach razem z drużyną bierze udział w ataku na bazę HYDRY, gdzie prowadzone są eksperymenty na ludziach oraz z technologią Chitauri. Razem ze Starkiem próbuje stworzyć Ultrona, projekt, który ma zastąpić Avengers. Jednak ten wymyka się spod kontroli i występuje przeciwko ludzkości. Podczas wyprawy do Afryki, Bruce pod wpływem Scarlet Witch zamienia się w Hulka i atakuje mieszkańców i niszczy miasto, kończy się to walką ze Starkiem, który skorzystał ze specjalnie stworzonej zbroi, „Hulkbuster”. Banner nie może pogodzić się ze zniszczeniami jakich dokonał w Afryce. Razem z resztą drużyny ukrywa się na farmie Bartona, gdzie między nim a Romanow nawiązuje się romans, obydwoje decydują się na ucieczkę po pokonaniu Ultrona. Podczas kolejnej akcji Romanow zostaje porwana przez Ultrona. Po jej uwolnieniu, Banner mówi jej, że nie chce się przemieniać w Hulka, ona go całuje, a następnie zrzuca w przepaść. Ostatecznie Banner i Hulk biorą udział w ostatecznej bitwie z Ultronem, ratując mieszkańców Sokowii. Po walce, Hulk odlatuje QuinJetem.
W Incredible Hulk w rolę Bruce’a Bannera wcielił się Norton, został on zastąpiony przez Ruffalo w kolejnych filmach, który podpisał kontrakt ze studiem na 6 filmów. Lou Ferrigno podkłada głos Hulkowi. Grał on postać Hulka w serialu telewizyjnym The Incredible Hulk oraz powiązanym z nim filmach telewizyjnych tytułową rolę oraz podkładał głos Hulkowi w filmie Hulk z 2003 roku. Ruffalo był nominowany do Teen Choice Awards za tę rolę w kategorii „Najlepszy filmowy wybuch złości” w 2012 roku oraz do nagrody „Najlepszy bohater” na MTV Movie Awards w 2013 roku.
Główną różnicą między filmową wersją tej postaci, a jego komiksowym pierwowzorem jest to, że Banner nie poddał się w komiksach samowolnie eksperymentowi, który spowodował jego transformację w Hulka, tylko zawdzięcza tę transformację przez to, że uratował nastolatka Ricka Jonesa przed wybuchem promieni gamma.

### Betty Ross
| Pojawiła się      |
| ----------------- |
| • Incredible Hulk |

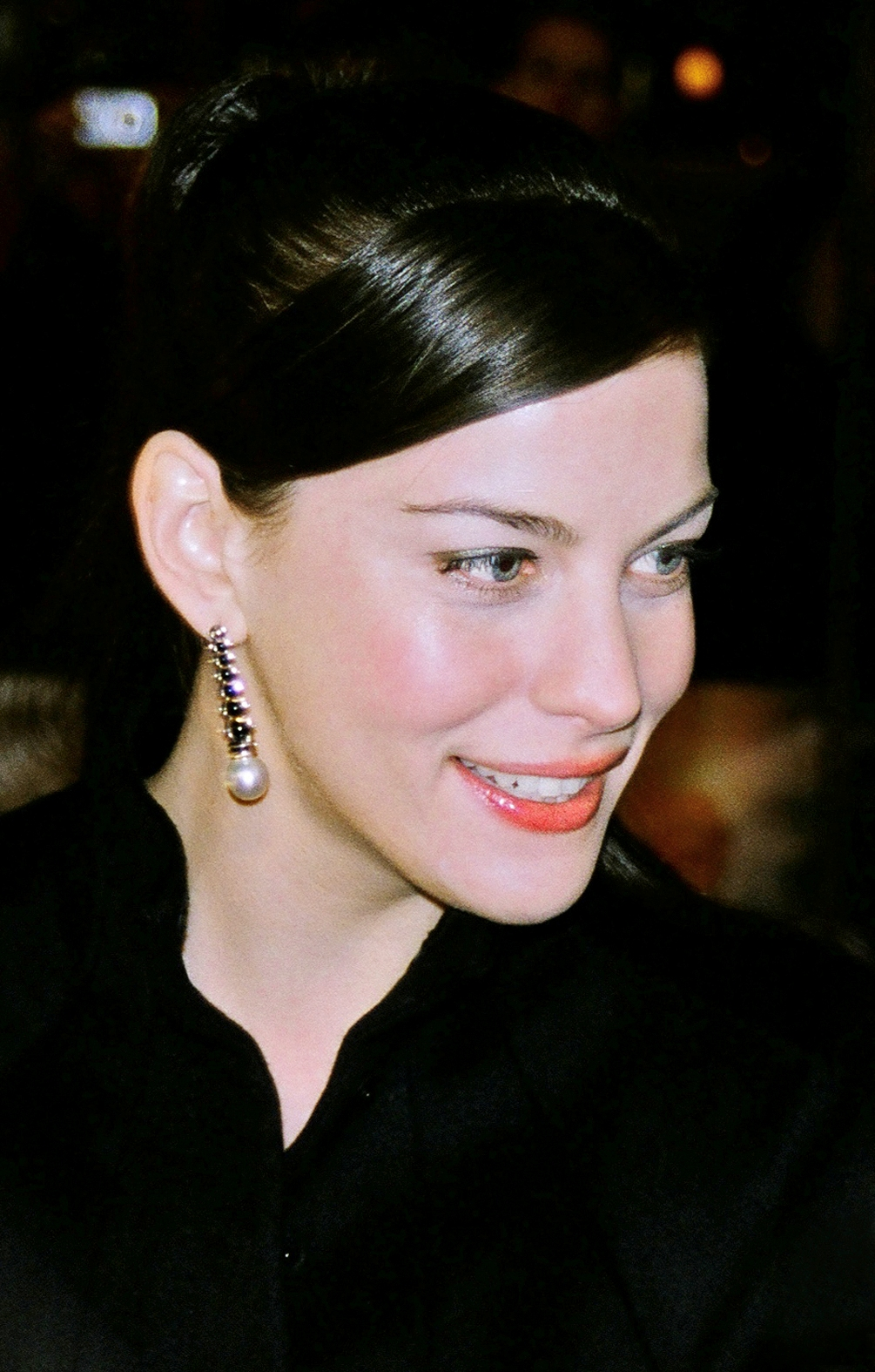
Liv Tyler

Betty Ross (zagrana przez Liv Tyler) jest córką Thaddeusa Rossa i doktorem biologii na Uniwersytecie w Culver. Tam poznała Bruce’a Bannera, z którym zaczęła się spotykać. Po nieudanym eksperymencie Bannera, który doprowadził do jego transformacji w Hulka, stał się on ścigany przez jej ojca. Po kilku latach zaczęła się spotykać z kolegą z pracy, Leonardem Samsonem. Podczas jednej randek z nim w pizzerii, odkryła, że jest też w niej Banner, który poszukuje danych ze swojego eksperymentu licząc, że pomogą mu one w odnalezieniu antidotum. Ross przechowała te dane w domu. Kiedy Banner został zaatakowany przez wojsko na uniwersytecie zobaczyła pierwszy raz jego transformację w Hulka, który ją obronił przed pociskami armii i zabrał z miejsca walki. Pojechała z Bannerem do Nowego Jorku, do laboratorium Sternsa. Po wygranej walce Hulka z Abomination przekonała go, aby ten oszczędził mu życie.
Betty Ross jest na podstawie postaci komiksowej o tym samym imieniu.

### Emil Blonsky
| Pojawił się                                                                                   |  |
| --------------------------------------------------------------------------------------------- |  |
| • Incredible Hulk • Shang-Chi i legenda dziesięciu pierścieni (rola cameo) • Mecenas She-Hulk |  |

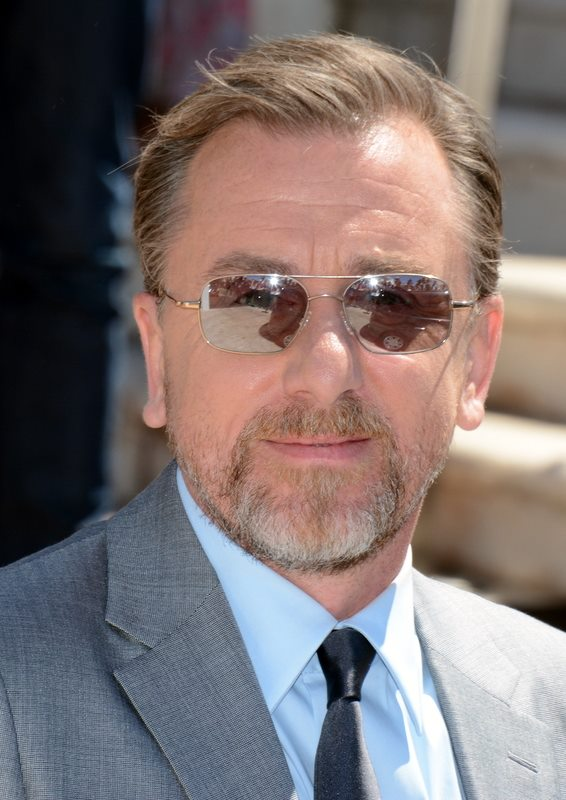
Tim Roth

Emil Blonsky (zagrany przez Tima Rotha) urodził się w Rosji, a wychował w Anglii, gdzie wstąpił do Royal Marines. W wieku 39 lat dołączył do oddziału Generała Rossa mającego na celu schwytanie Bruce’a Bannera. Został wysłany z jednostką po niego do Rio de Janeiro. Po nieudanej operacji został poddany działaniu niedopracowanego serum superżołnierza. Uczestniczył w działaniach na Culver University, gdzie został prawie zabity przez Hulka, jednak jego ciało pod wpływem serum szybko się zregenerowało. Ciało Blonsky’ego zaczęło się zniekształcać, a zdobyta moc wpływała na jego umysł. Zmusił Samuela Sternsa do podania mu krwi Hulka, co spowodowało jego przemianę w Abomination (paskudztwo) i atak na Harlem w Nowym Jorku. Za zgodą generała Rossa, Bruce Banner decyduje się go powstrzymać. Ostatecznie Hulk pokonuje Blonsky’ego, który zostaje zatrzymany i uwięziony.
Roth pojawił się również dzięki archiwalnemu nagraniu w filmie krótkometrażowym Konsultant. W komiksach Blonsky był jugosłowiańskim szpiegiem KGB, którego celem było sabotowanie badań Bannera, tam też podczas napromieniowania gamma został istotą o pseudonimie Abomination.

### Samuel Sterns
| Pojawił się       |
| ----------------- |
| • Incredible Hulk |

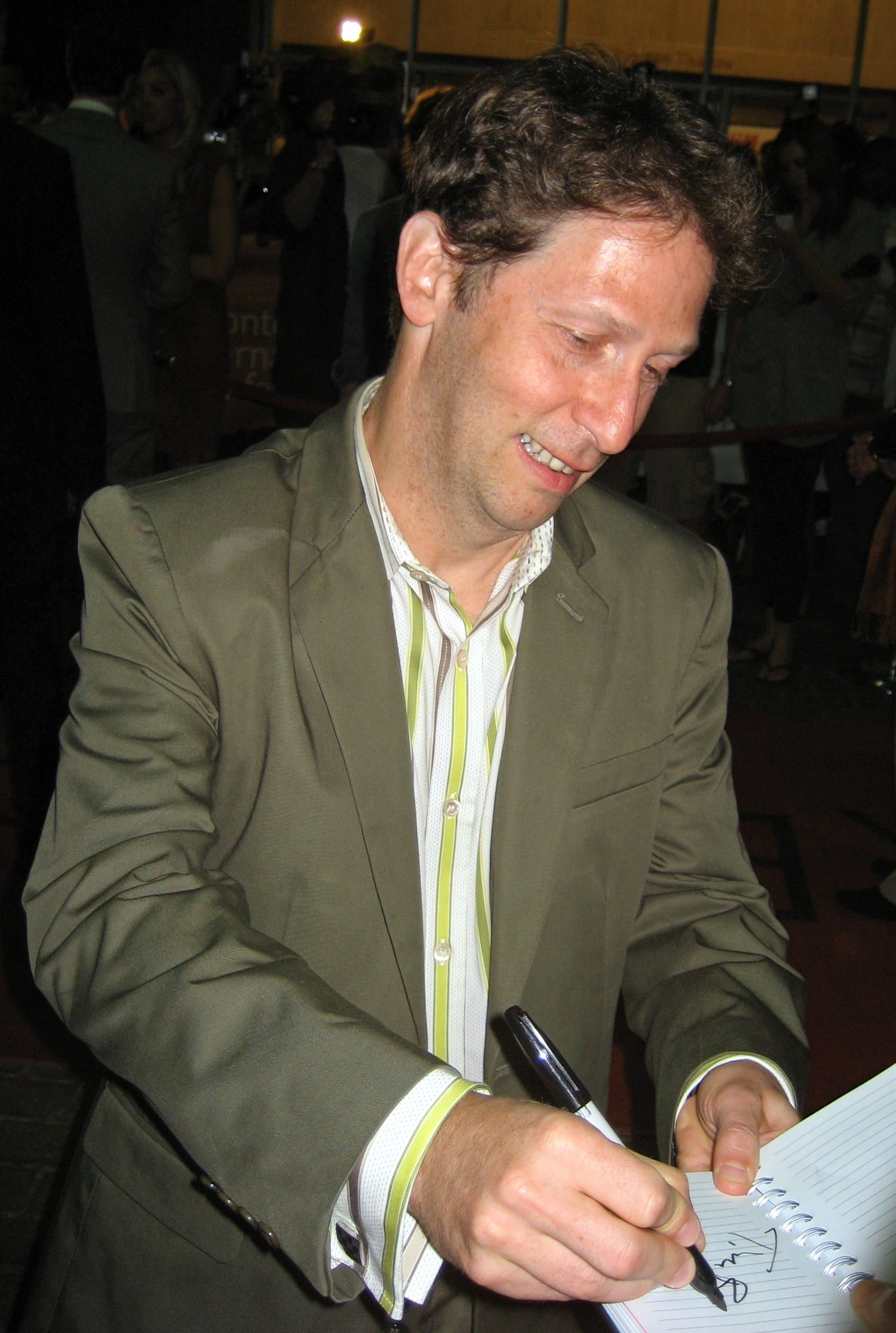
Tim Blake Nelson

Samuel Sterns (zagrany przez Tima Blake’a Nelsona) jest biologiem, który korespondował z Bruce’em Bannerem pod pseudonimem „Pan Niebieski”. Miał on pomóc Bannerowi w stworzeniu antidotum na jego transformację w Hulka. Po wielu nieudanych próbach, poprosił Bannera o przesłanie próbki krwi Hulka, którą to zsyntetyzował, powielił i rozpoczął testy na zwierzętach w nadziei na nagrodę Nobla. Ostatecznie obaj spotkali się w laboratorium Sternsa w Nowym Jorku, gdzie podał on Bannerowi próbne antidotum. Banner odkrył też powielone próbki swojej krwi i zażądał, aby Sterns je zniszczył. T.A.R.C.Z.A. i wojsko dowiedziało się o kontaktach Bannera ze Sternsem. Wojsko schwytało Bannera, a Blonsky zażądał, aby Sterns wstrzyknął mu krew Hulka, po czym ten zmienił się w istotę nazwaną Abomination. W szale uderzył Sternsa, a do rany w jego głowie dostała się krew Hulka. Sterns zaczął mutować.
W komiksach Samuel Sterns jest przeciwnikiem Hulka o pseudonimie Leader.

### Leonard Samson
| Pojawił się       |
| ----------------- |
| • Incredible Hulk |

Leonard Samson (zagrany przez Tya Burrella) jest doktorem psychiatrii, który wykłada na Uniwersytecie w Culver. Spotykał się z Betty Ross. Po powrocie Bannera poinformował o tym Generała Rossa.

### Thaddeus „Thunderbolt” Ross
| Pojawił się |  |
| --- |  |
| • Incredible Hulk • Kapitan Ameryka: Wojna bohaterów • Avengers: Wojna bez granic • Avengers: Koniec gry • Czarna Wdowa |  |

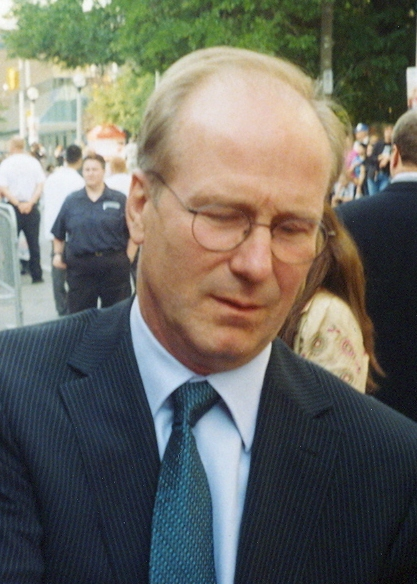
William Hurt

Thaddeus „Thunderbolt” Ross (zagrany przez Williama Hurta) jest ojcem Betty Ross i generałem armii USA. Jego celem była reaktywacja programu superżołnierza, gdzie do badań zaprosił chłopaka swojej córki, doktora Bruce’a Bannera. Niepowodzenie w badaniach doprowadziło do wybuchu promieni gamma, które spowodowały to, że Banner przemienił się w Hulka, który zniszczył laboratorium i poważnie zranił generała i jego córkę. Ross postawił sobie nowy cel, schwytać Hulka. Wysłał za nim jednostkę, którą dowodził Emil Blonsky do Rio de Janeiro. Po niepowodzeniu podał Blonsky’emu niedopracowaną wersję serum superżołnierza. Ostatecznie schwytał Bannera w Nowym Jorku w laboratorium Sternsa. Po tym jak Blonsky, jako Abomination, zaatakował dzielnicę Harlem, Banner przekonał go, aby ten go wypuścił, ponieważ tylko Hulk mógł go powstrzymać. Po pokonaniu Blonsky’ego pozwala odejść Bannerowi.
Kilka lat później zostaje Sekretarzem stanu Stanów Zjednoczonych, którego celem jest przekonanie superbohaterów do „Porozumienia z Sokowii”. Po jego stronie staje Tony Stark. Dwa lata później domagał się od Rhodesa stanowczych działań wobec przeciwników „Porozumień z Sokowii”. Jednak ten zignorował jego polecenie. Pięć lat później uczestniczył w pogrzebie Starka.
Hurt pojawił się również dzięki archiwalnemu nagraniu w filmie krótkometrażowym Konsultant. Ross w komiksach był głównym wrogiem Hulka.

### Roger Harrington
| Pojawił się                                                                                             |  |
| --- |  |
| • Incredible Hulk • Spider-Man: Homecoming • Spider-Man: Daleko od domu • Spider-Man: Bez drogi do domu |  |

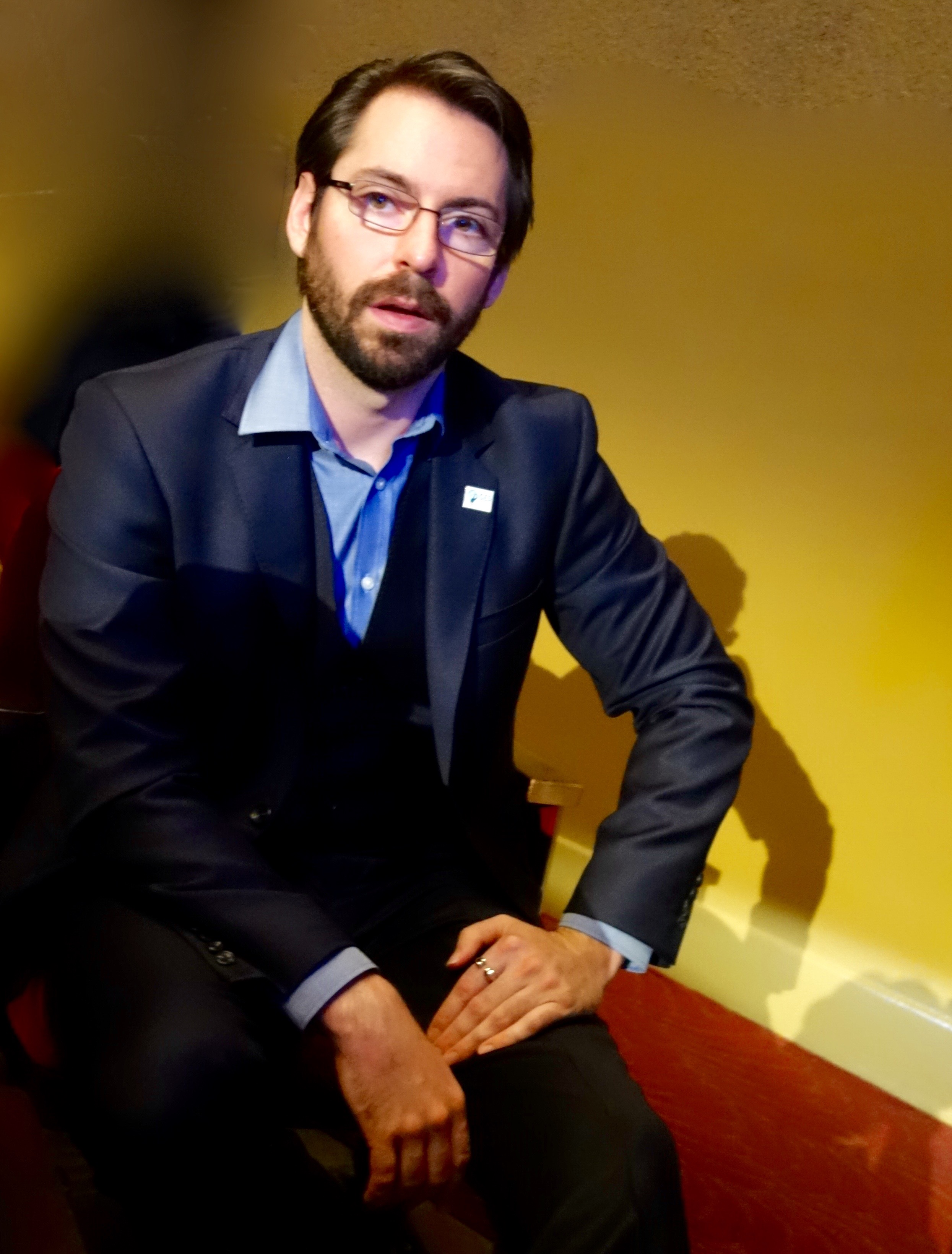
Martin Starr

Roger Harrington (zagrany przez Martina Starra) jest jednym z nauczycieli Petera Parkera.

## Przedstawieni w filmieIron Man 2

### Natasza Romanow / Czarna Wdowa
| Pojawiła się |  |
| --- |  |
| • Iron Man 2 • Avengers • Kapitan Ameryka: Zimowy żołnierz • Avengers: Czas Ultrona • Kapitan Ameryka: Wojna bohaterów • Thor: Ragnarok (rola cameo) • Avengers: Wojna bez granic • Kapitan Marvel (rola cameo) • Avengers: Koniec gry • Czarna Wdowa |  |

 Natasza Romanow (zagrana przez Scarlett Johansson) urodziła się 22 listopada 1984 roku w Stalingradzie. Jako dziecko została zwerbowana przez wywiad radziecki i przeszkolona na zabójczynię w programie „Red Room”. Clint Barton dostał zadanie, aby ją wyeliminować, jednak zamiast tego, zrekrutował ją do T.A.R.C.Z.Y. W organizacji tej Romanow stała się wysokiej rangi agentką. Romanow posługuje się biegle kilkoma językami, między innymi: angielskim, francuskim, włoskim, rosyjskim i łaciną.

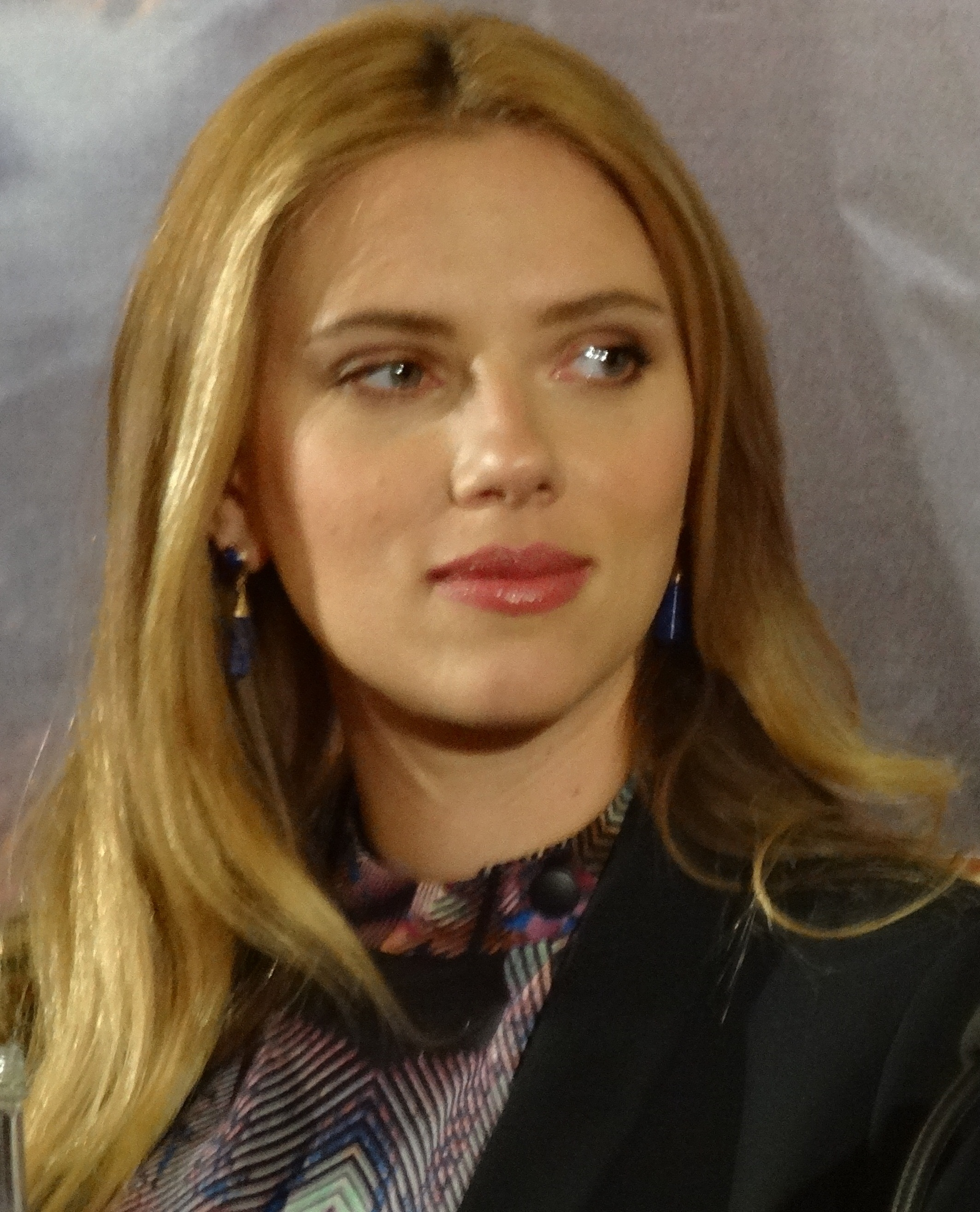
Scarlett Johansson

Otrzymała zadanie pracy pod przykrywką jako Natalie Rushman w Stark Industries, gdzie otrzymała stanowisko asystentki Tony’ego Starka. Miała ona sprawdzić, czy Stark nadaje się do „Inicjatywy Avengers”. W raporcie stwierdziła, że Tony Stark się nie nadaje, ale Iron Man, tak. Nick Fury ujawnia jej prawdziwą tożsamość, kiedy dowiaduje się, że życie Starka jest zagrożone przez reaktor łukowy znajdujący się w jego piersi. Kiedy dowiaduje się od Hammera o zaangażowaniu Vanko w atak dronów podczas Stark Expo, razem z Hoganem jedzie do Hammer Industries, gdzie z łatwością obezwładnia 12 strażników i wyłącza zbroję Rhodesa spod kontroli.
Po kradzieży Tesseraktu przez Lokiego otrzymuje zadanie sprowadzenia Bruce’a Bannera, który ukrywa się w Kolkacie w Indiach. Podczas walki z Bartonem, ogłusza go, co powoduje, że uwalnia się spod wpływu Lokiego. Staje się częścią drużyny Avengers. Czarna Wdowa wraz z towarzyszami pokonują atakujących Ziemię Chitauri.
Razem z Rogersem i grupą S.T.R.I.K.E. dowodzoną przez Rumlowa odbijają porwanych agentów T.A.R.C.Z.Y. z pirackiego statku „Lemurian Star”. Fury zleca jej również, aby w sekrecie zgrała dane z pokładu. Razem z Rogersem wyruszyła do New Jersey, gdzie odkryto komputer, który okazał się być zgranym mózgiem Arnima Zoli, od którego dowiadują się, że wewnątrz T.A.R.C.Z.Y. działa nadal Hydra. Romanow i Rogers zyskują nowego sprzymierzeńca Sama Wilsona, gdzie wspólnie podejmują walkę z Hydrą. Porywają Sitwella, od którego dowiadują się, że Hydra planuje wykorzystać projekt „Wizja” do wyeliminowania swoich wrogów. Przebrana za radną Hawley, Romanow konfrontuje się z Alexanderem Pierce’em, podczas gdy Rogers i Wilson mają za zadanie rozbroić lotniskoptery. Później zeznaje przed komisją w Pentagonie, gdzie ujawnia całą swoją przeszłość.
Po kilku latach razem z drużyną Avengers bierze udział w ataku na bazę Hydry, gdzie prowadzone są eksperymenty na ludziach oraz z technologią Chitauri. Nawiązuje romans z Bannerem. Bierze udział w walkach w Sokowii, gdzie wraz z drużyną pokonuje Ultrona.
Staje po stronie rejestracji superbohaterów i podpisania „Porozumień z Sokowii”, ale ostatecznie pomaga Rogersowi i Barnesowi. W obawie przed aresztowaniem, postanowiła się ukryć.
Johansson, która zagrała postać na podstawie komiksowego pierwowzoru, za tę rolę w filmach była kilkukrotnie nominowana w kategorii „Najlepsza aktorka” do wielu nagród. W wersji komiksowej Romanow urodziła się pod koniec lat dwudziestych XX wieku i poddana była działaniu serum spowalniającym starzenie.

### Justin Hammer
| Pojawił się                                     |
| ----------------------------------------------- |
| • Iron Man 2 • Marvel One-Shot: Niech żyje król |

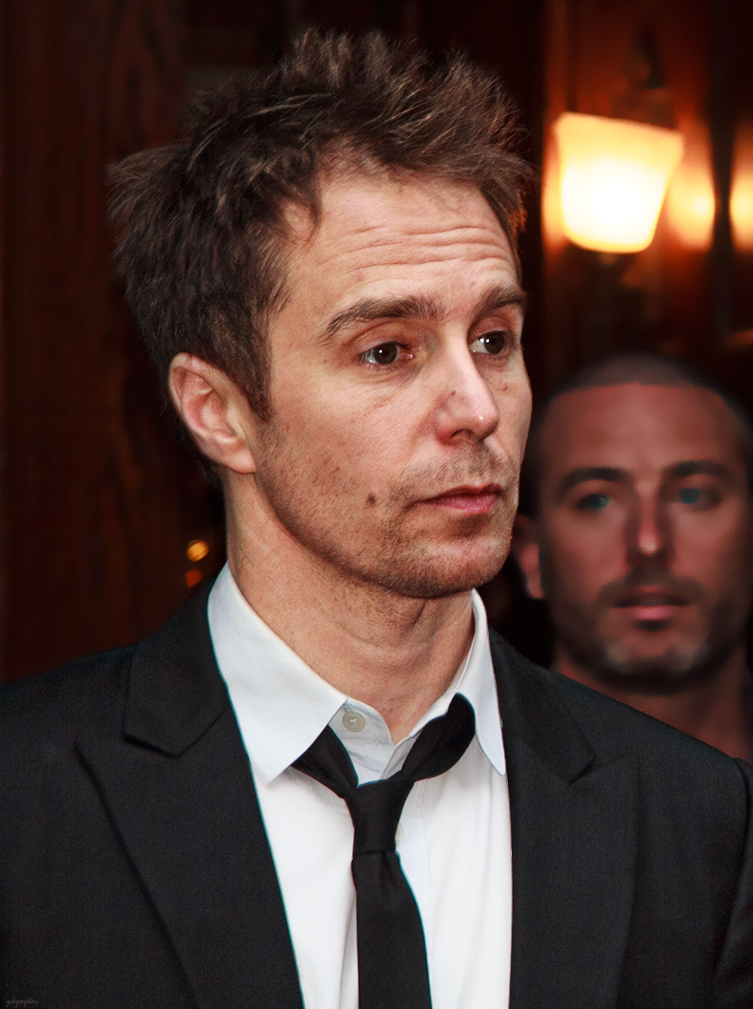
Sam Rockwell

Justin Hammer (zagrany przez Sama Rockwella) był właścicielem firmy zbrojeniowej Hammer Industries konkurującej ze Starkiem. Podczas Grand Prix w Monako był świadkiem ataku na Starka przez Ivana Vanko. Pomógł Vanko uciec z więzienia, pozorując jego śmierć i zmuszając go do współpracy przy stworzeniu bojowego egzoszkieletu wspomaganego. Zamiast nich Vanko stworzył drony, które razem z kontrolowaną przez niego zbroją Rhodesa zaatakowały Starka i publiczność podczas Stark Expo. Kiedy wyszła na jaw jego współpraca z Vanko, został aresztowany i osadzony w więzieniu.
Postać na podstawie komiksowego pierwowzoru została zagrana przez Sama Rockwella.

### Ivan Vanko
| Pojawił się  |
| ------------ |
| • Iron Man 2 |

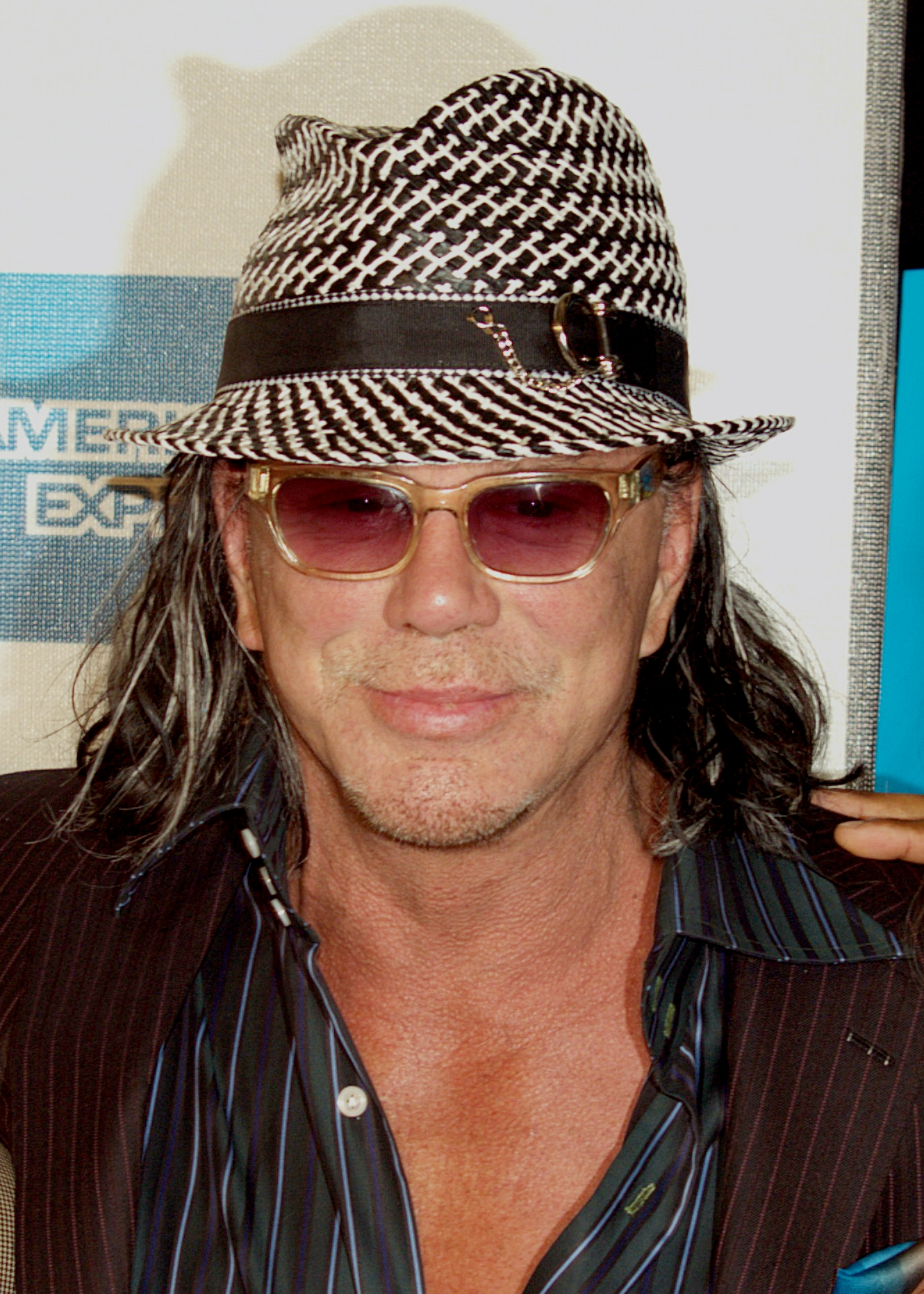
Mickey Rourke

Ivan Vanko (zagrany przez Mickeya Rourke’a) z wykształcenia fizyk, jest synem naukowca Antona Vanko. Spędził 15 lat w więzieniu za handel plutonem z Pakistanem. Po śmierci ojca buduje reaktor łukowy i elektroszkielet. Postanawia pomścić ojca zabijając Tony’ego Starka. Po nieudanym ataku na Starka w Monako zostaje aresztowany. Z więzienia wyciąga go Justin Hammer, który również pozoruje jego śmierć. Ivan rozpoczyna pracę dla Hammera, aby pomóc mu w zbudowaniu egzoszkieletu wspomaganego dla wojska. Zamiast tego oferuje mu zbudowanie dronów. Wykorzystując niewiedzę Hammera wciela plan pozbycia się Starka. Buduje armię dronów i nową zbroję „Whiplash”. Drony wraz z kontrolowaną przez niego zbroją Rhodesa atakują publiczność i Starka podczas Stark Expo. Po usunięciu kontroli przez nad zbroją Rhodesa przez Romanow, Stark wraz z przyjacielem pokonują drony, a następnie Vanko w zbroi „Whiplash”.
Rourke został nominowany za tę rolę w kategorii „Ulubiony czarny charakter” do nagrody Teen Choice Awards w 2010 i kategorii „Najlepszy czarny charakter” do nagrody MTV Movie Awards w 2011 roku. Komiksowym pierwowzorem był wróg Iron Mana o przezwisku Whiplash, jednak w komiksach ma na imię Marc Scarlotti.

### Stern
| Pojawił się                                     |
| ----------------------------------------------- |
| • Iron Man 2 • Kapitan Ameryka: Zimowy żołnierz |

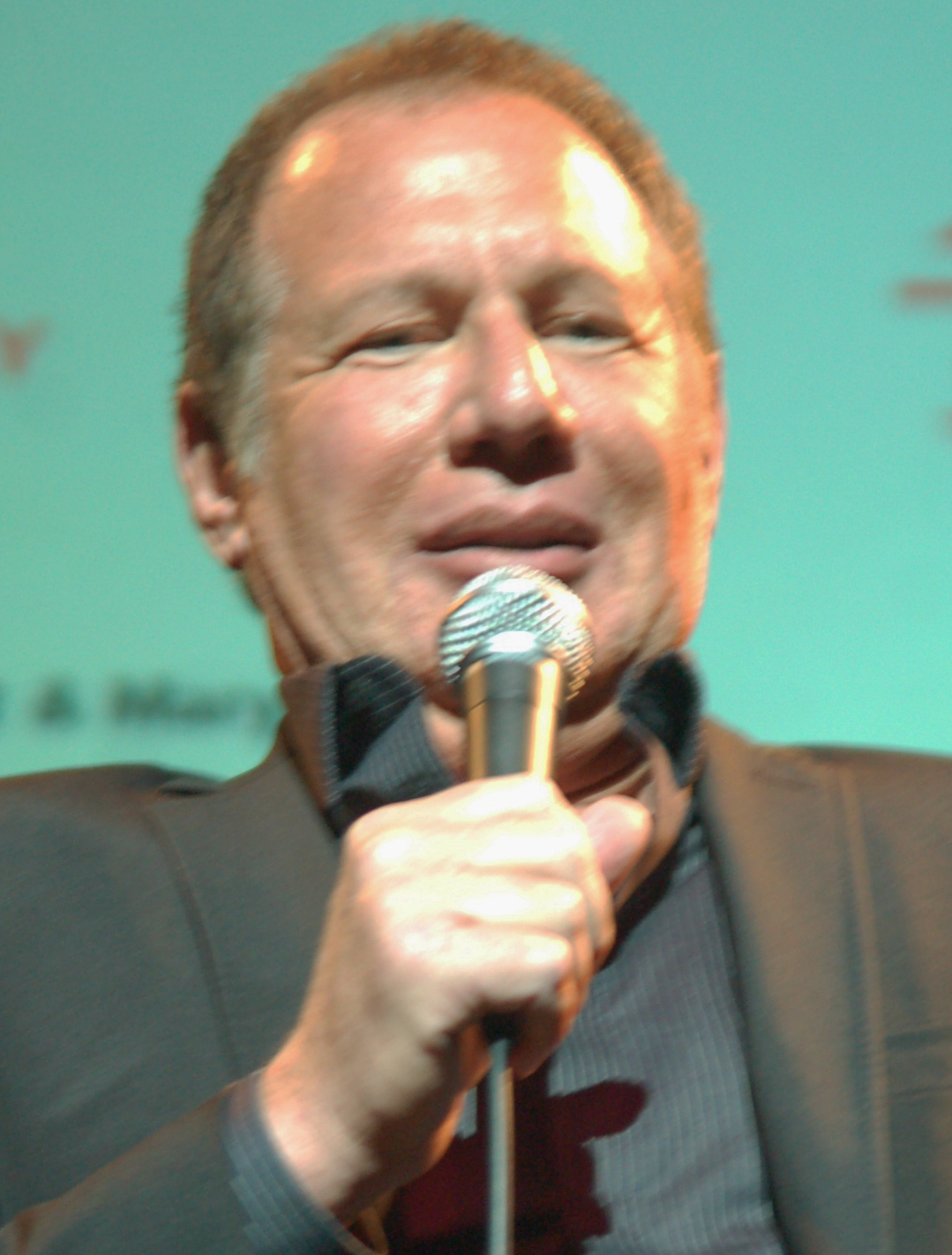
Garry Shandling

Stern (zagrany przez Garry’ego Shandlinga) był senatorem stanu Pensylwania. Brał udział w przesłuchaniu Tony’ego Starka, gdzie chciał udowodnić, że Iron Man jest zagrożeniem poprzez opinię Rhodesa. Po pokonaniu Vanko wręczał ordery Starkowi i Rhodesowi.
Później okazało się, że był sympatykiem i współpracownikiem Hydry. Został aresztowany pod zarzutem współpracy z organizacją terrorystyczną.
Postać została ona stworzona na potrzeby filmu, jednak podobną rolę w komiksach pełnił senator Harrington Byrd.

### Anton Vanko
| Pojawił się                           |
| ------------------------------------- |
| • Iron Man 2 • Agentka Carter sezon 1 |

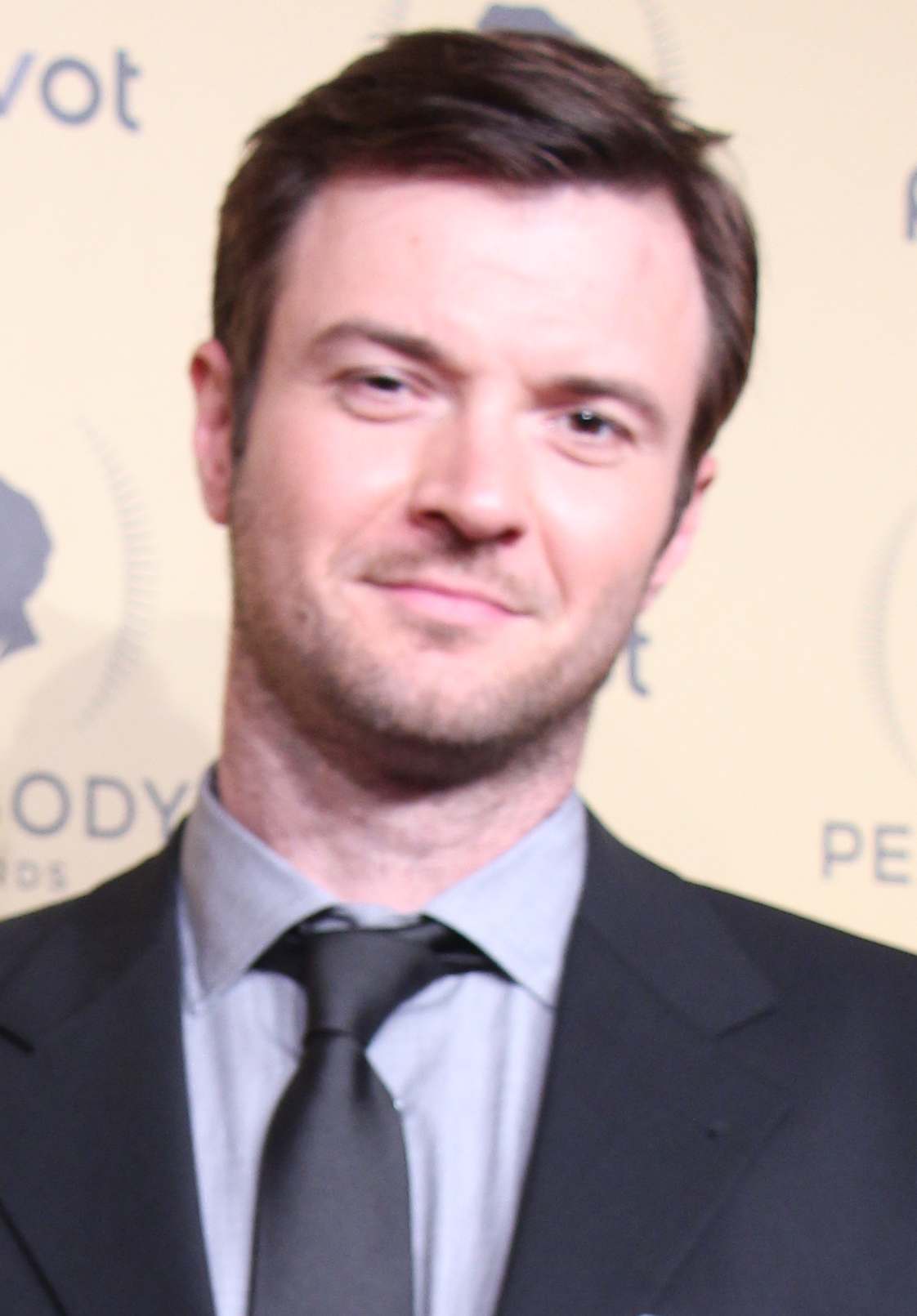
Costa Ronin

Anton Vanko (zagrany przez Jewgienija Łazariewa i Costę Ronina) był ojcem Ivana Vanko oraz radzieckim naukowcem. Uciekł ze Związku Radzieckiego do USA, gdzie rozpoczął pracę w Stark Industries. Pomógł Peggy Carter i Edwinowi Jarvisowi podczas śledztwa. Razem z Howardem Starkiem rozpoczął prace nad reaktorem łukowym. Później został deportowany do ZSRR za szpiegostwo. W Związku Radzieckim został zesłany na Syberię. Po odbyciu kary zajął się wychowywaniem syna w Moskwie, gdzie zmarł obwiniając Starka za swój los.
Postać pojawiła się w Iron Man 2 zagrana przez Łazariewa oraz w młodszej wersji w serialu Agentka Carter, gdzie wcielił się w niego Ronin. Komiksowym pierwowzorem postaci jest wróg Iron Mana o pseudonimie Crimson Dynamo.

## Przedstawieni w filmieThor

### Thor
| Pojawił się |  |
| --- |  |
| • Thor • Avengers • Thor: Mroczny świat • Avengers: Czas Ultrona • Doktor Strange (rola cameo) • Thor: Ragnarok • Avengers: Wojna bez granic • Avengers: Koniec gry • Thor: Miłość i grom |  |

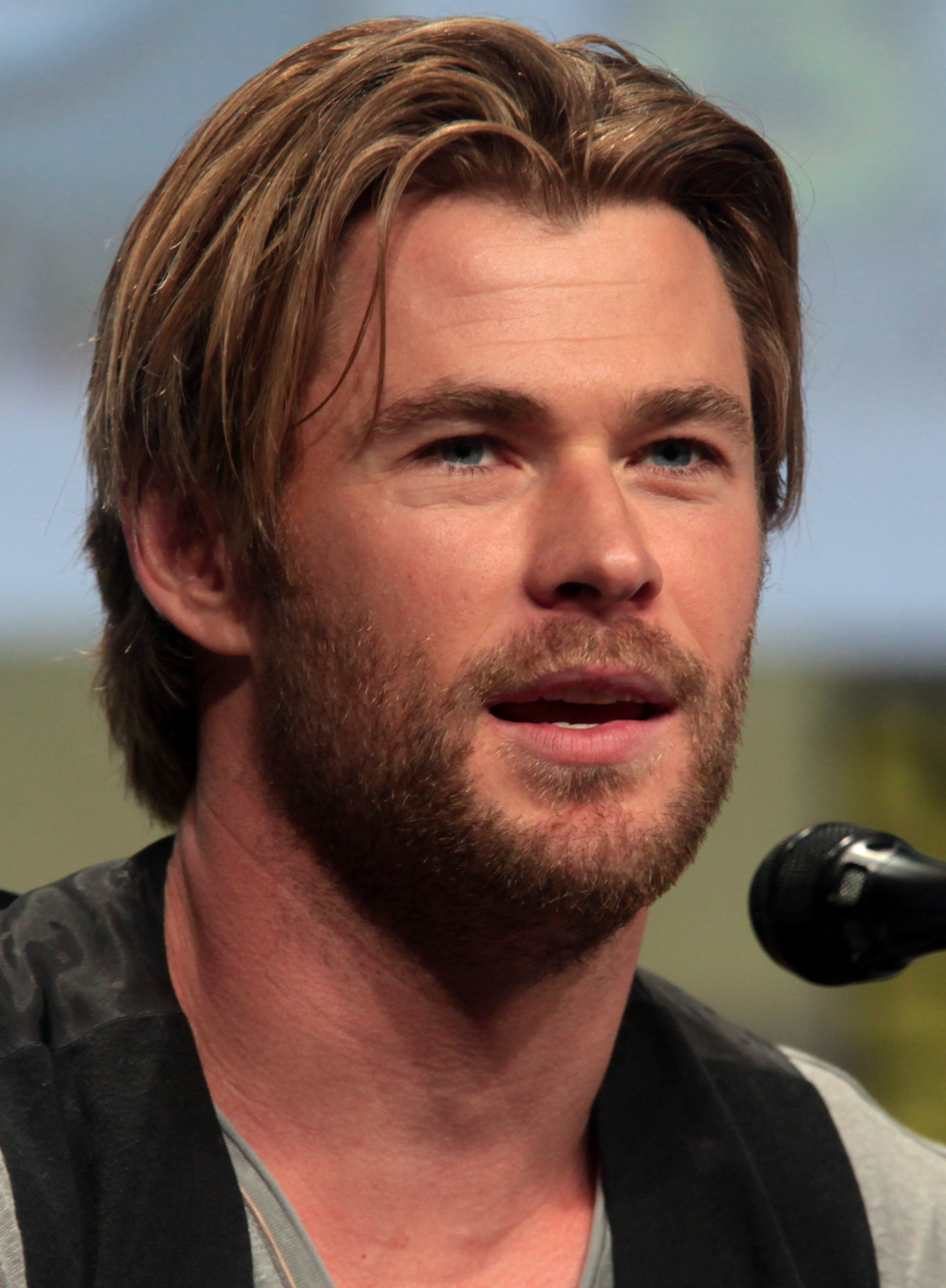
Chris Hemsworth

Thor (zagrany przez Chrisa Hemswortha) jest synem Odyna i Friggi. Po ataku na Asgard Thor sprzeciwia się ojcu i wraz z bratem Lokim oraz wojownikami i przyjaciółmi Sif, Volstaggiem, Fandralem i Hogunem postanawia rozmówić się z atakującymi i ich przywódcą Laufeym. W ostateczności interweniuje Odyn i za arogancję syna, pozbawia go mocy, wypędza na Ziemię, a na jego młot Mjolnir rzuca zaklęcie, że tylko godny może go dzierżyć. Na Ziemi Thor zostaje odnaleziony przez astrofizyka Jane Foster, jej asystentkę Darcy Lewis i mentora dr Erika Selviga. Thor odnajduje swój młot w Nowym Meksyku, po pokonaniu T.A.R.C.Z.Y. okazuje się, że nie może go podnieść. Zostaje zatrzymany przez T.A.R.C.Z.Ę. i przesłuchany przez Coulsona. Selvig pomaga mu się wydostać. W trakcie rozwoju romansu między nim a Jane, Thor godzi się na wygnanie. Loki dowiaduje się, że jest synem Laufeya, zdenerwowany Odyn zapada w śpiączkę. Loki przejmuje władzę w Asgardzie i zmawia się z Laufeyem, aby ten zabił Odyna. Niezadowoleni z władzy Lokiego: Sif, Hogun, Volstagg i Fandral wyruszają na ziemię w celu sprowadzenia Thora z wygnania i powstrzymania Lokiego. Loki dowiaduje się o planie przyjaciół Thora i wysyła na Ziemię niszczyciela mającego zabić Thora. Kiedy Thor jest bliski śmierci okazuje się być godzien, może z powrotem dzierżyć Mjolnir i wracają jego moce. Pokonuje niszczyciela, obiecuje Jane, że powróci i wraca do Asgardu rozmówić się z bratem. Loki zdradza i zabija Laufeya, a podczas walki z Thorem zostaje zniszczony most Bifrost, a Loki spada w przepaść.
W filmie Avengers Thor ściga żądnego władzy Lokiego, aby doprowadzić go do więzienia w Asgardzie. Staje się częścią drużyny Avengers i wraz z towarzyszami pokonuje atakujących Ziemię Chitauri. Po pokonaniu współpracującego z obcymi Lokiego, Thor zabiera brata i Tesseract do Asgardu.
Po odbudowaniu Bifrostu Thor wraz z przyjaciółmi zaprowadza porządek. W wyniku zbliżającej się koniunkcji, Jane przenosi się do innego świata i zostaje zainfekowana przez Eter. Thor sprowadza Jane do Asgardu w celu jej wyleczenia. Władca ciemnych elfów Malekith przebudził się wyczuwając obecność Eteru. Przy jego pomocy oraz zbliżającej się koniunkcji zamierza zgładzić i pogrążyć w ciemności światy. Atakuje wraz z Algrimem Asgard i szuka Jane w celu odzyskaniu Eteru. Frigga, matka Thora ginie chroniąc Jane. Malekith i Algrim uciekają bez Foster. Thor chcąc uratować Foster i pokonać Malekitha, sprzeciwia się ojcu. Prosi o pomoc Lokiego w wydostaniu się z Asgardu. Wraz z przyjaciółmi porywają Lokiego z więzienia. Thor, Loki i Jane wydostają się z Asgardu. Zwabiają Malekitha, aby w trakcie przekazywania Eteru go zabić. Jednak się to nie udaje. Loki zostaje ciężko ranny, jednak Thor jest przekonany, że zginął. Razem z Jane przy pomocy koniunkcji dostają się na Ziemię. Centrum koniunkcji na Ziemi okazuje się być Greenwitch. Thor przy pomocy technologii Selviga pokonuje Malekitha. Wraca do Asgardu i informuje ojca, że wybrał życie na Ziemi z Jane. Nie wie jednak że pod Odyna podszył się Loki.
Po kilku latach razem z drużyną Avengers bierze udział w ataku na bazę Hydry, gdzie prowadzone są eksperymenty na ludziach oraz z technologią Chitauri. Thor pod wpływem Scarlet Witch ma niepokojącą wizję dotyczącą Asgardu, prosi o pomoc Selviga, aby udał się z nim do jaskini, gdzie w podziemnym jeziorze może pogłębić swoją wizję. Później pomaga uruchomić Visiona i informuje Avengers, że ich iluzje są spowodowane przez Kamień Umysłu- jeden z sześciu Kamieni Nieskończoności. Bierze udział w walkach w Sokowii, gdzie wraz z drużyną pokonuje Ultrona, a następnie chcąc zdobyć więcej informacji o Kamieniach decyduje się na powrót do Asgardu.
Hemsworth podpisał kontrakt na 6 filmów na zagranie postaci na podstawie komiksowego pierwowzoru.

### Jane Foster
| Pojawiła się                                                              |  |
| ------------------------------------------------------------------------- |  |
| • Thor • Thor: Mroczny świat • Avengers: Koniec gry • Thor: Miłość i grom |  |

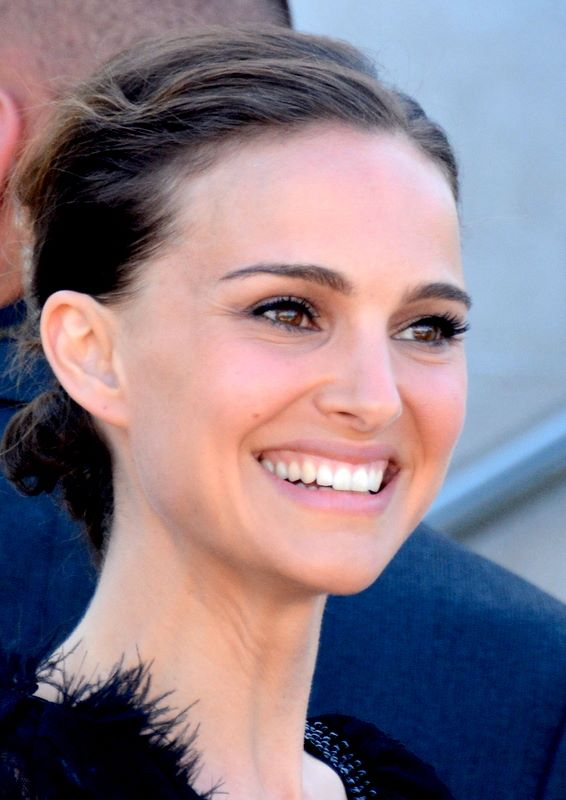
Natalie Portman

Jane Foster (zagrana przez Natalie Portman) urodziła się 9 czerwca 1981 roku. Studiowała na Uniwersytecie w Culver, gdzie jej ojciec i Erik Selvig byli profesorami. Jest astrofizykiem.
Wspólnie z Lewis i dr Selvigiem prowadzą badania. W wyniku badania anomalii odnajdują na pustyni Thora. Nie wierzą w jego historię i pochodzenie. Odwożą go do szpitala i wracają do laboratorium. Podczas dalszych badań anomalii, dostrzegają na zdjęciu sylwetkę człowieka. Przypuszczając, że jest to Thor, wracają po niego. W tym czasie agent Coulson i T.A.R.C.Z.A. rekwirują wieloletnie jej badania. Foster, Selvig i Lewis pomagają Thorowi dotrzeć do Nowego Meksyku, aby mógł odzyskać swój młot. Okazuje się, że Thor stał się zwykłym śmiertelnikiem i nie może podnieść już młota. Decyduje się pozostać na Ziemi i nawiązuje romans z Foster. W wyniku ataku Niszczyciela wysłanego przez Lokiego, Thor ginie, jednak „staje się godnym” i przywrócone zostają jego półboskie zdolności. Regeneruje się, pokonuje Niszczyciela i obiecuje Foster, że do niej powróci. Thor w zamian za sojusz z T.A.R.C.Z.Ą. załatwia z Coulsonem zwrot badań Foster, a ona wraz z zespołem szuka sposobu na otwarcie tunelu łączącego Ziemię z Asgardem.
Po porwaniu Selviga przez Lokiego T.A.R.C.Z.A. dla bezpieczeństwa wysyła ją i Lewis do Tromsø w Norwegii.
Po kilku latach Lewis pokazuje Foster film, na którym widać Thora w Nowym Jorku. Gdy Selvig powiedział Foster, że po inwazji Chitauri Thor wrócił do Asgardu, ona się załamała. Zaczyna się spotykać z Richardem. Razem z Lewis bada pobliską anomalię, która powoduje, że przenosi się do innego świata i zostaje zainfekowana przez Eter. Heimdall poinformował Thora o tym zdarzeniu. Thor udał się przez odbudowany Bifrost do Foster i sprowadził ją do Asgardu. Wyczuwając obecność Eteru spowodowała, że władca mrocznych elfów Malekith przebudził się z wieloletniego snu. Przy pomocy Eteru i zbliżającej się koniunkcji ma on zamiar zgładzić i pogrążyć w ciemności wszystkie światy. Atakuje wraz z Algrimem Asgard i szuka Foster w celu odzyskaniu Eteru. Chroniąc Foster ginie Frigga. Malekith i Algrim uciekają bez Foster. Thor chcąc uratować Foster i pokonać Malekitha, sprzeciwia się ojcu. Prosi o pomoc Lokiego w wydostaniu się z Asgardu. Thor, Loki i Jane wydostają się z Asgardu. Chcą zwabić Malekitha, aby w trakcie przekazywania Eteru go zabić, jednak plan się nie udaje, a Malekith przejmuje Eter od Foster. Przy pomocy koniunkcji, Foster i Thor dostają się na Ziemię. Centrum koniunkcji na Ziemi okazuje się być Greenwich. Malekith zostaje pokonany, a Thor wraca do Asgardu i informuje ojca, że wybrał życie na Ziemi z Foster.
W 2015 roku Foster otrzymuje nagrodę Nobla w dziedzinie astrofizyki.
Po zagładzie dokonanej przez Thanosa pozostali przy życiu Avengers obmyślili plan odwrócenia efektów pstryknięcia poprzez podróż w czasie, zebranie kamieni i odtworzenie Rękawicy Nieskończoności. Aby zdobyć Kamień Rzeczywistości-Eter Avengers wybrali moment, kiedy Foster miała w sobie Kamień. W tym celu przenieśli się do 2013 roku do dnia, w którym Foster była w Asgardzie. Rocket wydobył z niej Eter i razem z Thorem powrócili do 2023 roku. Po pokonaniu Thanosa Steve Rogers zwrócił Eter i pozostałe kamienie na swoje miejsce.
Portman za tę rolę była nominowana w kategorii „Ulubiona aktorka w filmie science-fiction / fantasy” do nagrody Teen Choice Awards w 2014 roku. Komiksowa wersja tej postaci nie jest naukowcem, a pielęgniarką, która została następczynią i żeńską wersją Thora.

### Loki
| Pojawił się |  |
| --- |  |
| • Thor • Avengers • Thor: Mroczny świat • Thor: Ragnarok • Avengers: Wojna bez granic • Avengers: Koniec gry • Loki |  |

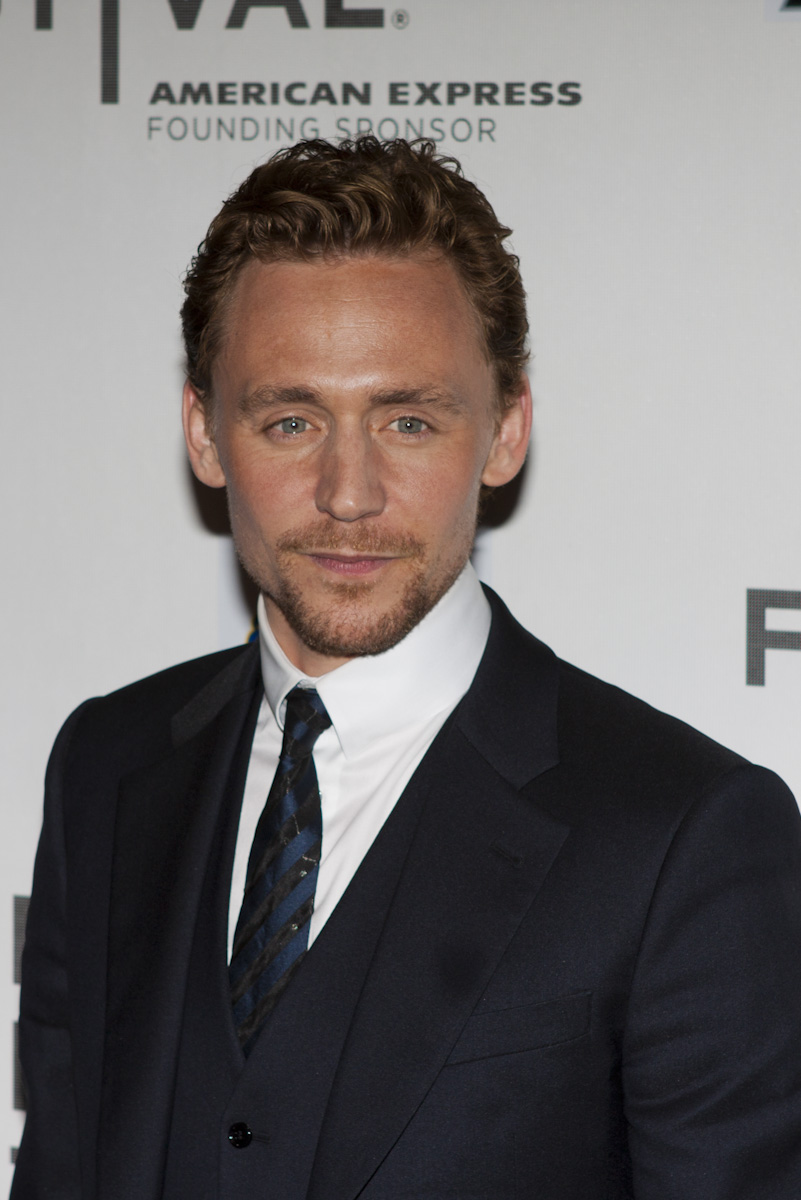
Tom Hiddleston

Loki (zagrany przez Toma Hiddlestona) jest biologicznym synem Laufeya. Został odnaleziony i wychowany przez Odyna i Friggę razem z ich biologicznym synem Thorem. Frigga przekazała mu umiejętność tworzenia iluzji. Ma obsesję na punkcie władzy.
Hiddleston podpisał kontrakt na 6 filmów.

### Erik Selvig
| Pojawił się                                                                            |
| -------------------------------------------------------------------------------------- |
| • Thor • Avengers • Thor: Mroczny świat • Avengers: Czas Ultrona • Thor: Miłość i grom |

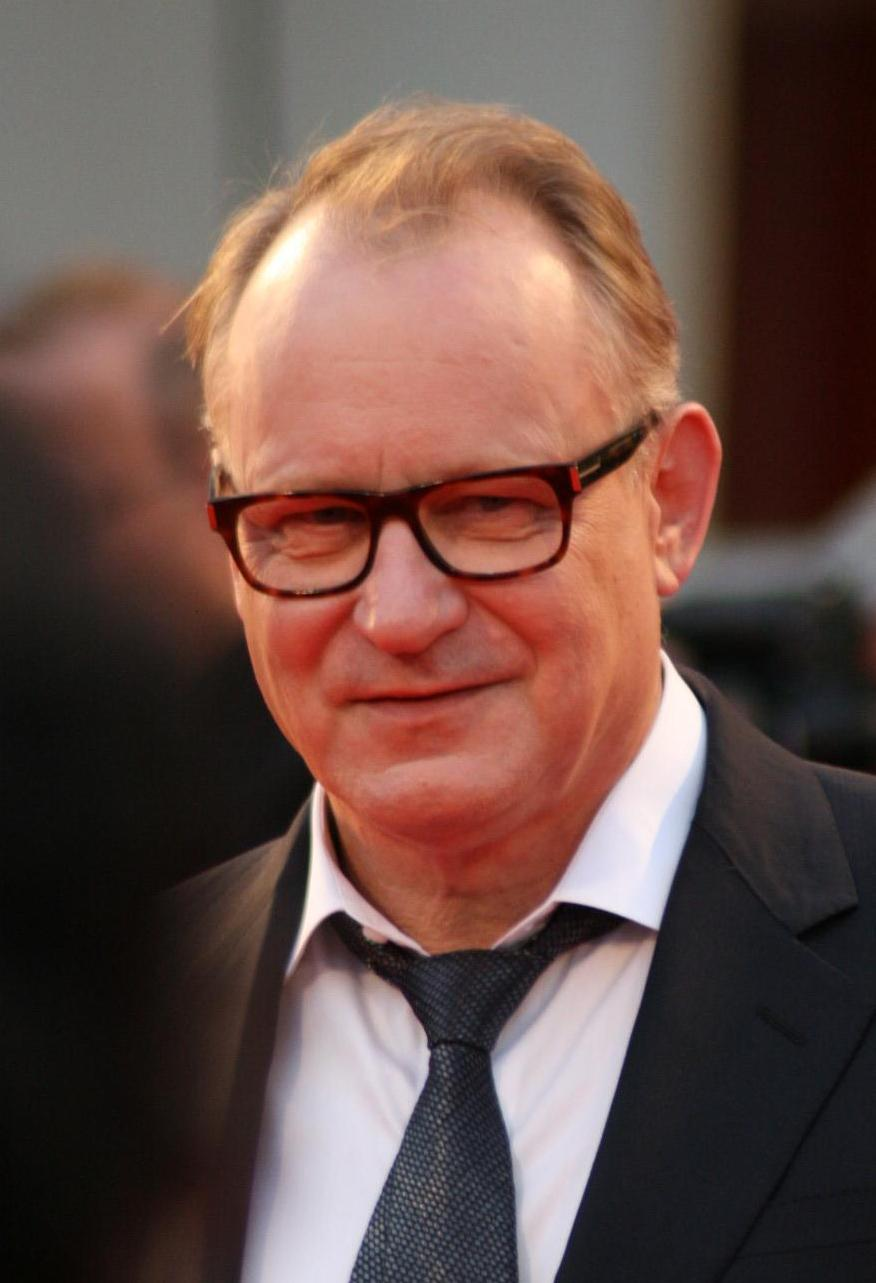
Stellan Skarsgård

Erik Selvig (zagrany przez Stellana Skarsgårda) jest astrofizykiem. Wykładał na Uniwersytecie w Culver. Współpracuje razem z Jane Foster i Darcy Lewis, razem z nim odnalazł na pustyni Thora. Pracował też dla T.A.R.C.Z.Y i na polecenie Nicka Fury’ego badał Tesseract. Został zahipnotyzowany za pomocą włóczni Lokiego, któremu pomógł zbudować portal dla Chitauri. Zbudował również urządzenie do powstrzymania skutków koniunkcji. Pomógł Thorowi pogłębić wizję dotyczącą Asgardu, którą pokazała mu Wanda Maximoff. Był jednym z tych, którzy zniknęli po pstryknięciu palcami przez Thanosa i po pięciu latach powrócił po pstryknięciu dokonanym przez Bannera.

### Laufey
| Pojawił się |
| ----------- |
| • Thor      |

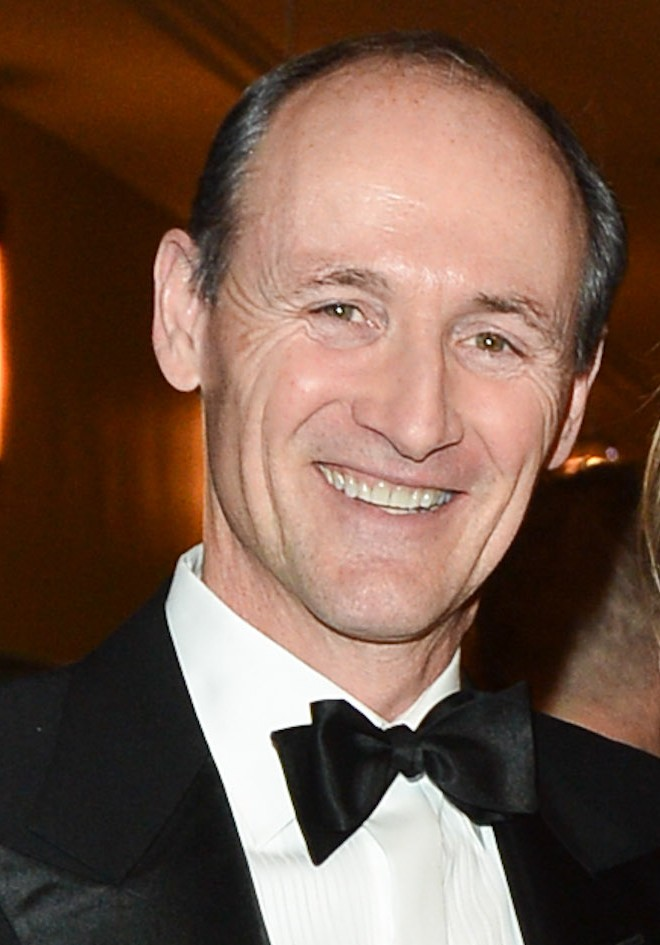
Colm Feore

Laufey (zagrany przez Colma Feore’a) był królem Jotunheimu, przywódcą Lodowych Gigantów. W 965 roku brał udział w inwazji na Ziemię, jednak został zatrzymany przez Odyna i asgardiańską armię. Nakazano mu powrócić na Jotunheim. Odyn zabrał z Jotunheimu dziecko, które adoptował w nadziei, że w przyszłości zjednoczy ono królestwa. Tym dzieckiem był Loki, biologiczny syn Laufeya. Kiedy Odyn wygnał Thora na Ziemię zapadł w sen. W tym czasie Loki skontaktował się z Laufeyem i obiecał mu możliwość zabicia Odyna. Kiedy Laufey stanął nad łożem Odyna, i chciał zadać mu śmiertelny cios, Loki go powstrzymał i zabił.
W komiksach Laufey został pokonany i zabity przez armię Odyna.

### Volstagg, Fandral i Hogun
| Pojawili się                                  |
| --------------------------------------------- |
| • Thor • Thor: Mroczny świat • Thor: Ragnarok |

Volstagg (Zagrany przez Raya Stevensona, Fandral (zagrany przez Josha Dallasa i Zachary’ego Leviego) i Hogun (zagrany przez Tadanobu Asano) tworzyli drużynę „Trzech Wojowników”, którzy razem z Sif walczyli u boku Thora. Przy pomocy Heimdalla dostali się na Ziemię, kiedy Thor został wygnany na Ziemię i walczyli z Niszczycielem zesłanym przez Lokiego, aby zabił Thora. Razem z Thorem pomogli zaprowadzić pokój w „Dziewięciu Krainach”. Pomogli Foster, Lokiemu i Thorowi wydostać się z Asgardu wbrew zakazowi Odyna. Stanęli do obrony, kiedy Hela zaatakowała Asgard i zostali przez nią zabici.
Dallas zagrał Fandrala w filmie Thor, a w kolejnych został zastąpiony przez Leviego.

### Heimdall
| Pojawił się |
| --- |
| • Thor • Thor: Mroczny świat • Avengers: Czas Ultrona • Thor: Ragnarok • Avengers: Wojna bez granic • Thor: Miłość i grom (rola cameo) |

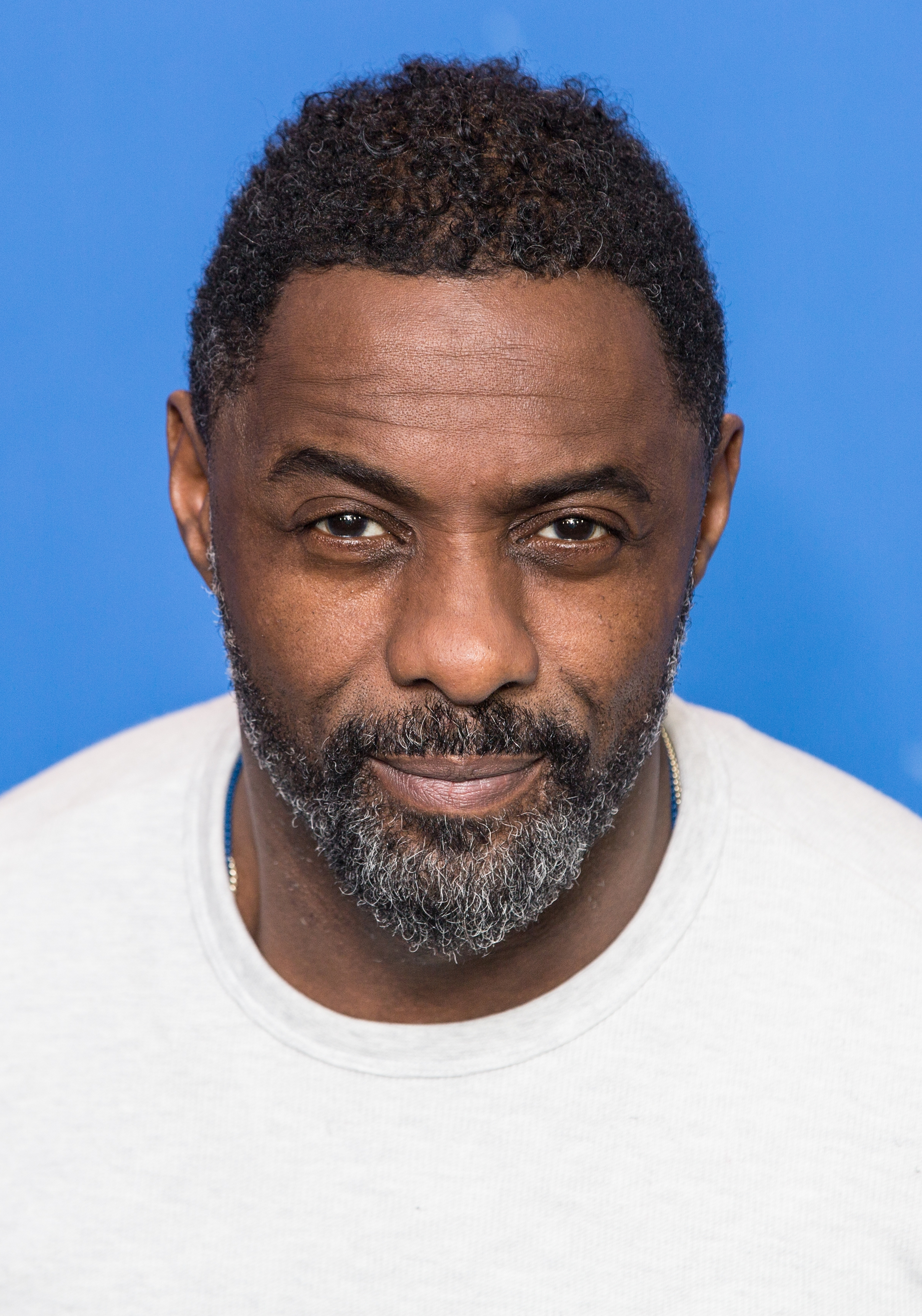
Idris Elba

Heimdall (zagrany przez Idrisa Elbę) był opiekunem i strażnikiem Asgardu, który stał na moście Bifröst. Bronił bram miasta od wszelkich intruzów.

### Darcy Lewis
| Pojawiła się                                                     |  |
| ---------------------------------------------------------------- |  |
| • Thor • Thor: Mroczny świat • WandaVision • Thor: Miłość i grom |  |

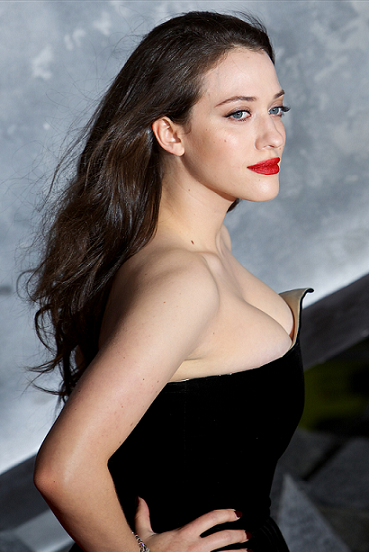
Kat Dennings

Darcy Lewis (zagrana przez Kat Dennings) jest absolwentką nauk politycznych na Uniwersytecie w Culver. Zatrudniła się u Jane Foster i Erica Selviga. Prywatnie również się z nimi przyjaźni.
Wspólnie z Foster i Selvigiem prowadzą badania. W wyniku badania anomalii odnajdują na pustyni Thora. Nie wierzą w jego historię i pochodzenie. Odwożą go do szpitala i wracają do laboratorium. Podczas dalszych badań anomalii, dostrzegają na zdjęciu sylwetkę człowieka. Przypuszczając, że jest to Thor, wracają po niego. Jest świadkiem ataku Niszczyciela, nasłanego przez Lokiego, aby zabił Thora.
Po kilku latach zatrudniła stażystę Iana Boothby’ego. Razem z Foster badała pobliską anomalię, która spowodowała, że Foster znikła. Odnalazła Selviga w szpitalu dla psychicznie chorych. Kiedy teoria koniunkcji Selviga okazuje się być faktem, razem z Thorem, Foster, Selvigiem i Boothbym powstrzymują Malekitha przed zniszczeniem Dziewięciu Krain. Lewis związuje się z Boothbym.

### Frigga
| Pojawiła się                                        |
| --------------------------------------------------- |
| • Thor • Thor: Mroczny świat • Avengers: Koniec gry |

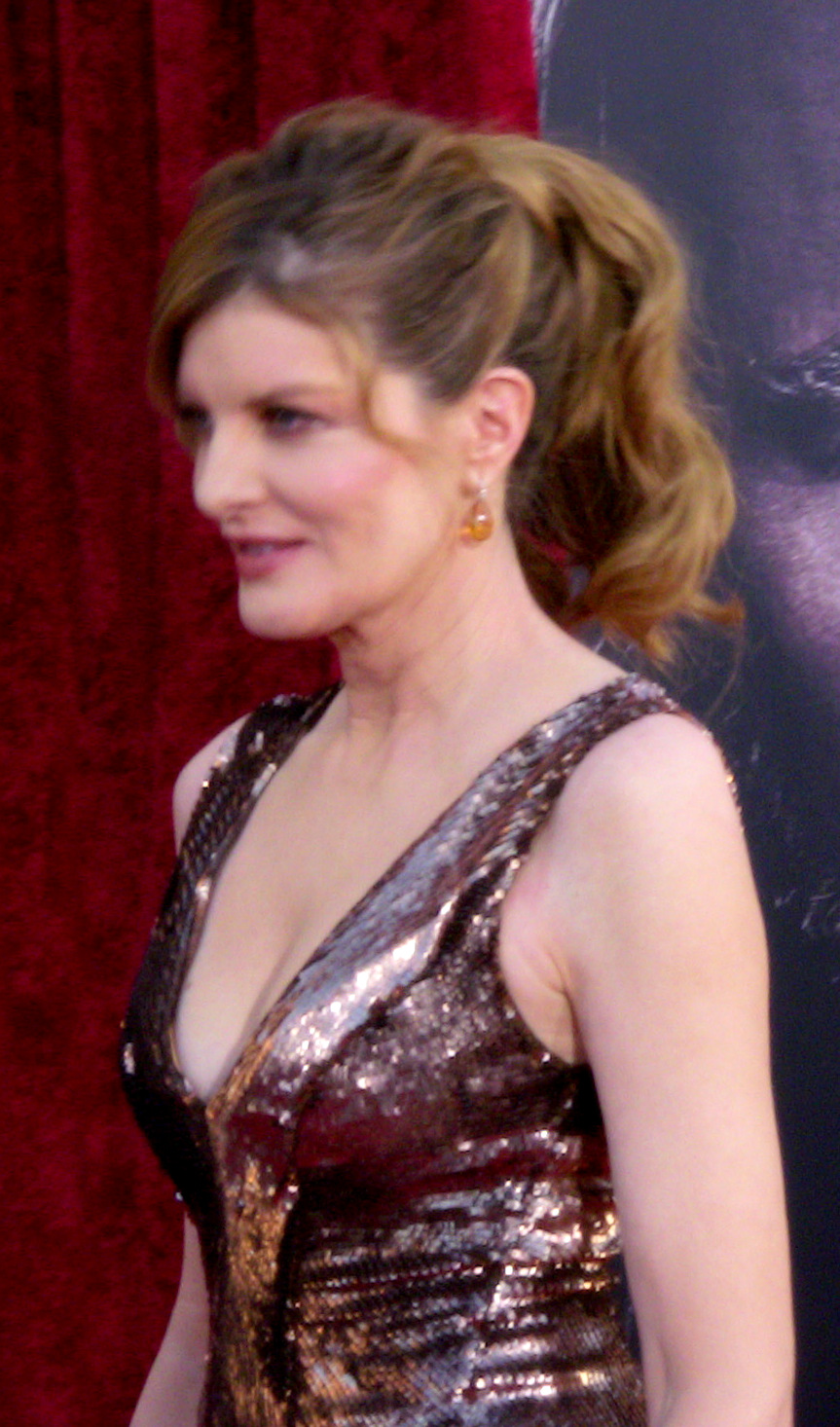
Rene Russo

Frigga (zagrana przez Rene Russo) była matką Thora i Lokiego, żoną Odyna. Została zabita w Thor: Mroczny świat ochraniając Jane Foster mającą w sobie Eter.

### Odyn
| Pojawił się                                   |
| --------------------------------------------- |
| • Thor • Thor: Mroczny świat • Thor: Ragnarok |

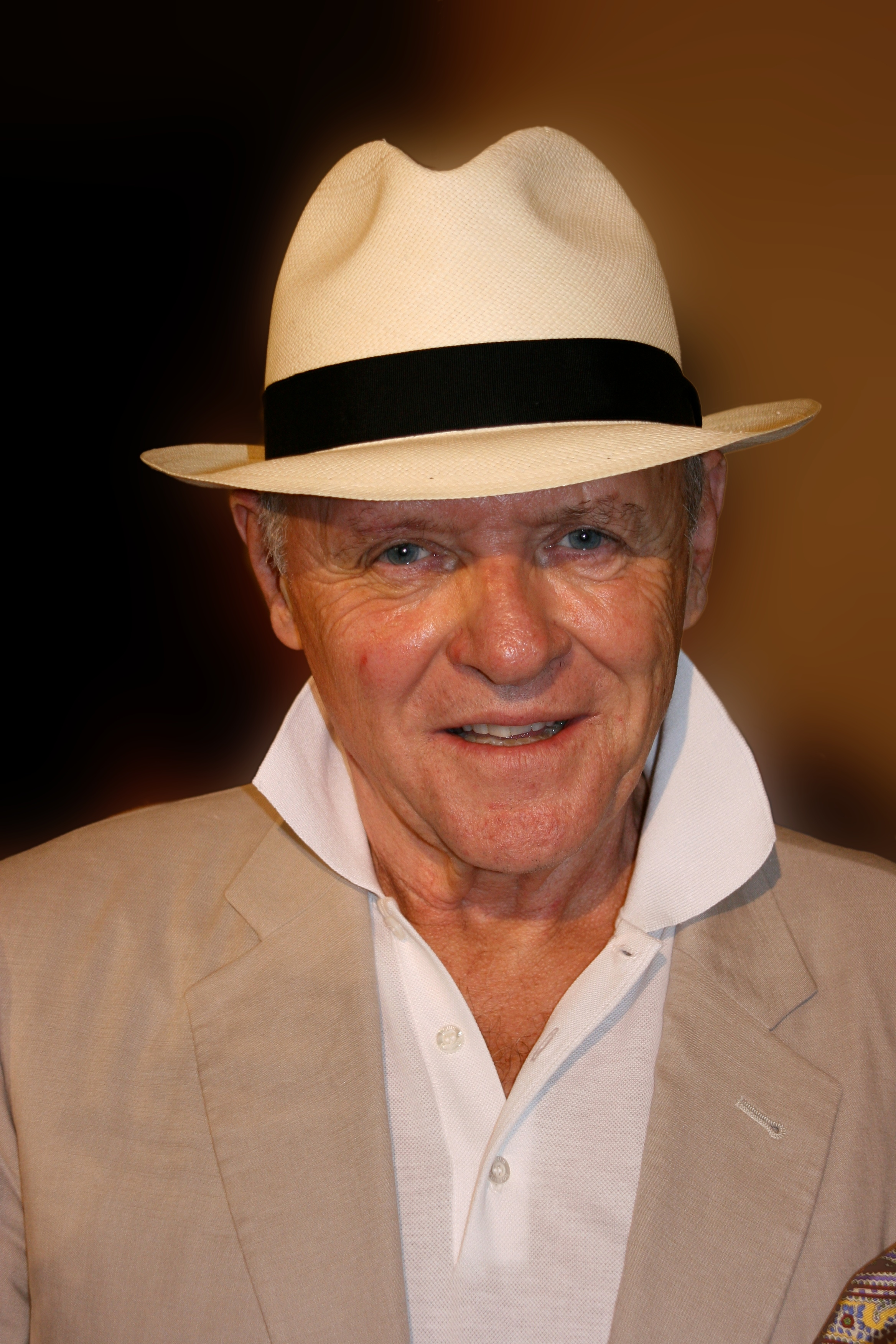
Anthony Hopkins

Odyn (zagrany przez Anthony’ego Hopkinsa) był mężem Friggi, ojcem Thora i Lokiego oraz królem Asgardu.

### Sif
| Pojawiła się                                                                                |  |
| ------------------------------------------------------------------------------------------- |  |
| • Thor • Thor: Mroczny świat • Agenci T.A.R.C.Z.Y. sezon 1 • 2 • Loki • Thor: Miłość i grom |  |

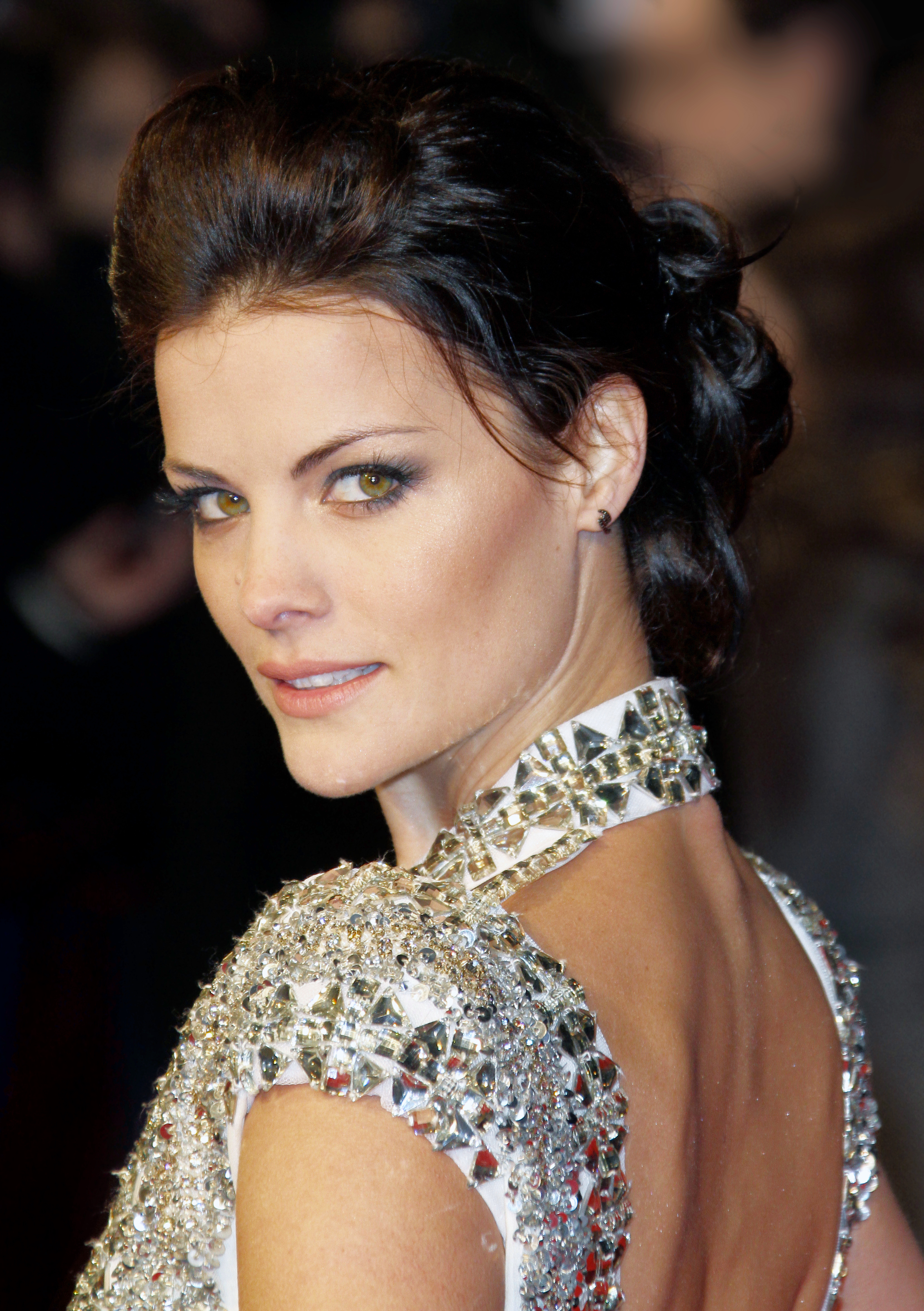
Jaimie Alexander

Sif (zagrana przez Jaimie Alexander) jest przyjaciółką Thora i wojowniczką Asgardu. Zostaje wysłana na Ziemię w celu pojmania zbiegłej z więzienia Lorelai. Coulson prosi ją, aby nie mówiła Thorowi o tym, że żyje. Nieco później powraca, jednak nie pamięta kim jest. Okazuje się, że ściga Vin-Taka, przedstawiciela rasy Kree, który przybył na ziemię w celu naprawy błędu Kree, jakim było stworzenie rasy Inhumans oraz zniszczenia obelisków.
W komiksowym pierwowzorze jest ona kochanką Thora.

### Jasper Sitwell
| Pojawił się |
| --- |
| • Thor • Avengers • Kapitan Ameryka: Zimowy żołnierz • Marvel One-Shot: Konsultant • Marvel One-Shot: Przedmiot 47 • Agenci T.A.R.C.Z.Y. sezon 1 • 5 • Avengers: Koniec gry |

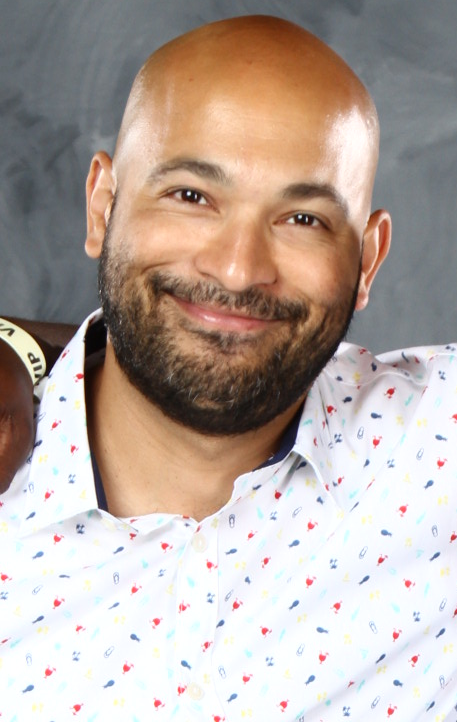
Maximiliano Hernández

Jasper Sitwell (zagrany przez Maximiliana Hernándeza i Adama Faisona) urodził się 8 grudnia 1973 roku. Był wysokim rangą agentem T.A.R.C.Z.Y. i dobrym kolegą Coulsona. Okazał się być podwójnym agentem HYDRY. Został zabity przez Zimowego Żołnierza.
Hernández zagrał dorosłą wersję postaci w filmach, krótkometrażówkach i pierwszym sezonie serialu Agenci T.A.R.C.Z.Y., natomiast Faison, młodszą wersję podczas retrospekcji w piątym sezonie tego serialu.

### Clint Barton / Hawkeye
| Pojawił się |  |
| --- |  |
| • Thor • Avengers • Avengers: Czas Ultrona • Kapitan Ameryka: Wojna bohaterów • Avengers: Koniec gry • Hawkeye |  |

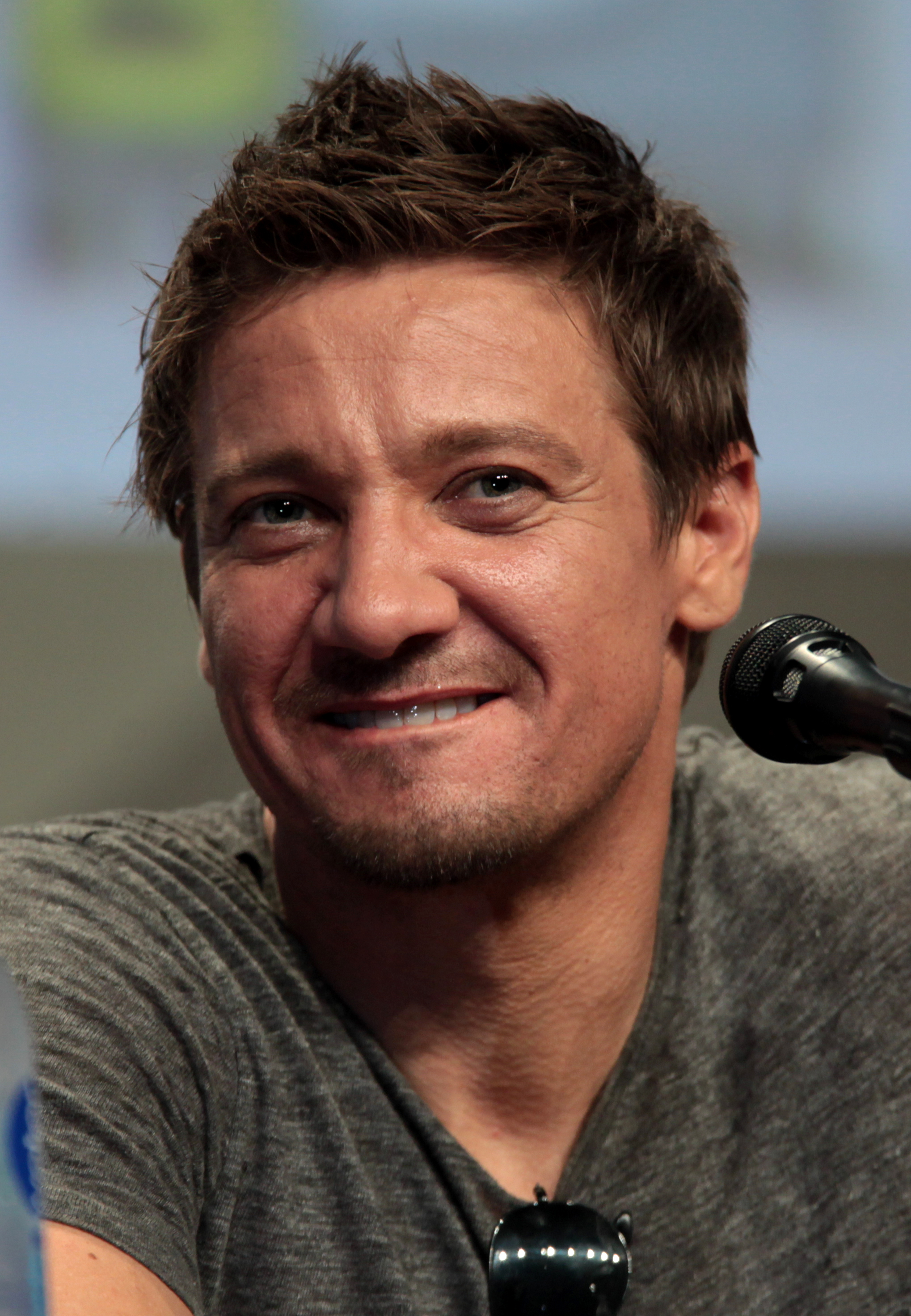
Jeremy Renner

Clint Barton (zagrany przez Jeremy’ego Rennera) jest mistrzem w łucznictwie, świetnie walczy wręcz oraz biegle posługuje się bronią białą. Był wysokim rangą agentem T.A.R.C.Z.Y., został członkiem grupy Avengers. Jego żoną jest Laura Barton, z którą ma trójkę dzieci Coopera, Lilę i Nathaniela. Jako agent dostał zlecenie na rosyjską agentkę Nataszę Romanow. Zamiast ją zabić, postanowił ją zrekrutować do T.A.R.C.Z.Y.
Pracował przy zadaniu pilnowania Mjolnira w Nowym Meksyku, a następnie przy projekcie Pegasus jako szef ochrony Tesseractu. Zostaje zniewolony przez Lokiego, aby pomóc mu w ucieczce z Tesseractem. Podczas walki z Nataszą, Clint traci przytomność, a po jej odzyskaniu już nie jest pod wpływem berła Lokiego. Staje się częścią drużyny Avengers. Wraz z towarzyszami pokonują atakujących Ziemię Chitauri.
Po kilku latach razem z drużyną bierze udział w ataku na bazę HYDRY, gdzie prowadzone są eksperymenty na ludziach oraz z technologią Chitauri. Dał schronienie członkom Avengers na swojej farmie, ujawniając, że ma żonę i dzieci. Następnie razem z Avengersami pokonuje Ultrona. Po tych wydarzeniach postanawia przejść na emeryturę, jednak decyduje się pomóc Rogersowi stając po stronie przeciwników rejestracji. Pomaga uwolnić Wandę Maximoff z aresztu domowego, pilnowaną przez Visiona. Bierze udział w walce na lotnisku, po której zostaje aresztowany i osadzony w więzieniu „Raft”, z którego zostaje uwolniony przez Rogersa. Poszedł na układ z rządem Stanów Zjednoczonych, wskutek czego został zobowiązany do odbycia kary w areszcie domowym.
Renner podpisał kontrakt na 4 filmy, gdzie jego wstęp cameo w filmie Thor nie wlicza się do kontraktu.

## Przedstawieni w filmieKapitan Ameryka: Pierwsze starcie

### Steve Rogers / Kapitan Ameryka
| Pojawił się |  |
| --- |  |
| • Kapitan Ameryka: Pierwsze starcie • Avengers • Thor: Mroczny świat (rola cameo) • Kapitan Ameryka: Zimowy żołnierz • Avengers: Czas Ultrona • Ant-Man (rola cameo) • Kapitan Ameryka: Wojna bohaterów • Spider-Man: Homecoming • Avengers: Wojna bez granic • Kapitan Marvel (rola cameo) • Avengers: Koniec gry |  |

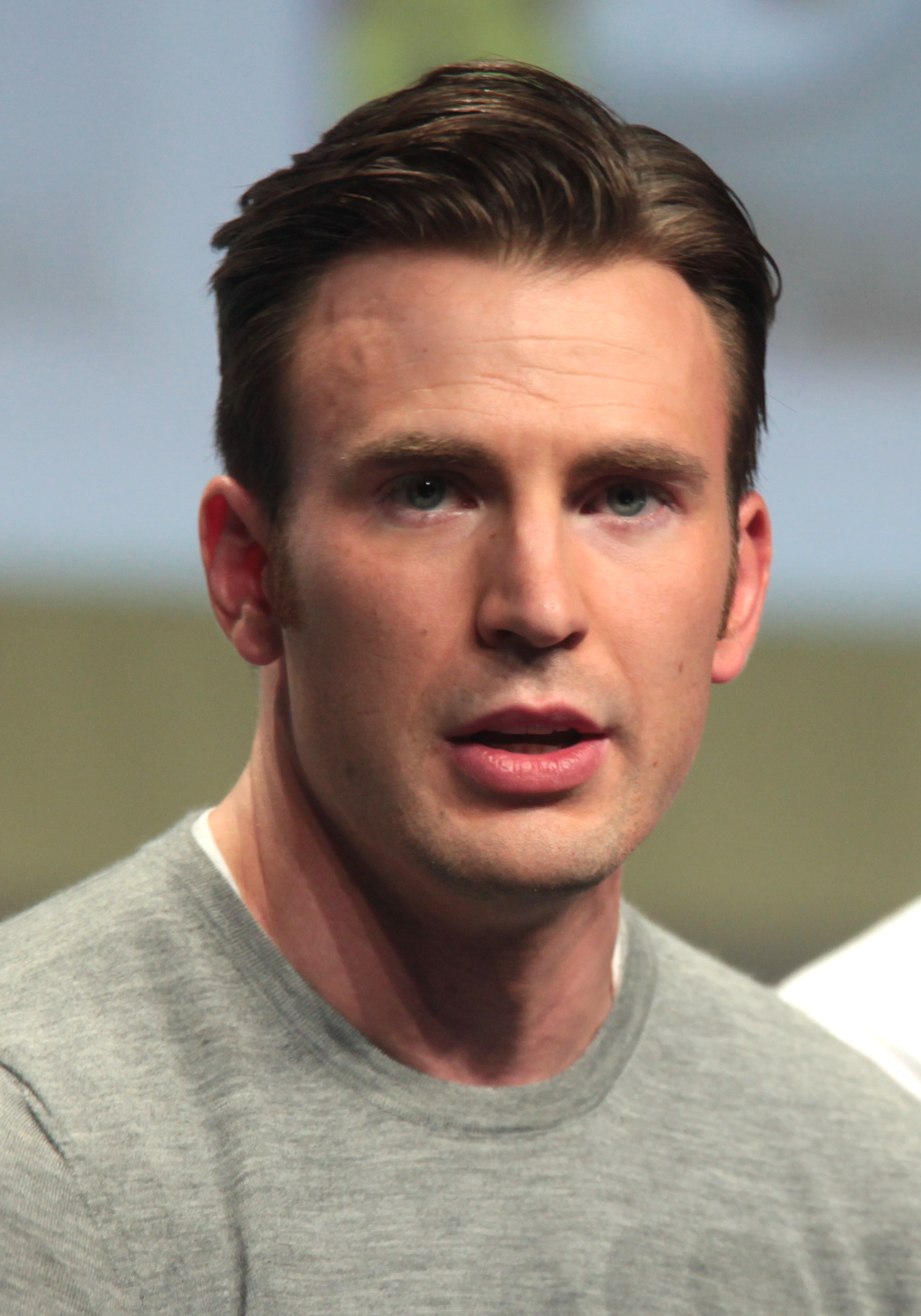
Chris Evans

Steve Rogers (zagrany przez Chrisa Evansa) urodził się 4 lipca 1918 roku w Nowym Jorku, jest synem Sary i Josepha Rogersów. W 1941 roku zgłosił się na ochotnika do armii USA podczas II wojny światowej, jednak został odrzucony ze względu na problemy zdrowotne i fizyczne. Podczas wystawy nowych technologii razem z przyjacielem Buckym zostaje podsłuchany przez dr Abrahama Erskine, dzięki czemu zostaje zwerbowany do wojska i włączony do programu superżołnierza pod kierownictwem Erskine’a, kapitana Chestera Phillipsa i brytyjskiej agentki Peggy Carter. Rogers zostaje poddany działaniu serum, przez co jego wygląd fizyczny się zmienia – staje się wyższy i bardziej muskularny, ale również szybszy i bardziej wytrzymały. Staje się Kapitanem Ameryką. Steve zostaje użyty jako marionetka do podniesienia morale wojennych.
Podczas trasy po bazach we Włoszech dowiaduje się, że jego przyjaciel Bucky nie wrócił do bazy i prawdopodobnie zginął. Nie chcąc w to uwierzyć, przy pomocy Peggy Carter i inżyniera Howarda Starka zostaje zrzucony w górach na samotną wyprawę ratunkową. Rogers dostał się do bazy HYDRY i uwolnił Bucky'ego oraz innych więźniów. Podczas konfrontacji ze Schmidtem odkrył jego tożsamość jako Czerwona Czaszka. Stark przygotował specjalny kostium oraz tarczę zrobioną ze specjalnego metalu o nazwie vibranium. Rogers zrekrutował Bucky'ego, „Dum Dum” Dugana, Gabe’a Jonesa, Jima Moritę, Jamesa Montgomerego Falswortha i Jacques’a Derniera do ataku na inne znane bazy HYDRY. Podczas zatrzymania pociągu przewożącego Arnima Zolę, Bucky spada w przepaść. Po przesłuchaniu Zoli zostaje ujawniona najważniejsza baza HYDRY. Rogers powstrzymuje Schmidta przed użyciem broni masowej zagłady napędzanej przez Tesseract. Kamień upada na podłogę samolotu, wypala w niej dziurę i samolot się rozbija na Arktyce, gdzie Steve zostaje zahibernowany.
70 lat później zostaje odnaleziony i wybudzony. Zaczyna pracować dla T.A.R.C.Z.Y. pod dowództwem Nicka Fury’ego. Staje się częścią drużyny Avengers. Kapitan wraz z towarzyszami pokonują atakujących Chitauri.
W Kapitan Ameryka: Zimowy żołnierz razem z Czarną Wdową demaskuje tajemnicę siedemdziesięciu lat działania Hydry wewnątrz T.A.R.C.Z.Y. i odkrywa, że jego przyjaciel Bucky nadal żyje, ale stał się zabójcą na usługach Hydry ulepszonym przez Arnima Zolę. Po tym jak Barnes ratuje go po eksplozji lotniskoperów i ucieka, ten postanawia wraz z Falconem go odnaleźć.
Rok później razem z drużyną Avengers bierze udział w ataku na bazę Hydry gdzie prowadzone są eksperymenty na ludziach z użyciem berła Lokiego. Najpierw wraz z Thorem zostaje zaskoczony przez Quicksilvera, następnie dopada von Struckera, ale atakuje go Scarlet Witch. Później podczas przyjęcia wraz z drużyną zostaje zaatakowany przez Ultrona, który ucieka z berłem. Rogers z drużyną próbuje powstrzymać Ultrona i rodzeństwo Maximoff przed zakupem vibranium, ale Wanda powoduje u nich wizje. Rogers widzi Peggy Carter, która informuje go o końcu wojny i proponuje taniec. Pod wpływem wiedźmy Hulk wpada w furię i dokonuje wielu zniszczeń. Opinia publiczna nie jest zbyt przychylna i Kapitan wraz z drużyną musi ukrywać się na farmie Bartona. Później cała drużyna wyrusza do Sokowii i pokonuje Ultrona. Kapitan Ameryka i Czarna Wdowa w nowej bazie Avengers zaczynają szkolenie nowej drużyny, w skład której wchodzą poza nimi jeszcze Falcon, Rhodes, Wanda Maximoff i Vision.
Evans podpisał kontrakt na 6 filmów. Aktor wystąpił w roli cameo w filmie Thor: Mroczny świat, który nie wlicza się do jego kontraktu. Pojawił się on również za pomocą archiwalnego montażu w serialu Agentka Carter, serialu internetowym WHiH NewsFront i w krótkometrażówce Marvel One-Shot: Agent Carter.

### Chester Phillips
| Pojawił się                         |
| ----------------------------------- |
| • Kapitan Ameryka: Pierwsze starcie |

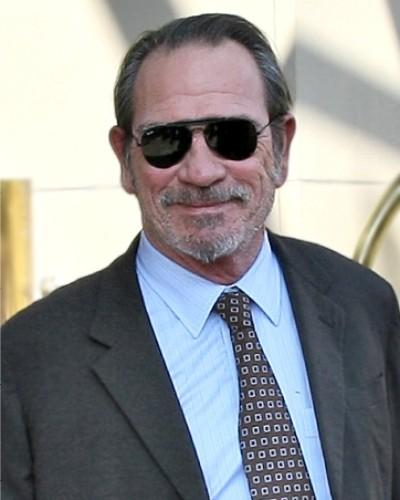
Tommy Lee Jones

Chester Phillips (zagrany przez Tommy’ego Lee Jonesa) był kapitanem armii USA podczas II wojny światowej, dyrektorem SSR i jednym z założycieli T.A.R.C.Z.Y. Wraz z dr Abrahamem Erskine’em i brytyjską agentką Peggy Carter kierował programem superżołnierza „Odrodzenie”, w którym uczestniczył Steve Rogers. Po wojnie wraz z Howardem Starkiem wybrał Peggy Carter do prowadzenia T.A.R.C.Z.Y. Z uwagi na wiek kapitana, uznaje się go za zmarłego ze starości.
Jones pojawił się na zdjęciu w filmie Kapitan Ameryka: Zimowy żołnierz.

### Johann Schmidt / Czerwona Czaszka
| Pojawił się                                                                             |
| --------------------------------------------------------------------------------------- |
| • Kapitan Ameryka: Pierwsze starcie • Avengers: Wojna bez granic • Avengers: Koniec gry |

Johann Schmidt (zagrany przez Hugo Weavinga i Rossa Marquanda) urodził się w Berlinie. Był fizykiem, a z czasem zainteresował się mitologią nordycką. W lutym 1934 roku Schmidt poznał Adolfa Hitlera. Podczas tego spotkania Schmidt zainteresował Hitlera swoją teorią odnośnie do magii i mitologii nordyckiej. Następnie został zwerbowany przez Heinricha Himmlera do SS. W czerwcu 1934 roku, Schmidt przejął program pracy nad bronią po zamordowanym podczas Nocy Długich Noży, Ernstcie Kaufmannie. Schmidt został awansowany i założył swój własny oddział SS o nazwie „Hydra”. Rozpoczął współpracę z Arnimem Zolą i zmusił do współpracy uciekającego Abrahama Erskine’a, którego dzieci i żonę wysłał do obozu koncentracyjnego. W 1940 roku zmusił Eskine’a do podania mu niestabilnej surowicy programu superżołnierza, w wyniku której przemienił się w Czerwoną Czaszkę. W marcu 1942 roku Schmidt wraz ze swoim wojskiem podczas najazdu na Norwegię odnalazł Tesseract. Badanie tego przedmiotu wykazało, że może on zniszczyć cały świat. Schmidt postanowił obalić Hitlera i przejąć władzę na świecie. W maju 1945 roku podczas walki Schmidta z Kapitanem Ameryka zostaje on wciągnięty przez portal uruchomiony przez Tesseract.

### Peggy Carter
| Pojawiła się |
| --- |
| • Kapitan Ameryka: Pierwsze starcie • Kapitan Ameryka: Zimowy żołnierz • Avengers: Czas Ultrona • Ant-Man • Avengers: Koniec gry • Marvel One-Shot: Agent Carter • Agenci T.A.R.C.Z.Y. sezon 2 • Agentka Carter sezon 1 • 2 • Doktor Strange w multiwersum obłędu |

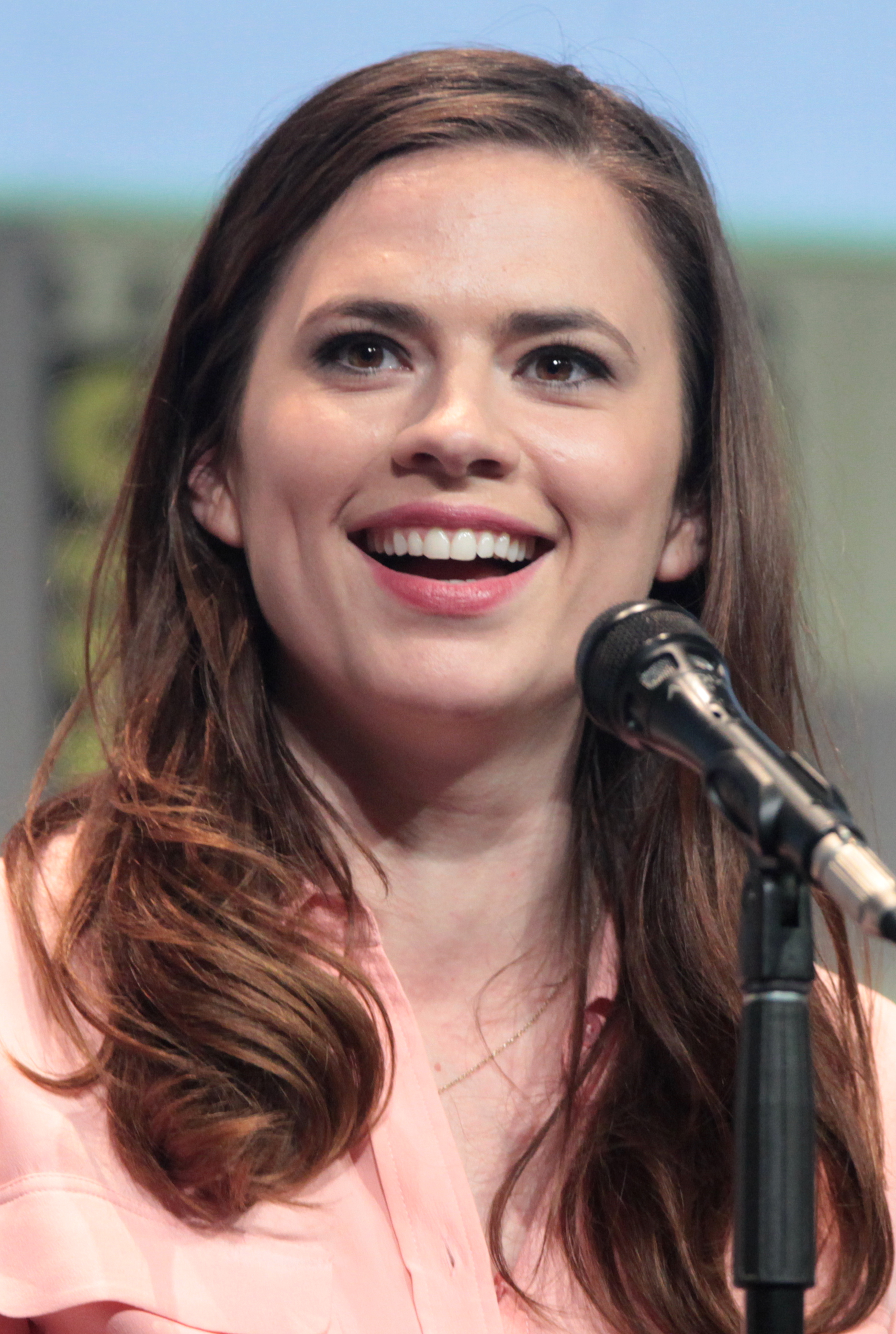
Hayley Atwell

Peggy Carter (zagrana przez Hayley Atwell) urodziła się 9 kwietnia 1919 roku w Londynie, w Anglii. W 1934 roku wstąpiła do armii brytyjskiej, w 1936 roku przeniosła się do SAS, a w trakcie wojny rozpoczęła pracę jako agentka w SSR, gdzie między innymi współpracowała z dr Abrahamem Erskine’em i kapitanem Chesterem Phillipsem przy programie superżołnierza, podczas którego Steve Rogers stał się Kapitanem Ameryką. Była dziewczyną Steve’a Rogersa.
Rok po wydarzeniach w Kapitan Ameryka: Pierwsze starcie rozpoczęła pracę w SSR, następnie stała jedną z założycielek T.A.R.C.Z.Y. W Kapitan Ameryka: Zimowy żołnierz zostaje odwiedzona przez Steve’a w domu opieki nad osobami starszymi.
Zmarła 3 czerwca 2016 śmiercią naturalną. W jej pogrzebie uczestniczyli Steve i Sharon Carter.

### James „Bucky” Barnes / Zimowy Żołnierz
| Pojawił się |  |
| --- |  |
| • Kapitan Ameryka: Pierwsze starcie • Kapitan Ameryka: Zimowy żołnierz • Ant-Man (rola cameo) • Kapitan Ameryka: Wojna bohaterów • Czarna Pantera (rola cameo) • Avengers: Wojna bez granic • Avengers: Koniec gry • Falcon i Zimowy Żołnierz |  |

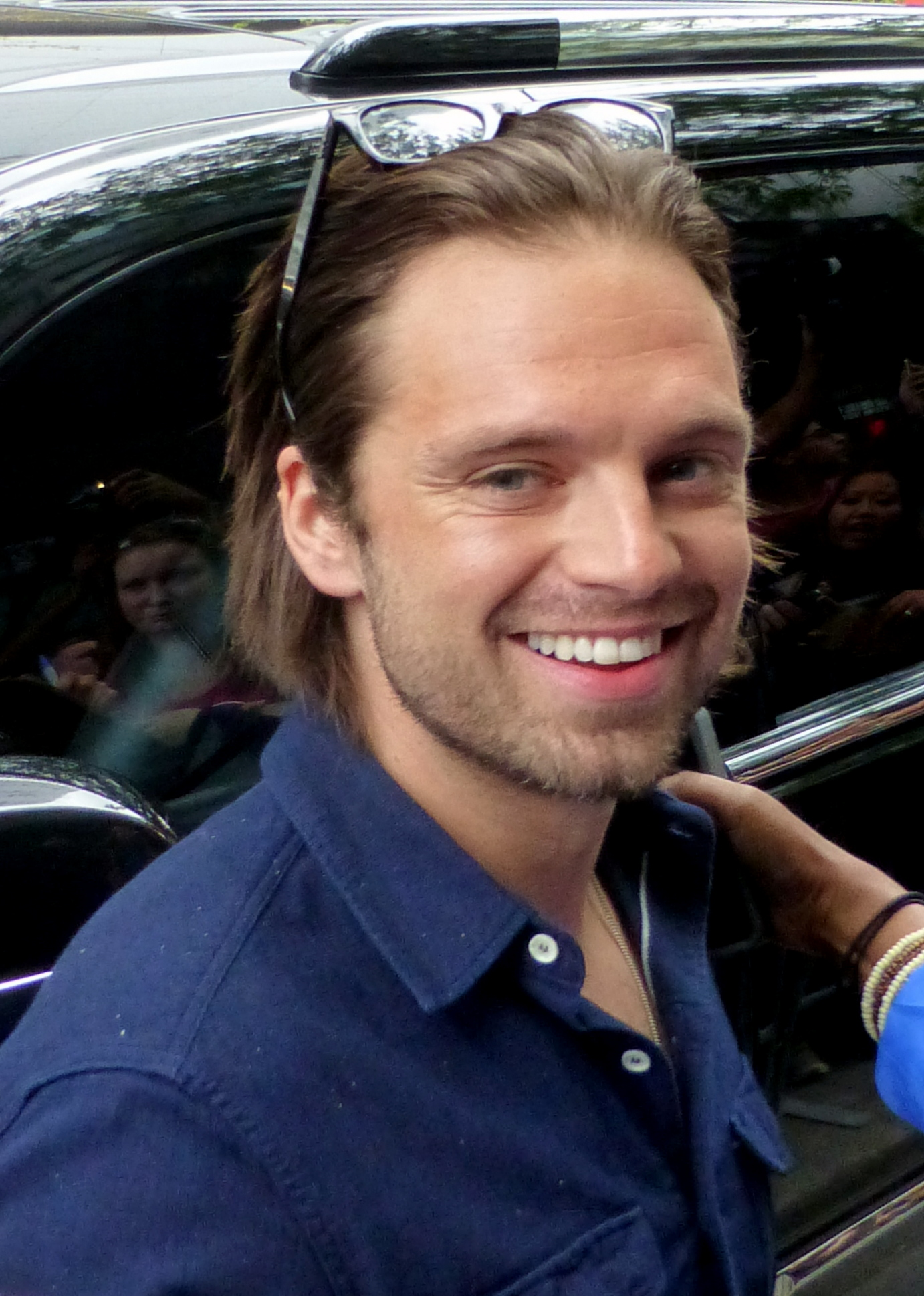
Sebastian Stan

James Barnes (zagrany przez Sebastiana Stana) urodził się 10 marca 1917 roku, wychowywał się na Brooklynie w Nowym Jorku. Od dzieciństwa przyjaźnił się ze Steve’em Rogersem.
Wstąpił do armii i walczył podczas II wojny światowej. Został uprowadzony i uwięziony przez Hydrę, następnie uwolniony przez Rogersa, który zrekrutował go razem z „Dum Dum” Duganem, Gabem Jonesem, Jimem Moritą, Jamesem Montgomerym Falsworthem i Jacques’em Dernierem do grupy Howling Commandos, która atakowała bazy Hydry. Podczas zatrzymania pociągu przewożącego Arnima Zolę, Barnes spada w przepaść i ginie.
Okazuje się, że został on odnaleziony i pojmany przez Hydrę, poddany programowi superżołnierza, poddany hipnozie i zahibernowany. 16 grudnia 1991 roku na zlecenie Hydry spowodował wypadek samochodowy Howarda i Marii Starków, których zabił. Walczył przeciwko Steve’owi w Kapitan Ameryka: Zimowy żołnierz. Gdy Hellicariery zostały zniszczone, wyławia Rogersa z rzeki i ucieka.
Kiedy Steve dowiaduje się, że Barnes jest podejrzewany o zamach na konferencję ONZ, w którym ginie król Wakandy T’Chaka, postanawia go odnaleźć. Barnes ukrywa się w Rumunii, gdzie zostaje odnaleziony przez przyjaciela. Ostatecznie zostaje pojmany przez służby specjalne i uwięziony w specjalnym kontenerze. Pod przykrywką doktora psychiatrii Theo Broussarda, Helmut Zemo przychodzi go zbadać. Zemo wywołuje awarię zasilania i przywraca działanie hipnozy. Barnes udziela mu niezbędnych informacji na temat misji z 1991 roku i ucieka. Odnajduje go Rogers, ale ten już nie jest pod wpływem działania hipnozy. Staje razem z przyjacielem przeciwko rejestracji. Po walce na lotnisku wyrusza z Rogersem w pościg za Zemo na Syberię. W tym czasie Tony Stark dowiaduje się, że to Zemo stał za zamachem w siedzibie ONZ i wyrusza za nimi na Syberię. Tam dowiaduje się, że Barnes pod wpływem hipnozy zabił jego rodziców i dochodzi do walki między nim a Barnesem i Rogersem, w wyniku której Barnes traci metalowe ramię. Rogers zabiera przyjaciela i otrzymują od T’Challi schronienie. Tam zostaje zahibernowany do czasu wyleczenia go z możliwej aktywacji hipnozy. 
Stan po filmie Kapitan Ameryka: Pierwsze starcie podpisał kontrakt na 9 filmów.

### Timothy „Dum Dum” Dugan
| Pojawił się |
| --- |
| • Kapitan Ameryka: Pierwsze starcie • Marvel One-Shot: Agentka Carter • Agenci T.A.R.C.Z.Y. sezon 2 • Agentka Carter sezon 1 |

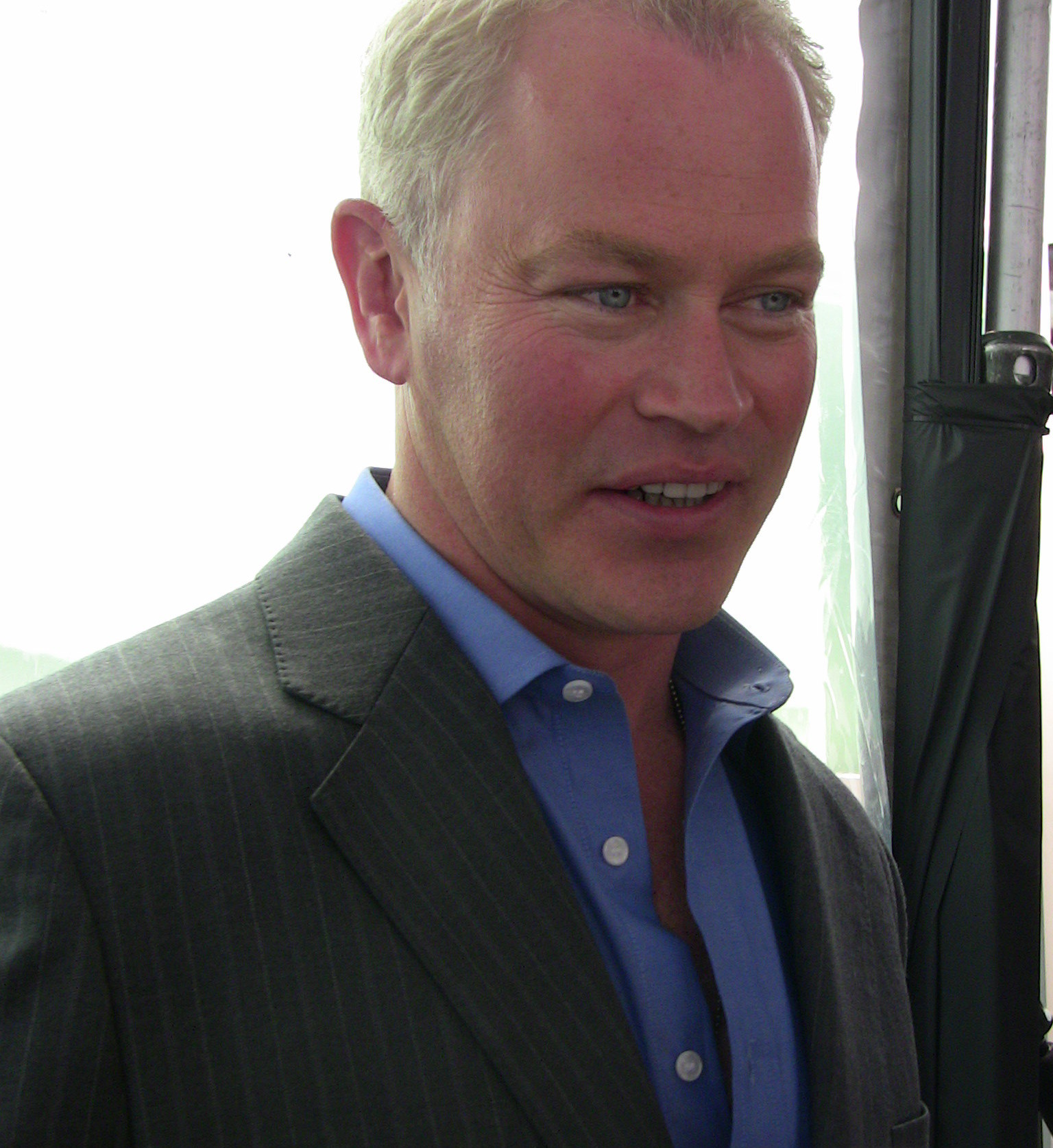
Neal McDonough

Timothy „Dum Dum” Dugan (zagrany przez Neala McDonougha) był alianckim żołnierzem podczas II wojny światowej. Został pojmany przez Hydrę i zmuszony do pracy w fabryce broni w austriackich Alpach. Został uwolniony wraz z innymi przez Steve’a Rogersa. W październiku 1943 został członkiem elitarnej grupy wraz z „Buckym” Barnesem, Gabem Jonesem, Jimem Moritą, Jamesem Montgomeregym Falsworthem i Jacques’em Dernierem o nazwie Howling Commandos pod dowództwem Rogersa. Grupa ta atakowała bazy Hydry. Był agentem SSR, był przydzielany do zadań razem z Peggy Carter i Jimem Moritą. Wraz z Howardem Starkiem i Peggy Carter był założycielem T.A.R.C.Z.Y., współpracował razem z Nickiem Furym podczas Zimnej Wojny.

### Gabe Jones
| Pojawił się                         |
| ----------------------------------- |
| • Kapitan Ameryka: Pierwsze starcie |

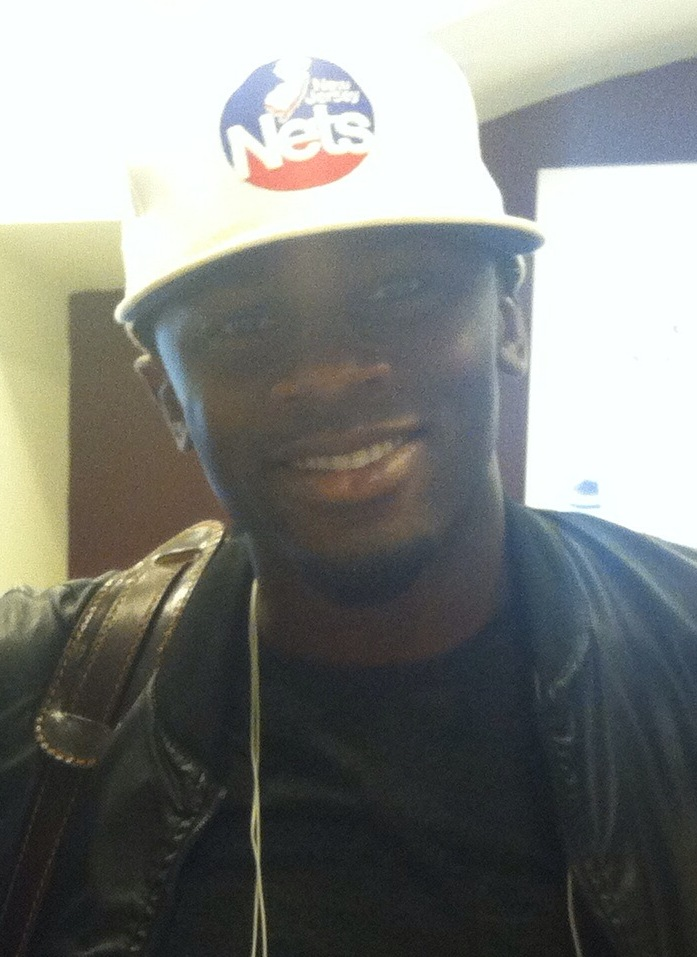
Derek Luke

Gabe Jones (zagrany przez Dereka Luke’a) przed wstąpieniem do armii amerykańskiej, studiował niemiecki i francuski. Podczas II wojny światowej został pojmany przez Hydrę i zmuszony do pracy w fabryce broni w austriackich Alpach. Został uwolniony wraz z innymi przez Steve’a Rogersa. W październiku 1943 został członkiem elitarnej grupy wraz z „Buckym” Barnesem, „Dum Dum” Duganem, Jimem Moritą, Jamesem Montgomeregym Falsworthem i Jacques’em Dernierem o nazwie Howling Commandos pod dowództwem Rogersa. Grupa ta atakowała bazy Hydry.

### Abraham Erskine
| Pojawił się                         |
| ----------------------------------- |
| • Kapitan Ameryka: Pierwsze starcie |

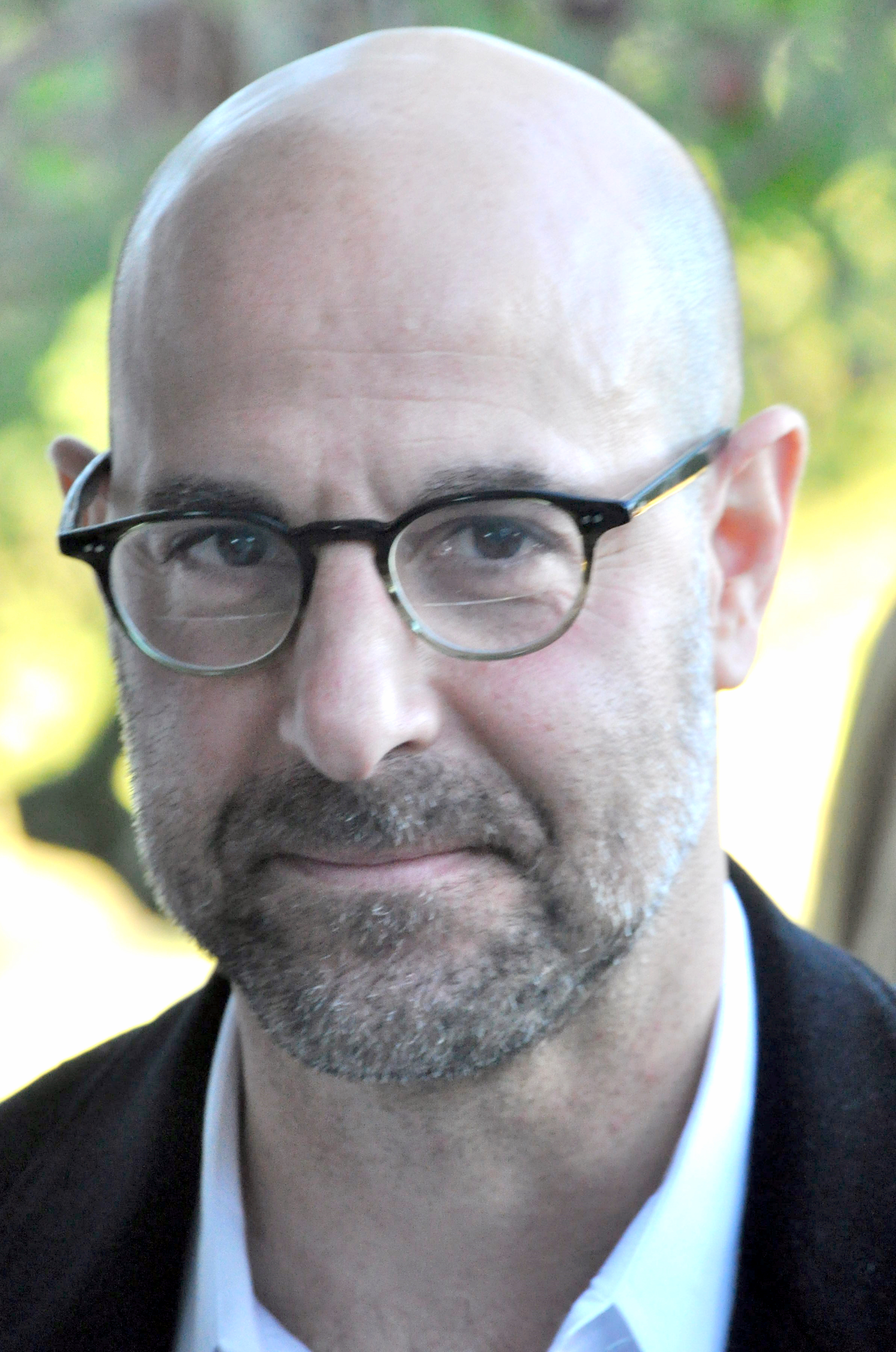
Stanley Tucci

Abraham Erskine (zagrany przez Stanleya Tucci) był niemieckim naukowcem, który opracowywał serum superżołnierza. Uciekł z Niemiec do Stanów Zjednoczonych, jednak przed tym został zmuszony do podania niedopracowanego serum Johannowi Schmidtowi. Wraz z brytyjską agentką Peggy Carter i kapitanem Chesterem Phillipsem pracował przy programie superżołnierza „Odrodzenie”, podczas którego Steve Rogers 22 czerwca 1943 roku stał się Kapitanem Ameryką. Tego samego dnia Erskine zostaje zabity przez agenta Hydry Heinza Krugera.

### Jim Morita
| Pojawił się                                                       |
| ----------------------------------------------------------------- |
| • Kapitan Ameryka: Pierwsze starcie • Agenci T.A.R.C.Z.Y. sezon 2 |

Jim Morita (zagrany przez Kennetha Choi) urodził się 20 października 1919 roku. Służył w armii amerykańskiej podczas II wojny światowej. Został pojmany przez Hydrę i zmuszony do pracy w fabryce broni w austriackich Alpach. Został uwolniony wraz z innymi przez Steve’a Rogersa. W październiku 1943 został członkiem elitarnej grupy wraz z „Buckym” Barnesem, „Dum Dum” Duganem, Gabem Jonesem, Jamesem Montgomeregym Falsworthem i Jacques’em Dernierem o nazwie Howling Commandos pod dowództwem Rogersa. Grupa ta atakowała bazy Hydry. Był agentem SSR, był przydzielany do zadań razem z Peggy Carter i Duganem, Morita zmarł po wojnie.
Choi wcielił się również w potomka Jima Mority, dyrektora Moritę w filmie Spider-Man: Homecoming.

### Arnim Zola
| Pojawił się                                                                                     |
| ----------------------------------------------------------------------------------------------- |
| • Kapitan Ameryka: Pierwsze starcie • Kapitan Ameryka: Zimowy żołnierz • Agentka Carter sezon 1 |

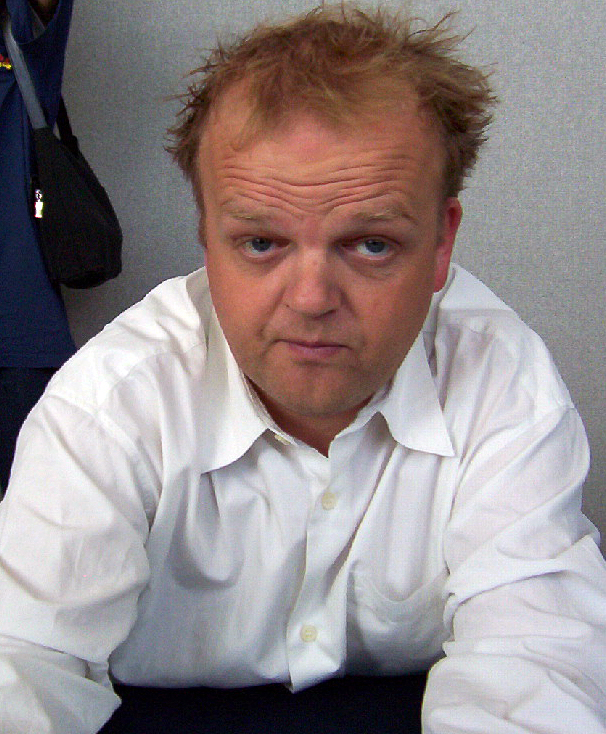
Toby Jones

Arnim Zola (zagrany przez Toby’ego Jonesa) był szwajcarskim naukowcem pracującym dla Hydry, ściśle współpracował z Johannem Schmidtem. W czasie II wojny światowej zaprojektował wiele zaawansowanych broni pomocnych Hydrze w dominacji nad światem. W 1945 roku został schwytany przez aliantów i zaoferowano mu stanowisko w T.A.R.C.Z.Y., gdzie działał jako podwójny agent i potajemnie był jednym z odbudowujących Hydrę. Kiedy na początku lat siedemdziesiątych wykryto u niego nieuleczalną chorobę, postanowił przenieść swój umysł do komputera. Fizycznie zmarł w 1972 roku, natomiast jego umysł 2 kwietnia 2014 roku podczas zbombardowania bazy Lehigh, w której przebywali Kapitan Ameryka i Czarna Wdowa.

## Przedstawieni w filmieAvengers

### Maria Hill
| Pojawiła się |  |
| --- |  |
| • Avengers • Kapitan Ameryka: Zimowy żołnierz • Avengers: Czas Ultrona • Agenci T.A.R.C.Z.Y. sezon 1 • 2 • Avengers: Wojna bez granic (rola cameo) • Avengers: Koniec gry • Spider-Man: Daleko od domu • Tajna inwazja |  |

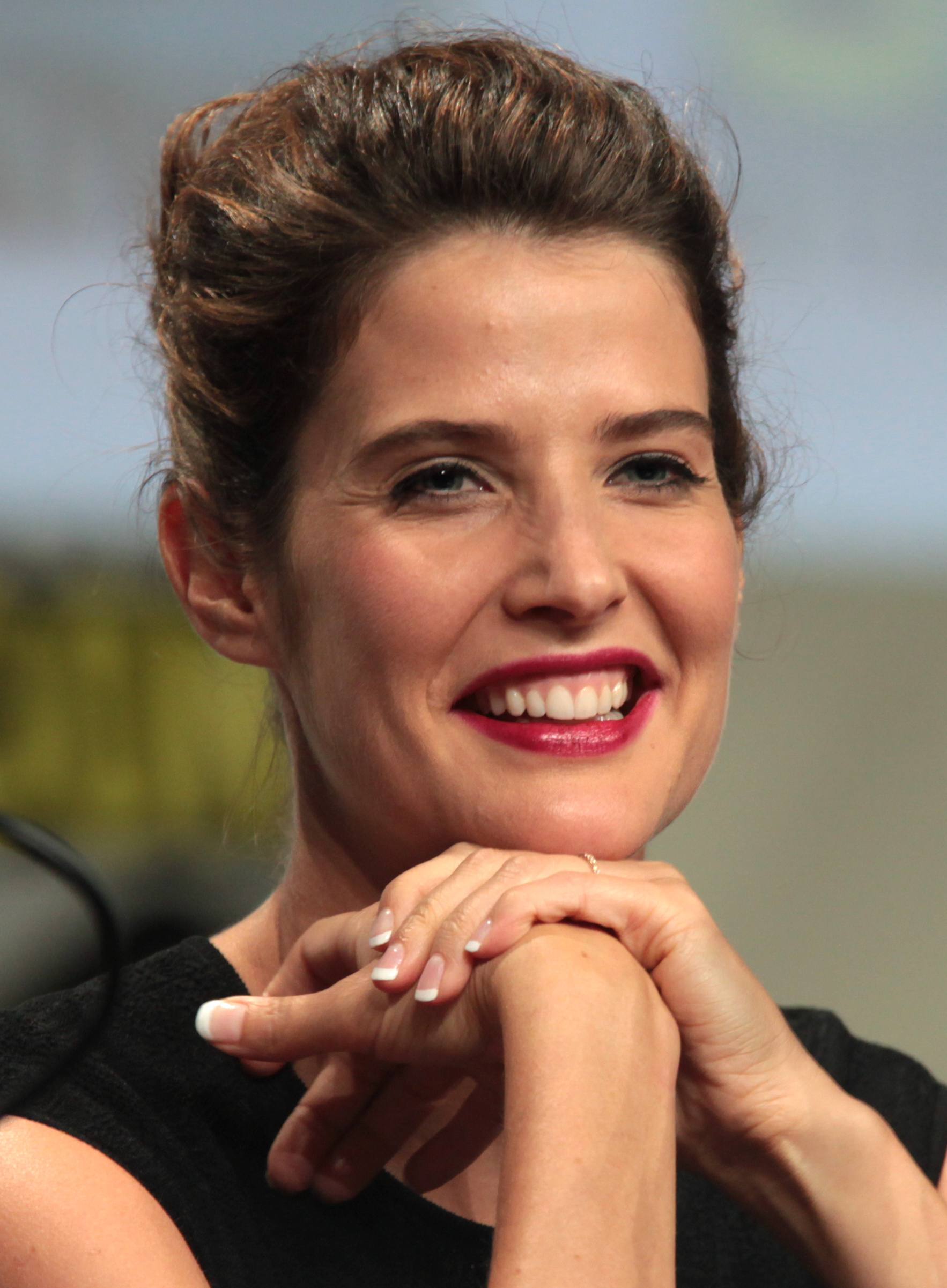
Cobie Smulders

Maria Hill (zagrana przez Cobie Smulders) urodziła się 4 kwietnia 1982 roku. Była zastępcą dyrektora Nicka Fury’ego oraz wysoką rangą agentką T.A.R.C.Z.Y. Po ujawnieniu się Hydry, która działała wewnątrz T.A.R.C.Z.Y. rozpoczęła pracę dla Stark Industries. Kiedy T.A.R.C.Z.A. była potajemnie odbudowywana, utrzymywała kontakt z ówczesnym dyrektorem organizacji, Philem Coulsonem.
Kilka lat później wraz z Furym zniknęła po pstryknięciu palcami przez Thanosa.

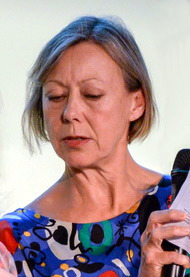
Jenny Agutter

### Hawley
| Pojawiła się                                  |
| --------------------------------------------- |
| • Avengers • Kapitan Ameryka: Zimowy żołnierz |

Hawley (zagrana przez Jenny Agutter) była członkiem Światowej Rady Bezpieczeństwa, organizacji sprawującej nadzór nad T.A.R.C.Z.Ą.

### Gideon Malick
| Pojawił się                              |
| ---------------------------------------- |
| • Avengers • Agenci T.A.R.C.Z.Y. sezon 3 |

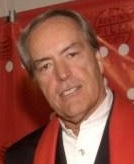
Powers Boothe

Gideon Malick (zagrany przez Powersa Boothe) był członkiem Światowej Rady Bezpieczeństwa, organizacji nadzorującej T.A.R.C.Z.Ę. oraz jednym z liderów HYDRY, który przyczynił się do otworzenia portalu w celu ściągnięcia na Ziemię starożytnego przedstawiciela rasy Inhumans. Zostaje zabity przez Johnson, będącej pod wpływem Hive’a.

### Inny
| Pojawił się                      |
| -------------------------------- |
| • Avengers • Strażnicy Galaktyki |

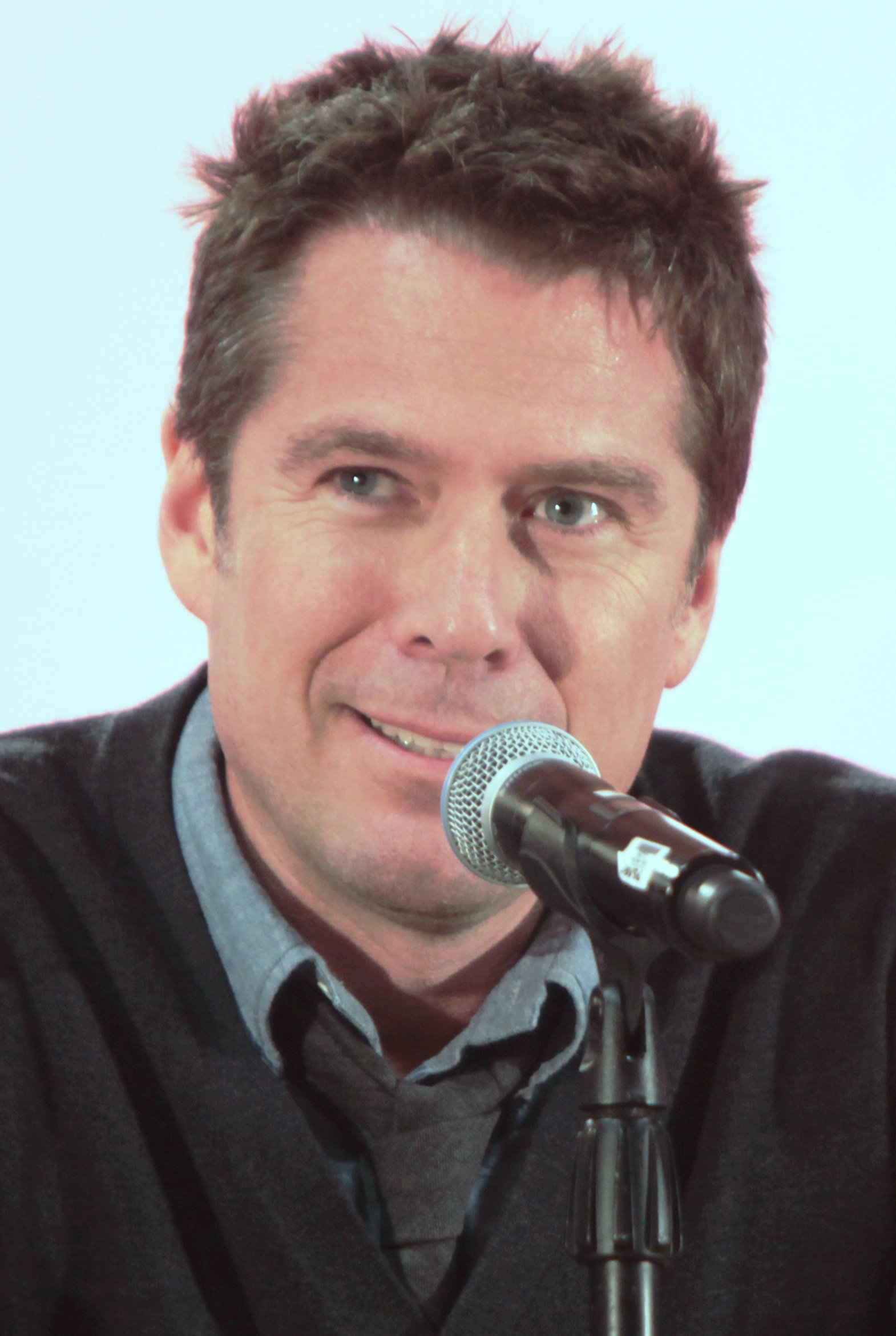
Alexis Denisof

Inny (zagrany przez Alexisa Denisofa) był dowódca armii Chitauri, sługą Thanosa. Zginął z ręki Ronana.

### Thanos
| Pojawił się |  |
| --- |  |
| • Avengers (rola cameo) • Strażnicy Galaktyki (rola cameo) • Avengers: Czas Ultrona (rola cameo) • Avengers: Wojna bez granic • Avengers: Koniec gry |  |

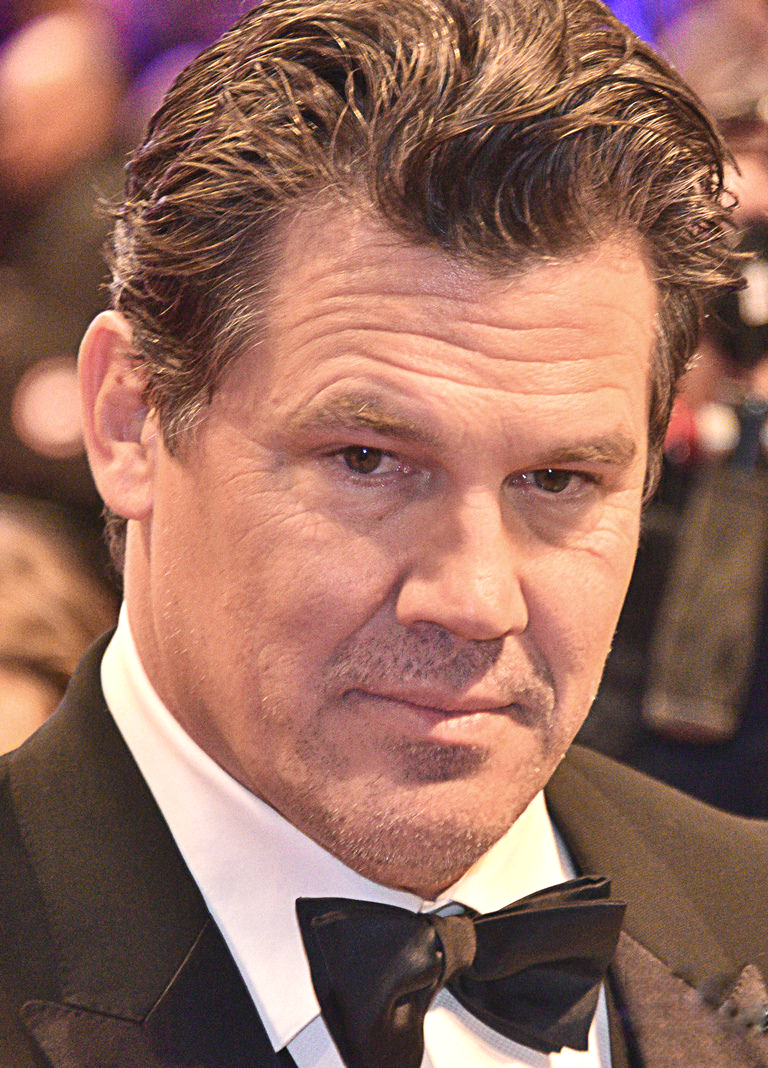
Josh Brolin

Thanos (zagrany przez Josha Brolina) był nazywany Czarnym Panem przez swoich najbardziej lojalnych podwładnych i Szalonym Tytanem przez galaktyczne społeczności. Był potężnym wojownikiem, który rządzi w odległym rejonie galaktyki i dowodzi ogromną armią Chitauri. Jego głównym celem było zdobycie Kamieni Nieskończoności, aby zabić połowę mieszkańców wszechświata.
Postać pojawiła się w roli cameo w trzech filmach, gdzie głosu użyczył Damion Poitier w Avengers, a Brolin udzielił głosu w kolejnych dwóch filmach. W Avengers: Wojna bez granic i Avengers: Koniec gry Brolin zagrał postać za pomocą techniki motion-capture.

## Przedstawieni w filmieIron Man 3

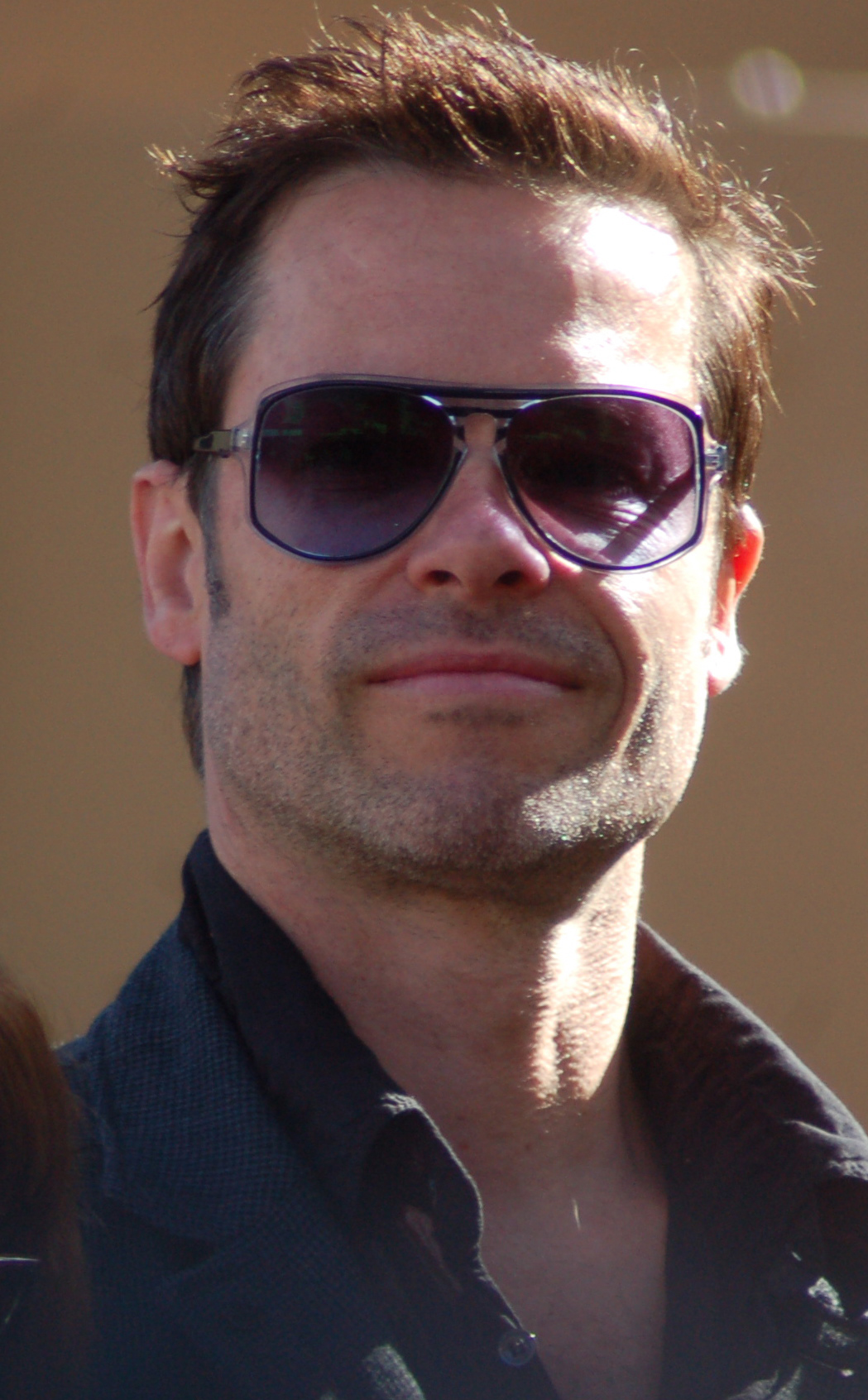
Guy Pearce

### Aldrich Killian
| Pojawił się  |
| ------------ |
| • Iron Man 3 |

Aldrich Killian (zagrany przez Guya Pearce’a) był założycielem i prezesem Advanced Idea Mechanics. W 1999 roku Tony Stark odmówił przyłączenia się do jego badań. Killian rozpoczął prace nad projektem Extremis z Mayą Hansen. Stworzył własnych żołnierzy pod swoim dowództwem poddanych działaniu Extremis. Sam poddał się jego działaniu. Swoje nielegalne działania maskował atakami terrorystycznymi tworząc fikcyjnego przywódcę organizacji terrorystycznej, Mandaryna, idealnego terrorystę – do jego roli zatrudnił aktora Trevora Slattery’ego. Nie był jednak świadomy, że terrorysta o tym imieniu faktycznie istnieje. Killian spiskował także z wiceprezydentem Rodriguezem, próbując przejąć kontrolę zarówno nad Stanami Zjednoczonymi, jak i nad wojną z terrorem. Chciał manipulując nimi dla zysku. Po uprowadzeniu Pepper Potts i prezydenta Matthew Ellisa musiał skonfrontować się ze Starkiem, który pokrzyżował jego plany z pomocą Jamesa Rhodesa, Iron Legionu i Potts, która ostatecznie go zabiła .
Pearce został obsadzony w roli na podstawie komiksowego pierwowzoru w kwietniu 2012 roku.

### Maya Hansen
| Pojawiła się |
| ------------ |
| • Iron Man 3 |

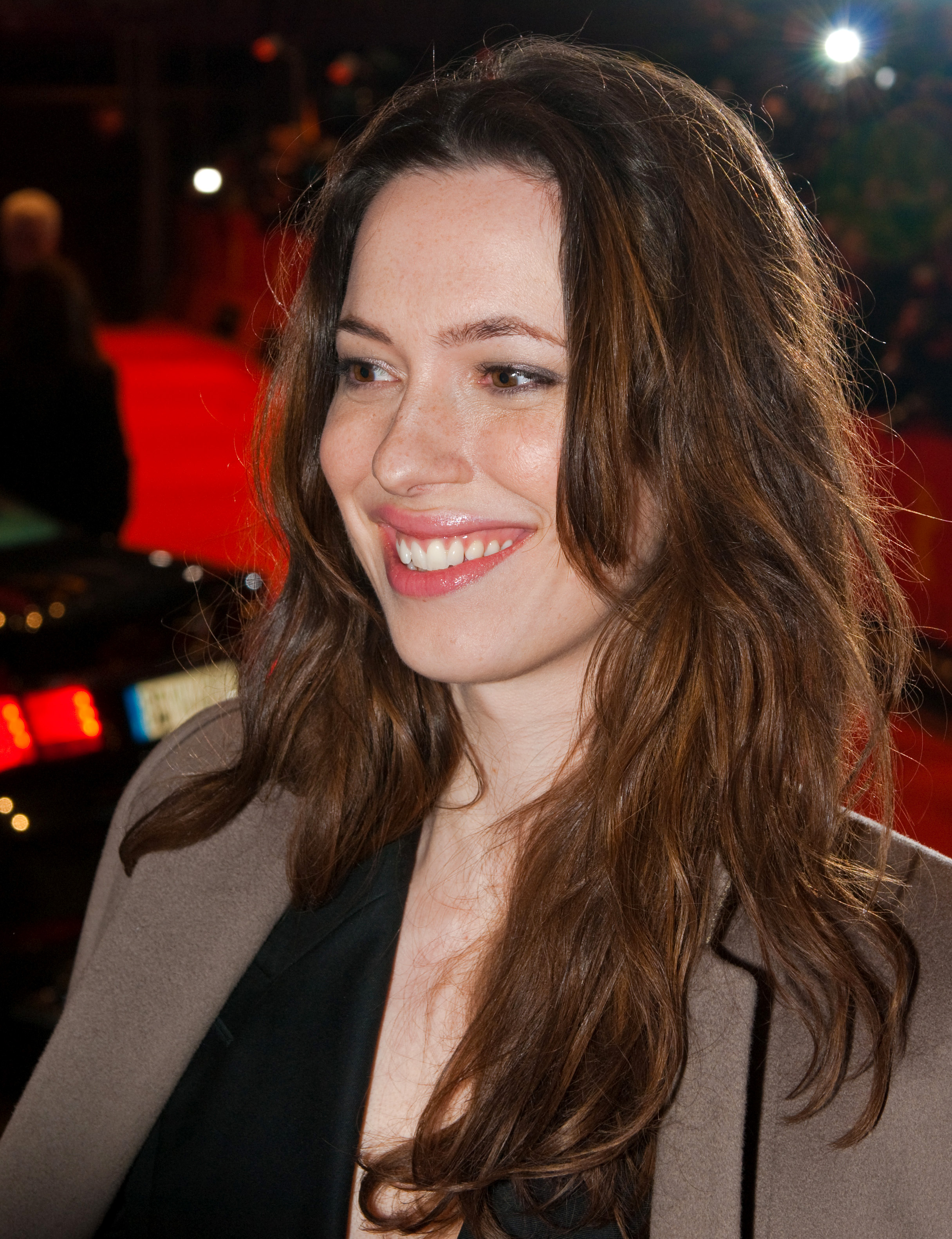
Rebecca Hall

Maya Hansen (zagrana przez Rebeccę Hall) była jednym z szybkich numerków Tony’ego Starka. W 1999 roku pokazuje mu prototyp projektu Extremis. Rozpoczęła współpracę i wspólne badania z Aldrichem Killianem, aby ulepszyć Extremis. Kiedy projekt zaczął zabijać ludzi, Hansen poprosiła o pomoc Starka w jego naprawieniu, ale Killian zaczął go używać do działań terrorystycznych. Kiedy Hansen postanowiła się wycofać ze współpracy z Killianem i powstrzymać go, została przez niego zabita .
Hall została obsadzona w roli na podstawie komiksowego pierwowzoru w lutym 2013 roku.

### Ellen Brandt
| Pojawiła się |
| ------------ |
| • Iron Man 3 |

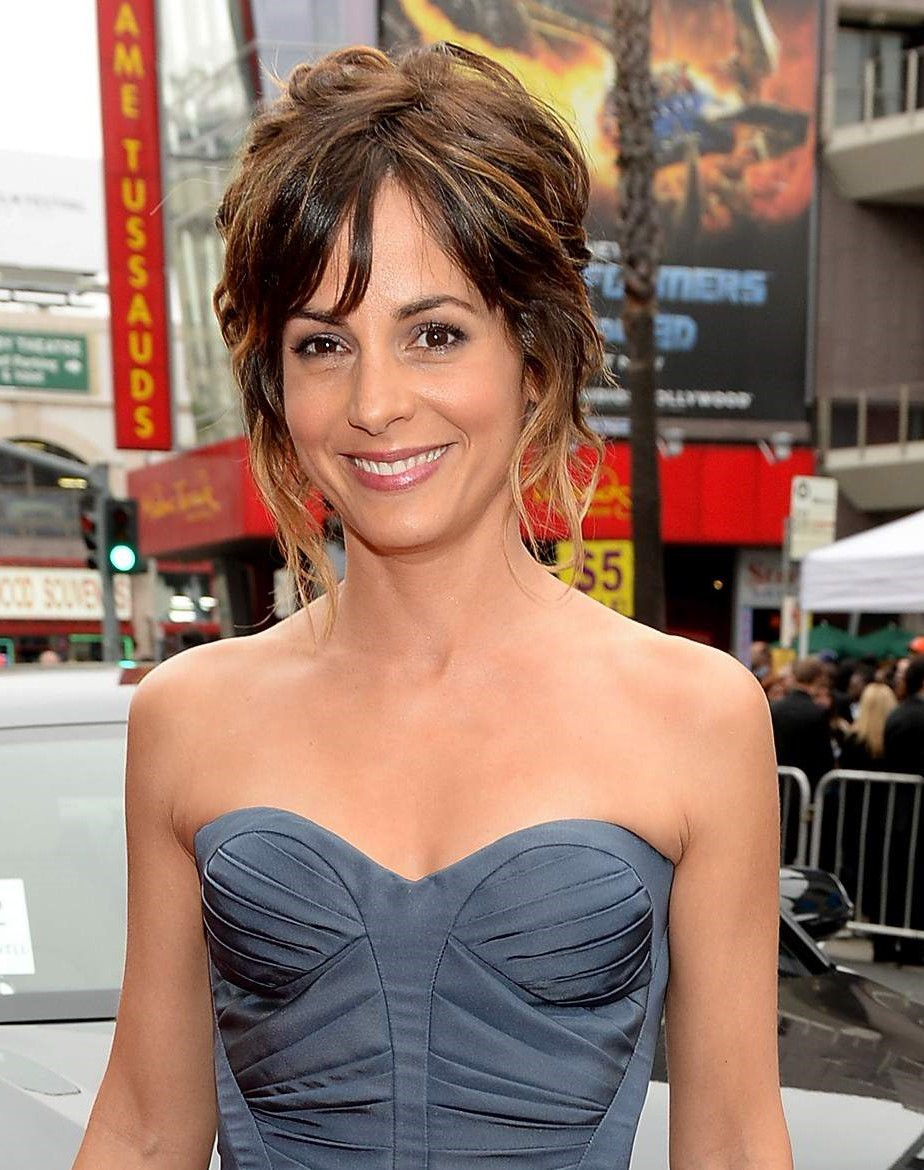
Stephanie Szostak

Ellen Brandt (zagrana przez Stephanie Szostak) była weteranką wojenną, która została poddana programowi Extremis, dzięki czemu stała się bardzo niebezpieczna. Należała do prywatnej amii Aldricha Killiana i pracowała dla jego Advanced Idea Mechanics. Podczas próby schwytania Tony’ego Starka została przez niego zabita .
W komiksach jej mężem jest Ted Sallis – Man-Thing, który został wspomniany podczas rozmowy telefonicznej w pierwszym sezonie Agentów T.A.R.C.Z.Y. Szostak została obsadzona w roli postaci na podstawie komiksowego pierwowzoru w lipcu 2012 roku.

### Eric Savin
| Pojawił się  |
| ------------ |
| • Iron Man 3 |

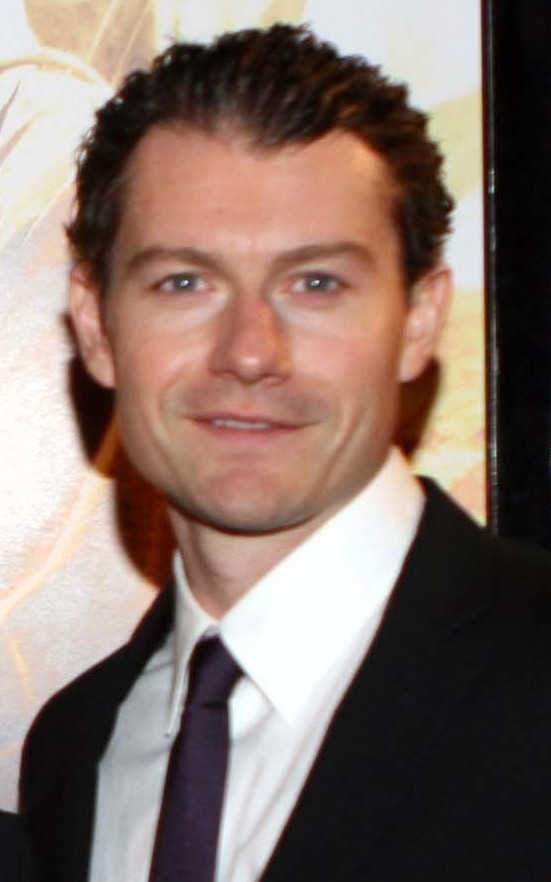
James Badge Dale

Eric Savin (zagrany przez Jamesa Badge’a Dalea) był byłym podpułkownikiem Sił Powietrznych USA. Współpracował z Killianem, był jego zaufanym współpracownikiem w Advanced Idea Mechanics. Został poddany działaniu Extremis. Jednym z jego zadań było uprowadzenie prezydenta Matthew Ellisa z pokładu Air Force One, do czego wykorzystał zbroję Iron Patriot należącą do Jamesa Rhodesa, który zwabiony w pułapkę i porwany. Mimo że udało mu się porwać prezydenta i wysadzić w powietrza Air Force One, został zabity przez Tony’ego Starka .
Dale został obsadzony w maju 2012 roku.

### Trevor Slattery
| Pojawił się                                                                                 |
| ------------------------------------------------------------------------------------------- |
| • Iron Man 3 • Marvel One-Shot: Niech żyje król • Shang-Chi i legenda dziesięciu pierścieni |

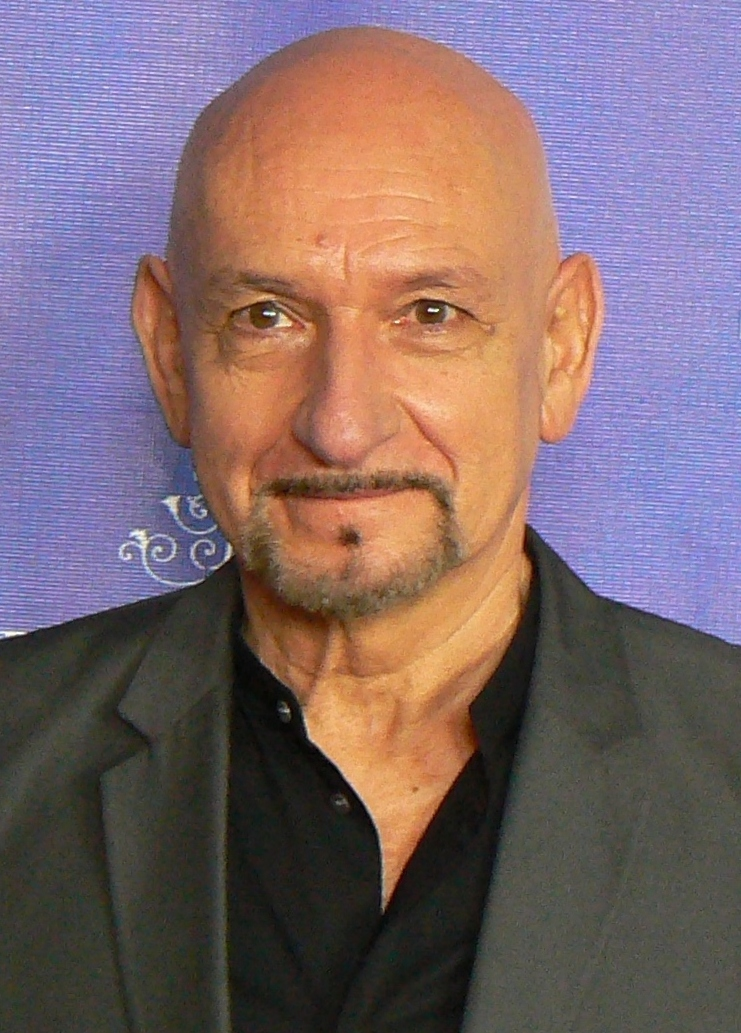
Ben Kingsley

Trevor Slattery (zagrany przez Bena Kingsleya) był aktorem zatrudnionym przez Aldricha Killiana do odgrywania roli terrorysty o imieniu Mandaryn. Został aresztowany i osadzony w więzieniu, w którym został gwiazdą. Zaproponowano mu wywiad, który został przeprowadzony, jak się okazało, przez członka grupy terrorystycznej Dziesięć Pierścieni. Slattery został porwany i postawiony przed oblicze prawdziwego Mandaryna .
Kingley został obsadzony w lipcu 2012 roku.

### Matthew Ellis
| Pojawił się                                                 |
| ----------------------------------------------------------- |
| • Iron Man 3 • Agenci T.A.R.C.Z.Y. sezon 3 • WHiH NewsFront |

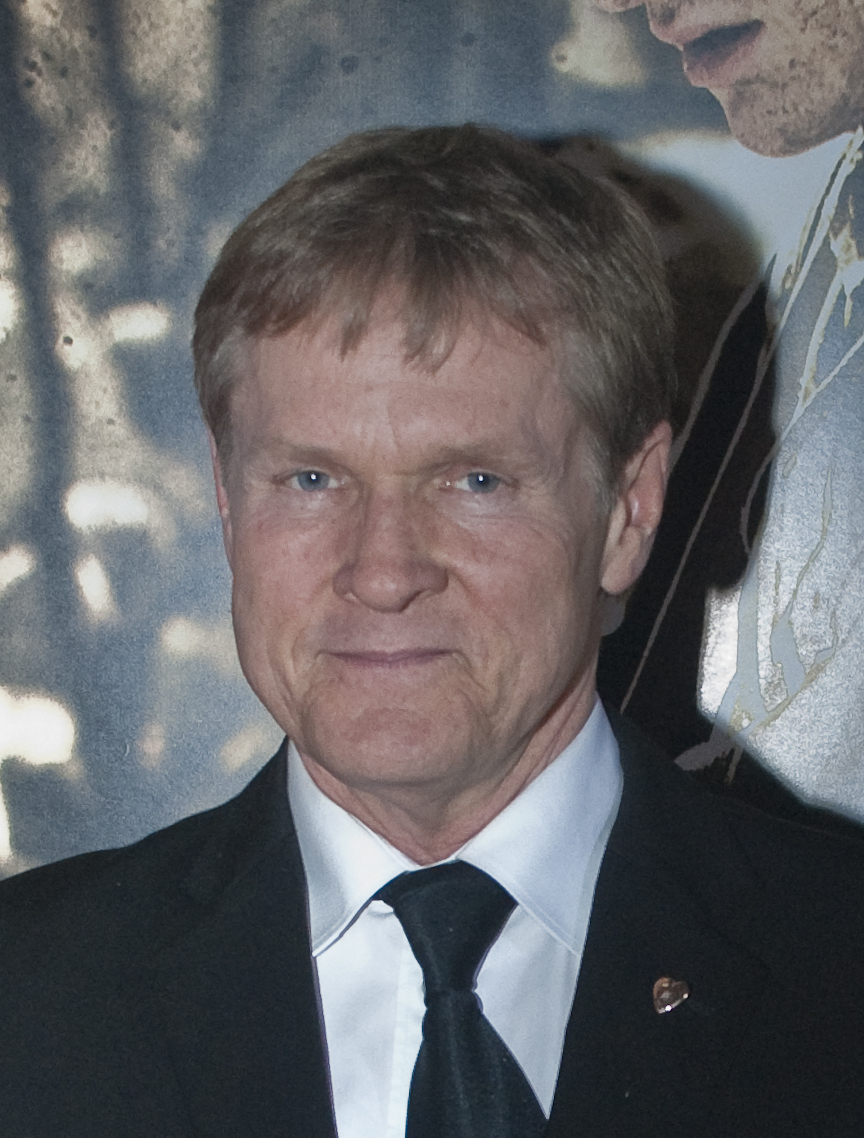
William Sadler

Matthew Ellis (zagrany przez Williama Sadlera) był prezydentem Stanów Zjednoczonych, który został porwany przez Erica Savina na zlecenie Aldricha Killiana i umieszczony w tankowcu należącym do Roxxon. Został uratowany przez Jamesa Rhodesa i Tony’ego Starka . Później stał się jednym z celów Hydry. Ellis był twórcą specjalnej jednostki operacyjnej ATCU, która miała się zajmować Inhumans. Po zabójstwie Rosalind Price, która kierowała jednostką, Ellis mianował Glenna Talbota na jej miejsce . Później nawiązał współpracę z nową T.A.R.C.Z.Ą. kierowaną przez Phila Coulsona, którą zalegalizował, a na jej czele postawił Jeffreya Mace’a .
Sadler został obsadzony w maju 2012 roku.

### Harley Keener
| Pojawił się                         |
| ----------------------------------- |
| • Iron Man 3 • Avengers: Koniec gry |

Harley Keener (zagrany przez Tya Simpkinsa) był dzieckiem, którego drogi się zeszły z Tonym Starkiem w miasteczku Rose Hill w stanie Tennessee podczas zimy 2012 roku, kiedy Stark znalazł schronienie w jego garażu. Keener pomógł Starkowi w namierzeniu miejsca pobytu Mandaryna, jak i przywrócić do sprawności zbroję Iron Mana . Dziesięć lat później uczestniczył w pogrzebie Starka, który zginął po pokonaniu Thanosa.

## Przedstawieni w filmieThor: Mroczny świat

### Malekith
| Pojawił się           |
| --------------------- |
| • Thor: Mroczny świat |

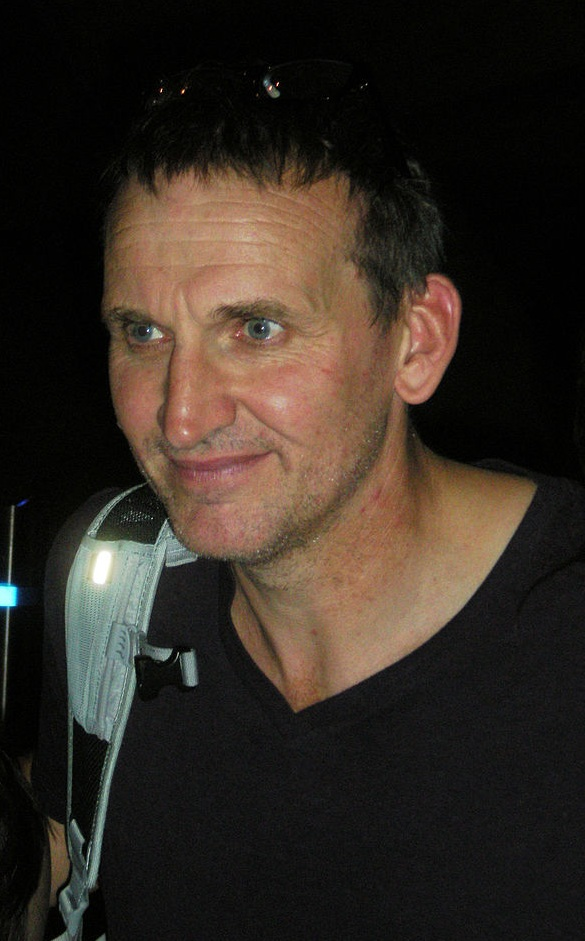
Christopher Eccleston

Malekith (zagrany przez Christophera Ecclestona) był okrutnym i złowrogim przywódcą Mrocznych Elfów, rasy istot uważanych za starsze niż sam wszechświat. Urodzony został w królestwie kompletnej ciemności, pochodził z Svartalfheimu. Wiele lat temu Malekith poprowadził swój lud w wojnie z Asgardianami, używając starożytnej broni znanej jako Eter, ale zostali rozgromieni przez asgardzką armię pod przywództwem ówczesnego ich króla, Bora. Malekithowi udało się przeżyć i przetrwać w ukryciu przez tysiące lat. Powrócił podczas konwergencji planet i próbował odzyskać eter, w którego posiadaniu była Jane Foster oraz wykorzystać jego moc, aby przekształcić wszechświat, pogrążając go z powrotem w wiecznej ciemności. On i jego armia zostali pokonani przez Thora w bitwie pod Greenwich, w wyniku czego Malekith został zabity .
Eccleston został obsadzony w roli na podstawie komiksowego pierwowzoru w sierpniu 2012 roku.

### Algrim / Przeklęty
| Pojawił się           |
| --------------------- |
| • Thor: Mroczny świat |

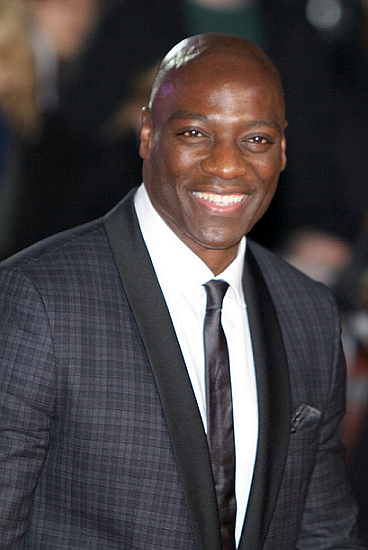
Adewale Akinnuoye-Agbaje

Algrim (zagrany przez Adewale Akinnuoye-Agbaje) był Mrocznym Elfem, zaufanym i lojalnym porucznikiem Malekitha, pochodził z Svartalfheimu. Tysiące lat temu służył swojemu władcy w wojnie z Asgardem, którą Malekith przegrał. Algrim był jednym z ocalałych w tej bitwie, która prawie zniszczyła ich rasę i kosztowała ich Eter. Wraz ze swoim władcą żył w ukryciu przez tysiące lat. Po czym nie zawahał się poświęcić własnego życia, aby przekształcić się w ostatniego z „Przeklętych”. Dostał się do Asgardu, w którym zabił Friggę. Kiedy Malekith otrzymał Eter, Algrim miał zabić Thora. Jednak wyzwał go wtedy Loki, którego Algrim poważnie zranił. Ostatecznie Lokiemu udało się go zabić używając do tego celu jego własnego granatu .
Akinnuoye-Agbaje został obsadzony w roli na podstawie komiksowego pierwowzoru w sierpniu 2012 roku.

### Taneleer Tivan / Kolekcjoner
| Pojawiła się                                                                          |
| ------------------------------------------------------------------------------------- |
| • Thor: Mroczny świat (rola cameo) • Strażnicy Galaktyki • Avengers: Wojna bez granic |

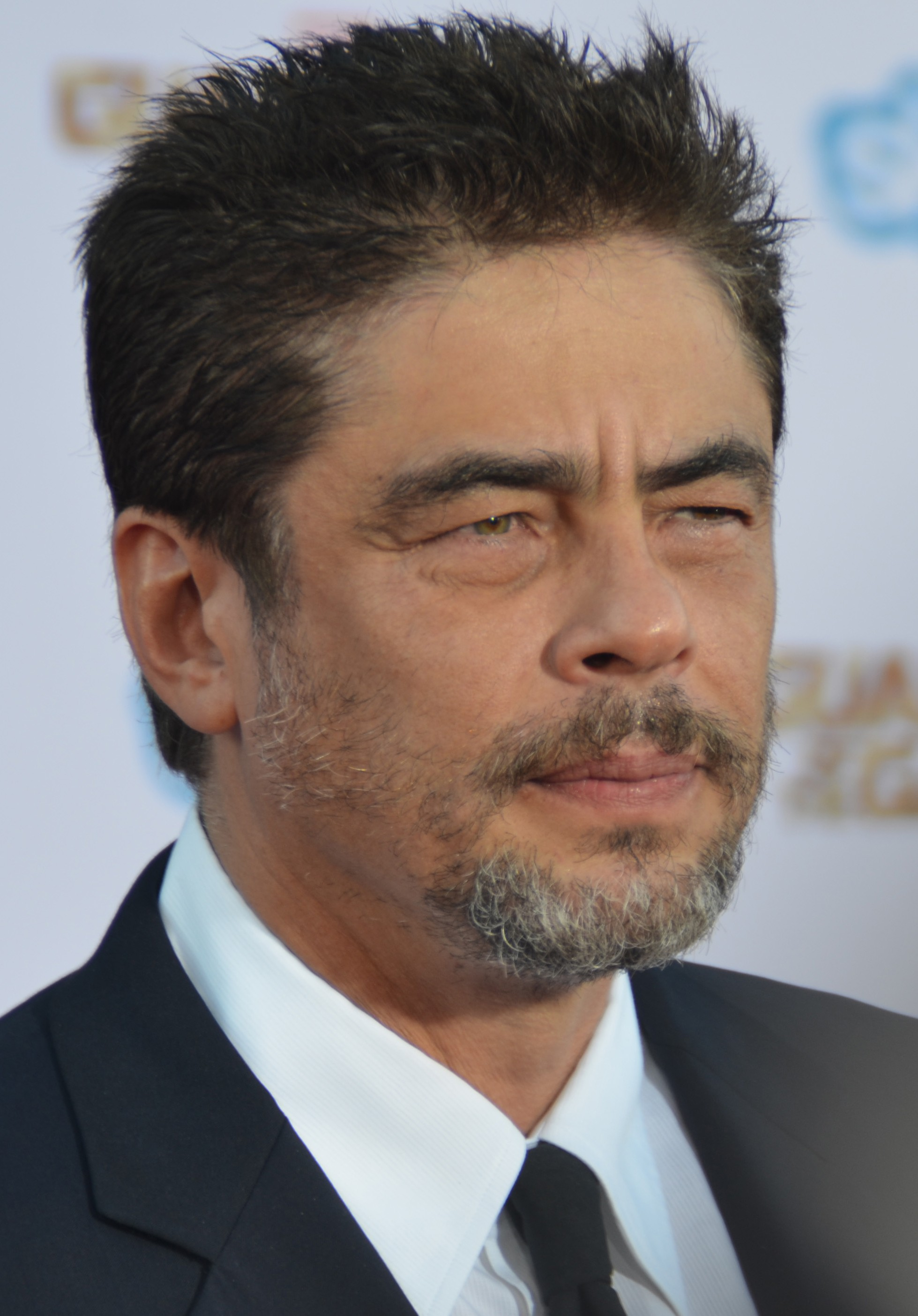
Benicio del Toro

Taneleer Tivan (zagrany przez Benicio del Toro) jest posiadaczem największego zbioru międzygwiezdnej fauny, gatunków i reliktów, w tym Eteru dostarczonego przez Sif i Volstagga , czy psa Cosmo i Kaczora Howarda. Jego pomocniczką była Carina, która zginęła podczas wybuchu Kamienia Mocy. W 2014 roku Peter Quill, Gamora, Drax, Rocket i Groot pojawili się u niego z Globem w celu sprzedania go. Wtedy Carina spowodowała jego wybuch. Sam Tivan go przeżył, a Kaczor Howard się uwolnił . Kilka lat później Quill, Gamora, Mantis i Drax pojawili się ponownie na Knowhere, aby odebrać Eter od Tivana, zauważyli Thanosa usiłującego wyciągnąć informację od Kolekcjonera, gdzie jest Kamień Rzeczywistości. Okazuje się być to iluzją spowodowaną przez Thanosa, który posiadł już i użył do tego celu Kamień. Miała ona na celu zwabienie Gamory.
Del Toro został obsadzony w roli na podstawie komiksowego pierwowzoru w czerwcu 2013 roku.

### Carina
| Pojawiła się                                             |
| -------------------------------------------------------- |
| • Thor: Mroczny świat (rola cameo) • Strażnicy Galaktyki |

Carina (zagrana przez Ophelię Lovibond) była niewolnicą Taneleera Tivana, działającą jako jego służąca i pomocniczka. Zmęczona okrutnym traktowaniem przez Tivana postanowiła go zabić wykorzystując do tego Kamień Mocy. Jednak sama zginęła od wybuchu, a Tivan przeżył .
Lovibond została obsadzona w kwietniu 2013 roku.

## Przedstawieni w filmieKapitan Ameryka: Zimowy żołnierz

### Sam Wilson / Falcon
| Pojawił się |  |
| --- |  |
| • Kapitan Ameryka: Zimowy żołnierz • Avengers: Czas Ultrona • Ant-Man • Kapitan Ameryka: Wojna bohaterów • Avengers: Wojna bez granic • Avengers: Koniec gry • Falcon i Zimowy Żołnierz |  |

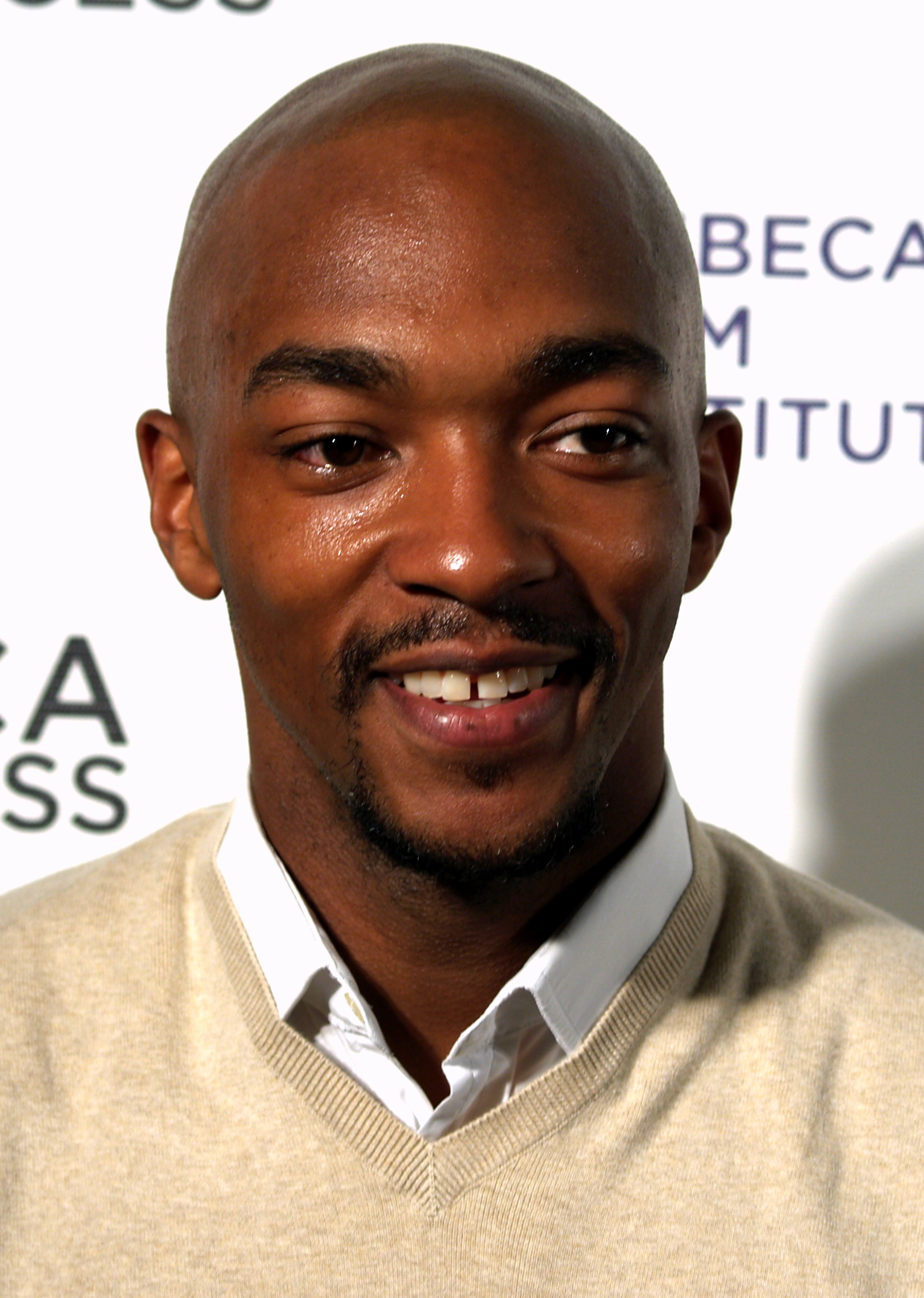
Anthony Mackie

Sam Wilson (zagrany przez Anthony’ego Mackie’ego) urodził się 23 września 1978 roku, służył w Amerykańskich Silach Powietrznych jako pilot testowy EXO-7 Sokół. Odszedł z armii, kiedy jego przyjaciel i skrzydłowy, Riley zginął podczas akcji. Po tym Wilson zaczął pomagać weteranom wojennym, gdzie poznał Steve’a Rogersa. Pomógł Rogersowi i Nataszy Romanow, kiedy Hydra ujawniła się wewnątrz T.A.R.C.Z.Y. Wspólnie pokonali Alexandera Pierce’a i powstrzymali uruchomienie projektu Wizja. Postanowił pomóc Rogersowi odnaleźć Bucky’ego Barnesa . Po wydarzeniach w Sokowii zostaje członkiem nowej drużyny Avengers . Chroniąc bazę musiał stoczyć walkę ze Scottem Langiem, który musiał wykraść ważny podzespół .
Później, wspólnie z Avengers, brał udział w akcji pojmania Brocka Rumlowa w Lagos, która zakończyła się detonacją samobójczej bomby przez Rumlowa, w której zginęło wielu cywilów. Stanął po stronie Rogersa i nie poparł Porozumień z Sokowii. Po zamachu na siedzibę ONZ, o który podejrzany został Barnes, odnajdują go w Rumunii i próbują uciec przed władzami. Jednak zostają złapani. Później z pomocą Sharon Carter, Wilson, Barnes i Rogers odzyskują zarekwirowane kostiumy. Poprosili o pomoc Langa. Wspólnie razem z Wandą Maximoff biorą udział w walce na lotnisku przeciwko zwolennikom Porozumień. Wilson zostaje aresztowany i osadzony w więzieniu Raft, z którego później wydostaje go Rogers . Wspólnie z nim i Romanow biorą udział w misjach na Bliskim Wschodzie.
Po jakimś czasie pojawił się razem z Rogersem i Romanow, aby pomóc Maximoff i Visionowi, którzy zostali zaatakowani przez dzieci Thanosa, Proximę Midnight i Corvusa Glaive’a. Udali się do bazy Avengers, gdzie spotykali się z Rhodeyem Rhodesem i Bruce’em Bannerem, a następnie do Wakandy, gdzie uzyskali pomoc od T’Challi i jego siostry Shuri. Wilson wziął udział w walce w Wakandzie. Willson znalazł się w gronie tych, którzy zniknęli po pstryknięciu palcami przez Thanosa. Po pięciu latach powrócił po pstryknięciu dokonanym przez Bannera. Wziął udział w ostatecznej bitwie z Thanosem z przeszłości nad jeziorem przy bazie Avengers, podczas której został on pokonany oraz później uczestniczył w pogrzebie Tony’ego Starka. Rogers przekazał mu tarczę i tytuł Kapitana Ameryki, po tym jak powrócił do przeszłości zwrócić na miejsce Kamienie i spędził całe życie z Peggy Carter.
Mackie został obsadzony w roli postaci na podstawie komiksowego pierwowzoru w lipcu 2012 roku.

### Brock Rumlow / Crossbones
| Pojawił się                                                                                  |  |
| -------------------------------------------------------------------------------------------- |  |
| • Kapitan Ameryka: Zimowy żołnierz • Kapitan Ameryka: Wojna bohaterów • Avengers: Koniec gry |  |

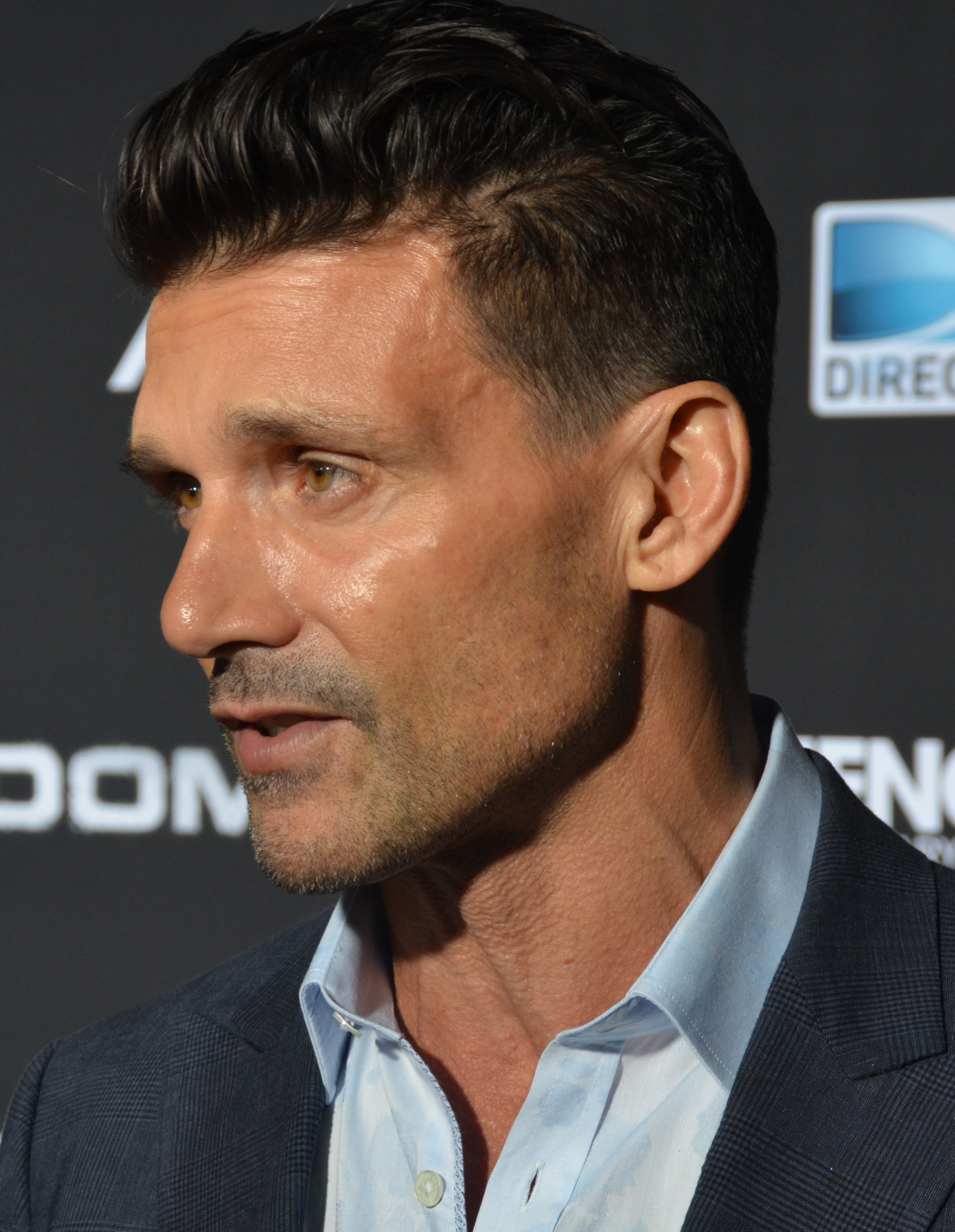
Frank Grillo

Brock Rumlow (zagrany przez Franka Grillo) był uśpionym agentem Hydry działającym wewnątrz T.A.R.C.Z.Y. i dowódcą grupy uderzeniowej STRIKE. Podczas ujawnienia się Hydry, jego zadaniem było poprowadzenie akcji mającej na celu zabicie Steve’a Rogersa. Prawie zginął podczas bitwy w Triskelionie . Po jakimś czasie próbował wykraść broń biologiczną z laboratorium w Lagos. Jednak kiedy został schwytany przez Rogersa i Avengers zdetonował samobójczy ładunek wybuchowy, licząc, że zabije również Rogersa. Jednak Wandą Maximoff podniosła go do góry, a wybuch uszkodził pobliski budynek mieszkalny, w wyniku czego śmierć poniosło wielu cywilów . Okazało się, że w 2012 roku po bitwie o Nowy Jork był w grupie agentów, która eskortowała włócznię Lokiego z Kamieniem Umysłu. Ich zamiarem był dostarczenie jej do doktora Lista.
Grillo został obsadzony w roli postaci na podstawie komiksowego pierwowzoru w październiku 2012 roku.

### Sharon Carter / Agentka 13
| Pojawiła się                                                                                     |  |
| ------------------------------------------------------------------------------------------------ |  |
| • Kapitan Ameryka: Zimowy żołnierz • Kapitan Ameryka: Wojna bohaterów • Falcon i Zimowy Żołnierz |  |

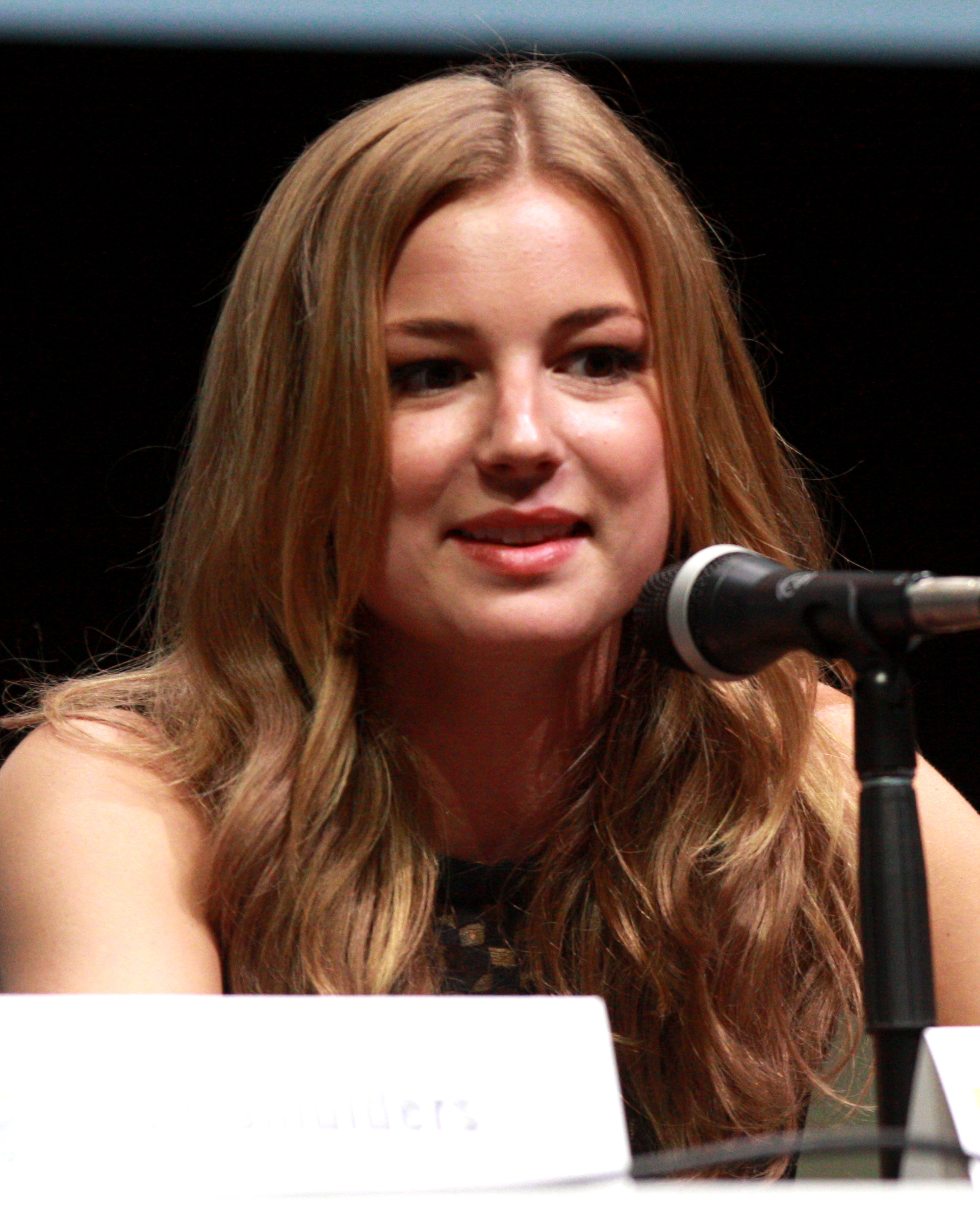
Emily VanCamp

Sharon Carter (zagrana przez Emily VanCamp) jest bratanicą Peggy Carter i była agentką T.A.R.C.Z.Y., która pod przykrywką pielęgniarki o imieniu Kate miała ochraniać Steve’a Rogersa. Brała udział w walkach z Hydrą w Triskelionie. Po rozwiązaniu T.A.R.C.Z.Y. została agentką CIA . Brała udział w pogrzebie Peggy Carter, gdzie ujawniła przed Rogersem swoją prawdziwą tożsamość. Pomogła Rogersowi, w odzyskaniu zarekwirowanej tarczy i skrzydeł Sama Willsona, w konflikcie między bohaterami stanęła po jego stronie, a między nią a Rogersem zrodziło się uczucie .
VanCamp została obsadzona w roli postaci na podstawie komiksowego pierwowzoru w lutym 2013 roku.

### Alexander Pierce
| Pojawił się                                               |
| --------------------------------------------------------- |
| • Kapitan Ameryka: Zimowy żołnierz • Avengers: Koniec gry |

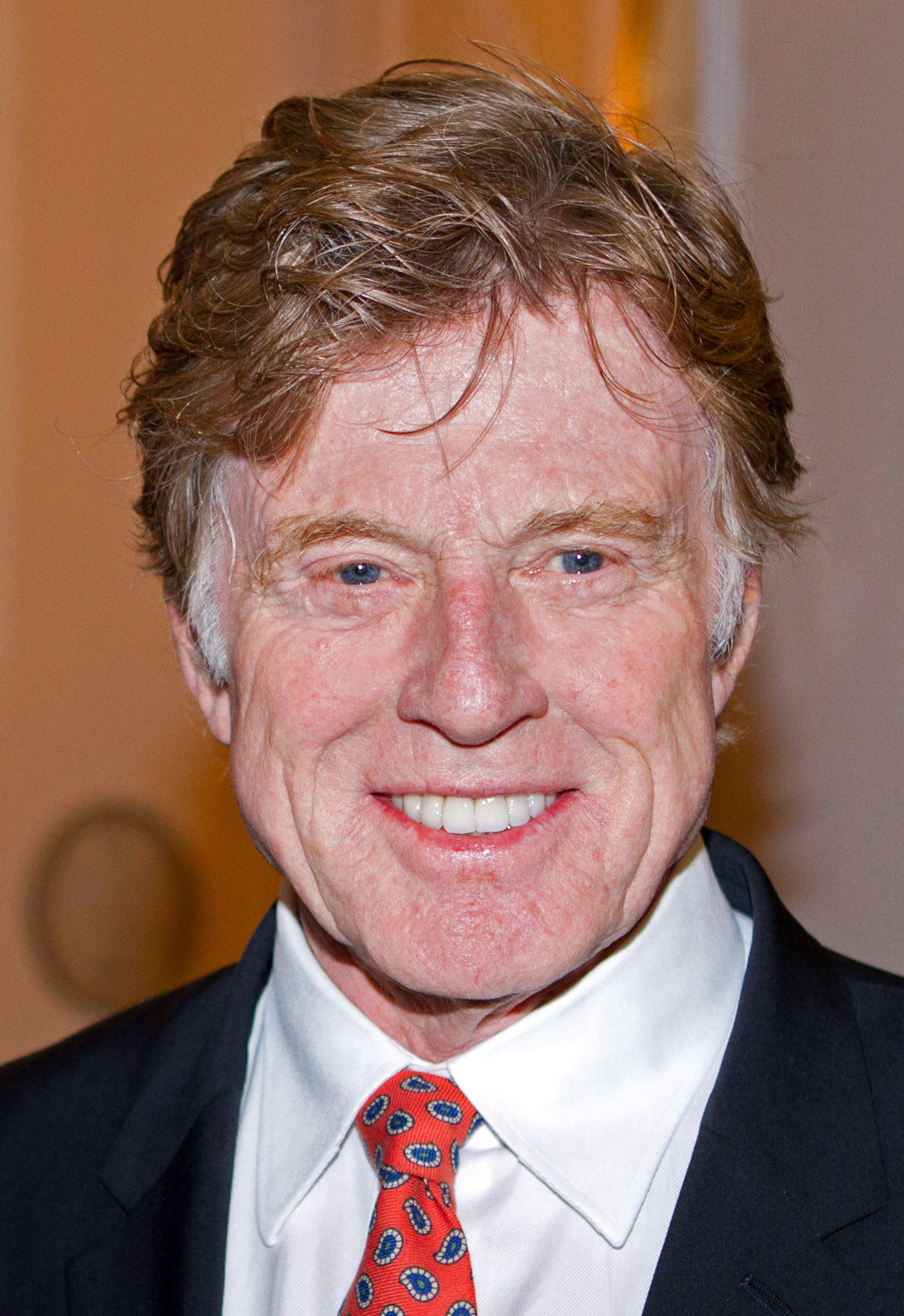
Robert Redford

Alexander Pierce (zagrany przez Roberta Redforda) był czołowym działaczem Hydry, który działał pod przykrywką w rządzie Stanów Zjednoczonych, T.A.R.C.Z.Y. i Światowej Radzie Bezpieczeństwa. Jego celem było zaprowadzenie chaosu, dzięki któremu ludzkość byłaby w stanie oddać dobrowolnie swoją wolność. W tym celu stworzył projekt Wizja, którego celem, za pomocą specjalnego algorytmu, było wyeliminowanie wrogów Hydry. Jego plan został powstrzymany przez Steve’a Rogersa, Sama Willsona, Nataszę Romanow, Marię Hill i Nicka Fury’ego, przez którego został zabity .
Okazało się, że w 2012 roku po bitwie o Nowy Jork pojawił się, aby przejąć Tesseract i Lokiego.
W maju 2013 roku ujawniono, że Redford został obsadzony w roli postaci na podstawie komiksowego pierwowzoru.

### Cameron Klein
| Pojawił się                                                 |
| ----------------------------------------------------------- |
| • Kapitan Ameryka: Zimowy żołnierz • Avengers: Czas Ultrona |

Cameron Klein (zagrany przez Aarona Himelsteina) jest technikiem T.A.R.C.Z.Y., który pozostał lojalny w stosunku do Steve’a Rogersa podczas bitwy w Triskelionie i sprzeciwił się Brockowi Rumlowowi . Później brał udział u boku Nicka Fury’ego i Marii Hill w akcji ratunkowej ludności w Sokowii za pomocą lotniskopera .

### Wolfgang von Strucker
| Pojawił się                                                                                            |
| --- |
| • Kapitan Ameryka: Zimowy żołnierz (rola cameo) • Avengers: Czas Ultrona • Agenci T.A.R.C.Z.Y. sezon 5 |

Wolfgang von Strucker (zagrany przez Thomasa Kretschmanna i Joeya Defore’a) był jednym z liderów Hydry, który był szkolony w tajnej bazie Hydry, wspólnie z Hale i Jasperem Sitwellem. Miał syna Wernera. Został przydzielony przez Wernera Reinhardta do prowadzenia badań i eksperymentów na ludziach. Eksperymentował na Carlu Creelu, dzięki czemu zyskał on swoje zdolności. W Sokowii przeprowadził razem z doktorem Listem jeden z eksperymentów, w którym wykorzystano berło Lokiego i znajdujący się w nim Kamień, które dało specjalne zdolności Pietro i Wandzie Maximoff, którzy również jako jedyni przeżyli ten eksperyment. Po ataku Avengers na bazę Hydry został aresztowany i przekazany NATO. Został zamordowany w więzieniu przez Ultrona, który pozostawił w jego celi napis „POKÓJ” .
W marcu 2014 roku ujawniono, że Kretschmann został obsadzony w roli postaci na podstawie komiksowego pierwowzoru. Natomiast w marcu 2018 roku poinformowano, że Defore zagra młodszą wersję postaci w retrospekcji w serialu Agenci T.A.R.C.Z.Y..

### Wanda Maximoff / Szkarłatna Wiedźma
| Pojawiła się |  |
| --- |  |
| • Kapitan Ameryka: Zimowy żołnierz (rola cameo) • Avengers: Czas Ultrona • Kapitan Ameryka: Wojna bohaterów • Avengers: Wojna bez granic • Avengers: Koniec gry • WandaVision • Doktor Strange w multiwersum obłędu |  |

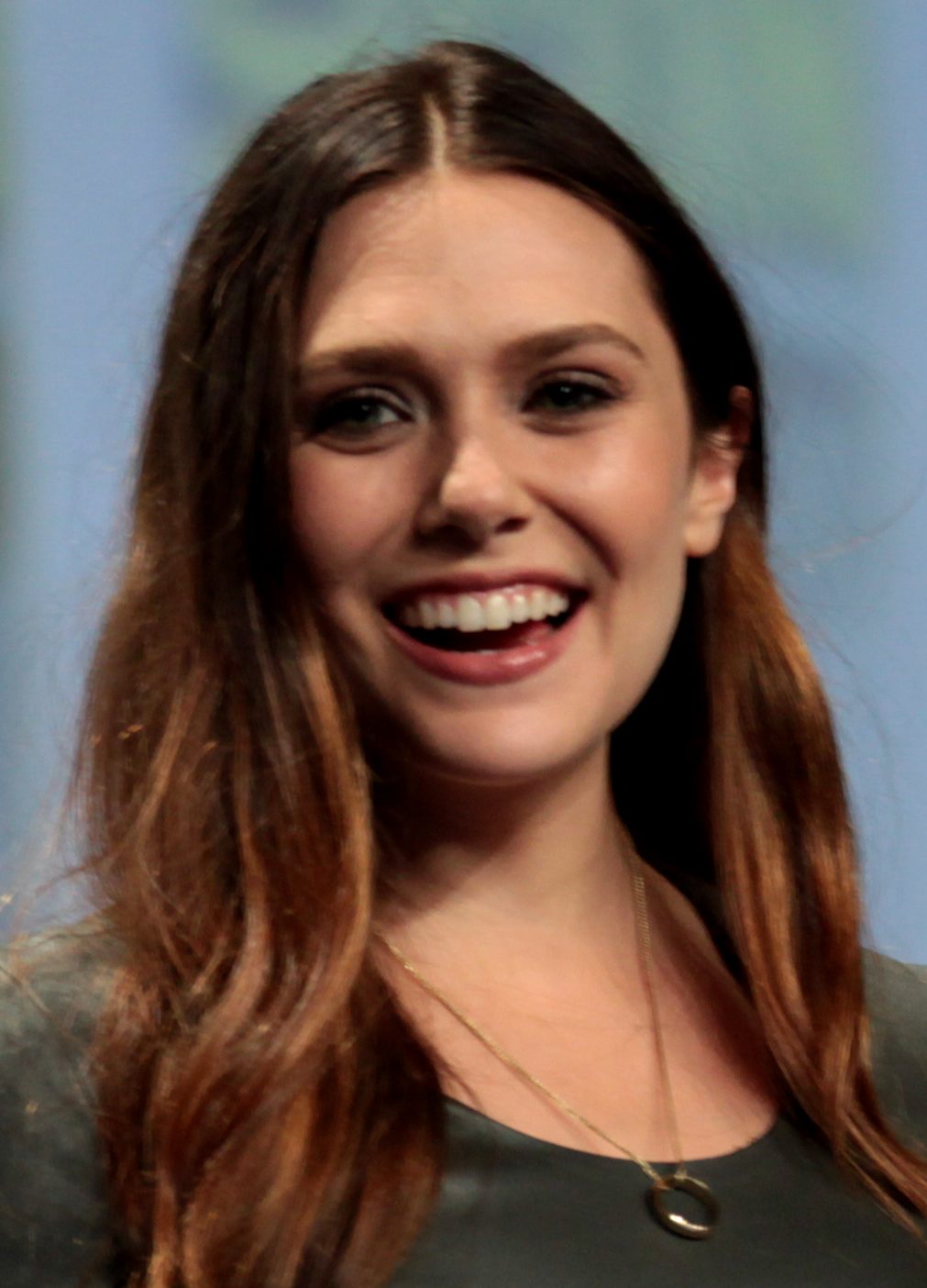
Elizabeth Olsen

Wanda Maximoff (zagrana przez Elizabeth Olsen) urodziła się we wschodniej Europie, w Sokowii. Miała brata bliźniaka, Pietro. Ich rodzice zginęli podczas zamachu z broni wyprodukowanej przez Stark Industries. Razem z bratem byli ochotnikami do programu Hydry kierowanego przez Wolfganga von Struckera, dzięki któremu zyskali nadludzkie zdolności. Wanda zyskała możliwość między innymi: telepatii, telekinezy i manipulacji energią. Na początku razem z bratem pragnęła zemsty na Tonym Starku za śmierć rodziców, dlatego po pokonaniu Von Struckera przez Avengers sprzymierzyli się z Ultronem. Później, podczas nieudanego transferu Ultrona do nowego ciała, Maximoff była w stanie czytać jego myśli i odkryła jego plan zniszczenia ludzkości. Wraz z bratem odłączyli się od Ultrona i stanęli po stronie Avengers. Podczas ewakuacji Sokowii, kiedy Ultron zabił Pietra, Maximoff uwolniła potężną moc. Po pokonaniu Ultrona stała się częścią nowej drużyny Avengers, którą tworzyli Vision, Sam Willson, Rhodey Rhodes, Steve Rogers i Natasza Romanow .
Później, wspólnie z Avengers, brała udział w akcji pojmania Brocka Rumlowa w Lagos, która zakończyła się detonacją samobójczej bomby przez Rumlowa, w której zginęło wielu cywilów. Stanęła po stronie Rogersa i nie poparła Porozumień z Sokowii. Została zamknięta w areszcie domowym w bazie Avengers, gdzie pilnował ją Vision. Została uwolniona przez Clinta Bartona i wspólnie z nim wzięła udział w walce na lotnisku po stronie przeciwników Porozumień. Maximoff zostaje aresztowana i osadzona w więzieniu Raft, z którego później wydostaje ją Rogers .
Maximoff ukrywa się w Europie, gdzie potajemnie spotyka się z Visionem, z którym się związała. Podczas jednego ze spotkań w Edynburgu zostali zaatakowani przez dwoje dzieci Thanosa, Porximę Midnight i Corvusa Glaive’a, który zranił Visiona włócznią. Ostatecznie otrzymali pomoc od Rogersa, Romanow i Wilsona. Udali się do bazy Avengers, gdzie spotykali się z Rhodesem i Bruce’em Bannerem. Rogers, aby uratować Visiona i chronić Kamień Umysłu zaproponował udać się do Wakandy, gdzie otrzymali pomoc od T’Challi i jego siostry Shuri, która odkryła sposób usunięcia Kamienia z głowy Visiona. Jej próba została jednak przerwana przez Corvusa Glaive’a. Po przybyciu Thanosa na Ziemię, Maximoff została zmuszona do zniszczenia Kamienia Umysłu i zabicia przy tym Visiona. Jednak Thanos za pomocą Kamienia Czasu, odwrócił cały proces, wyrywając Kamień z czoła Visiona, pozostawiając go martwego. Maximoff znalazła się w gronie tych, którzy zniknęli po pstryknięciu palcami przez Thanosa. Po pięciu latach powróciła po pstryknięciu dokonanym przez Bannera. Wzięła udział w ostatecznej bitwie z Thanosem z przeszłości nad jeziorem przy bazie Avengers, podczas której został on pokonany oraz później uczestniczyła w pogrzebie Tony’ego Starka.
W październiku 2013 roku ujawniono, że Olsen została obsadzona w roli postaci na podstawie komiksowego pierwowzoru. Scarlet Witch w komiksach jest córką Magneto i mutantką, natomiast Marvel Studios nie mogło o tym wspomnieć, ponieważ prawa do tych postaci posiadało wówczas 20th Century Fox, jak i do pozostałego świata X-Men. Dlatego studio zmieniło genezę i pochodzenie superbohaterki.

### Pietro Maximoff
| Pojawił się                                                              |
| ------------------------------------------------------------------------ |
| • Kapitan Ameryka: Zimowy żołnierz (rola cameo) • Avengers: Czas Ultrona |

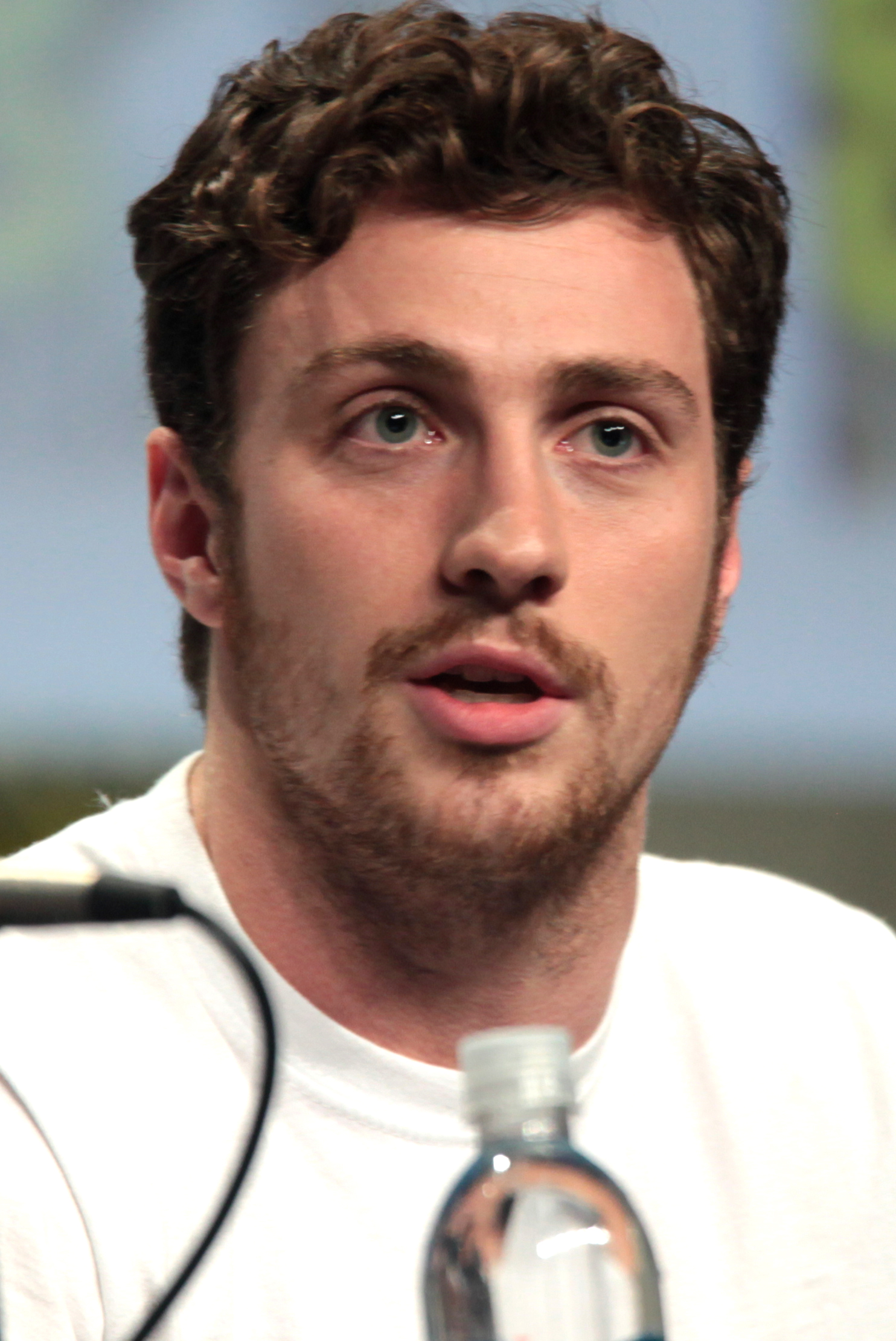
Aaron Taylor-Johnson

Pietro Maximoff (zagrany przez Aarona Taylora-Johnsona) urodził się we wschodniej Europie, w Sokowii, miał siostrę bliźniaczkę, Wandę. Ich rodzice zginęli podczas zamachu z broni wyprodukowanej przez Stark Industries. Razem z siostrą byli ochotnikami do programu Hydry kierowanego przez Wolfganga von Struckera dzięki, któremu zyskał nadludzką szybkość. Na początku razem z siostrą pragnął zemsty na Tonym Starku za śmierć rodziców, dlatego po pokonaniu Von Struckera przez Avengers sprzymierzyli się z Ultronem. Jednak kiedy Wanda odkryła jego plan zagłady ludzkości, odłączyli się od niego, stanęli po stronie Avengers i pomagali podczas ratowania ludności cywilnej Sokowii. Maximoff zginął pomagając Clintonowi Bartonowi ratującego małego chłopca .
W październiku 2013 roku ujawniono, że Taylor-Johnson został obsadzony w roli postaci na podstawie komiksowego pierwowzoru. Quicksilver w komiksach jest synem Magneto i mutantem, natomiast Marvel Studios nie mogło o tym wspomnieć, ponieważ prawa do tych postaci posiadało 20th Century Fox, jak i do pozostałego świata X-Men. Dlatego studio zmieniło genezę i pochodzenie superbohatera. W serialu WandaVision fałszywego Pietro, Ralpha Bohnera, zagrał Evan Peters, który wystąpił wcześniej jako Peter Maximoff w serii X-Men.

### Jack Rollins
| Pojawił się                                               |
| --------------------------------------------------------- |
| • Kapitan Ameryka: Zimowy żołnierz • Avengers: Koniec gry |

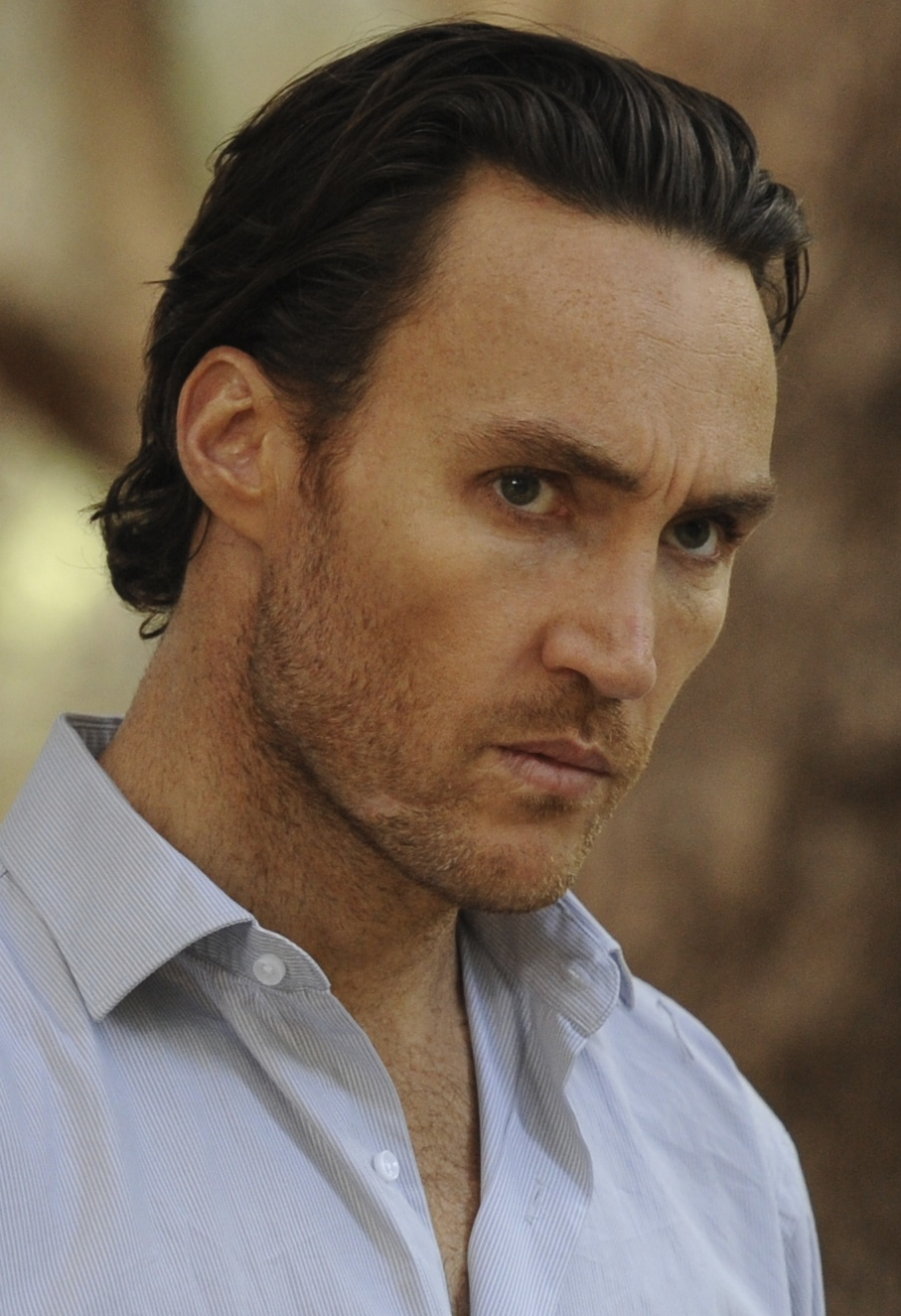
Callan Mulvey

Jack Rollins (zagrany przez Callana Mulveya) był podwójnym agentem T.A.R.C.Z.Y. pracującym tak naprawdę dla Hydry, który został pokonany podczas walki w windzie przez Steve’a Rogersa .
Okazało się, że w 2012 roku po bitwie o Nowy Jork był w grupie agentów, która eskortowała włócznię Lokiego z Kamieniem Umysłu. Ich zamiarem był dostarczenie jej do doktora Lista.

### List
| Pojawił się                                                                                            |
| --- |
| • Kapitan Ameryka: Zimowy żołnierz (rola cameo) • Avengers: Czas Ultrona • Agenci T.A.R.C.Z.Y. sezon 2 |

List (zagrany przez Henry’ego Goodmana był naukowcem Hydry, który współpracował blisko ze Struckerem. W Sokowii wspólnie przeprowadzili eksperyment, w którym wykorzystano berło Lokiego i znajdujący się w nim Kamień, które dało specjalne zdolności Pietro i Wandzie Maximoff, którzy również jako jedyni przeżyli ten eksperyment. Został zabity przez Tony’ego Starka podczas ataku Avengers na bazę Hydry w Sokowii .

## Przedstawieni w filmieStrażnicy Galaktyki

### Peter Quill / Star-Lord
| Pojawił się |  |
| --- |  |
| • Strażnicy Galaktyki • Strażnicy Galaktyki vol. 2 • Avengers: Wojna bez granic • Avengers: Koniec gry • Thor: Miłość i grom • Strażnicy Galaktyki vol. 3 |  |

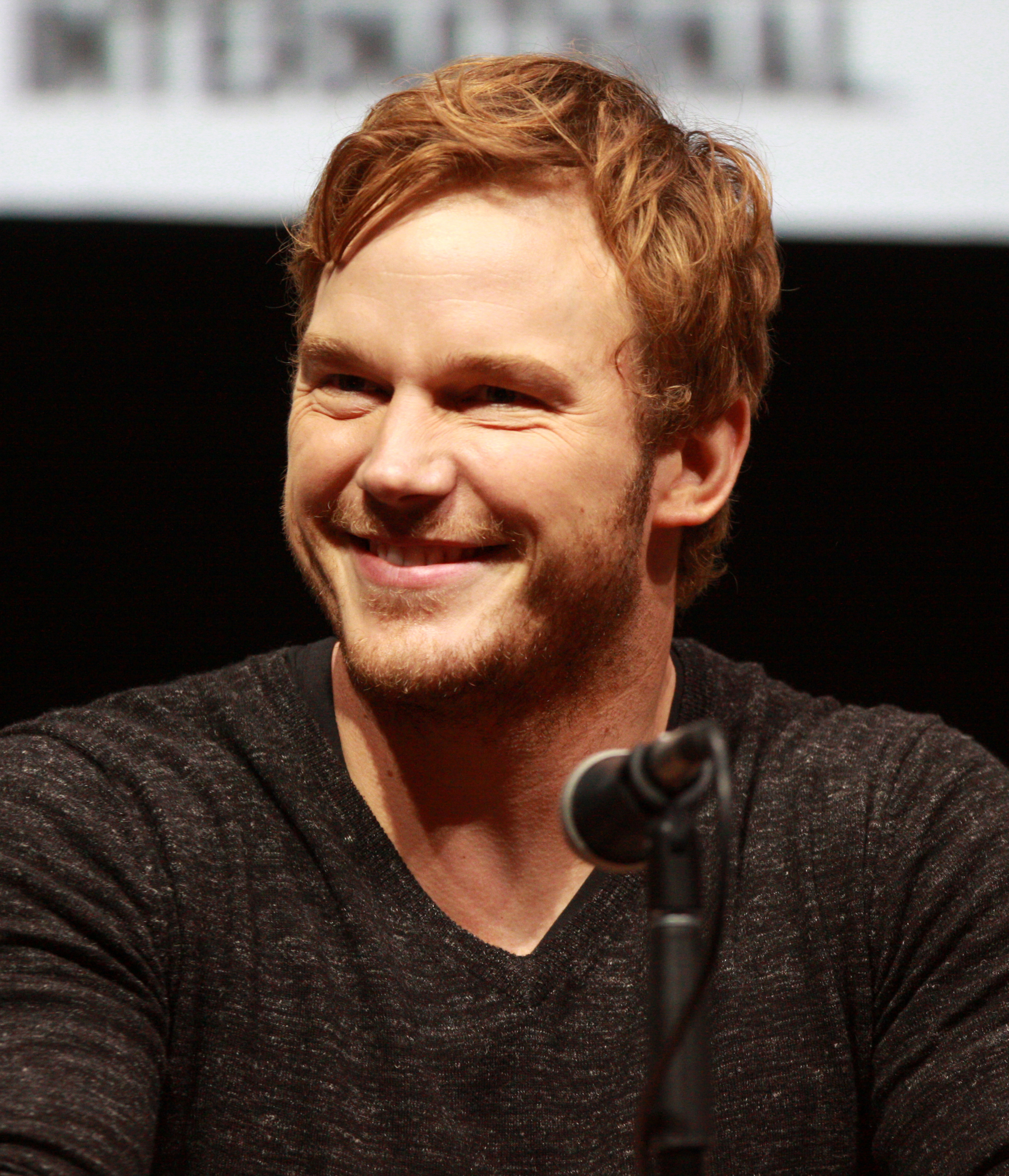
Chris Pratt

Peter Jason Quill (zagrany przez Chrisa Pratta) urodził się w 1980 roku jako pół człowiek i pół Celestial. Był synem Meredith Quill i Ego. W 1988 roku, po śmierci matki, został uprowadzony przez klan kosmicznych złodziei Ravagers dowodzonych przez Yondu Udontę. Yondu miał go dostarczyć do Ego, ale postanowił pozostawić go i wyszkolić na jednego ze złodziei. Quill zaczął budować swój wizerunek pod pseudonimem Star-Lord. W 2014 roku wyruszył na poszukiwania tajemniczego artefaktu, Globu. Próbowali mu go odebrać Gamora oraz Rocket z Grootem. Podczas walki o przedmiot na Xandarze cała czwórka została aresztowana i osadzona w więzieniu na Kyln. Tam Quill, Gamora, Rocket, Groot oraz nowo poznany współwięzień Drax nawiązali współpracę i wspólnie uciekli z więzienia. Później utworzyli oni grupę Strażników Galaktyki, której celem było powstrzymanie Ronana przed zniszczeniem Xandaru .

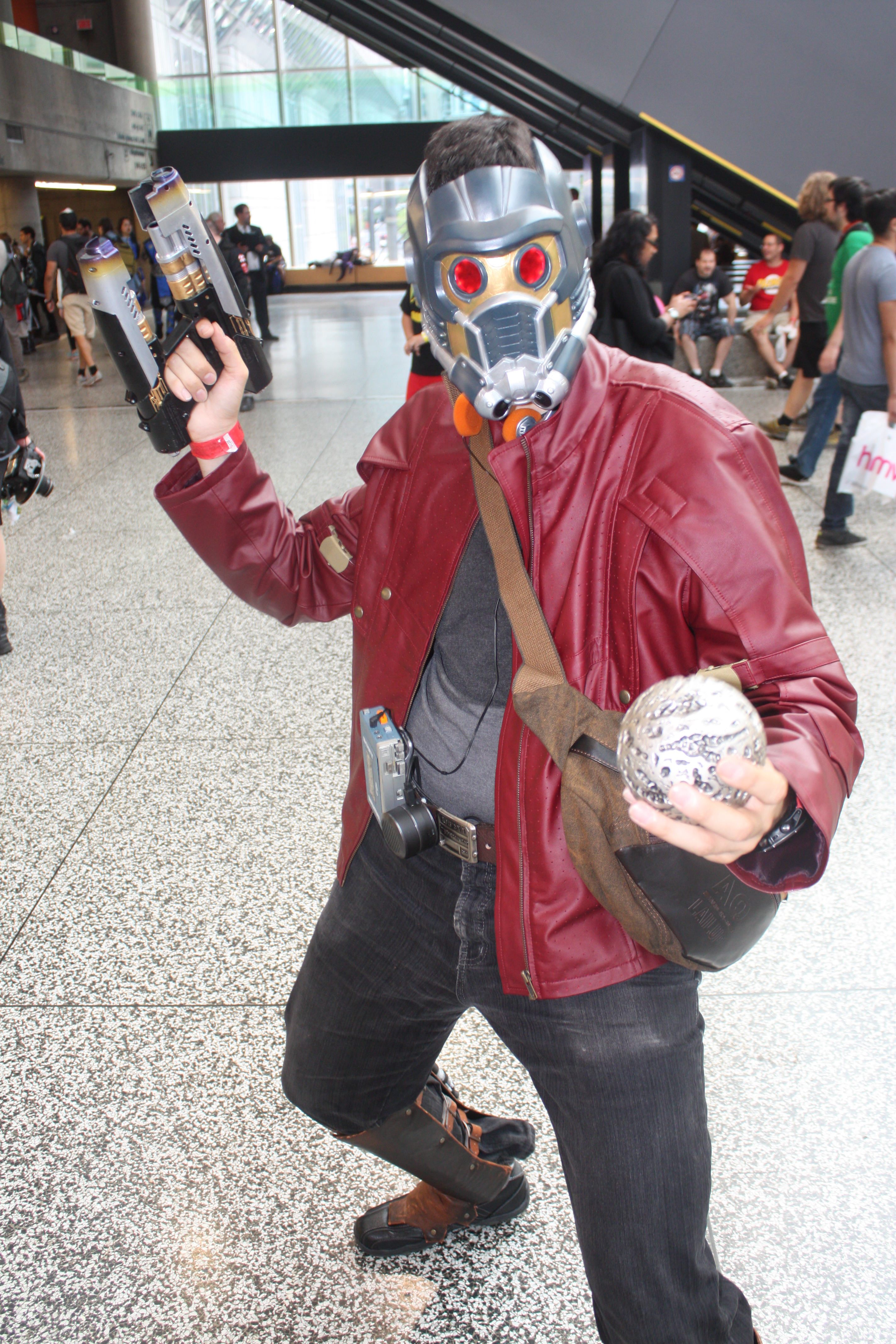
Cosplay filmowej wersji postaci

Po kilku miesiącach od uratowania planety Quill wraz ze Strażnikami zostali zatrudnieni przez Ayeshę do pokonania potwora Abiliska, który atakował jej rasę Suwerennych. W zamian za pomoc Ayesha wydała im Nebulę. Suwerenni jednak zaczęli ścigać Strażników, ponieważ Rocket wykradł im drogocenne dla tej rasy baterie. Przed armią dronów Suwerennych uratował ich ojciec Quilla, Ego, który zaprosił syna, Gamorę i Draxa na swoją planetę. Na miejscu poznali oni Mantis i dowiedzieli się prawdy o Ego i jego celu unicestwienia wszechświata przy pomocy Quilla. Ostatecznie Strażnikom, do których dołączyli: Nebula, Mantis, Yondu i Kraglin udało się zniszczyć Ego wraz z jego planetą. Na końcu walki Yondu poświęcił swoje życie ratując Quilla. Gamora i Quill rozpoczęli wspólny związek .
Kilka lat później natrafili na dryfującego w kosmosie, półżywego Thora, wraz z którym postanowili współdziałać, aby powstrzymać przybranego ojca Gamory, Thanosa, którego celem było zebranie Kamieni Nieskończoności i przy ich użyciu zagłada połowy wszechświata. Podzielili się oni na dwie grupy. Quill razem z Draxem, Gamorą i Mantis mieli dotrzeć do Taneleera Tivana, w którego posiadaniu był jeden z Kamieni, Eter. Gamora, która znała położenie Kamienia Duszy wymusiła, aby Quill przysiągł, że zabije ją, kiedy Thanos ją dopadnie. Kiedy przybyli na miejsce było już za późno, Quill próbował spełnić obietnicę, ale Thanos powstrzymał go i porwał Gamorę. Quill, Drax i Mantis trafili na Tytan, gdzie spotkali Tony’ego Starka, Petera Parkera i Stephena Strange’a, z którymi wspólnie stanęli do walki z Thanosem w obronie Kamienia Czasu. Ostatecznie walkę tę przegrali, a Strange oddał Kamień Thanosowi. Quill zniknął po pstryknięciu palcami przez Thanosa. Po pięciu latach powrócił po pstryknięciu dokonanym przez Bruce’a Bannera. Wziął udział w ostatecznej bitwie z Thanosem z przeszłości nad jeziorem przy bazie Avengers, podczas której został on pokonany oraz później uczestniczył w pogrzebie Tony’ego Starka. Następnie razem z resztą Strażników i Thorem wyruszył w dalszą podróż.
W lutym 2013 roku ujawniono, że Pratt został obsadzony w roli na podstawie komiksowego pierwowzoru. Wyatt Oleff zagrał Quilla jako dziecko w obu częściach Strażników Galaktyki. Pratt był wielokrotnie nominowany do wielu nagród za tę rolę oraz otrzymał za nią nagrody: CinemaCon za „przełomowy występ roku” w 2014 roku, Saturn w kategorii „najlepszy aktor” w 2015 roku oraz Teen Choice Awards w kategorii „ulubiony aktor w filmie science-fiction / fantasy” w 2017 roku.

### Gamora
| Pojawiła się |  |
| --- |  |
| • Strażnicy Galaktyki • Strażnicy Galaktyki vol. 2 • Avengers: Wojna bez granic • Avengers: Koniec gry • Strażnicy Galaktyki vol. 3 |  |

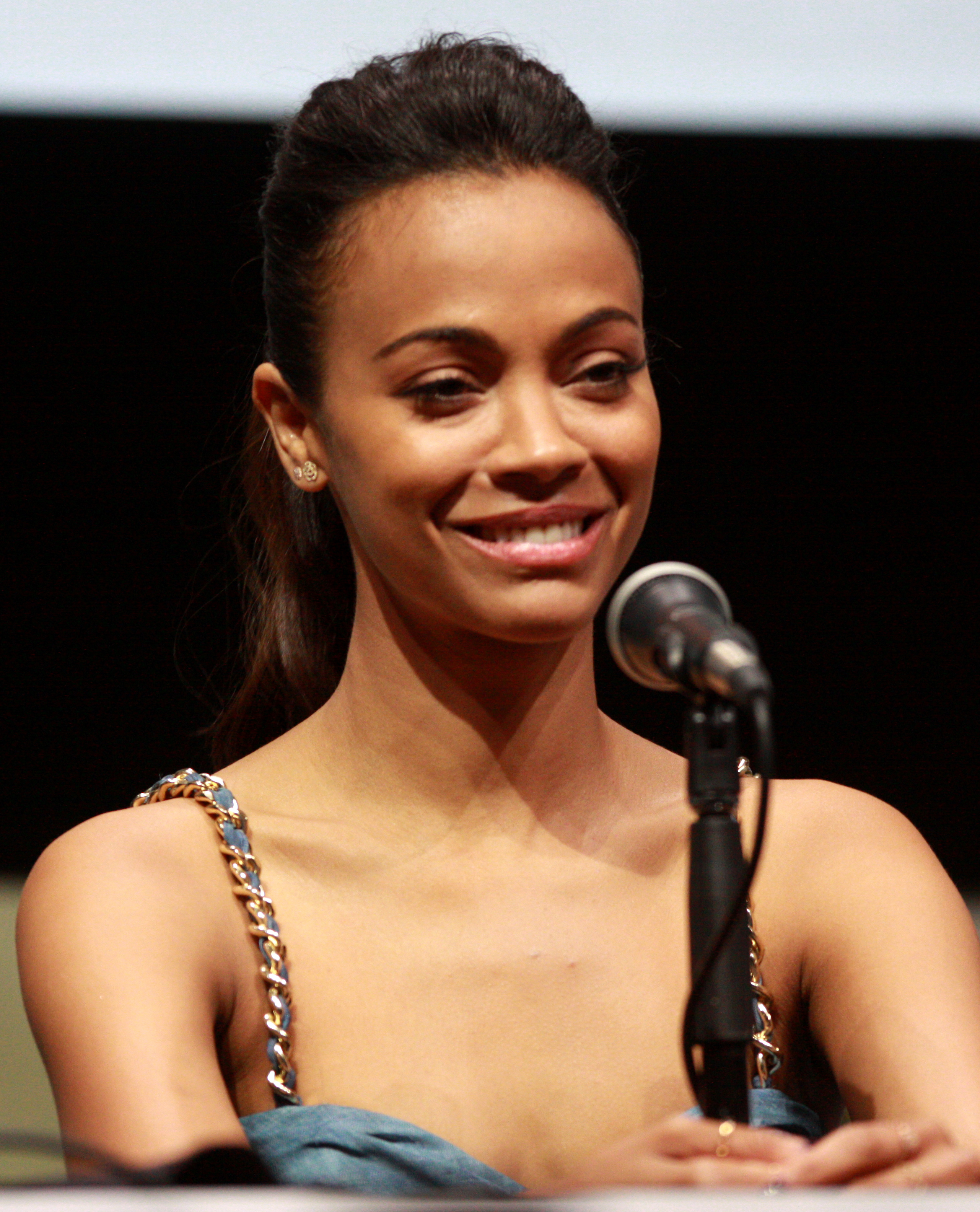
Zoe Saldaña

Gamora (zagrana przez Zoe Saldañę) należała do rasy Zehoberi. Była adoptowaną córką Thanosa, który wymordował połowę mieszkańców jej rodzinnej planety, w tym jej biologicznych rodziców i zabrał ją. Została ona wyszkolona przez niego na zabójczynię, często musiała walczyć ze swoją siostrą Nebulą. Na zlecenie Thanosa miała pomóc Ronanowi razem z siostrą zdobyć Glob. Jednak Gamora nie chciała brać udziału w zagładzie, którą planował Thanos, postanowiła się od niego uwolnić, zdobyć Glob dla siebie i go sprzedać. Podczas walki o artefakt na Xanadrze z Peterem Quillem, Rocketem i Grootem została aresztowana i osadzona z pozostałą trójką w więzieniu na Kyln. Tam Gamora, Quill, Rocket, Groot oraz nowo poznany współwięzień Drax nawiązali współpracę i wspólnie uciekli z więzienia. Później utworzyli oni grupę Strażników Galaktyki, której celem było powstrzymanie Ronana przed zniszczeniem Xandaru .
Po kilku miesiącach od uratowania planety Gamora wraz ze Strażnikami zostali zatrudnieni przez Ayeshę do pokonania potwora Abiliska, który atakował jej rasę Suwerennych. W zamian za pomoc Ayesha wydała im Nebulę. Suwerenni jednak zaczęli ścigać Strażników, ponieważ Rocket wykradł im drogocenne dla tej rasy baterie. Przed armią dronów Suwerennych uratował ich ojciec Quilla, Ego, który zaprosił ją, syna i Draxa na swoją planetę. Na miejscu poznali oni Mantis i dowiedzieli się prawdy o Ego i jego celu, którym było unicestwienie wszechświata przy pomocy Quilla. Ostatecznie Strażnikom, do których dołączyli: Nebula, Mantis, Yondu i Kraglin udało się zniszczyć Ego wraz z jego planetą. Gamora i Quill rozpoczęli wspólny związek .
Kilka lat później natrafili na dryfującego w kosmosie, półżywego Thora, wraz z którym postanowili współdziałać, aby powstrzymać jej przybranego ojca, którego celem było zebranie Kamieni Nieskończoności i przy ich użyciu zagłada połowy wszechświata. Podzielili się oni na dwie grupy. Gamora razem z Draxem, Quillem i Mantis mieli dotrzeć do Taneleera Tivana, w którego posiadaniu był jeden z Kamieni, Eter. Gamora, która znała położenie Kamienia Duszy wymusiła, aby Quill przysiągł, że zabije ją, kiedy Thanos ją dopadnie. Kiedy przybyli na miejsce było już za późno, Quill próbował spełnić obietnicę, ale Thanos powstrzymał go i porwał Gamorę. Thanos szantażował Gamorę torturując jej siostrę Nebulę, aby wyjawiła mu położenie Kamienia Duszy. Ostatecznie Gamora uległa i poinformowała ojca, że Kamień znajduje się na planecie Vormir. Thanos zabrał tam Gamorę, której życie poświęcił w zamian za Kamień zrzucając ją w przepaść.
W 2014 roku, jeszcze przed poznaniem pozostałych Strażników wraz z Thanosem odkryła awarię w Nebuli. Okazało się, że transmituje ona nagranie siebie z przyszłości. Po uprowadzeniu Nebuli z przyszłości, razem z Thanosem i jego armią przenosi się w przyszłość do roku 2023, aby zdobyć Kamienie Nieskończoności. Jednak z nagrań od Nebuli z przyszłości dowiaduje się, że zdradziła ojca, związała się z Quillem i pogodziła z siostrą. Decyduje się stanąć przeciwko Thanosowi i wzięła udział w ostatecznej bitwie przeciwko ojcu nad jeziorem przy bazie Avengers, podczas której został on pokonany.
Saldana została obsadzona w roli na podstawie komiksowego pierwowzoru w kwietniu 2013 roku. Była ona wielokrotnie nominowana za tę rolę w kategorii najlepsza aktorka, natomiast w 2017 roku otrzymała wyróżnienie w tej kategorii podczas Teen Choice Awards. Gamorę jako dziecko zagrała Ariana Greenblatt.

### Drax
| Pojawił się |  |
| --- |  |
| • Strażnicy Galaktyki • Strażnicy Galaktyki vol. 2 • Avengers: Wojna bez granic • Avengers: Koniec gry • Thor: Miłość i grom • Strażnicy Galaktyki vol. 3 |  |

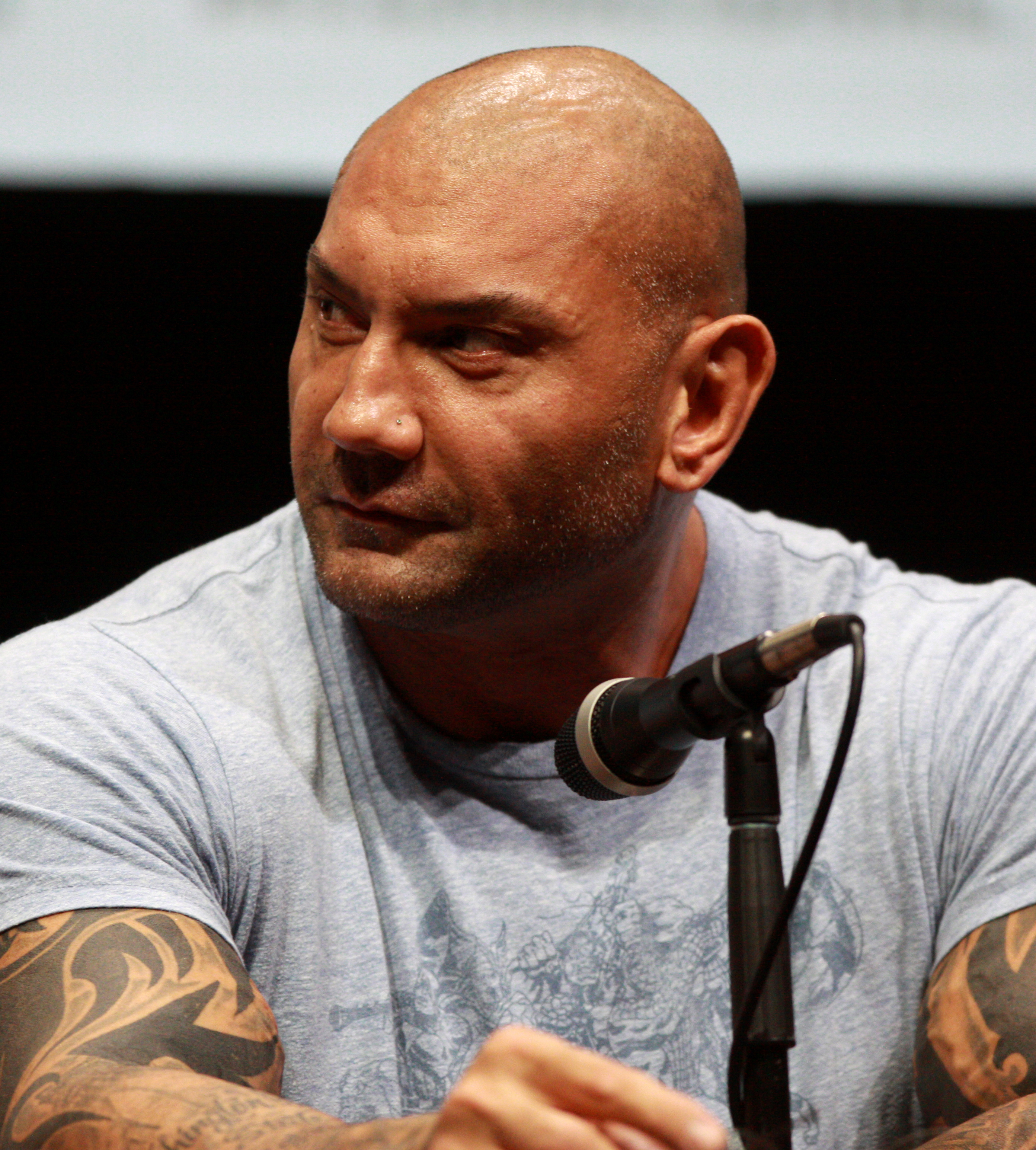
Dave Bautista

Drax (zagrany przez Dave’a Bautistę) miał żonę Hovat i córkę Kamarię, które zginęły z ręki Ronana na zlecenie Thanosa, który wymordował połowę ludności jego planety. Drax poprzysiągł sobie zemstę na nim. Został osadzony w więzieniu Kyln za wiele przestępstw, których dokonał. Tam poznał Petera Quilla, Rocketa, Groota i Gamorę, z którymi uciekł i później utworzyli oni grupę Strażników Galaktyki, której celem było powstrzymanie Ronana przed zniszczeniem Xandaru. Drax początkowo chciał zabić Gamorę, która była córką Thanosa, w zemście za śmierć swojej żony i córki .
Po kilku miesiącach od uratowania planety Drax wraz ze Strażnikami zostali zatrudnieni przez Ayeshę do pokonania potwora Abiliska, który atakował jej rasę Suwerennych. W zamian za pomoc Ayesha wydała im Nebulę. Suwerenni jednak zaczęli ścigać Strażników, ponieważ Rocket wykradł im drogocenne dla tej rasy baterie. Przed armią dronów Suwerennych uratował ich ojciec Quilla, Ego, który zaprosił syna, Gamorę i Draxa na swoją planetę. Na miejscu poznali oni Mantis, z którą Drax się zaprzyjaźnił i dowiedzieli się prawdy o Ego i jego celu unicestwienia wszechświata przy pomocy Quilla. Ostatecznie Strażnikom, do których dołączyli: Nebula, Mantis, Yondu i Kraglin udało się zniszczyć Ego wraz z jego planetą .
Kilka lat później natrafili na dryfującego w kosmosie, półżywego Thora, wraz z którym postanowili współdziałać, aby powstrzymać Thanosa, którego celem było zebranie Kamieni Nieskończoności i przy ich użyciu zagłada połowy wszechświata. Podzielili się oni na dwie grupy. Drax razem z Quillem, Gamorą i Mantis mieli dotrzeć do Taneleera Tivana, w którego posiadaniu był jeden z Kamieni, Eter. Kiedy przybyli na miejsce było już za późno, a Thanos porwał Gamorę. Quill, Drax i Mantis trafili na Tytan, gdzie spotkali Tony’ego Starka, Petera Parkera i Stephena Strange’a, z którymi wspólnie stanęli do walki z Thanosem w obronie Kamienia Czasu. Ostatecznie walkę tę przegrali, a Strange oddał Kamień Thanosowi. Drax zniknął po pstryknięciu palcami przez Thanosa. Po pięciu latach powrócił po pstryknięciu dokonanym przez Bruce’a Bannera. Wziął udział w ostatecznej bitwie z Thanosem z przeszłości nad jeziorem przy bazie Avengers, podczas której został on pokonany oraz później uczestniczył w pogrzebie Tony’ego Starka. Następnie razem z resztą Strażników i Thorem wyruszył w dalszą podróż.
Bautista został obsadzony w roli na podstawie komiksowego pierwowzoru w marcu 2013 roku.

### Groot
| Pojawił się |  |
| --- |  |
| • Strażnicy Galaktyki • Strażnicy Galaktyki vol. 2 • Avengers: Wojna bez granic • Avengers: Koniec gry • Thor: Miłość i grom • Strażnicy Galaktyki vol. 3 |  |

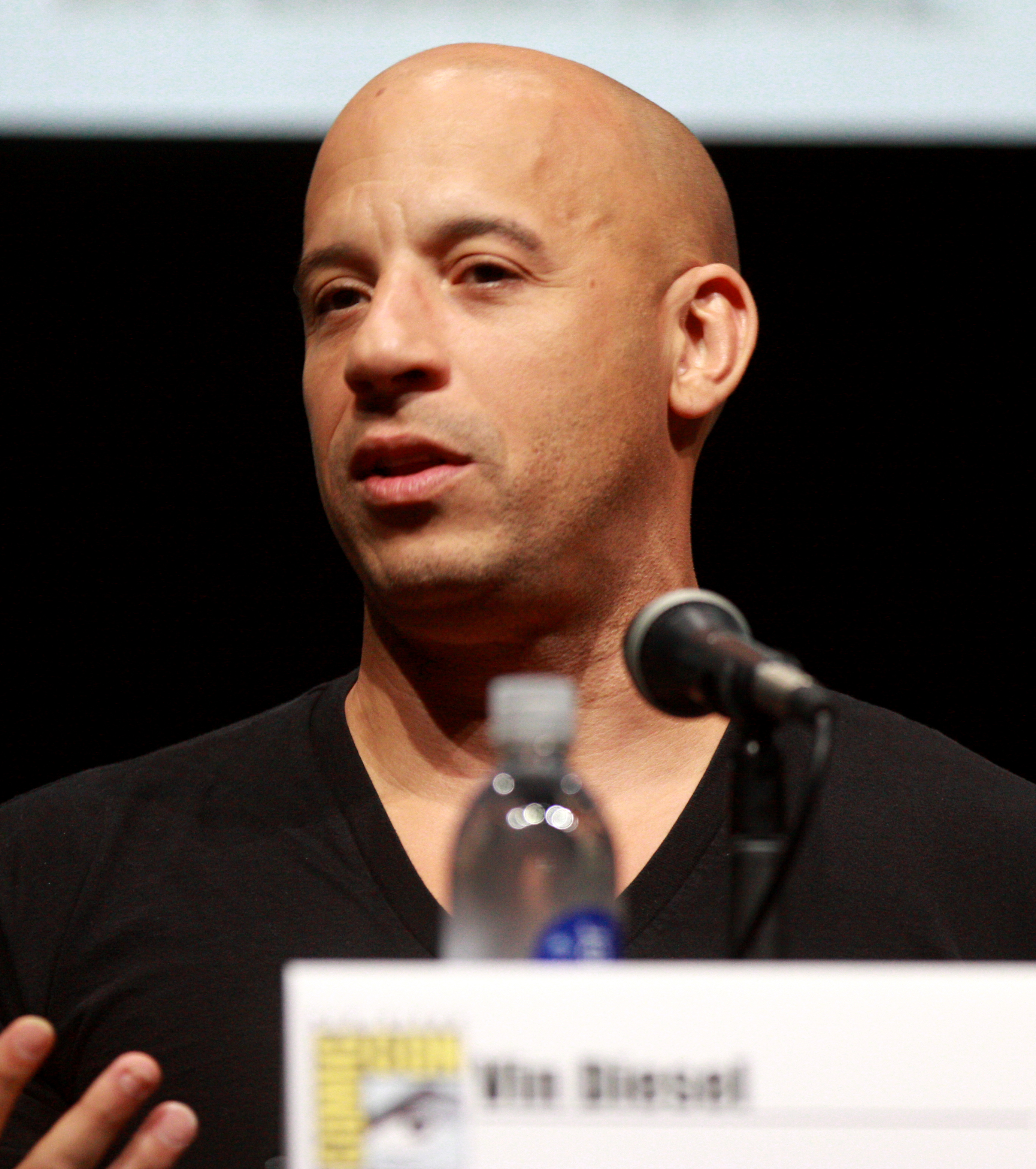
Vin Diesel

Groot (zagrany przez Vina Diesela) był małomównym humanoidalnym drzewem, należącym do rasy Flora colossus. Był kompanem Rocketa. Podczas wspólnej walki o Glob na Xanadrze z Peterem Quillem i Gamorą został aresztowany i osadzony z pozostałą trójką w więzieniu na Kyln. Tam Groot i Rocket, Gamora, Quill oraz nowo poznany współwięzień Drax nawiązali współpracę i wspólnie uciekli z więzienia. Później utworzyli oni grupę Strażników Galaktyki, której celem było powstrzymanie Ronana przed zniszczeniem Xandaru. Podczas walki z Ronanem uratował swoich kompanów owijając ich w drewnianą kulę, przypłacając to swoim życiem .

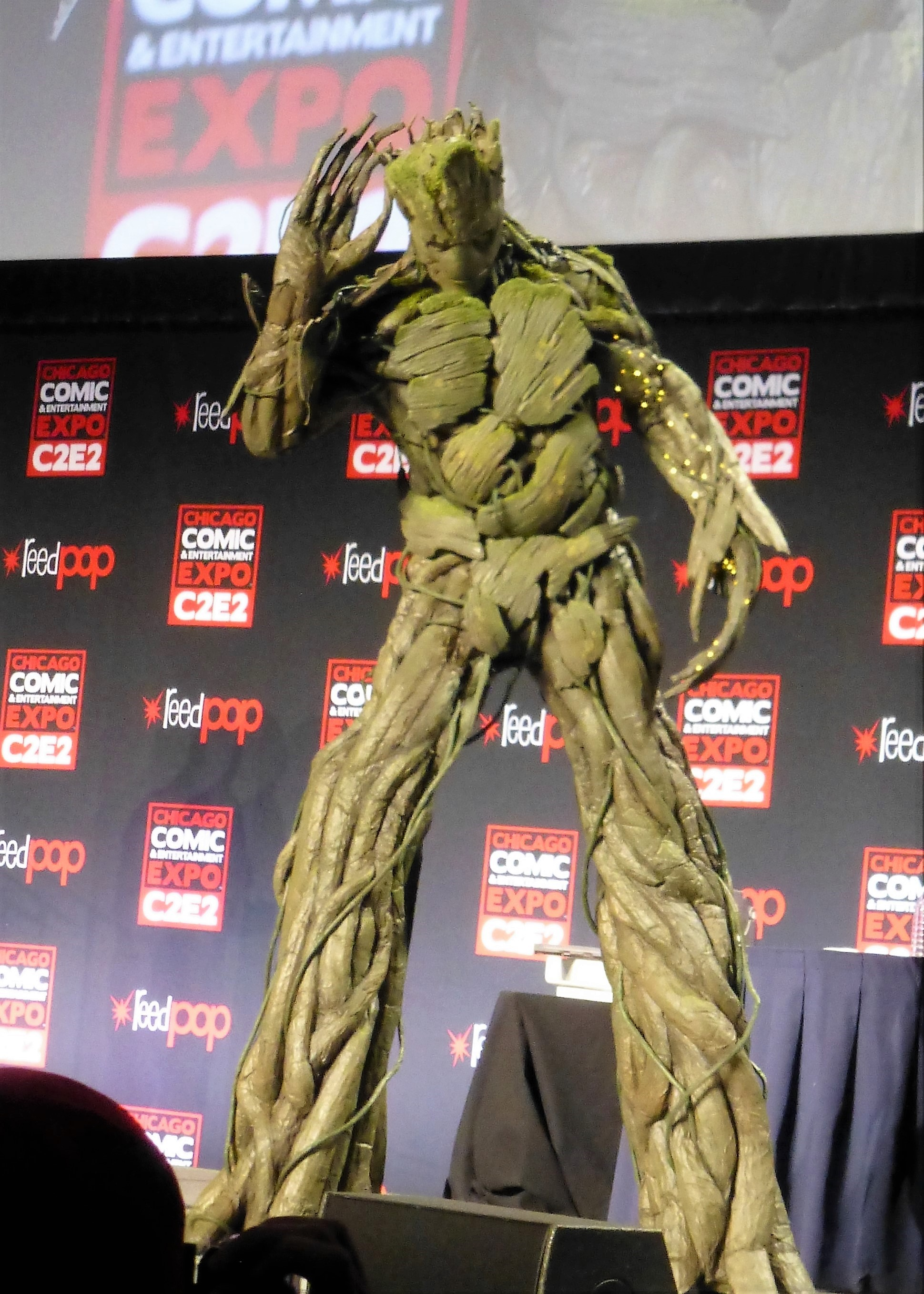
Cosplay filmowej wersji postaci z pierwszej części

Groot odradził się z gałązki początkowo jako sadzonka małego drzewka, syn poprzedniego Groota. Po kilku miesiącach od uratowania planety mały Groot wraz ze Strażnikami zostali zatrudnieni przez Ayeshę do pokonania potwora Abiliska, który atakował jej rasę Suwerennych. W zamian za pomoc Ayesha wydała im Nebulą. Suwerenni jednak zaczęli ścigać Strażników, ponieważ Rocket wykradł im drogocenne dla tej rasy baterie. Przed armią dronów Suwerennych uratował ich ojciec Quilla, Ego, który zaprosił syna, Gamorę i Draxa na swoją planetę. Natomiast Rocket i Groot pozostali z Nebulą na planecie Berhert, gdzie mieli naprawić uszkodzony w trakcie walki z Suwerennymi, statek. Na miejscu zostali zaatakowani przez Yondu i jego kosmicznych bandytów Ravengers, którzy zostali wynajęci przez Ayeshę. Część klanu Yondu wystąpiła przeciwko niemu, a dowództwo objął Taserface, który zamknął w klatce swojego byłego dowódcę i Rocketa, a wraz z pozostałymi wymordował zwolenników Yondu i znęcał się nad małym Grootem. Groot ostatecznie razem z Kraglinem pomogli się wydostać z niewoli Yondu i Rocketowi oraz przejęli statek zabijając buntowników. Wyruszyli oni na pomoc Quillowi, Gamorze i Draxowi w powstrzymaniu Ego, którego celem był unicestwienie wszechświata przy pomocy syna .
Kilka lat później, kiedy Groot był dorastającym i sprawiającym problemy nastolatkiem, natrafili na dryfującego w kosmosie, półżywego Thora, wraz z którym postanowili współdziałać, aby powstrzymać przybranego ojca Gamory, Thanosa, którego celem było zebranie Kamieni Nieskończoności i przy ich użyciu zagłada połowy wszechświata. Podzielili się oni na dwie grupy. Groot razem z Rocketem i Thorem wyruszyli na Nidavellir, aby Eitri, król krasnoludów wytworzył broń dla Thora zdolną zabić Thanosa. Groot wykorzystał część siebie do utworzenia rękojeści tej broni. Razem z Rocketem i Thorem trafili, dzięki otworzonemu przez broń Bifrostowi na Ziemię do Wakandy, gdzie razem z Avengers zmierzyli się z Thanosem. Groot zniknął po pstryknięciu palcami przez Thanosa. Po pięciu latach powrócił po pstryknięciu dokonanym przez Bruce’a Bannera. Wziął udział w ostatecznej bitwie z Thanosem z przeszłości nad jeziorem przy bazie Avengers, podczas której został on pokonany oraz później uczestniczył w pogrzebie Tony’ego Starka. Następnie razem z resztą Strażników i Thorem wyruszył w dalszą podróż.
Diesel użycza głosu postaci i został obsadzony w roli na podstawie komiksowego pierwowzoru w sierpniu 2013 roku. W 2018 roku otrzymał za tę rolę Czarną Szpulę w kategorii „najlepsza gra głosem”.

### Rocket
| Pojawił się |  |
| --- |  |
| • Strażnicy Galaktyki • Strażnicy Galaktyki vol. 2 • Avengers: Wojna bez granic • Avengers: Koniec gry • Thor: Miłość i grom • Strażnicy Galaktyki vol. 3 |  |

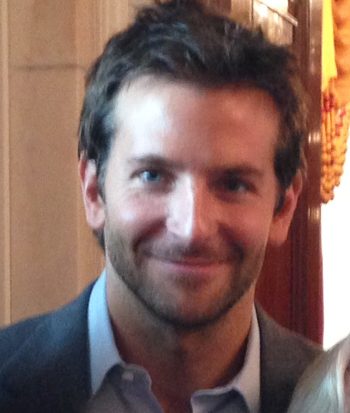
Bradley Cooper

Rocket właściwie 89P13 (zagrany przez Bradleya Coopera i Seana Gunna) jest szopem, który został poddany genetycznym modyfikacjom oraz wszczepiono mu implanty. Razem ze swoim kompanem Grootem podróżował po galaktyce. Jest pilotem i ekspertem od broni. Podczas wspólnej walki o Glob na Xanadrze z Peterem Quillem i Gamorą został aresztowany i osadzony z pozostałą trójką w więzieniu na Kyln. Tam Rocket i Groot, Gamora, Quill oraz nowo poznany współwięzień Drax nawiązali współpracę i wspólnie uciekli z więzienia. Później utworzyli oni grupę Strażników Galaktyki, której celem było powstrzymanie Ronana przed zniszczeniem Xandaru .
Po kilku miesiącach od uratowania planety Rocket wraz ze Strażnikami zostali zatrudnieni przez Ayeshę do pokonania potwora Abiliska, który atakował jej rasę Suwerennych. W zamian za pomoc Ayesha wydała im Nebulę. Suwerenni jednak zaczęli ścigać Strażników, ponieważ Rocket wykradł im drogocenne dla tej rasy baterie. Przed armią dronów Suwerennych uratował ich ojciec Quilla, Ego, który zaprosił syna, Gamorę i Draxa na swoją planetę. Natomiast Rocket i Groot pozostali z Nebulą na nieznanej planecie, gdzie mieli naprawić uszkodzony statek w trakcie walki z Suwerennymi. Na miejscu zostali zaatakowani przez Yondu i jego kosmicznych bandytów Ravengers, którzy zostali wynajęci przez Ayeshę. Część klanu Yondu wystąpiła przeciwko niemu, a dowództwo objął Taserface, który zamknął w klatce swojego byłego dowódce i Rocketa, a wraz pozostałymi wymordował zwolenników Yondu i znęcał się nad małym Grootem. Groot ostatecznie razem z Kraglinem pomogli wydostać się z niewoli Yondu i Rocketowi oraz przejęli statek zabijając buntowników. W zamknięciu Rocket zaprzyjaźnił się z Yondu. Wyruszyli oni na pomoc Quillowi, Gamorze i Draxowi w powstrzymaniu Ego, którego celem był unicestwienie wszechświata przy pomocy syna .
Kilka lat później, natrafili na dryfującego w kosmosie, półżywego Thora, wraz z którym postanowili współdziałać, aby powstrzymać przybranego ojca Gamory, Thanosa, którego celem było zebranie Kamieni Nieskończoności i przy ich użyciu zagłada połowy wszechświata. Podzielili się oni na dwie grupy. Rocket razem z Grootem i Thorem wyruszyli na Nidavellir, aby Eitri, król krasnoludów wytworzył broń dla Thora zdolną zabić Thanosa. Po tym razem z Grootem i Thorem trafili, dzięki otworzonemu przez broń Bifrostowi na Ziemię do Wakandy, gdzie razem z Avengers zmierzyli się z Thanosem. Po pstryknięciu palcami przez Thanosa był jednym z ocalałych. Rocket zaczął współdziałać z Avengers. Razem ze Steve’em Rogersem, Nataszą Romanow, Bruce’em Bannerem, Thorem, Jamesem Rhodesem, Carol Danvers i Nebulą wyruszyli na planetę, gdzie przebywał Thanos, aby odzyskać Rękawicę i Kamienie do odwrócenia efektów zagłady. Jednak okazało się, że Thanos zniszczył Kamienie i Thor go zabił. Rocket razem z Nebulą wyruszyli w kosmos, jednak powrócili na Ziemię po pięciu latach, kiedy okazało się, że Stark opracował metodę podróży w czasie. Dzielą się oni na drużyny, których celem jest pozyskanie Kamieni Nieskończoności z przeszłości i odtworzenie Rękawicy, dzięki czemu będą mogli odwrócić zagładę Thanosa. Rocket wyruszył wspólnie z Thorem, Romanow i Clintem Bartonem do 2013 roku, gdzie rozdzieli się. Rocket z Thorem udali się do Asagrdu po Eter, a Barton i Romanow na Voromir po Kamień Duszy. Rocket, Thor i Barton powrócili do 2023 roku po zdobyciu Kamieni bez Romanow, która poświęciła swoje życie dla pozyskania Kamienia Duszy. Udało im się odwrócić działanie Thanosa wskutek pstryknięcia palcami przez Bannera. Wziął udział w ostatecznej bitwie z Thanosem z przeszłości nad jeziorem przy bazie Avengers, podczas której został on pokonany oraz później uczestniczył w pogrzebie Starka. Następnie razem z resztą Strażników i Thorem wyruszył w dalszą podróż.
Cooper użycza głosu postaci, natomiast na planie przy użyciu technologii przechwytywania ruchu grany jest przez Gunna. Cooper został obsadzony w roli na podstawie komiksowego pierwowzoru w sierpniu 2013 roku.

### Ronan
| Pojawił się                            |
| -------------------------------------- |
| • Strażnicy Galaktyki • Kapitan Marvel |

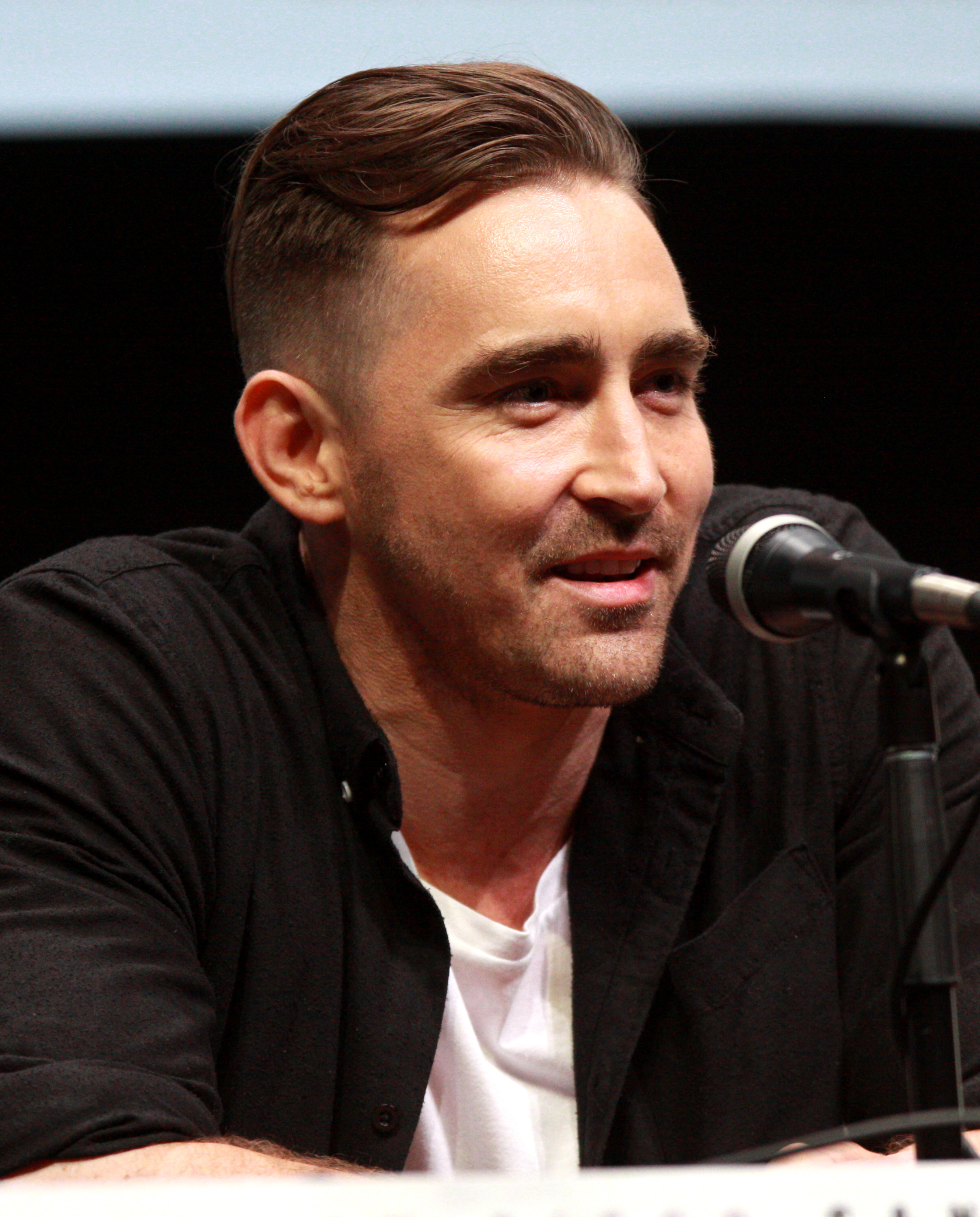
Lee Pace

Ronan (zagrany przez Lee Pace’a) był przedstawicielem rasy Kree. Należał do elitarnej jednostki Oskarżycieli. W 1995 roku, razem z oddziałem Starforce dowodzonym przez Yon-Rogga, miał zniszczyć ostatnie skupisko Skrulli na Ziemi. Został powstrzymany przez Carol Danvers. Stał się radykałem, który był niezadowolony z pokoju pomiędzy Imperium Kree a Xandarem. Miał zamiar dokonać ludobójstwa na Xandarianach likwidując całą ich rasę. Aby osiągnąć swój cel współpracował z Thanosem, który wysłał mu na pomoc dwie swoje adoptowane córki: Gamorę i Nebulę. Ronan planował zniszczyć Xandar za pomocą Kamienia Mocy znajdującego się w artefakcie o nazwie Glob. Wcześniej Ronan na polecenie Thanosa wymordował losowo populację planety rodzinnej Draxa, w tym jego żonę i córkę. Ronan miał umowę z Thanosem: Glob w zamian za możliwość zniszczenia Xandaru, jednak ostatecznie Ronan postanowił zachować Kamień dla siebie. Został pokonany przez Strażników Galaktyki podczas obrony Xandaru .
Lee został obsadzony w roli na podstawie komiksowego pierwowzoru w kwietniu 2013 roku.

### Yondu Udonta
| Pojawił się                                        |
| -------------------------------------------------- |
| • Strażnicy Galaktyki • Strażnicy Galaktyki vol. 2 |

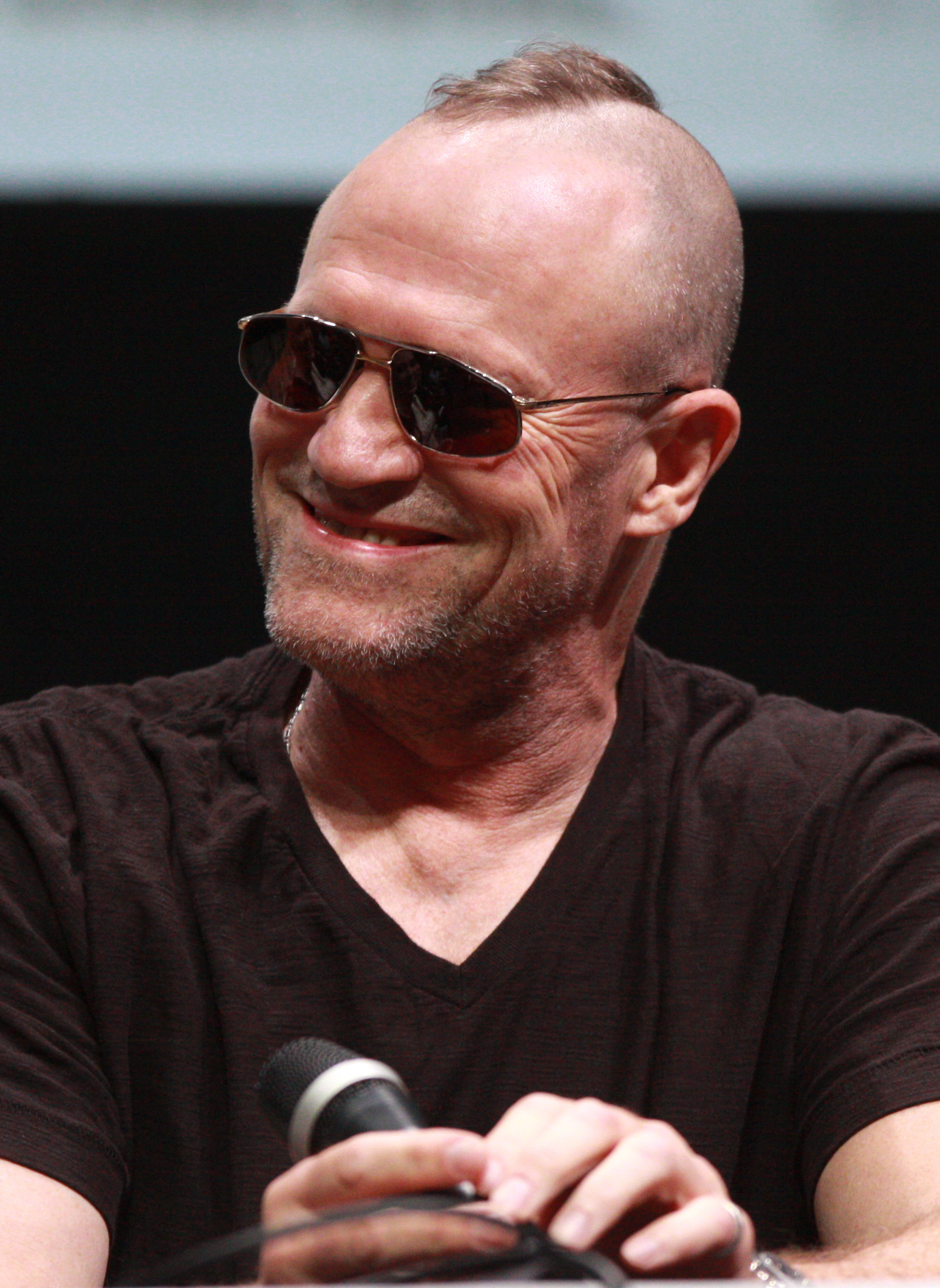
Michael Rooker

Yondu Udonta (zagrany przez Michaela Rookera) należał do rasy Centaurianów, był liderem jednego z klanów kosmicznych bandytów o nazwie Ravengers.

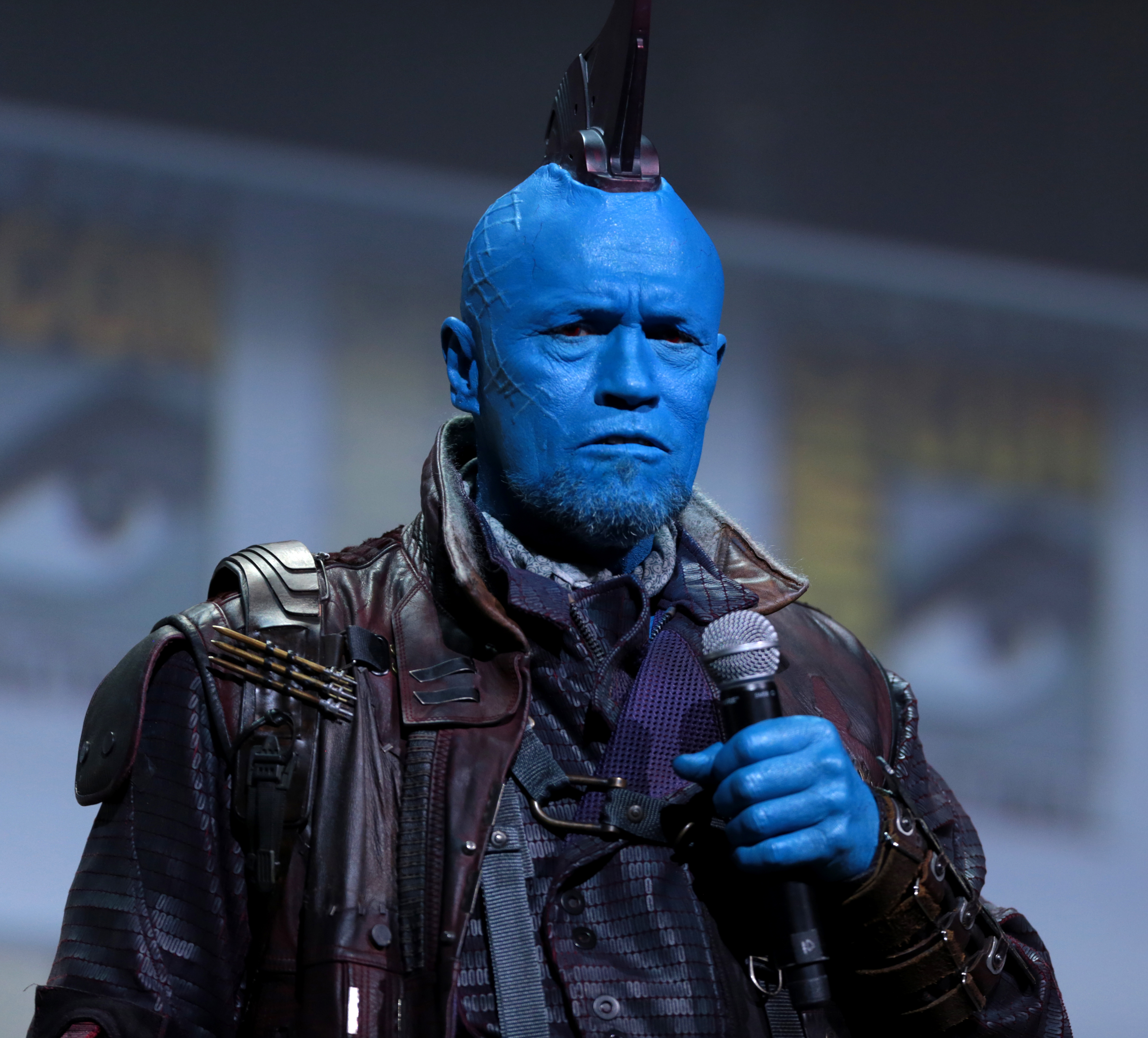
Michael Rooker w charakteryzacji postaci podczas San Diego Comic-Conu w 2016 roku

W 1988 roku porwał z Ziemi Petera Quilla na zlecenie jego ojca Ego. Jednak nie oddał mu dziecka kiedy dowiedział się, co Ego robi ze swoimi potomkami, zamiast tego sam wychował chłopca na jednego ze swoich członków klanu. Ostatecznie został zdradzony przez Quilla, który miał mu dostarczyć Glob, jednak ten postanowił go zachować dla siebie. Yondu ścigał Quilla, aby odzyskać artefakt, jednak był on już w posiadaniu Ronana. Quill przekonał Yondu do pomocy w pokonaniu Ronana podczas jego próby zagłady Xandaru w zamian za pożądany przedmiot. Jednak Quill podmienił go i oddał Yondu pusty Glob. Yondu postanowił nie ścigać Quilla, czym naraził się części swojej załogi .
Kilka miesięcy później przyjął zlecenie od kapłanki Suwerennych, Ayeshy, aby schwytać Strażników Galaktyki, po tym jak Rocket wykradł od nich drogocenne baterie. Yondu jednak postanowił nie wykonać zlecenia, co doprowadziło ostatecznie do buntu przeciwko niemu, któremu przewodził Taserface. Taserface zamknął Yondu i Rocketa w klatce, a wraz pozostałymi buntownikami wymordował bandytów wiernych Yondu i znęcał się nad małym Grootem. Został uwolniony przez Groota i Kraglina, który był niezadowolony z przywództwa Taserface’a. Yondu razem z Rocketem, Grootem i Kraglinem przejęli statek i zabili buntowników. Wyruszyli oni na pomoc Quillowi, Gamorze i Draxowi w powstrzymaniu Ego, którego celem był unicestwienie wszechświata przy pomocy syna. Po pokonaniu Ego poświęcił swoje życie, aby uratować Quill’a .
Rooker został obsadzony w roli na podstawie komiksowego pierwowzoru w kwietniu 2013 roku.

### Nebula
| Pojawiła się |  |
| --- |  |
| • Strażnicy Galaktyki • Strażnicy Galaktyki vol. 2 • Avengers: Wojna bez granic • Avengers: Koniec gry • Thor: Miłość i grom • Strażnicy Galaktyki vol. 3 |  |

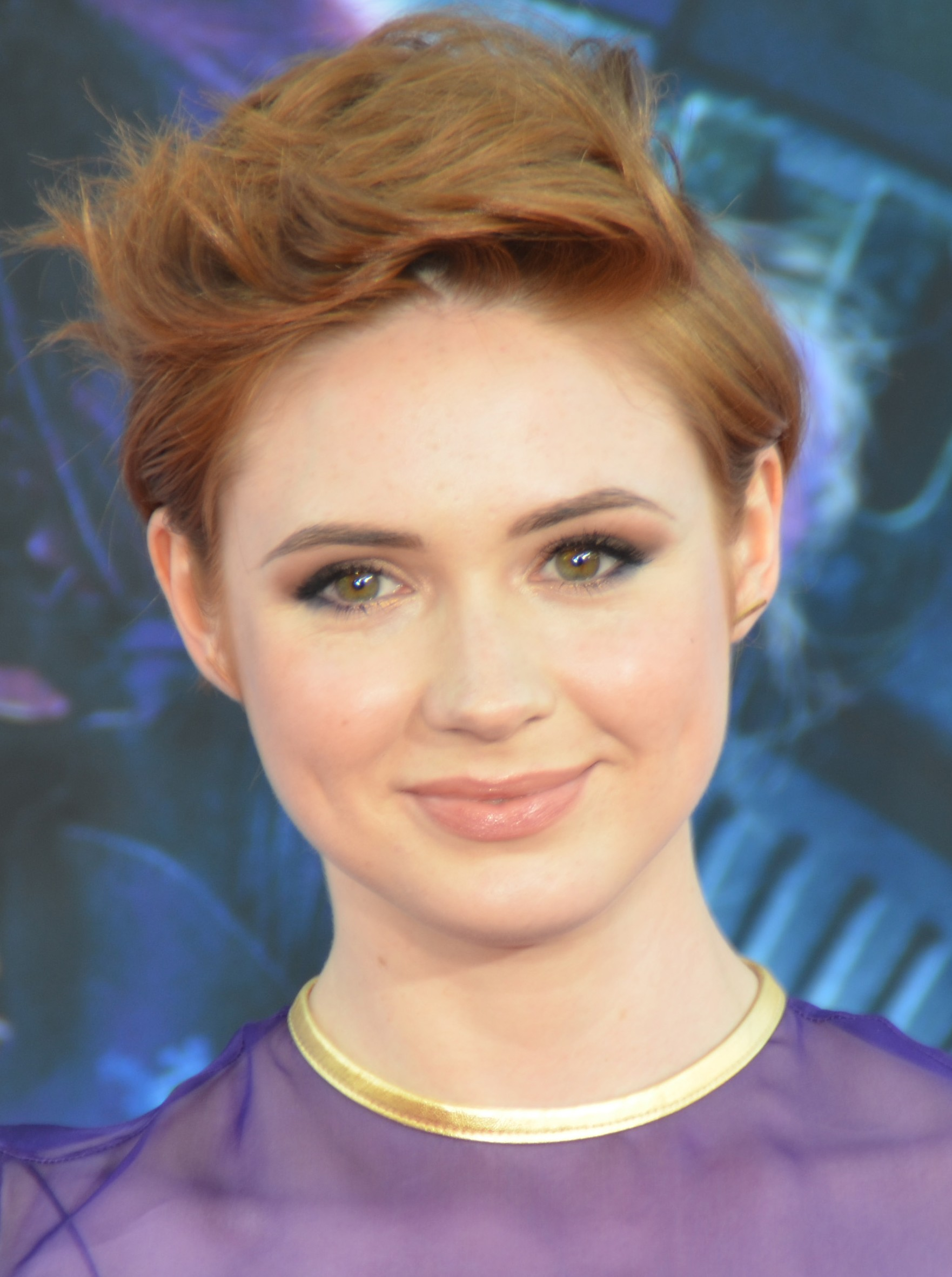
Karen Gillan

Nebula (zagrana przez Karen Gillan) jest Luphomoidanką, zabójczynią i adoptowaną córką Thanosa. Przez całe dzieciństwo musiała konkurować i walczyć ze swoją siostrą Gamorą, a za każdą przegraną walkę, Thanos wymieniał część jej ciała na mechaniczną, aby mogła dorównać siostrze. Razem z siostrą zostały wysłane do pomocy Ronanowi w zdobyciu Globu zawierającego Kamień Mocy. Kiedy Gamora zdradziła zaczęła ścigać siostrę, ostatecznie z nią przegrała i zniknęła . Została pojmana przez Suwerennych i oddana Strażnikom przez ich kapłankę Ayeshę w zamian za pokonanie potwora Abiliska, który atakował jej rasę. Gamora wraz ze Strażnikami zamierzali oddać ją na Xandar w ręce wymiaru sprawiedliwości. Ostatecznie z pomocą buntowników Ravangers dowodzonych przez Taserface’a uwolniła się i zaczęła ścigać siostrę, aby ją zabić. Ostatecznie pogodziła się z nią i pomogła jej i pozostałym Strażnikom w pokonaniu Ego .
Jej celem stało się zabicie Thanosa, który kilka lat później ją złapał i torturował. Z nagrania w jej ciele dowiedział się, że Gamora okłamała go odnośnie do niewiedzy dotyczącej położenia Kamienia Duszy. Thanos szantażował Gamorę torturując jej siostrę Nebulę, aby wyjawiła mu położenie Kamienia. Nebula, po tym jak Thanos zabrał Gamorę na Vormir, uwolniła się i połączyła siły z Peterem Quillem, Draxem, Mantis, Tonym Starkiem, Peterem Parkerem i Stephenem Strangem na Tytanie, i wspólnie z nimi stanęła do walki z Thanosem w obronie Kamienia Czasu. Ostatecznie walkę tę przegrali, a Strange oddał Kamień Thanosowi. Po pstryknięciu palcami przez Thanosa była jedną z ocalałych. Została na Tytanie razem ze Starkiem.
Spędziła ze Starkiem dwadzieścia kilka dni na dryfującym w kosmosie statku kosmicznym, zanim zostali uratowani przez Carol Danvers i sprowadzeni na Ziemię. Nebula zaczęła współdziałać z Avengers. Razem ze Steve’em Rogersem, Nataszą Romanow, Bruce’em Bannerem, Thorem, Jamesem Rhodesem, Danvers i Rocketem wyruszyli na planetę, gdzie przebywał Thanos, aby odzyskać Rękawicę i Kamienie do odwrócenia efektów zagłady. Jednak okazało się, że Thanos zniszczył Kamienie i Thor go zabił. Rocket razem z Nebulą wyruszyli w kosmos, jednak powrócili na Ziemię po pięciu latach, kiedy okazało się, że Stark opracował metodę podróży w czasie. Dzielą się oni na drużyny, których celem jest pozyskanie Kamieni Nieskończoności z przeszłości i odtworzenie Rękawicy, dzięki czemu będą mogli odwrócić zagładę Thanosa. Nebula wyruszyła wspólnie z Rhodesem na Morag do 2014 roku do momentu kiedy pojawił się na niej Quill po Glob. Podczas podróży w Nebuli nastąpiła awaria i zaczęła nadawać przyszłe wydarzania poprzez Nebulę z 2014 roku. Została ona przez nią uprowadzona i podmieniona. Do 2023 roku powróciła wierna Thanosowi Nebula z 2014 roku i sprowadziła ojca razem z jego armią do przyszłości. Ostatecznie Nebula z 2014 roku została zabita przez Nebulę z 2023 roku, która stanęła w obronie Gamory z 2014 roku. Wzięła udział w ostatecznej bitwie z Thanosem z przeszłości nad jeziorem przy bazie Avengers, podczas której został on pokonany oraz później uczestniczyła w pogrzebie Starka. Następnie razem z resztą Strażników i Thorem wyruszyła w dalszą podróż.
Gillian została obsadzona w roli na podstawie komiksowego pierwowzoru w czerwcu 2013 roku. Za tę rolę otrzymała w 2015 roku nagrodę Empire Awards w kategorii „najlepsza debiutująca aktorka”.

### Korath
| Pojawił się                            |
| -------------------------------------- |
| • Strażnicy Galaktyki • Kapitan Marvel |

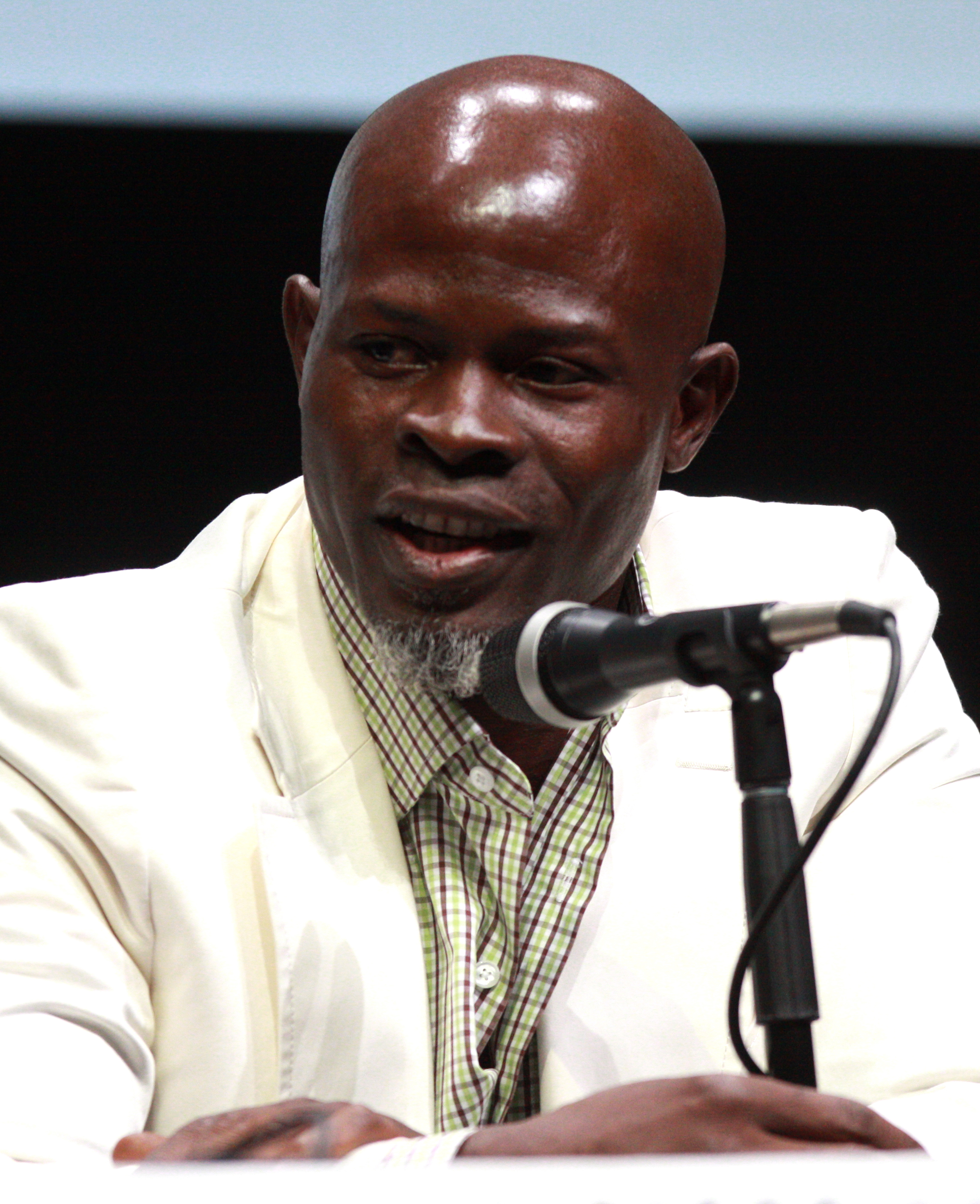
Djimon Hounsou

Korath (zagrany przez Djimona Hounsou) w 1995 roku, należał do elitarnego oddziału Kree o nazwie Starforce dowodzonym przez Yon-Rogga. Później został najemnikiem pracującym dla Ronana, którego celem był zdobycie Globu dla Thanosa. Na planecie Morag próbował odebrać artefakt Peterowi Quillowi. Został zabity przez Draxa podczas ataku na Xandar .
Hounsou został obsadzony w roli na podstawie komiksowego pierwowzoru w lipcu 2013 roku.

### Rhomann Dey
| Pojawił się           |
| --------------------- |
| • Strażnicy Galaktyki |

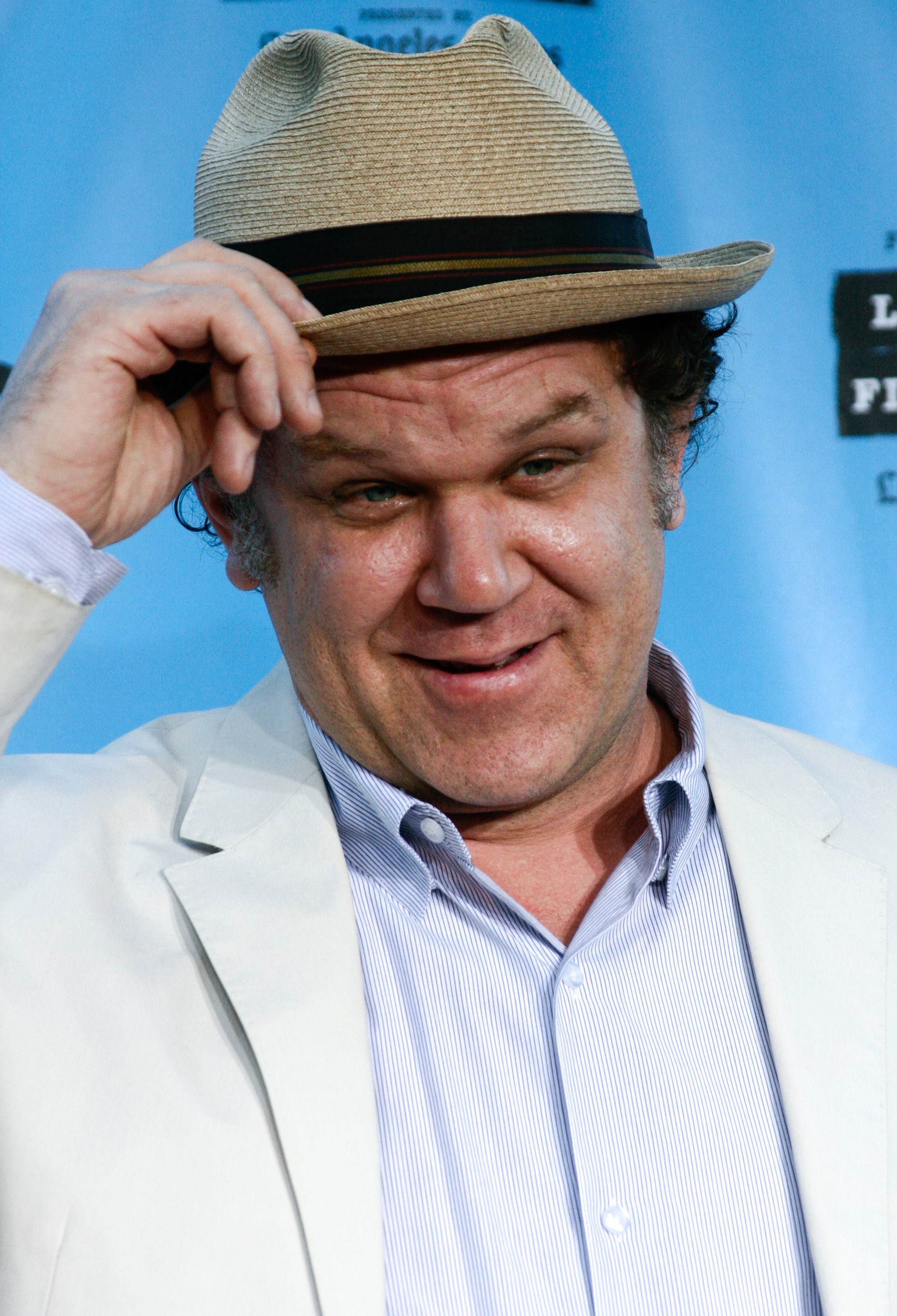
John C. Reilly

Rhomann Dey (zagrany przez Johna C. Reilly’ego) jest Xandarianiem należącym do Nova Corps. Jego żoną jest kryolianka, z którą ma córkę. Był częścią grupy zatrzymania, która zareagowała na awanturę między Peterem Quillem, Gamorą oraz Rocketem i Grootem, która miała miejsce na Xandarze. Po ich ucieczce z więzienia Quill ostrzegł go o zbiżającym się ataku Ronana na Xandar. Podczas walki o planetę, Rocket uratował jego córkę i żonę, które zostały zaatakowane przez jeden ze statków Ronana. Został awansowany za swoje zasługi po bitwie .
Reilly został obsadzony w roli na podstawie komiksowego pierwowzoru w czerwcu 2013 roku.

### Irani Rael / Nova Prime
| Pojawiła się          |
| --------------------- |
| • Strażnicy Galaktyki |

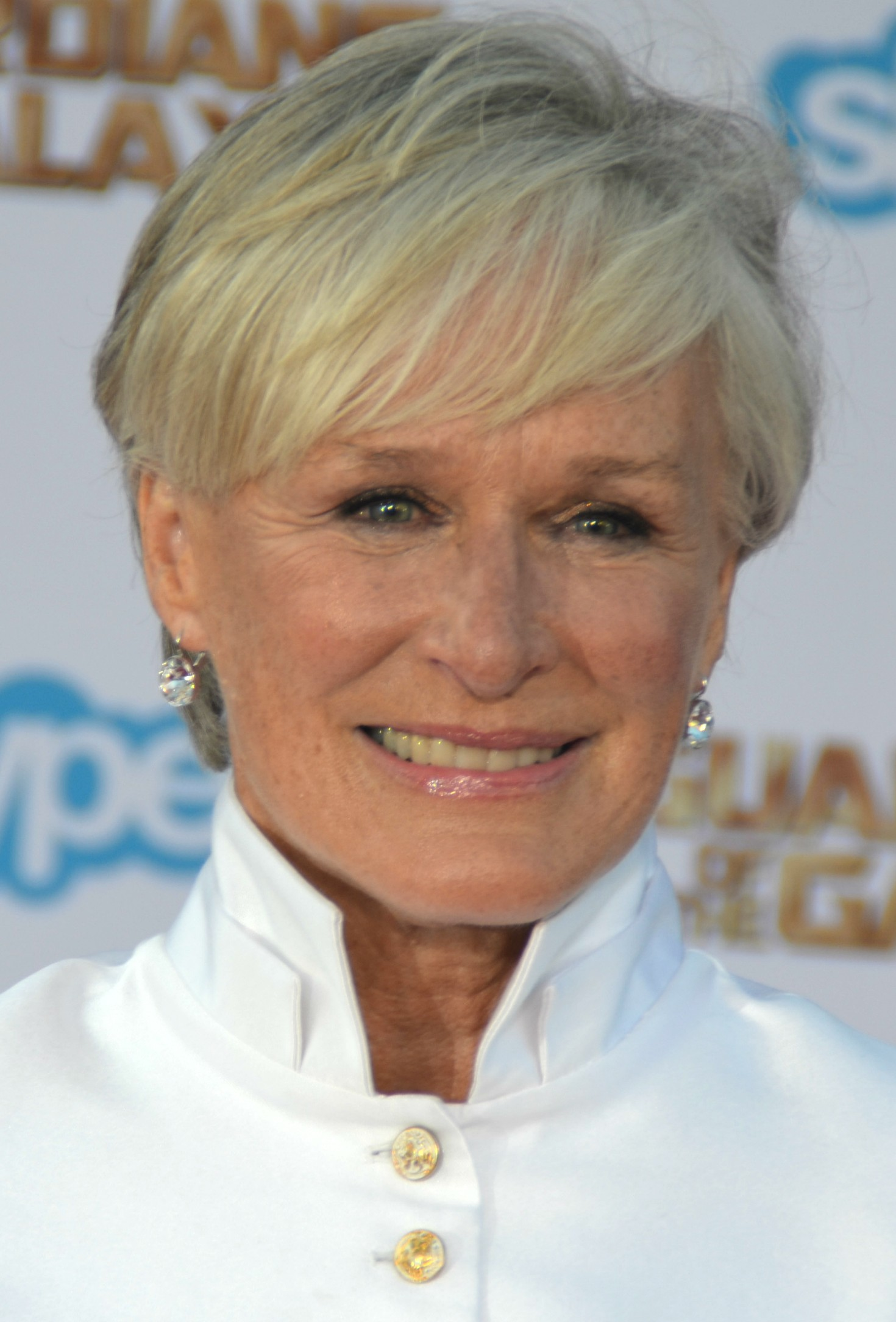
Glenn Close

Irani Real (zagrana przez Glenn Close) jest Xandarianką, dowódcą i najwyższym członkiem korpusu Nova Corps noszącą tytuł „Nova Prime”. Dowodziła obroną Xandaru, wspieraną przez Strażników Galaktyki, kiedy został on zaatakowany przez Ronana, który planował doprowadzić do zagłady planety przy pomocy Kamienia Mocy .
Close dołączyła do obsady w roli na podstawie komiksowego pierwowzoru w maju 2013 roku.

### Kraglin Obfonteri
| Pojawiła się |  |
| --- |  |
| • Strażnicy Galaktyki • Strażnicy Galaktyki vol. 2 • Avengers: Koniec gry • Thor: Miłość i grom • Strażnicy Galaktyki vol. 3 |  |

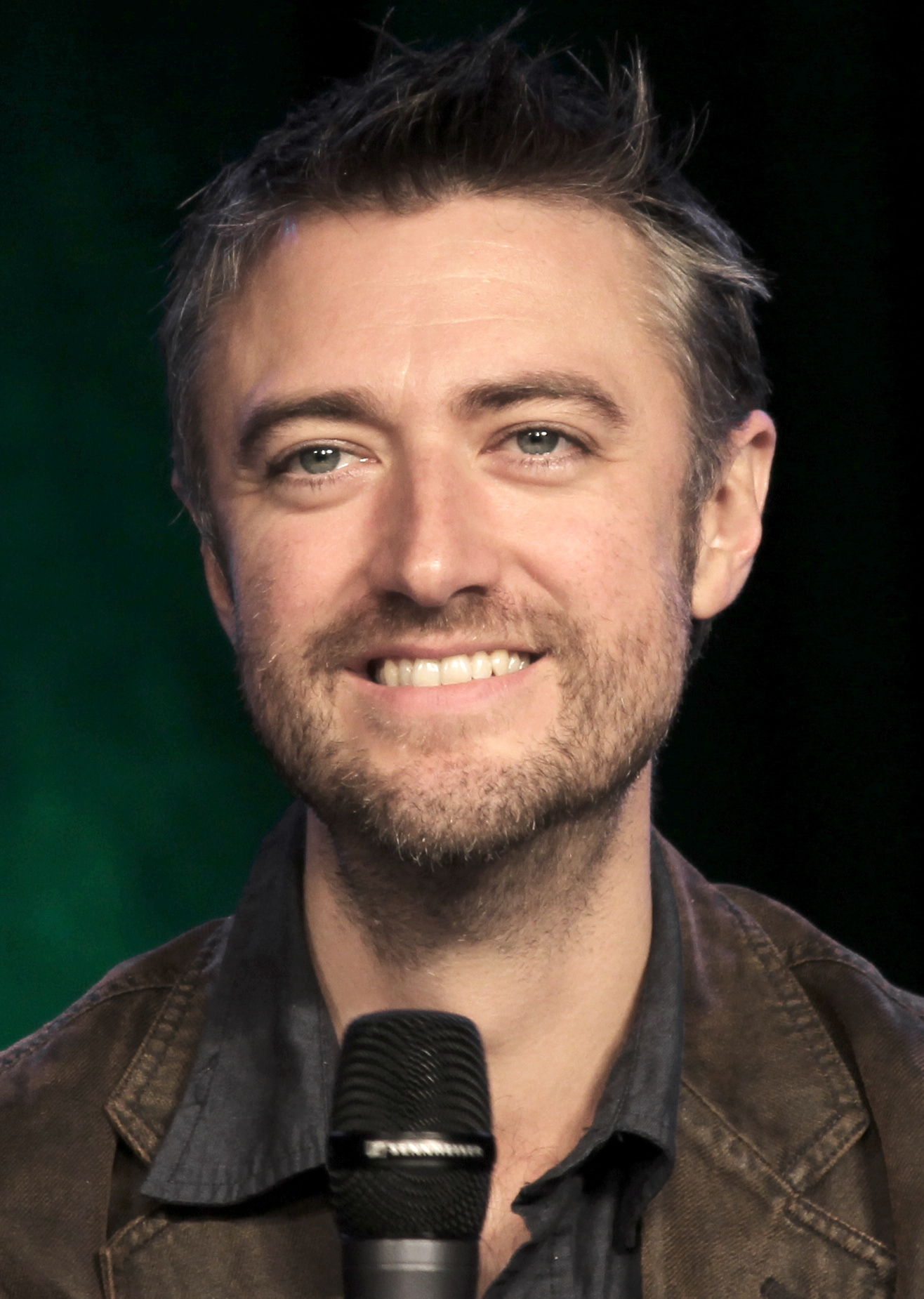
Sean Gunn

Kraglin Obfonteri (zagrany przez Seana Gunna) jest jednym z galaktycznych bandytów pod wodzą Yondu . Stanął po stronie buntowników kierowanych przez Taserface’a przeciwko Yondu. Jednak kiedy zobaczył, jak Taserface morduje jego kolegów (zwolenników Yondu) postanowił pomóc małemu Grootowi uwolnić Yondu i Rocketa. Po pokonaniu przez nich buntowników wyruszył razem z Yondu, Grootem i Rocketem do Ego uratować przed nim Quilla. Po śmierci Yondu uznał Quilla za swojego dowódcę i zaczął się uczyć, jak używać broni, którą posługiwał się Yondu .
Po pstryknięciu palcami przez Thanosa był jednym z ocalałych. Wziął udział w ostatecznej bitwie z Thanosem z przeszłości nad jeziorem przy bazie Avengers, podczas której został on pokonany.
W czerwcu 2014 roku ujawniono, że Gunn zagra postać na podstawie komiksowego pierwowzoru. Aktor również grał na planie przy użyciu technologii przechwytywania ruchu postać Rocketa.

### Meredith Quill
| Pojawiła się                                       |
| -------------------------------------------------- |
| • Strażnicy Galaktyki • Strażnicy Galaktyki vol. 2 |

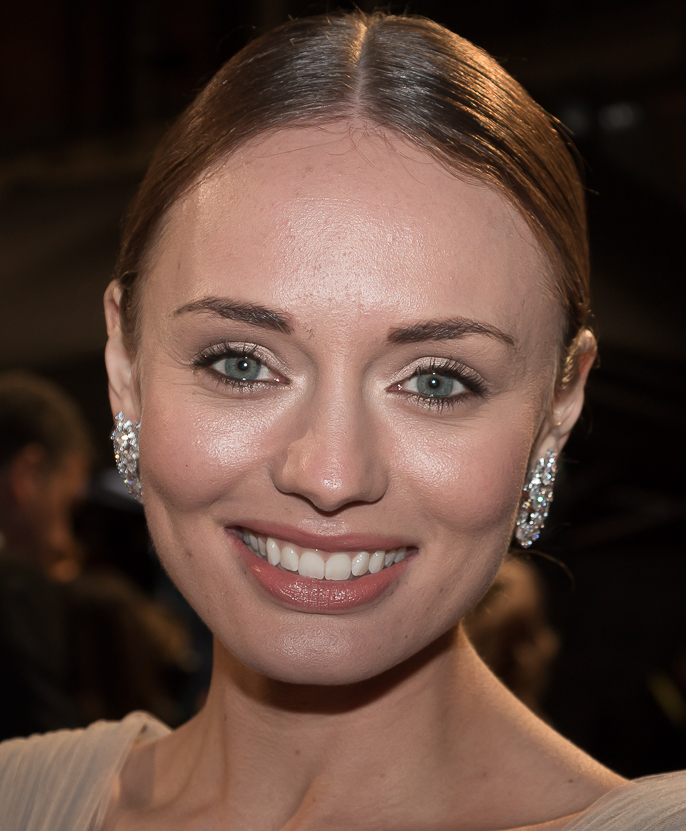
Laura Haddock

Meredith Quill (zagrana przez Laurę Haddock) była matką Petera Quilla. Na początku lat osiemdziesiątych Meredith poznała Ego, pochodzącego z kosmosu Celestiala, w którym się zakochała i miała syna Petera. Ponieważ Ego bał się, że uczucie do Meredith może zniszczyć jego plan zagłady wszechświata postanowił użyć swojej mocy, aby wywołać u niej nieoperacyjny nowotwór mózgu, który doprowadził do tego, że zmarła, kiedy Peter miał osiem lat  .
W lipcu 2014 roku ujawniono, że Haddock wystąpiła w roli na podstawie komiksowego pierwowzoru.

### Quill
| Pojawił się                                                                     |
| ------------------------------------------------------------------------------- |
| • Strażnicy Galaktyki • Strażnicy Galaktyki vol. 2 • Strażnicy Galaktyki vol. 3 |

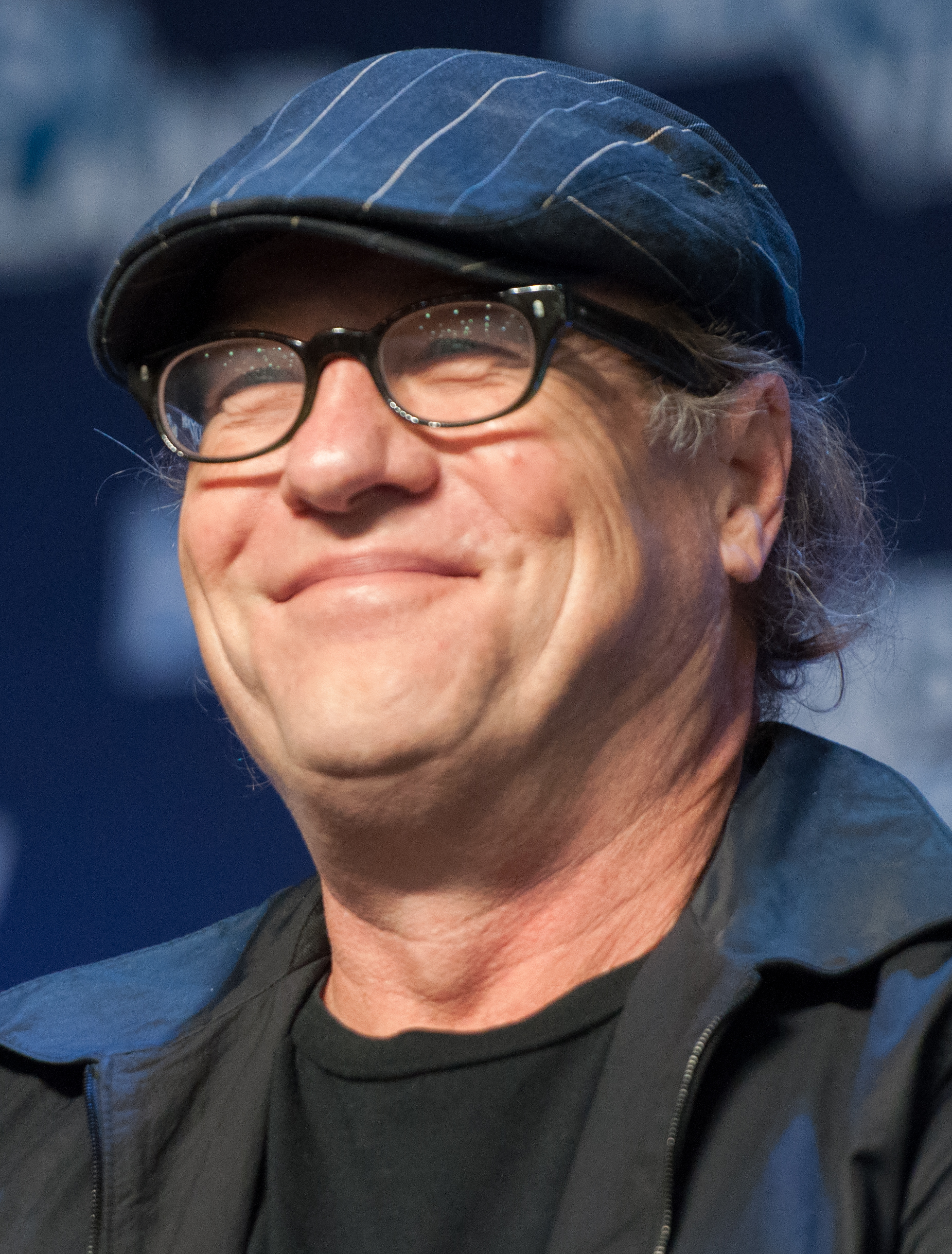
Gregg Henry

Quill (zagrany przez Gregga Henry’ego) jest dziadkiem Petera Quilla i ojcem zmarłej na nowotwór Meredith Quill. Zajmował się wnukiem, kiedy matka przebywał w szpitalu, towarzyszył jej w ostatnich chwilach jej życia . W 2014 roku podczas podróży samochodem był świadkiem niszczycielskiej ekspansji sadzonki Ego w Missouri .

### Kaczor Howard
| Pojawił się |
| --- |
| • Strażnicy Galaktyki (rola cameo) • Strażnicy Galaktyki vol. 2 (rola cameo) • Avengers: Koniec gry (rola cameo) |

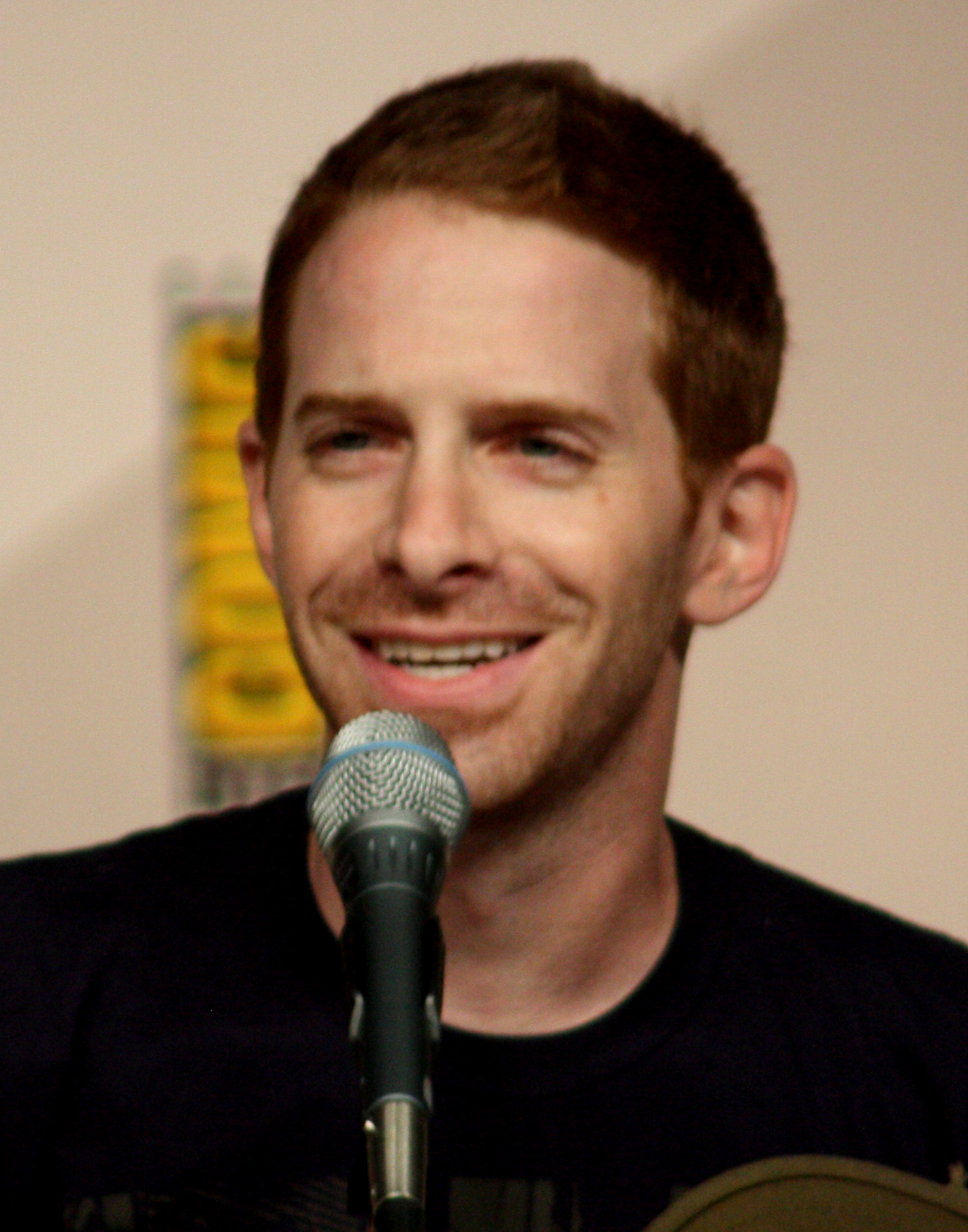
Seth Green

Kaczor Howard (zagrany przez Setha Greena) jest antropomorficzną kaczką, który był jednym z eksponatów kolekcji Taneleera Tivana na Knowhere. Został uwolniony w wyniku wybuchu Kamienia Mocy, do którego doprowadziła Carina, pomocniczka Tivana . Po tym Howard pił drinki razem z Tivanem, a kilka miesięcy później bawił się na planecie Contraxia .
Po pstryknięciu palcami przez Thanosa był jednym z ocalałych. Wziął udział w ostatecznej bitwie z Thanosem z przeszłości nad jeziorem przy bazie Avengers, podczas której został on pokonany.
W sierpniu 2014 roku ujawniono, że Green udzielił głosu postaci na podstawie komiksowego pierwowzoru.

## Przedstawieni w filmieAvengers: Czas Ultrona

### Vision
| Pojawił się                                                                                            |  |
| --- |  |
| • Avengers: Czas Ultrona • Kapitan Ameryka: Wojna bohaterów • Avengers: Wojna bez granic • WandaVision |  |

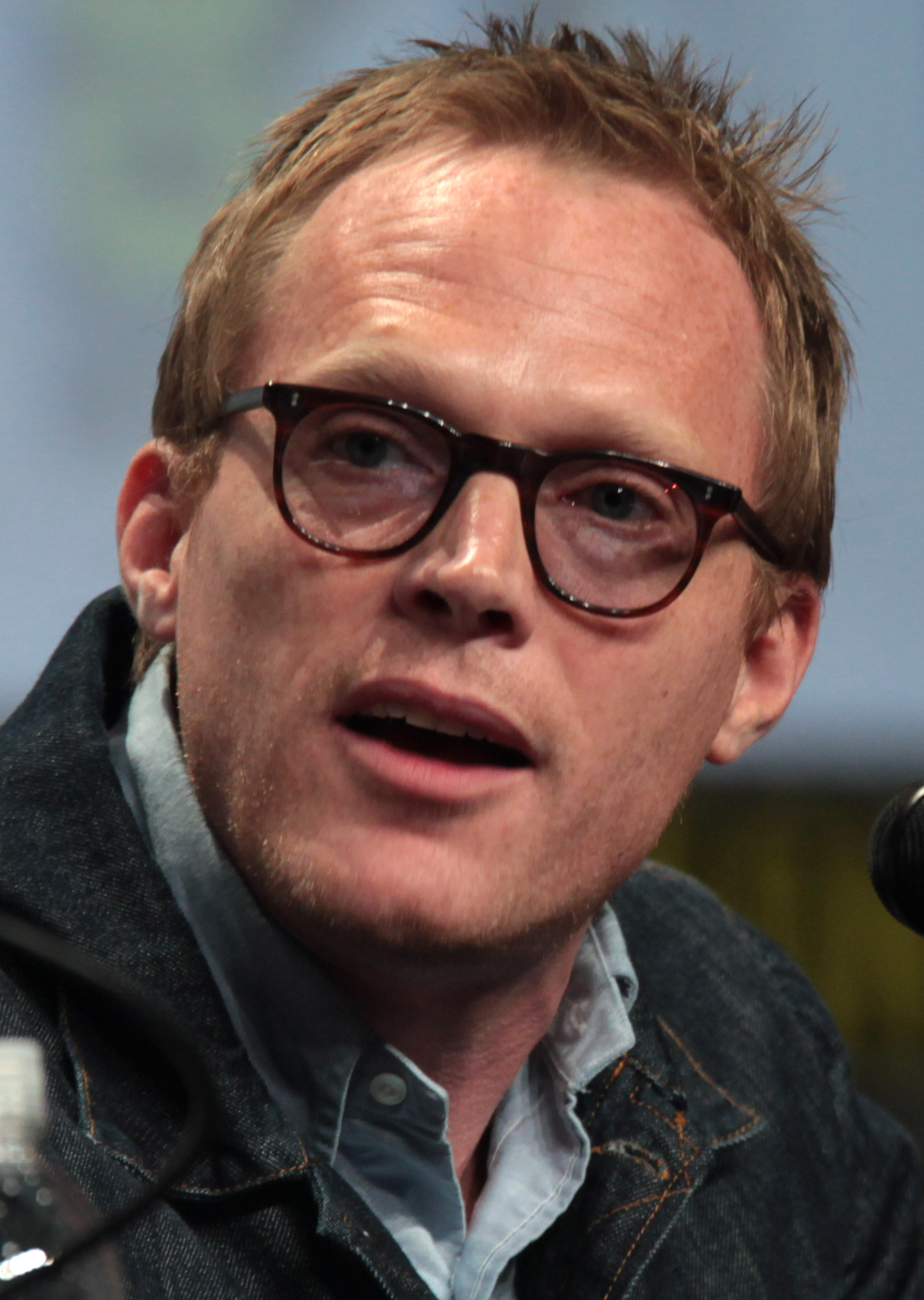
Paul Bettany

Vision (zagrany przez Paula Bettany’ego) był androidem, którego ciało zostało stworzone przez Helen Cho z vibranium i z Kamienia Umysłu pod wpływem Ultrona. Miało być to początkowo jego ciało, jednak zostało ono wykradzione przez Avengers. Stark wgrał do ciała oprogramowanie J.A.R.V.I.S.-a. W tym ciele przyjął on imię Vision i stanął po stronie Avengers, z którymi brał udział w walkach w Sokowii, gdzie wraz z drużyną pokonał Ultrona. Staje się częścią nowej drużyny Avengers .
W sprawie rejestracji superbohaterów stanął po stronie Starka. Został przydzielony do pilnowania Wandy Maximoff, która po wypadku w Lagos została umieszczona w areszcie domowym, z którego pomógł jej uciec Clint Barton. Brał udział w walce na lotnisku, podczas której przypadkowo trafia Rhodeya Rhodesa, który w wyniku tego został sparaliżowany .
Vision razem z Rhodesem i Starkiem pozostali jedynymi członkami Avengers. Vision zaczął jednak prowadzić podwójne życie, spotykając się potajemnie z Wandą Maximoff w Edynburgu, z którą się związał. Zostali zaatakowani przez dwoje dzieci Thanosa, Proximę Midnight i Corvusa Glaive’a, który zranił Visiona włócznią. Ostatecznie otrzymali pomoc od Steve’a Rogersa, Nataszy Romanow i Sama Wilsona. Udali się do bazy Avengers, gdzie spotkali się z Rhodesem i Bruce’em Bannerem. Rogers, aby uratować Visiona i chronić Kamień Umysłu zaproponował udać się do Wakandy, gdzie otrzymali pomoc od T’Challi i jego siostry Shuri, która odkryła sposób usunięcia Kamienia z głowy Visiona. Jej próba została jednak przerwana przez Corvusa Glaive’a. Po przybyciu Thanosa na Ziemię Maximoff została zmuszona do zniszczenia Kamienia Umysłu i zabicia przy tym Visiona. Jednak Thanos za pomocą Kamienia Czasu, odwrócił cały proces, wyrywając Kamień z czoła Visiona, pozostawiając go martwego.
Bettany został obsadzony w roli postaci na podstawie komiksowego pierwowzoru w lutym 2014 roku. Od 2008 roku aktor grał tylko głosem postać komputerowej sztucznej inteligencji, J.A.R.V.I.S.-a. W 2016 roku został nominowany do nagrody Saturn w kategorii „Najlepszy aktor drugoplanowy”.

### Ultron
| Pojawił się              |
| ------------------------ |
| • Avengers: Czas Ultrona |

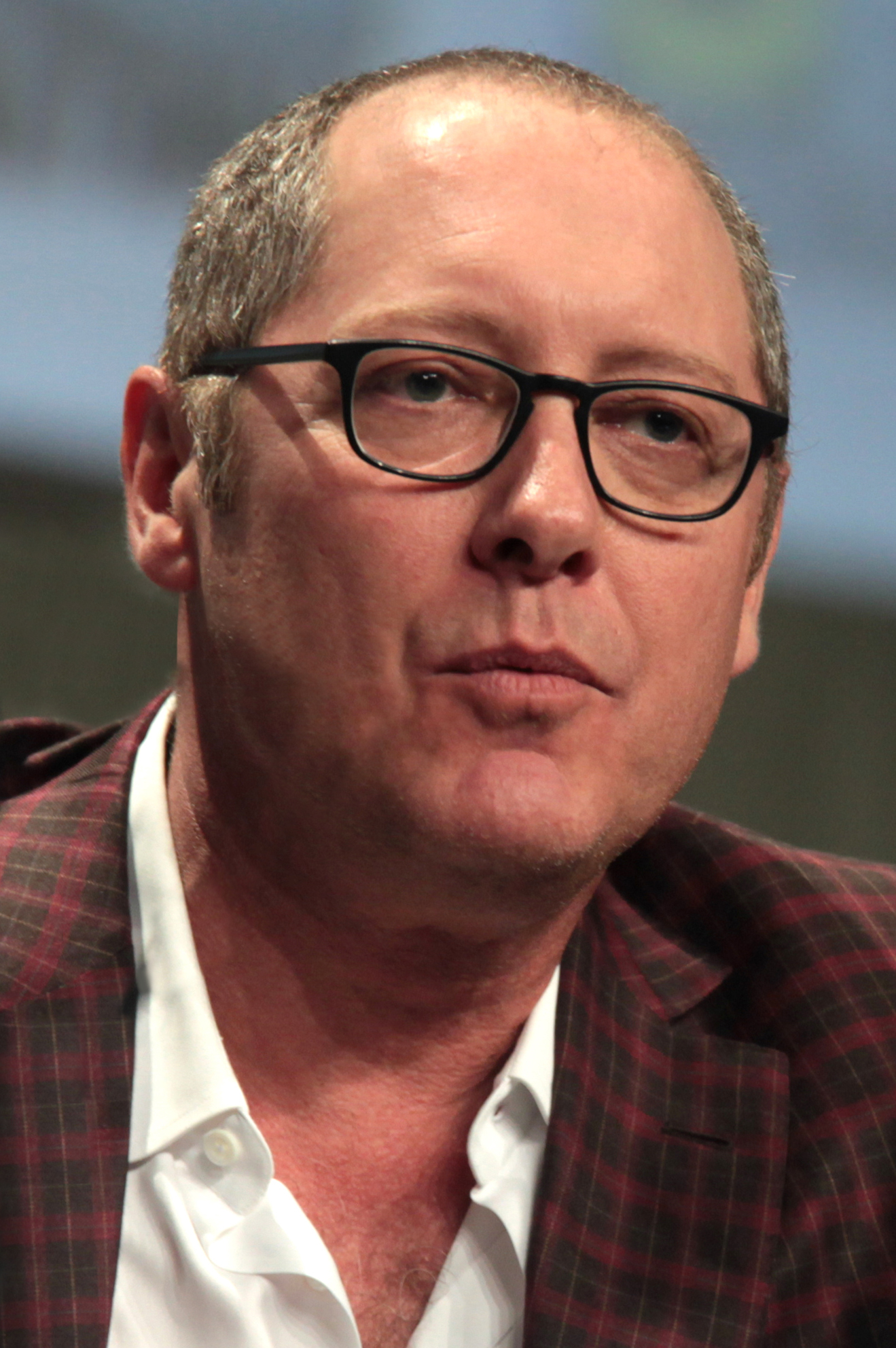
James Spader

Ultron (zagrany przez Jamesa Spadera) był androidem ze sztuczną inteligencją stworzoną przez Tony’ego Starka i Bruce’a Bannera z technologii odnalezionej w bazie Hydry w Sokowii. Został stworzony w celu ochrony Ziemi przed zagrożeniami, ale sam uznał ludzkość za jej największe zagrożenie i postanowił ją zniszczyć. Na swoją bazę Ultron wybrał bazę Hydry w Sokowii, przyłączyło się do niego rodzeństwo Wanda i Pietro Maximoff, których okłamał, że chce zniszczyć Avengers, a nie ludzkość. Zakupił od Ulyssesa Klaue’a vibranium i zmusił Helen Cho do stworzenia z niego nowego ciała. Kiedy wgrywał swoje oprogramowanie do nowego ciała, Wanda była w stanie czytać w jego umyśle i odkryła jego prawdziwy plan. Rodzeństwo postanowiło powstrzymać Ultrona. Pomimo iż nowe ciało zostało wykradzione przez Avengers, Ultron nadal realizował swój plan. Dzięki specjalnemu urządzeniu podniósł fragment Sokowii w powietrze, który miał uderzyć w Ziemię i spowodować zagładę. Plan został zniweczony przez Avengers, a Ultron został zabity przez Visiona .
Spader został obsadzony w roli postaci na podstawie komiksowego pierwowzoru w październiku 2013 roku. Aktor zagrał tę postać przy wykorzystaniu techniki motion capture. W komiksach Ultron został stworzony przez Hanka Pyma. Spader był nominowany w 2015 roku do Behind the Voice Actors Award w kategorii „Najlepsza główna rola głosowa w filmie fabularnym” i otrzymał nagrodę publiczności właśnie w tej kategorii. Natomiast w 2016 roku nominowany został do MTV Movie Award w dwóch kategoriach: „Najlepszy czarny charakter” i „Najlepsza kreacja wirtualna”.

### F.R.I.D.A.Y.
| Pojawiła się |  |
| --- |  |
| • Avengers: Czas Ultrona • Kapitan Ameryka: Wojna bohaterów • Spider-Man: Homecoming • Avengers: Wojna bez granic • Avengers: Koniec gry |  |

F.R.I.D.A.Y. (zagrana przez Kerry Condon) była komputerową sztuczną inteligencją stworzona przez Tony’ego Starka. Pełniła tę samą rolę, co poprzednio J.A.R.V.I.S., zarządzała ona posiadłością i zbrojami Starka .
W kwietniu 2015 ujawniono, że Condon użyczy głosu postaci.

### Ulysses Klaue
| Pojawił się                               |
| ----------------------------------------- |
| • Avengers: Czas Ultrona • Czarna Pantera |

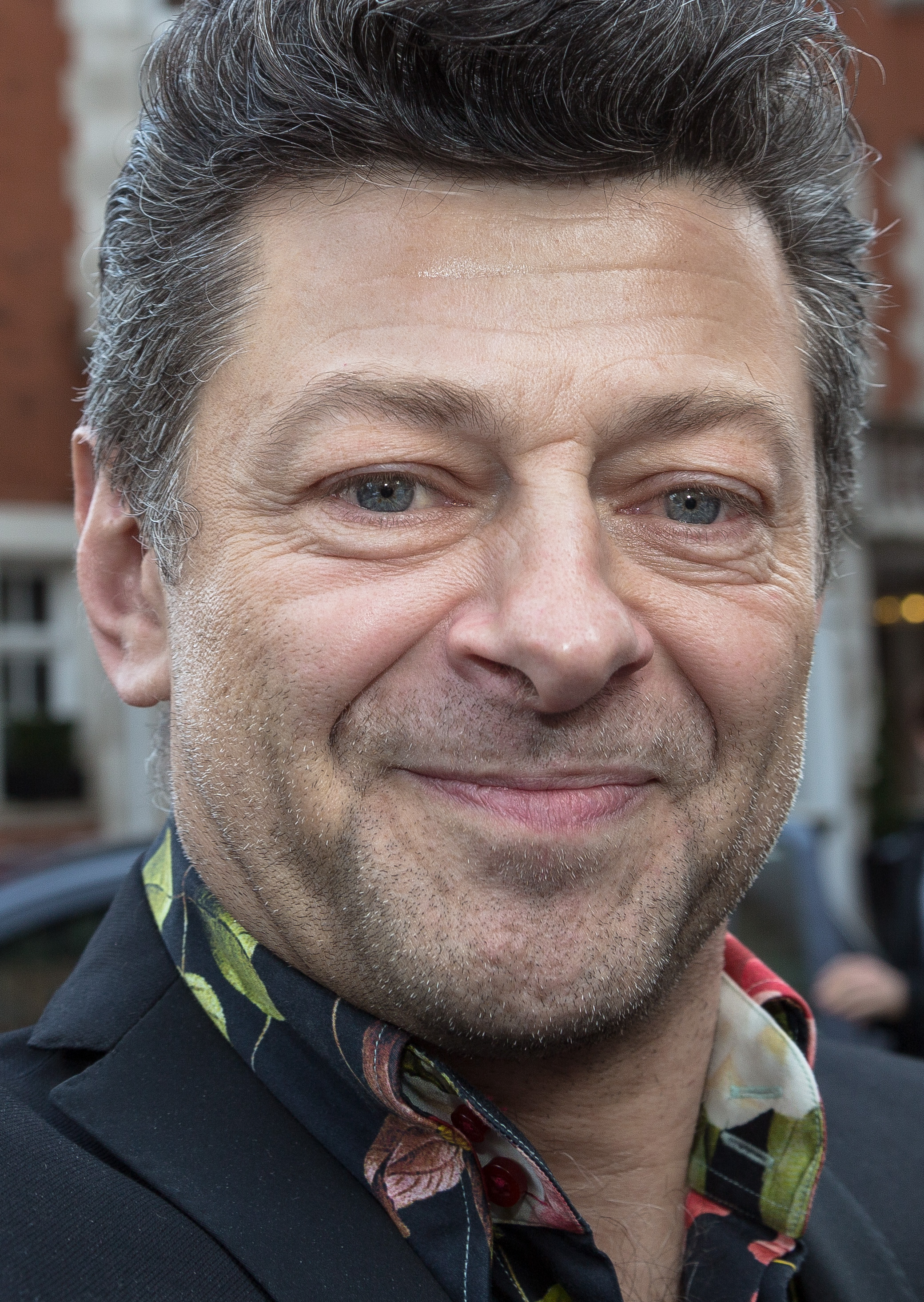
Andy Serkis

Ulysses Klaue (zagrany przez Andy’ego Serkisa) jest pochodzącym z Południowej Afryki przemytnikiem i handlarzem bronią na czarnym rynku. Klaue, współpracując z N’Jobu, bratem króla T’Chaki, wykradał duże ilości vibranium z Wakandy, ale został przyłapany, za to naznaczono go tatuażem ze słowem „złodziej” po wakandzku. Podczas jednej z kradzieży zabił rodziców W’Kabiego. Później zaczął zarządzać na złomowisku w Południowej Afryce, gdzie odwiedził go Ultron, który zakupił od niego vibranium za miliardy dolarów. Po transakcji Ultron pozbawił go ręki za porównanie go do Starka. Klaue uciekł, kiedy na miejscu pojawili się Avengers i polecił swoim ludziom ich zabić .
Później rozpoczął współpracę z synem N’Jobu, Erikiem Stevensem, z którym wykradł fragment vibranium z muzeum w Londynie, aby sprzedać je na czarnym rynku. Podczas próby sprzedaży został złapany przez T’Challę i agenta Everetta K. Rossa. Podczas przesłuchania został uwolniony przez Stevensa, a następnie przez niego zastrzelony. Stevens wykorzystał ciało Klaue’a, aby dostać się do Wakandy.
W kwietniu 2015 roku ujawniono, że Serkis zagra postać na podstawie komiksowego pierwowzoru. W komiksach postać miała na nazwisko Klaw, był on naukowcem i jednym z głównych wrogów T’Challi 

### Laura Barton
| Pojawiła się                                              |
| --------------------------------------------------------- |
| • Avengers: Czas Ultrona • Avengers: Koniec gry • Hawkeye |

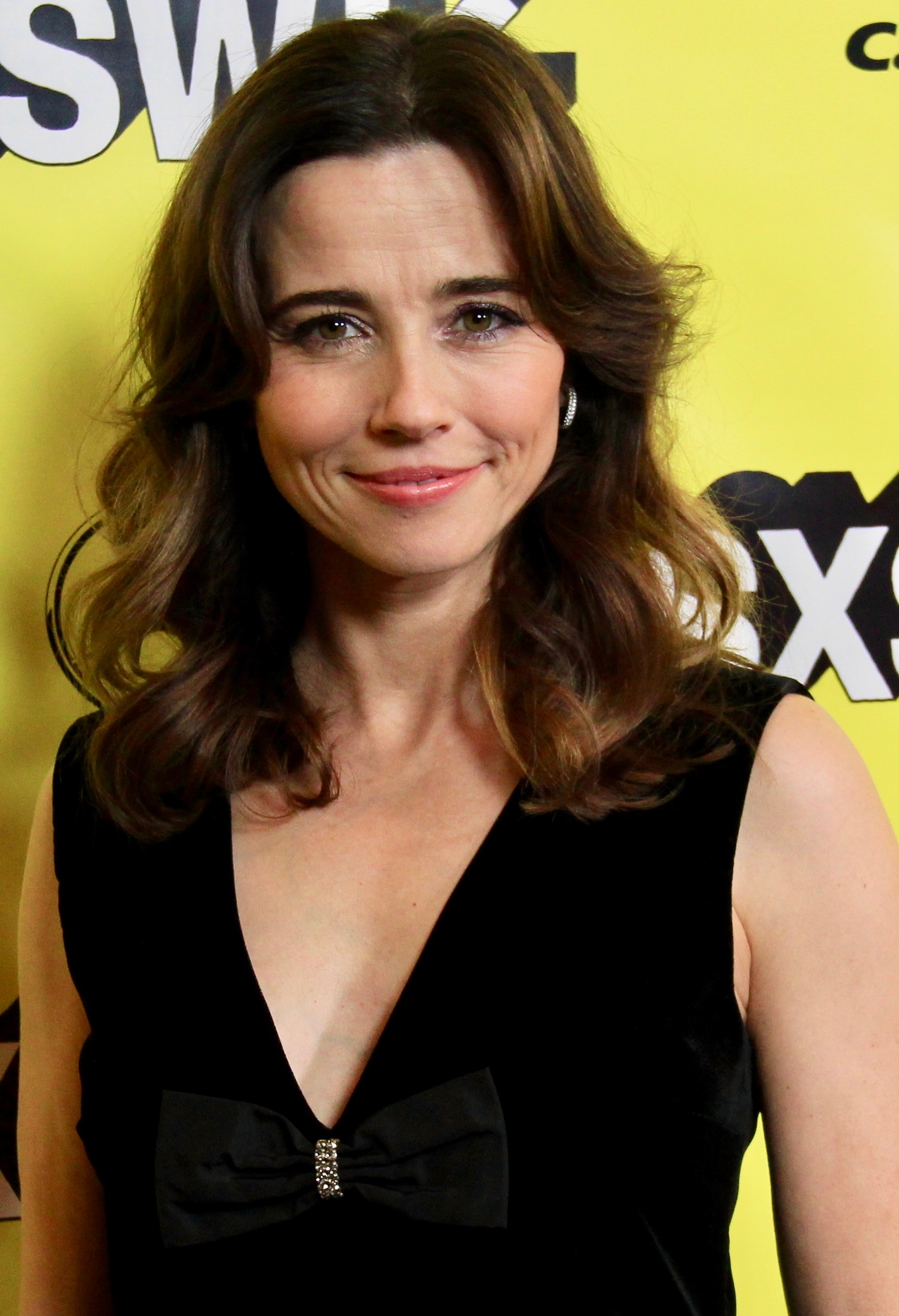
Linda Cardellini

Laura Barton (zagrana przez Lindę Cardellini) jest żoną Clinta Bartona. Znalazła się w gronie tych, którzy zniknęli po pstryknięciu palcami przez Thanosa. Po pięciu latach powróciła po pstryknięciu dokonanym przez Bruce’a Bannera. Uczestniczyła w pogrzebie Tony’ego Starka.
W maju 2015 roku ujawniono, że Cardellini została obsadzona w roli. 

### Cooper, Lila i Nathaniel Barton
| Pojawiła się                                              |  |
| --------------------------------------------------------- |  |
| • Avengers: Czas Ultrona • Avengers: Koniec gry • Hawkeye |  |

Cooper Barton (zagrany przez Bena Sakamoto), Lila Barton (zagrana przez Imogen i Isabellę Poynton oraz Avę Russo) i Nathaniel Barton (zagrany przez Jaidena Stafforda i Cade’a Woodwarda) są dziećmi Laury i Clinta Bartonów. Znaleźli się w gronie tych, którzy zniknęli po pstryknięciu palcami przez Thanosa. Po pięciu latach powrócili po pstryknięciu dokonanym przez Bruce’a Bannera. Uczestniczyli z rodzicami w pogrzebie Tony’ego Starka.
Sakamoto wcielił się w postać Coopera w obu filmach, natomiast siostry Poynton zagrały młodszą Lilę, a Stafford zagrał Nathaniela jako noworodka. Córka współreżysera Avengers: Koniec gry, Joe Russo, Ava zagrała starszą Lilę, a Woodward zagrał starszego Nathaniela.

## Przedstawieni w filmieAnt-Man

### Scott Lang / Ant-Man
| Pojawił się |  |
| --- |  |
| • Ant-Man • Kapitan Ameryka: Wojna bohaterów • WHiH NewsFront • Ant-Man i Osa • Avengers: Koniec gry • Ant-Man i Osa: Kwantomania |  |

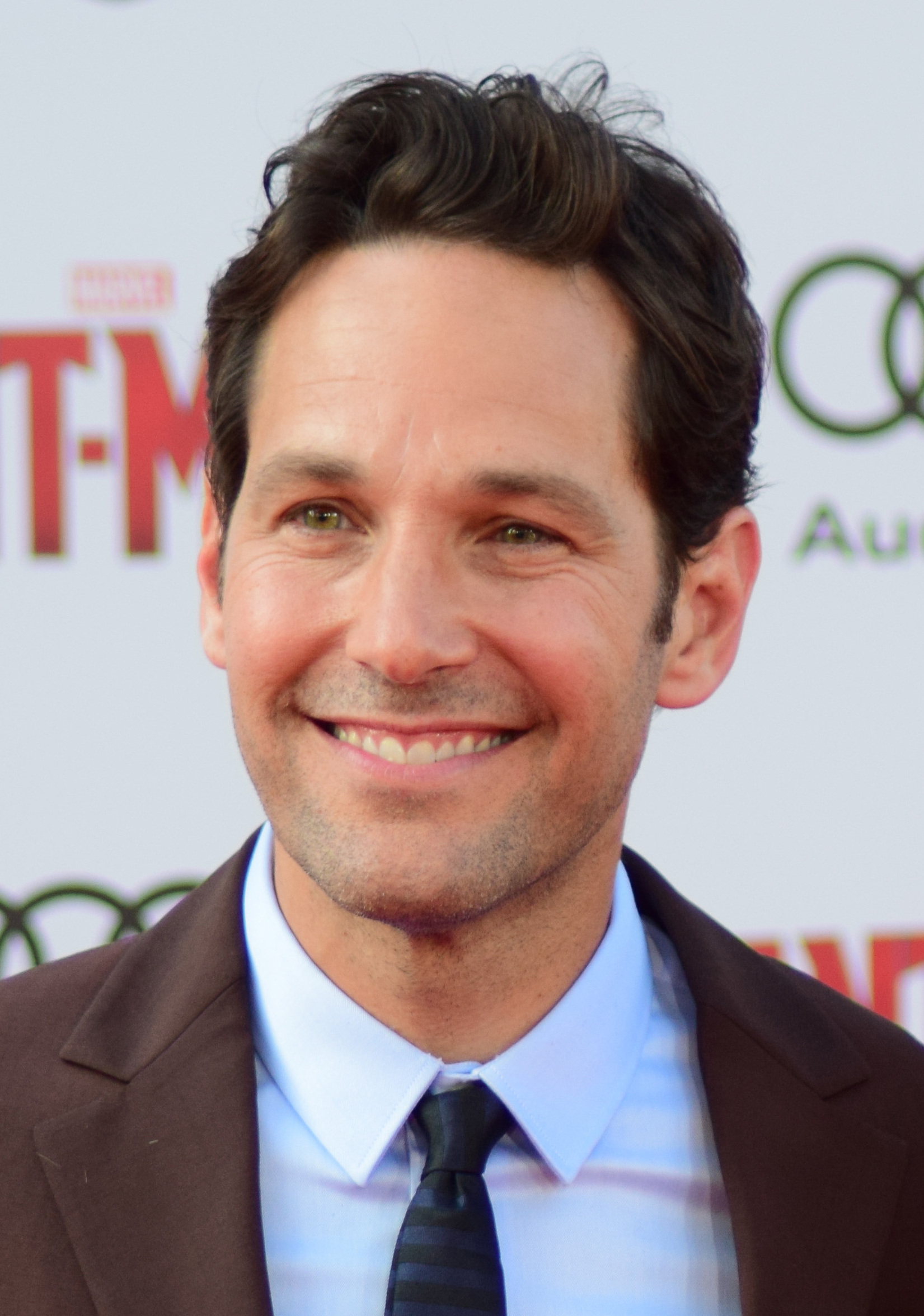
Paul Rudd

Scott Lang (zagrany przez Paula Rudda) jest inżynierem elektrykiem. Ma córkę Cassie z byłą żoną Maggie. Lang spędził w więzieniu 3 lata za okradzenie swojego byłego pracodawcy, firmy Vista Corp po tym, jak odkrył, że firma ta okrada swoich klientów. Po wyjściu z więzienia miał problem ze znalezieniem pracy, która była konieczna, aby mógł utrzymywać kontakt z córką. Przez to za namową kolegi Luisa podejmuje się kolejnej kradzieży w domu założyciela Pym Technologies, Hanka Pyma. Po włamaniu do posiadłości Lang odnalazł jedynie dziwny kostium, który z ciekawości w domu przetestował. Okazało się, że dzięki niemu może zmniejszyć się do rozmiaru insekta. Kiedy wystraszony Lang postanowił zwrócić kostium do posiadłości Pyma został aresztowany. Z aresztu wydostał się dzięki Pymowi, który pozostawił mu kostium.

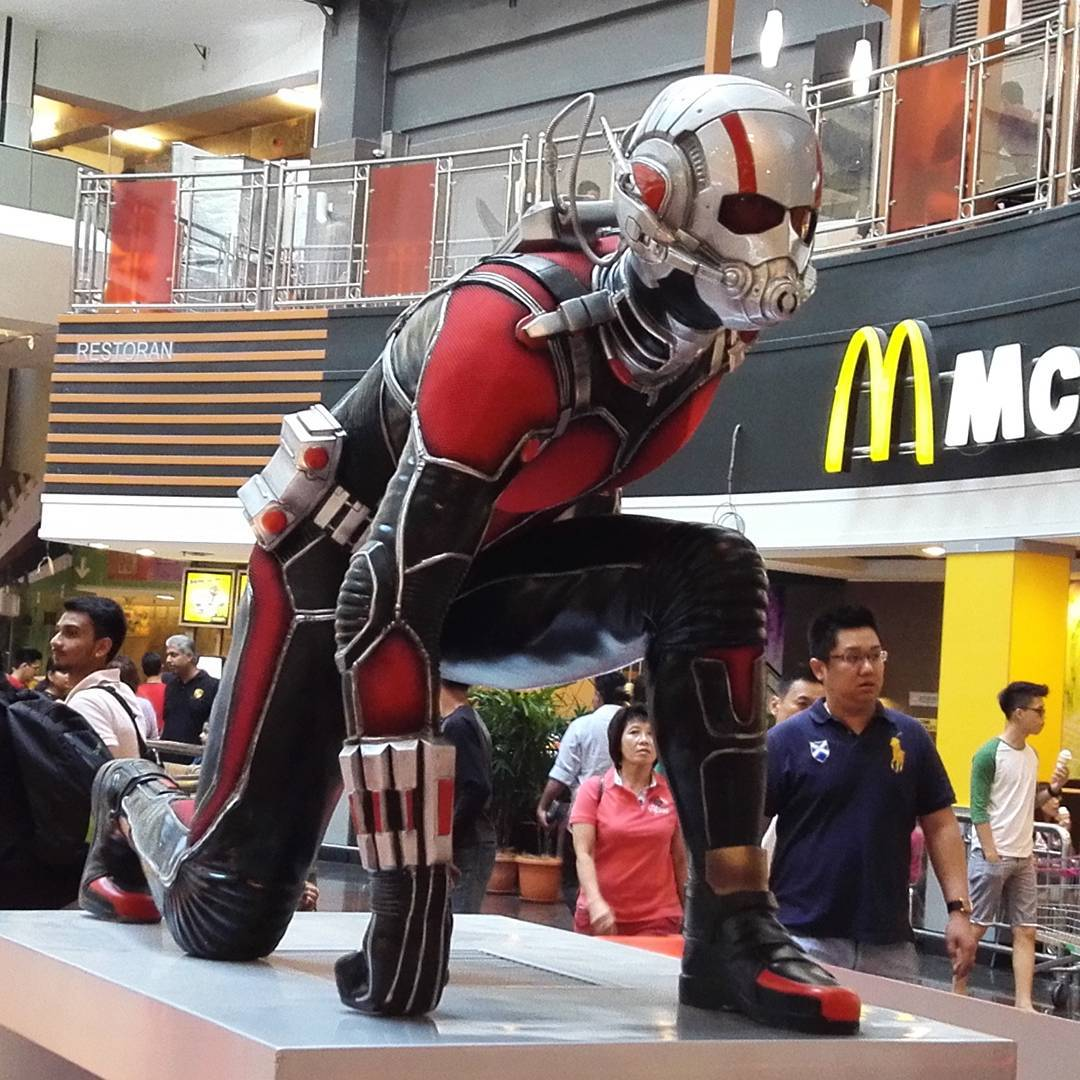
Figura przedstawiająca filmowego Ant-Mana

Następnie Lang trafił do posiadłości Pyma, gdzie Pym poinformował go, że obserwował go od dłuższego czasu i potrzebuje jego pomocy w powstrzymaniu obecnego prezesa Pym Technologies Darrena Crossa przed odtworzeniem technologii zmniejszania, którą Cross chce wykorzystać do celów wojskowych. Pym i jego córka Hope Van Dyne nauczyli go korzystać z kombinezonu oraz komunikowania z mrówkami. Do całej operacji było potrzebne urządzenie, które znajdowało się w siedzibie Avengers, gdzie Lang musiał walczyć z Samem Wilsonem. Do pomocy przy operacji Lang zwerbował również kolegów: Luisa, Dave’a i Kurta. Po włamaniu się do Pym Technologies Langowi udało się zamontować urządzenie detonujące, jednak został schwytany przez Crossa. Po uwolnieniu się rozpoczęła się walka między nim a uciekającym Crossem, która ostatecznie przeniosła się do domu byłej żony Langa, w którym Cross wziął za zakładniczkę Cassie. Langowi udało się jednak pokonać Crossa poprzez uszkodzenie jego kostium Yellowjacket, co spowodowało jego nieskończone się zmniejszanie .
Po jakimś czasie zostaje poproszony o pomoc przez Willsona i Steve’a Rogersa, gdzie Lang stanął po ich stronie sprzeciwiając się rejestracji. Wziął udział w walce na lotnisku w Lipsku, podczas której się powiększył do rozmiarów olbrzyma. Po wszystkim został aresztowany i osadzony wraz z innymi w więzieniu Raft, jednak został stamtąd uwolniony przez Rogersa . Poszedł na układ z rządem Stanów Zjednoczonych, wskutek czego został zobowiązany do odbycia kary w areszcie domowym trwającym 2 lata. Oficerem odpowiedzialnym za monitorowanie jego aresztu był agent FBI, Jimmy Woo. Ponadto Lang miał zakaz komunikacji z poszukiwanymi przez władze, Hankiem Pymem i Hope Van Dyne. Podczas aresztu Lang założył razem z Luisem, Dave’em i Kurtem firmę zajmującą się zabezpieczeniami antywłamaniowymi.
Trzy dni przed końcem aresztu miał dziwny sen, w którym zobaczył Janet Van Dyne, żonę Pyma i matkę Hope. Postanowił skontaktować się z Pymem, nagrywając się na jego poczcie głosowej. Odwiedziła go Hope, która uprowadziła go z domowego aresztu i zaprowadziła do przenośnego laboratorium Pyma. Pym i Hope pracowali nad sposobem sprowadzenia Janet z wymiaru kwantowego, a Lang, któremu udało się z niego wrócić miał być do tego kluczem. Poza tym Pym wierzył, że żona poprzez sen Langa, próbowała wysłać do nich wiadomość. W laboratorium Janet przejęła na chwilę ciało Langa, aby skontaktować się z mężem i córką. Lang musiał pomóc Pymowi i Hope zmierzyć się z cierpiącą na niematerialność Avą Starr, próbującym jej pomóc byłym kolegą Pyma z czasów T.A.R.C.Z.Y., Billem Fosterem, który planował wykorzystać energię Janet Van Dyne do wyleczenia Starr oraz z przestępcą Sonnym Burchem, który za wszelką cenę chciał dostać się do technologii znajdującej się w laboratorium Pyma. Po uwolnieniu Janet Van Dyne z wymiaru kwantowego związał się ponownie z Hope, a między innymi przy pomocy córki Langa, Cassie, udało się ukryć zaangażowanie w całą sprawę przez agentem Woo. Po zakończeniu aresztu, Lang pomógł Pymowi, Janet i Hope. Udał się do wymiaru kwantowego, z którego miał zebrać energię kwantową. Jednak tuż przed wydostaniem go z niego, Pym, Janet i Hope zniknęli po pstryknięciu palcami przez Thanosa pozostawiając Langa uwięzionego w wymiarze kwantowym.
Lang został uznany za jedną z ofiar Thanosa. Po pięciu latach za sprawą przypadku powraca z wymiaru kwantowego. Okazuje się, że czas, jaki tam spędził był dla niego nie pięcioma latami, a pięcioma godzinami. Kiedy odkrył, co stało, trafił na tablice z wymazanymi przez Thanosa i sprawdził, czy nie ma na nich Cassie. Nie znalazł na nich swojej córki lecz siebie. Udał się do mieszkania byłej żony, gdzie zastał pięć lat starszą Cassie. Później pojawił się przed bazą Avengers, gdzie opowiedział Romanow i Rogersowi o tym, co się stało i że dzięki wymiarowi kwantowemu mogą podróżować w czasie. Wspólnie proszą Tony’ego Starka o pomoc, jednak ten początkowo odmawia. Próby Bruce’a Bannera kończyły się niepowodzeniem, a Stark jednak postanowił zmienić zdanie i opracował sposób na podróże w czasie. Dzielą się oni na drużyny, których celem jest pozyskanie Kamieni Nieskończoności z przeszłości i odtworzenie Rękawicy, dzięki czemu będą mogli odwrócić zagładę Thanosa. Lang wyrusza razem ze Starkiem, Rogersem i Bannerem do Nowego Jorku w 2012 roku podczas bitwy z Chitauri, gdzie w tym czasie znajdują się trzy z Kamieni: Czasu, Przestrzeni i Umysłu. Udaje im się ostatecznie pozyskać wszystkie Kamienie i powrócić do 2023 oraz odwrócić działanie Thanosa wskutek pstryknięcia palcami Bannera. Wziął udział w ostatecznej bitwie z Thanosem z przeszłości nad jeziorem przy bazie Avengers, podczas której został on pokonany oraz później uczestniczył w pogrzebie Starka.
Rudd został obsadzony w roli postaci na podstawie komiksowego pierwowzoru w grudniu 2013 roku. Aktor podpisał kontrakt na pięć filmów. Za tę rolę został nominowany w kategorii „Najlepszy aktor” w 2015 roku do Teen Choice Award oraz w 2016 roku do Critics’ Choice Award i nagrody Saturn. W 2016 roku został również nominowany w kategorii „Najlepszy bohater” do MTV Movie Award.

### Hope Van Dyne / Osa
| Pojawiła się                                                                  |  |
| ----------------------------------------------------------------------------- |  |
| • Ant-Man • Ant-Man i Osa • Avengers: Koniec gry • Ant-Man i Osa: Kwantomania |  |

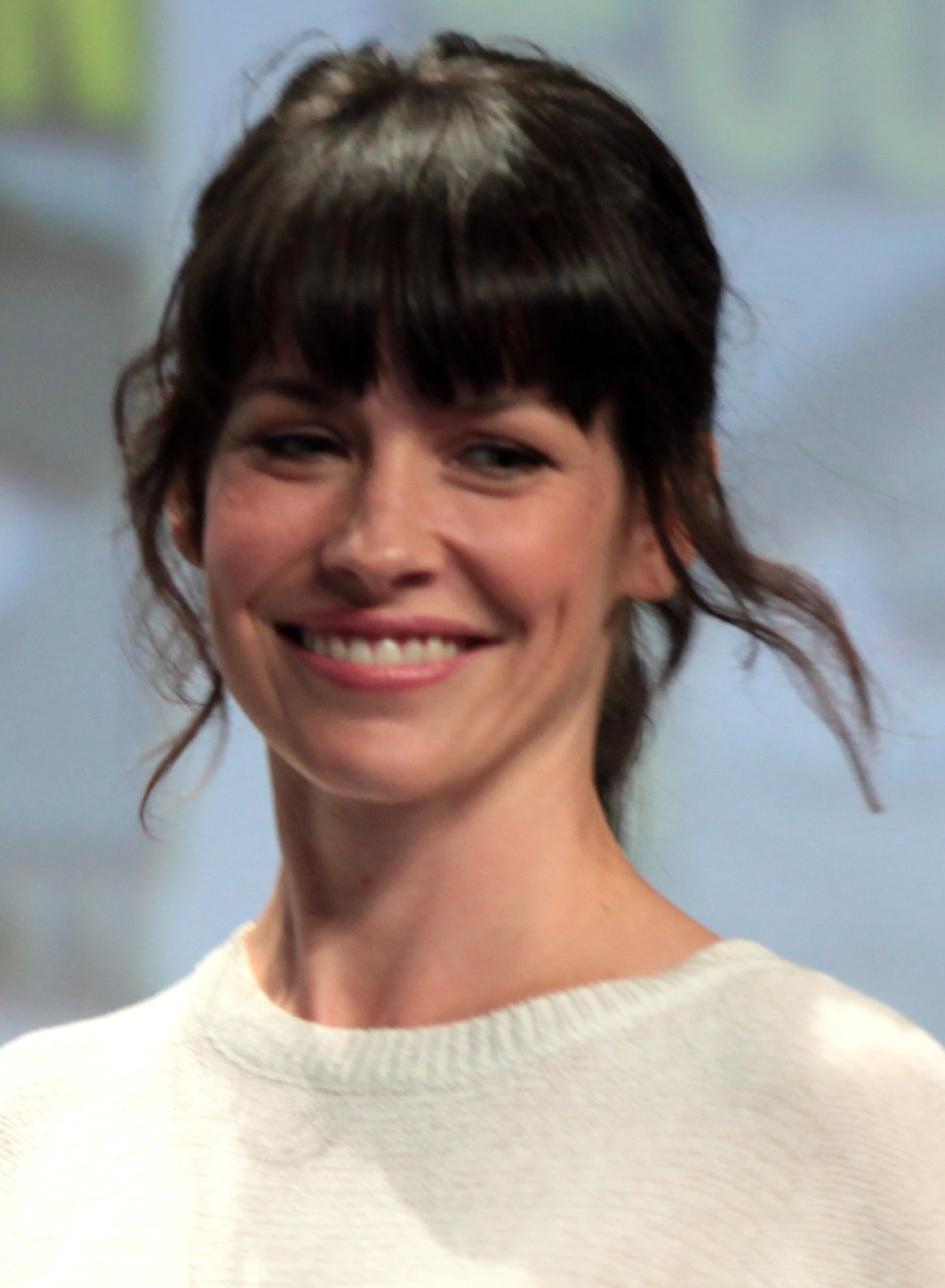
Evangeline Lilly

Hope Van Dyne (zagrana przez Evangeline Lilly) jest córką Hanka Pyma i Janet Van Dyne. Po śmierci matki jej relacje z ojcem się bardzo rozluźniły, a Van Dyne poparła protegowanego ojca, Darrena Crossa, jako nowego prezesa Pym Technologies. Kiedy odkryła, że Cross jest bliski odtworzenia technologii zmniejszenia, odkrytej przez jej ojca, zwróciła się do Pyma, gdzie wspólnie obmyślili plan zniszczenia planów Crossa. Van Dyne nie była entuzjastycznie nastawiona do zaangażowania Scotta Langa w plany ojca, ale ostatecznie, po ujawnieniu prawdy o śmierci matki, wsparła Pyma i pomogła mu w szkoleniu Langa w umiejętności posługiwania się kostiumem Ant-Mana i komunikacji z mrówkami. Wspólnie z ojcem i Langiem wzięła udział w operacji powstrzymania Crossa. Między nią i Langiem nawiązał się romans, a Pym zdecydował się pokazać prototyp nowego kostiumu Osy, który ma używać . Po tych wydarzeniach ona i jej ojciec rozpoczęli również pracę nad sprowadzeniem jej matki Janet z wymiaru kwantowego, po tym jak Langowi udało się z niego uciec. Z powodu udziału Langa w walkach na lotnisku w Berlinie zerwali z nim kontakt, a przez to, że byli poszukiwani przez władze, żyli w ukryciu.
Po kilku latach, kiedy Lang skontaktował się w sprawie snu, w Którym pojawiła się Janet, Hope uprowadziła go z aresztu domowego, wierząc razem z ojcem, że pomoże on im w odnalezieniu matki. Razem z Langiem musiała się zmierzyć się z cierpiącą na niematerialność Avą Starr, próbującym jej pomóc byłym kolegą Pyma z czasów T.A.R.C.Z.Y., Billem Fosterem, który planował wykorzystać energię Janet Van Dyne do wyleczenia Starr oraz z przestępcą Sonnym Burchem, który za wszelką cenę chciał dostać się do technologii znajdującej się w laboratorium Pyma. Po uwolnieniu matki z wymiaru kwantowego związała się ponownie z Langiem. Podczas podróży Langa do wymiaru kwantowego zniknęła razem z rodzicami po pstryknięciu palcami przez Thanosa pozostawiając Langa uwięzionego w tym wymiarze. Po pięciu latach powróciła po pstryknięciu dokonanym przez Bannera. Wzięła udział w ostatecznej bitwie z Thanosem z przeszłości nad jeziorem przy bazie Avengers, podczas której został on pokonany oraz później uczestniczyła w pogrzebie Tony’ego Starka.
Lilly została obsadzona w roli postaci na podstawie komiksowego pierwowzoru w lipcu 2014 roku. Aktorka za tę rolę została nominowana dwukrotnie w kategorii „Najlepsza aktorka”, w 2015 roku do Teen Choice Award i rok później do nagrody Saturn. W komiksach Hope nosiła nazwisko Pym i po śmierci rodziców stała się antagonistką posługującą się pseudonimem Red Queen, nie posługiwała się ona kostiumem Osa . Madeleine McGraw zagrała Hope jako dziecko.

### Darren Cross / Yellowjacket
| Pojawił się                |
| -------------------------- |
| • Ant-Man • WHiH NewsFront |

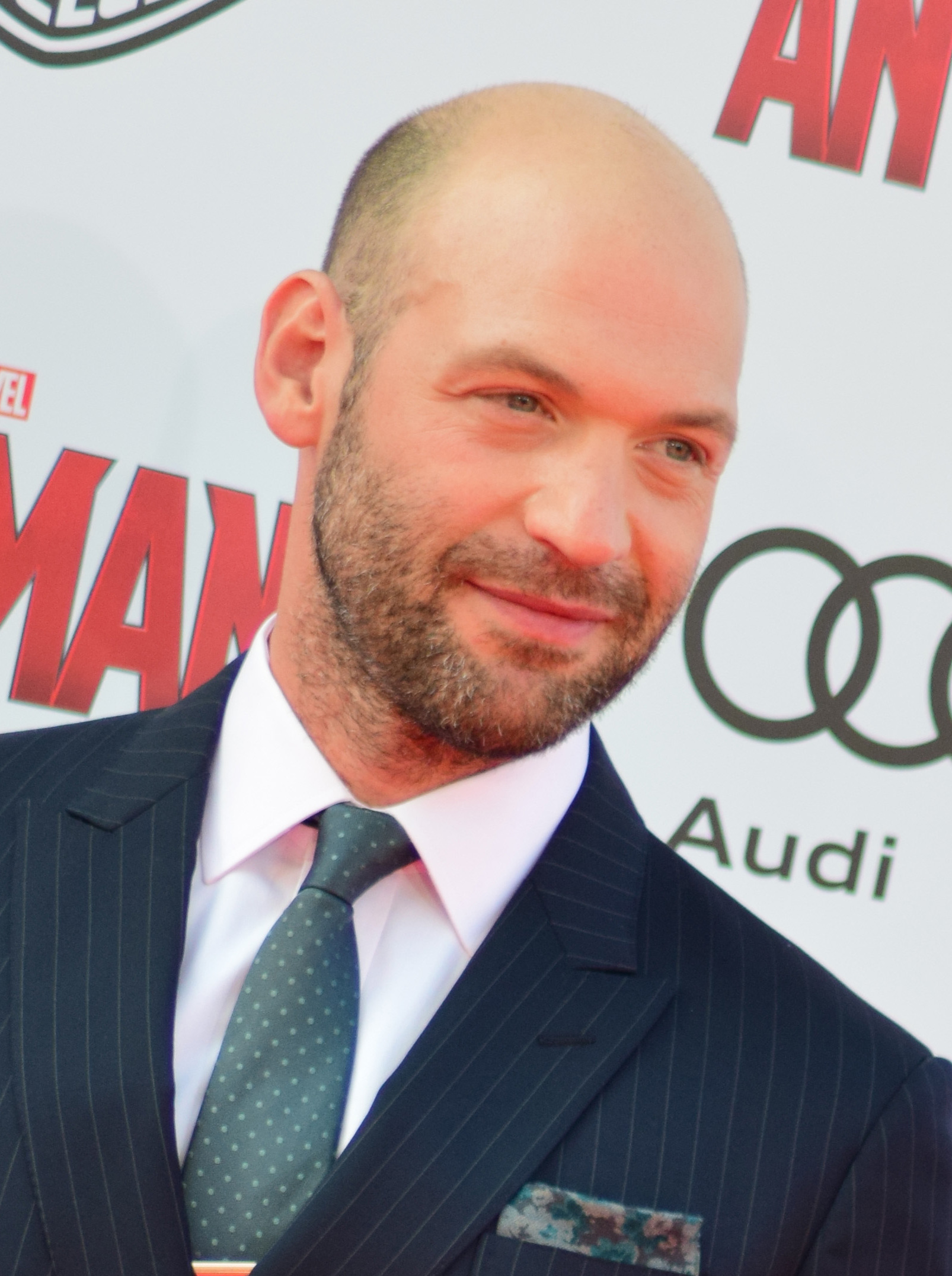
Corey Stoll

Darren Cross (zagrany przez Coreya Stolla) był protegowanym Hanka Pyma, który za poparciem jego córki Hope Van Dyne przejął jego spółkę, Pym Technologies. Jego pragnieniem było odtworzenie technologii zmniejszania, którą wynalazł jego mentor i wykorzystanie jej do celów wojskowych. Ostatecznie udało mu się odtworzyć tę technologię i stworzył kombinezon Yellowjacket, który planował sprzedać Hydrze. Został powstrzymany przez Van Dyne, Pyma i Scotta Langa. Cross porwał córkę Langa, Cassie. Ostatecznie po długiej walce został przez niego pokonany. Lang uszkodził jego kostium Yellowjacket, co spowodowało jego nieskończone się zmniejszanie .
Stoll został obsadzony w roli postaci na podstawie komiksowego pierwowzoru w lipcu 2014 roku. W komiksach pseudonimem „Yellowjacket” nie posługiwał się Cross, ale Hank Pym. Cross był biznesmenem, który po eksperymentalnym leczeniu zamienił się w zdeformowanego olbrzyma, który był zmuszony do kradzieży serc, aby przeżyć .

### James Paxton
| Pojawił się               |
| ------------------------- |
| • Ant-Man • Ant-Man i Osa |

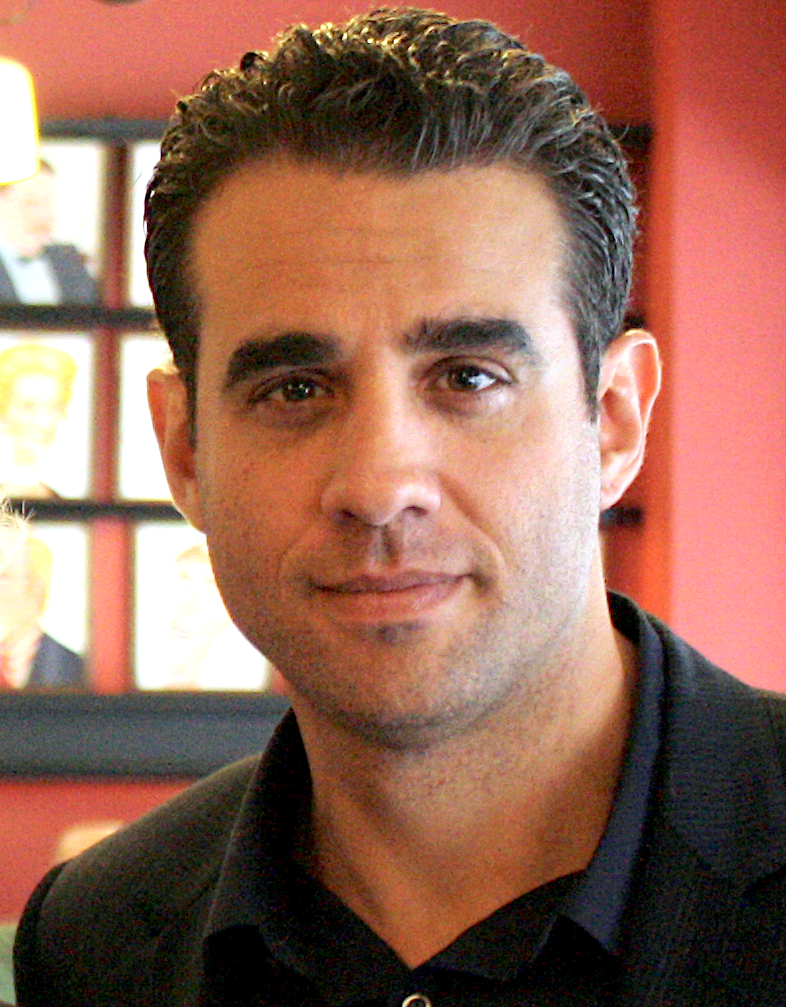
Bobby Cannavale

James Paxton (zagrany przez Bobby’ego Cannavale’a) jest policjantem z San Francisco, który jest mężem Maggie Paxton, byłej żony Scotta Langa. Jego parterem jest Gale. Nie pochwala kryminalnej przeszłości Langa oraz jego braku możliwości płacenia alimentów na córkę Cassie. Aresztował Langa, kiedy ten zwracał kombinezon do posiadłości Hanka Pyma. Kiedy Gale rozpoznał w Pymie „adwokata” Langa, który przybył tuż przed jego ucieczką z aresztu, postanowił go aresztować. Jednak został rozproszony przez Dave’a. Po wybuchu w Pym Technologies aresztował Langa, jednak kiedy otrzymał informację o tym, że Cassie została zakładniczką Darrena Crossa zajął się nią, a w tym czasie Lang pokonał Crossa. Po tych wydarzeniach Paxton pomógł oczyścić Langa z zarzutów przeciwko niemu . Paxton razem z żoną bardzo wspierali Langa podczas jego odbywania kary w areszcie domowym.
Cannavale został obsadzony w sierpniu 2014 roku. Jego postać jest inspirowana komiksową wersją Blake’a Burdicka, który był mężem Maggie Lang i policjantem .

### Luis, Dave i Kurt
| Pojawili się              |
| ------------------------- |
| • Ant-Man • Ant-Man i Osa |

Luis (zagrany przez Michaela Peñę), Dave (zagrany przez Tipa „T.I.” Harrisa) i Kurt (zagrany przez Davida Dastmalchiana) są drobnymi kryminalistami, którzy należą do ekipy Scotta Langa, która pomaga mu w powstrzymaniu Crossa. Luis jest kolegą Langa z celi, Dave jest kierowcą, a Kurt jest hakerem komputerowym. Po niepowodzeniach przy znalezieniu pracy przez Langa, Luis namówił go na wspólne włamanie do posiadłości Hanka Pyma. Pomogli Langowi, Pymowi i Hope Van Dyne w pokonaniu Darrena Crossa . Razem z Langiem założyli firmę zajmującą się zabezpieczeniami antywłamaniowymi. Pomogli ponownie jemu, Van Dyne i Pymowi, tym razem w pokonaniu cierpiącej na niematerialność Avę Starr, próbującego jej pomóc byłego kolegę Pyma z czasów T.A.R.C.Z.Y., Billa Fostera, który planował wykorzystać energię Janet Van Dyne do wyleczenia Starr oraz przestępcy Sonny’ego Burcha, który za wszelką cenę chciał dostać się do technologii znajdującej się w laboratorium Pyma.
Peña, Harris i Dastmalchian zostali oni obsadzeni w swoich rolach w sierpniu 2014 roku. Grane przez nich postaci zostały stworzone dla MCU.

### Gale
| Pojawił się |
| ----------- |
| • Ant-Man   |

Gale (zagrany przez Wodda Harrisa) jest oficerem policji z San Francisco i partnerem Jamesa Paxtona, który rozpoznał Hanka Pyma jako „adwokata” Scotta Langa . Harris został obsadzony w sierpniu 2014 roku.

### Maggie Paxton
| Pojawiła się              |
| ------------------------- |
| • Ant-Man • Ant-Man i Osa |

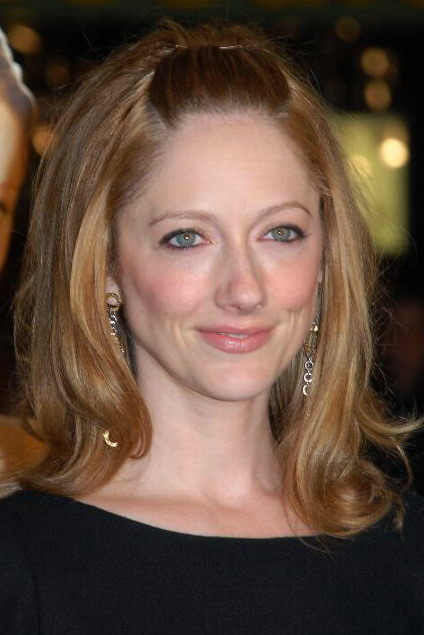
Judy Greer

Maggie Paxton (zagrana przez Judy Greer) jest byłą żoną Scotta Langa, z którym ma córkę Cassie. Rozwiodła się ze Scottem Langiem, kiedy ten odsiadywał wyrok za włamania do Vista Corp, pomimo iż ten wcześniej obiecywał, że skończy z przestępczą działalnością, kiedy urodzi się ich córka. Była zmuszona do wychowywania córki samotnie, do czasu kiedy poznała detektywa policji Jamesa Paxtona, z którym się zaręczyła, i poślubiła . Razem z mężem bardzo wspierała Langa podczas jego odbywania kary w areszcie domowym.
Greer została obsadzona w roli postaci na podstawie komiksowego pierwowzoru w sierpniu 2014 roku. W komiksach postać nosiła imię Peggy Rae i po rozwodzie z Langiem była żoną policjanta Blake’a Burdicka.

### Hank Pym
| Pojawił się                                                                   |  |
| ----------------------------------------------------------------------------- |  |
| • Ant-Man • Ant-Man i Osa • Avengers: Koniec gry • Ant-Man i Osa: Kwantomania |  |

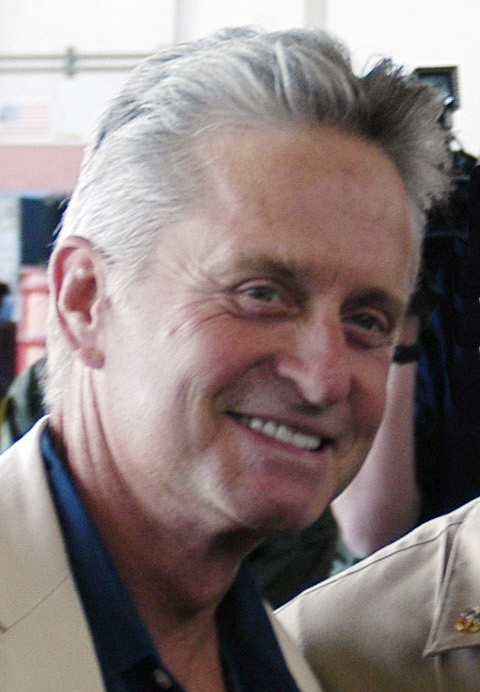
Michael Douglas

Hank Pym (zagrany przez Michaela Douglasa) jest biochemikiem, który wynalazł formułę pozwalającą na zmianę rozmiaru. Jego żoną jest Janet Van Dyne, z którą ma córkę Hope. Jest również twórcą urządzenia pozwalającego na komunikację z owadami oraz kostiumów Ant-Mana i Osy. Wskutek kradzieży przez sowieckich radykalistów we wschodnim Berlinie technologii zbrojeniowej T.A.R.C.Z.Y., został poproszony przez Howarda Starka o udostępnienie swojej technologii organizacji, w celu jej odzyskania. Pym stanowczo odmówił uznając ją za zbyt niebezpieczną, jednak za namową Peggy Carter podjął się samodzielnie misji w imieniu organizacji. Pym nadal kontynuował swoją współpracę z T.A.R.C.Z.Ą. jako agent w terenie i Ant-Man, współpracowała z nim jego żona jako Osa, która zaginęła w wymiarze kwantowym powstrzymując razem z mężem sowiecką bombę atomową. Po tym Pym odesłał swoją siedmioletnią córkę do szkoły z internatem. W 1989 roku odszedł z T.A.R.C.Z.Y. na znak protestu, kiedy organizacja rozpoczęła pracę nad odtworzeniem jego formuły. Pym, aby poświęcić się pracy nad wymiarem kwantowym założył firmę Pym Technologies. Jednak został odsunięty ze spółki przez swojego protegowanego Darrena Crossa, któremu pomogła jego córka, Hope. Kiedy okazało się, że Cross jest bliski odtworzenia formuły Pyma, zaniepokojona Hope poinformowała ojca. Pym podstępem zwerbował Scotta Langa, który przy użyciu kostiumu Ant-Mana miał mu pomóc w powstrzymaniu Crossa. Razem z Hope nauczył go korzystania z kombinezonu i komunikacji z mrówkami. Został postrzelony przez Crossa podczas prezentacji jego kostiumu Yellowjacket. Po pokonaniu Crossa przez Langa, proponuje Hope przejęcie po matce kostiumu Osy . Po tych wydarzeniach on i jego córka rozpoczęli również pracę nad sprowadzeniem jego żony Janet z wymiaru kwantowego, po tym jak Langowi udało się z niego uciec. Z powodu udziału Langa w walkach na lotnisku w Berlinie zerwali z nim kontakt, a przez to, że byli poszukiwani przez władze, żyli w ukryciu.
Po kilku latach, kiedy Lang skontaktował się w sprawie snu, w Którym pojawiła się Janet, Hope uprowadziła go z aresztu domowego, wierząc razem z ojcem, że pomoże on im w odnalezieniu matki. Razem z Hope i Langiem musiał się zmierzyć się z cierpiącą na niematerialność Avą Starr, próbującym jej pomóc byłym kolegą Pyma z czasów T.A.R.C.Z.Y., Billem Fosterem, który planował wykorzystać energię Janet Van Dyne do wyleczenia Starr oraz z przestępcą Sonnym Burchem, który za wszelką cenę chciał dostać się do technologii znajdującej się w laboratorium Pyma. Sam udał się do wymiaru kwantowego, z którego udało mu się wydostać żonę. Podczas podróży Langa do wymiaru kwantowego zniknął razem z żoną i córką po pstryknięciu palcami przez Thanosa, pozostawiając Langa uwięzionego w tym wymiarze. Po pięciu latach powrócił po pstryknięciu dokonanym przez Bannera. Uczestniczył w pogrzebie Tony’ego Starka.
Douglas został obsadzony w roli postaci na podstawie komiksowego pierwowzoru w styczniu 2014 roku. Za tę rolę został nominowany w 2016 roku w kategorii „Najlepszy aktor drugoplanowy” do Saturn. W komiksach Pym był założycielem Avengers i stworzył Ultrona. Dax Griffin posłużył jako dubler dla młodszej wersji postaci z retrospekcji w Ant-Man i Osa.

### Cassie Lang
| Pojawiła się                                                                  |  |
| ----------------------------------------------------------------------------- |  |
| • Ant-Man • Ant-Man i Osa • Avengers: Koniec gry • Ant-Man i Osa: Kwantomania |  |

Cassie Lang (zagrana przez Abby Ryder Fortson, Emmę Fuhrmann i Kathryn Newton) jest córką Scotta Langa i Maggie Paxton. Została zakładniczką Darrena Crossa, po uwolnieniu przez ojca, zajął się nią James Paxton, narzeczony jej matki, a w tym czasie Lang pokonał Crossa . Wspierała ojca podczas jego aresztu domowego, ale również zachęciła do pomocy Hankowi Pymowi i Hope Van Dyne. Po pięciu latach od zagłady Thanosa okazało się, że jej ojciec żyje, tylko był uwięziony w wymiarze kwantowym.
W lipcu 2015 roku ujawniono, że Fortson zagra córkę Langa. Fuhrmann zagrała starszą wersję postaci w Avengers: Koniec gry. W grudniu 2020 roku poinformowano, że Newton zagra Cassie w trzecim filmie o Ant-Manie.

### Janet Van Dyne / Osa
| Pojawiła się                                                                               |  |
| ------------------------------------------------------------------------------------------ |  |
| • Ant-Man (rola cameo) • Ant-Man i Osa • Avengers: Koniec gry • Ant-Man i Osa: Kwantomania |  |

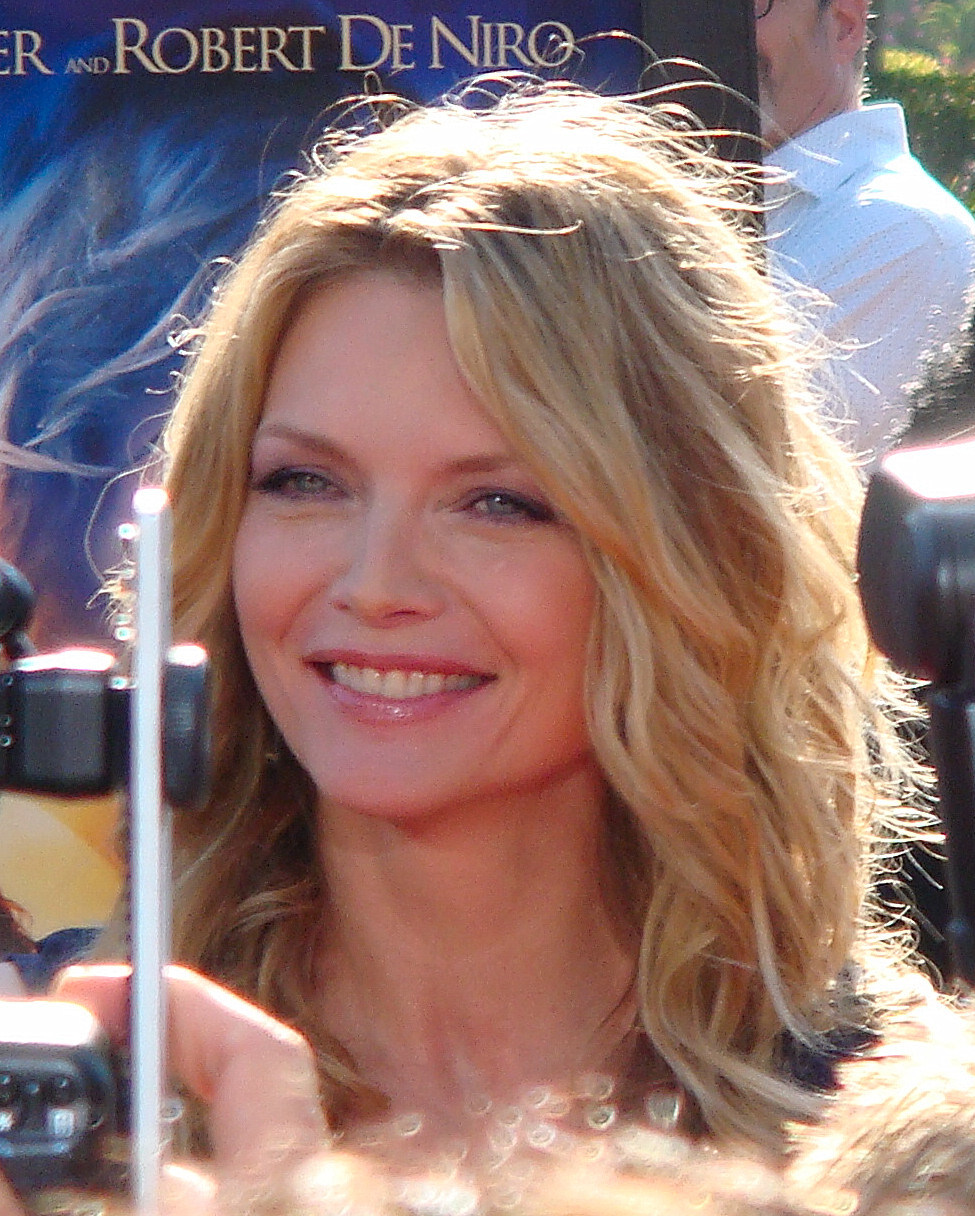
Michelle Pfeiffer

Janet Van Dyne (zagrana przez Michelle Pfeiffer i Hayley Lovitt) jest żoną Hanka Pyma i matką Hope. Razem z mężem pracowała dla T.A.R.C.Z.Y. pod pseudonimem Osa. Podczas jednej z w 1987 misji poświęciła się, detonując bombę wysłaną przez Związek Radziecki, przez, co została uwięziona w wymiarze kwantowym na ponad 30 lat . Tam nabyła zdolność manipulowania energią kwantową. Została ostatecznie wydostana z wymiaru kwantowego przez męża. Wykorzystując swoje zdolności pomogła Avie Starr, lecząc ją z jej niematerialności i towarzyszącemu jej bólowi. Podczas podróży Langa do wymiaru kwantowego zniknęła razem z mężem i córką po pstryknięciu palcami przez Thanosa, pozostawiając Langa uwięzionego w tym wymiarze. Po pięciu latach powróciła po pstryknięciu dokonanym przez Bannera. Uczestniczyła w pogrzebie Tony’ego Starka.
Pfeiffer została obsadzona w roli na podstawie komiksowego pierwowzoru w lipcu 2017 roku. Lovitt natomiast zagrała rolę cameo w Ant-Man oraz posłużyła jako dublerka dla młodszej wersji postaci z retrospekcji w Ant-Man i Osa.

## Przedstawieni w filmieKapitan Ameryka: Wojna bohaterów

### T’Challa / Czarna Pantera
| Pojawił się                                                                                             |  |
| --- |  |
| • Kapitan Ameryka: Wojna bohaterów • Czarna Pantera • Avengers: Wojna bez granic • Avengers: Koniec gry |  |

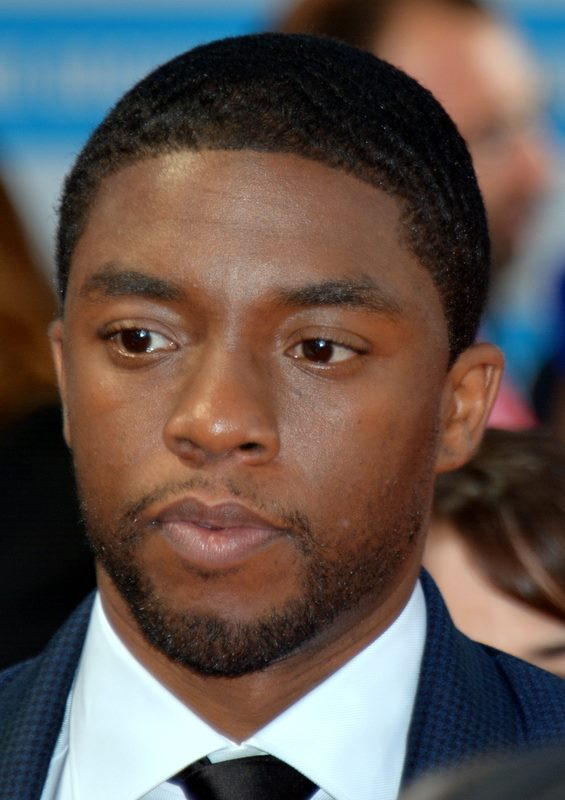
Chadwick Boseman

T’Challa (zagrany przez Chadwicka Bosemana) jest władcą królestwa Wakanda, który przyjął rolę opiekuna plemienia jako Czarna Pantera. Jego ojcem jest T’Chaka, a matką Ramonda. Ma młodszą siostrę Shuri. Po zamachu na siedzibę ONZ, w którym ginie jego ojciec, szuka zemsty na oskarżanym o ten zamach Jamesie Barnesie. Bierze udział w walce na lotnisku po stronie drużyny Tony’ego Starka. Po niej podąża za Rogersem i Barnesem na Syberię, gdzie dowiaduje się, że rzeczywistym sprawcą zamachu jest Helmut Zemo, którego T’Challa powstrzymuje przed popełnieniem samobójstwa i oddaje w ręce władz. Później udziela azylu Rogersowi i Barnesowi w Wakandzie .
Po tych wydarzeniach powrócił do Wakandy, aby prawnie objąć tron po zmarłym ojcu. W drodze do swojego kraju poprosił swoją dawną miłość, Nakię o obecność podczas jego koronacji. Podczas ceremonii został wyzwany na pojedynek o tron przez przywódcę górskiego plemienia Jabari, M’Baku. T’Challa wygrał pojedynek, oszczędził życie rywalowi i został ogłoszony królem Wakandy. Później brał udział w dalszych rytuałach, które polegały między innymi na zażyciu specjalnego ziela, które umożliwia rozmowę z przodkami. Razem z Nakią i Okoye brał udział w schwytaniu Ulyssesa Klaue’a w Korei Południowej. Obiecał dostarczenie Klaue’a do Wakandy swojemu przyjacielowi W’Kabiemu, którego rodzice zginęli z jego rąk, jednak Klaue zbiegł, a podczas jego ucieczki został zraniony Everett K. Ross. T’Challa podjął decyzję o zabraniu Rossa do Wakandy, uznając, że tylko dzięki swojej technologii jest on w stanie przeżyć. Został wyzwany na pojedynek o tron przez swojego kuzyna Erika Stevensa, w wyniku którego został strącony w przepaść i uznany za zmarłego. Został odnaleziony przez członków plemiona Jabari, a M’Baku nakazał obłożyć jego ciało lodem, aby zwiększyć jego szanse na przeżycie. Ramonda podała synowi wyciąg z ziela, dzięki któremu T’Challa się zregenerował. Razem z Shuri, Nakią i Rossem wyruszył odzyskać tron. Ostatecznie otrzymał wsparcie od M’Baku i jego plemienia oraz pokonał Stevensa i jego zwolenników. T’Challa podjął decyzję o otwarciu Wakandy na resztę świata, o czym poinformował na szczycie ONZ.
Po drugim ataku Dzieci Thanosa na Ziemię pojawili się w Wakandzie: Rogers, Bruce Banner, Natasza Romanow, James Rhodes, Vision, Wanda Maximoff i Sam Wilson, którzy szukali rozwiązania dla ochrony Visiona, który nosił na czole jeden z kamieni, który chciał zdobyć Thanos. Podczas, gdy Shuri próbowała zastąpić kamień, Wakanda została zaatakowana przez armię Thanosa. Podczas walki Thanos zdobył kamień z czoła Visiona, zabijając go. T’Challa znalazł się w gronie tych, którzy zniknęli po pstryknięciu palcem przez Thanosa. Po pięciu latach powrócił po pstryknięciu dokonanym przez Bannera. Wziął udział w ostatecznej bitwie z Thanosem z przeszłości nad jeziorem przy bazie Avengers, podczas której został on pokonany oraz później uczestniczył w pogrzebie Tony’ego Starka.
Boseman został obsadzony w roli postaci na podstawie komiksowego pierwowzoru w październiku 2014 roku. Jego kontrakt opiewał na 5 filmów. W 2016 roku został nominowany za tę rolę do nagrody Teen Choice Award w kategorii „Ulubiona postać kradnąca sceny” oraz w 2017 roku do nagrody Saturn w kategorii „Najlepszy aktor drugoplanowy”. Boseman miał powtórzyć swoją rolę w Czarna Pantera: Wakanda w moim sercu, jednak aktor zmarł 28 sierpnia 2020 roku wskutek choroby nowotworowej.

### Peter Parker / Spider-Man
| Pojawił się |  |
| --- |  |
| • Kapitan Ameryka: Wojna bohaterów • Spider-Man: Homecoming • Avengers: Wojna bez granic • Avengers: Koniec gry • Spider-Man: Daleko od domu • Spider-Man: Bez drogi do domu |  |

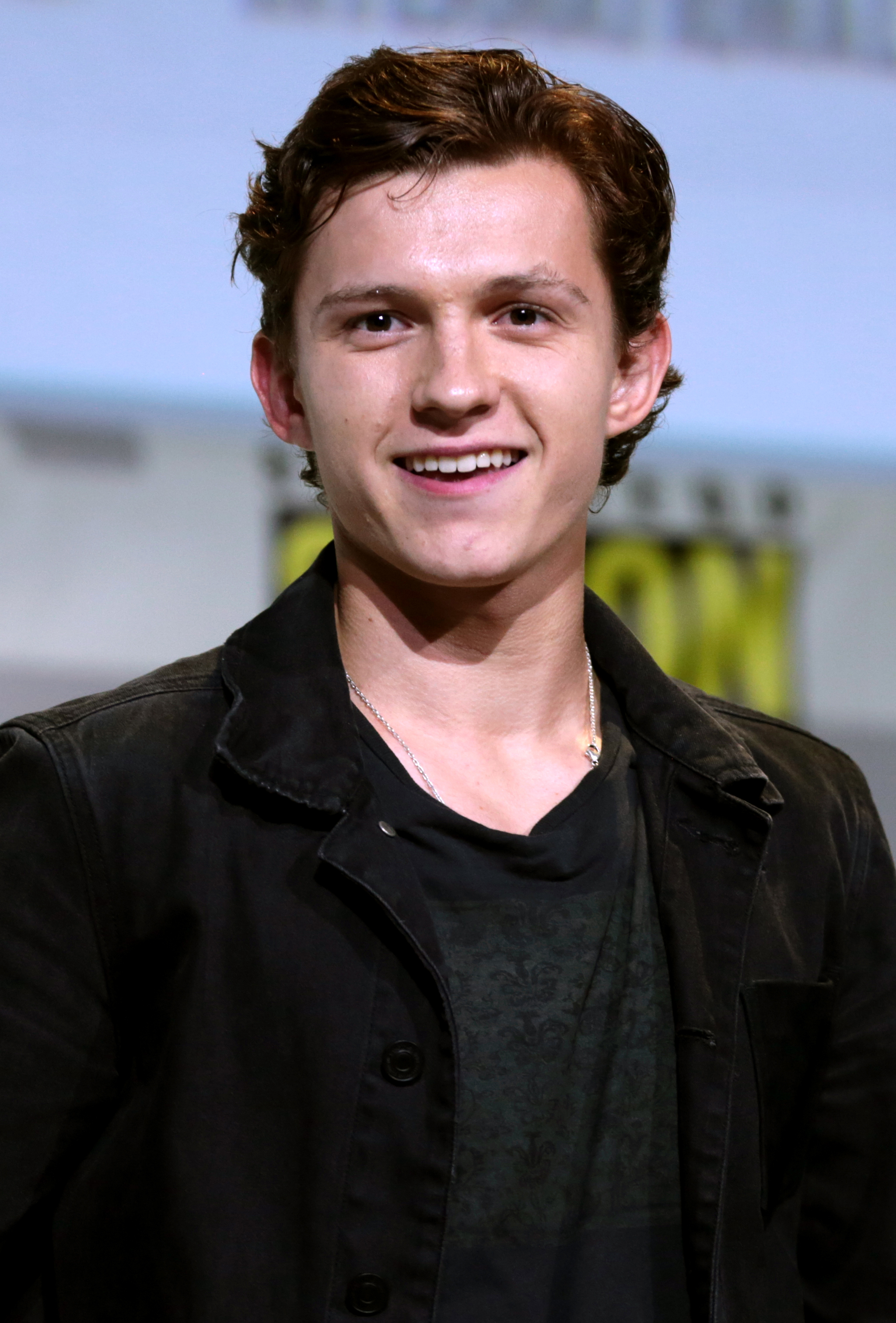
Tom Holland

Peter Parker (zagrany przez Toma Hollanda) jest nastolatkiem, który posiada pajęcze zdolności, dzięki którym walczy z przestępczością Nowego Jorku. Wychowuje go ciocia May. Został zwerbowany przez Tony’ego Starka jako sekretna broń do frakcji popierającej rejestrację, w wyniku czego wziął udział w walce na lotnisku .
Po tych wydarzeniach Parker powrócił do nauki w szkole, jednak zrezygnował z drużyny akademickiego dziesięcioboju, aby poświęcać więcej czasu na zwalczanie przestępczości jako Spider-Man. Odkrył on zorganizowaną grupę przestępczą kierowaną przez Adriana Toomesa, która zajmuje się produkcją zaawansowanej technologicznie broni. Jego działania cały czas były monitorowane przez Starka i Happy’ego Hogana. Kiedy jego szkolny przyjaciel Ned Leeds odkrył, że Parker jest Spider-Manem, zaczął mu pomagać przy analizie fragmentu broni pozostawionej przez handlarzy. Stark poprosił go o pozostawienie tej sprawy i skoncentrowanie się na drobnych przestępcach i pomocy ludziom. Jednak Parker postanowił zlekceważyć prośbę Starka. Dalsze dochodzenie doprowadza go do Maryland. Parker powrócił do drużyny akademickiej, aby pojechać z nimi na międzystanowy turniej do Waszyngtonu. Tam Parker i Leeds wyłączyli urządzenie monitorujące w kombinezonie i aktywowali jego pełne możliwości. Kiedy Parker usiłował powstrzymać Toomesa przed kradzieżą ciężarówki należącej do departamentu Damage Control, został w niej uwięziony. Odkrył, że fragment broni jest ładunkiem wybuchowym, który powoduje wybuch w Pomniku Waszyngtona, gdzie przebywali uwięzieni w niestabilnej windzie Leeds i pozostali jego koledzy z drużyny. Parkerowi udaje ich się uratować. Ponownie w Nowym Jorku, Parker dowiedział się od Aarona Davisa, gdzie odnaleźć Toomesa. Davis poinformował go o transakcji na promie Staten Island. W wyniku walki z Parkerem, Toomes uszkodził prom zmuszając Parkera do ratowania cywilów. Z pomocą Parkerowi przybył Stark. Po uratowaniu pasażerów Stark odebrał mu kombinezon za lekkomyślne postępowanie Parkera.
Parker zaprosił Liz na bal na zakończenie roku. Kiedy w dzień balu przyjechał po nią do domu okazało się, że jest ona córką Toomesa. Toomes odkrył, że Parker to Spider-Man i zagroził mu, aby nie wtrącał się w jego plany. Parker podczas tańca z Liz uświadomił sobie, że Toomes zamierza przejąć samolot z transportem z Avengers Tower. Używając swojego starego kombinezonu domowej roboty postanowił powstrzymać Toomesa. Podczas walki z Toomesem ostatecznie uratował go przed wybuchem samolotu i pozostawił policji wraz z zabezpieczonym ładunkiem samolotu. Stark w uznaniu zaprosił go do drużyny Avengers. Parker jednak odmówił, a Stark oddał mu jego kombinezon. Po powrocie do domu ciocia May odkryła jego tajną tożsamość.
Jakiś czas później Parker podczas podróży szkolnym autobusem zauważył statek kosmiczny nad Nowym Jorkiem. Poprosił Leedsa o odwrócenie uwagi szkolnych kolegów, a sam wydostał się z autobusu i wyruszył sprawdzić, co się dzieje. Pomógł Starkowi, Wongowi i Stephenowi Strange’owi w walce z Ebony Mawem i Cull Obsidianem. Kiedy Strange zostaje zabrany przez Ebony Mawa na statek kosmiczny i odlatuje, Parker rusza za nim, ale w związku z wysokością zaczął tracić oddech. Uratował go Stark wysyłając do Parkera kombinezon Iron-Spider. Parkerowi i Starkowi udało się uratować Strange’a i pokonać Ebony Mawa, jednak cała trójka rozbija się na planecie Tytan. Tam spotykają Petera Quilla, Mantis i Draxa, z którymi początkowo walczą biorąc ich za sojuszników Thanosa. Jednak potem wspólnie stanęli do walki z Thanosem w celu obrony Kamienia Czasu i odebrania mu Rękawicy Nieskończoności. Ostatecznie walkę tę przegrali, a Strange oddał Kamień Thanosowi. Parker zniknął po pstryknięciu palcami przez Thanosa. Po pięciu latach powrócił po pstryknięciu dokonanym przez Bannera. Wziął udział w ostatecznej bitwie z Thanosem z przeszłości nad jeziorem przy bazie Avengers, podczas której został on pokonany oraz później uczestniczył w pogrzebie Tony’ego Starka.
Holland został obsadzony w roli postaci na podstawie komiksowego pierwowzoru w czerwcu 2015 roku. W listopadzie 2016 roku aktor wyjawił, że jego kontrakt opiewa na sześć filmów, w tym trzy solowe produkcje. W czerwcu 2017 roku, Kevin Feige wyjawił, że Parker pojawił się w MCU po raz pierwszy w filmie Iron Man 2 jako chłopiec w masce Iron Mana, który został uratowany przez Starka. Zagrał go wtedy Max Favreau. W 2016 roku Holland został nominowany za tę rolę do nagrody Teen Choice Award w kategorii „Ulubiona postać kradnąca sceny” oraz w 2017 roku do Empire Award w kategorii „Najlepszy męski debiut” i do nagrody Saturn w kategorii „Najlepszy występ młodego aktora”. W 2017 roku otrzymał nagrodę Teen Choice Award w kategorii „Ulubiony aktor lata”.

### Helmut Zemo
| Pojawił się                                                   |  |
| ------------------------------------------------------------- |  |
| • Kapitan Ameryka: Wojna bohaterów • Falcon i Zimowy Żołnierz |  |

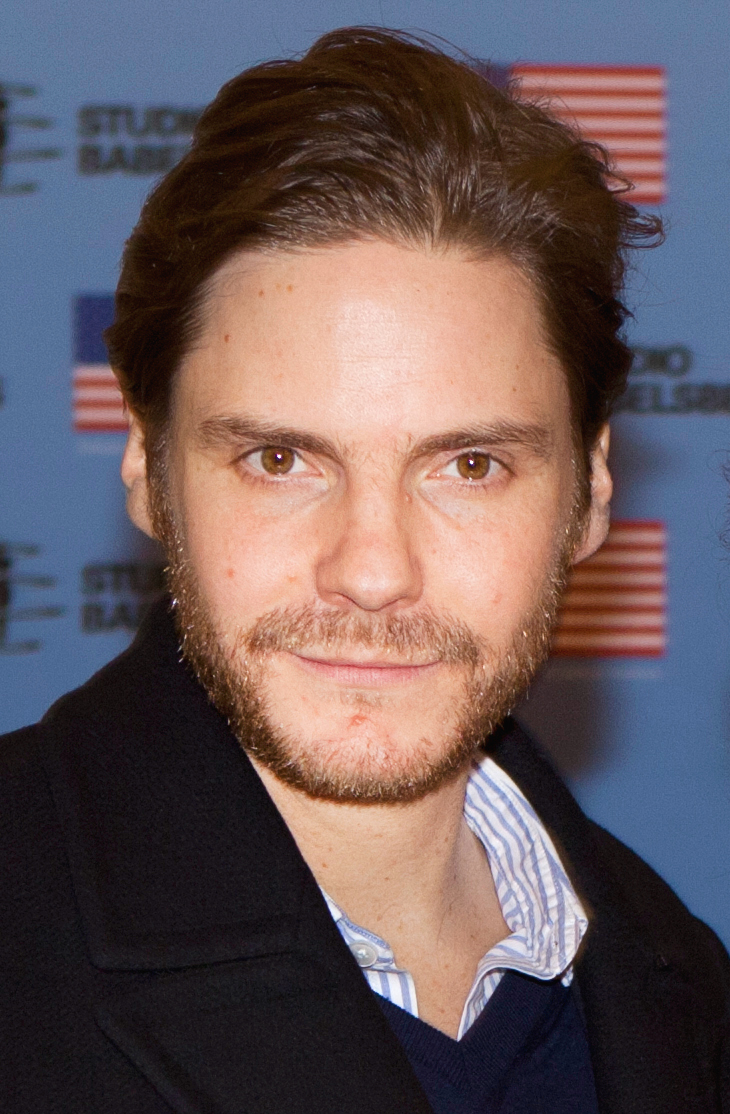
Daniel Brühl

Helmut Zemo (zagrany przez Daniela Brühla) był pułkownikiem z Sokowii, którego rodzina zginęła w trakcie działań Avengers podczas powstrzymania Ultrona. W wyniku śmierci najbliższych stał się terrorystą z obsesją pokonania Avengers. Podszywając się pod Buckyego Barnesa podłożył ładunek wybuchowy pod siedzibę ONZ w Wiedniu, który podczas eksplozji na szczycie ONZ zabił króla Wakandy, T’Chakę. Odnalazł byłego agenta Hydry, Vasilija Karpova, aby uzyskać od niego informacje odnośnie do dnia 16 grudnia 1991 roku. Kiedy Karpov mu odmówił, Zemo go zabił. Odnalazł u niego notatki aktywujące hipnozę Barnesa i podszywając się pod psychiatrę Theo Brousarda aktywował Zimowego Żołnierza uzyskując od niego raport z misji dnia 16 grudnia, a następnie udał się na Syberię do starej bazy Hydry, gdzie zabił innych Zimowych Żołnierzy. Za nim wyruszyli Barnes i Rogers, ścigani przez Starka i T’Challę. Tam Zemo pokazał im nagranie, na którym Barnes na zlecenie Hydry zabił rodziców Starka. Doprowadziło to do walki Starka z Rogersem i Barnesem, dzięki czemu Zemo osiągnął swój cel niszcząc Avengers. Kiedy Zemo zdał sobie sprawę, że nie odzyska w ten sposób najbliższych postanowił popełnić samobójstwo, jednak został powstrzymany przez T’Challę, któremu wyjawił swoją motywację. Później został aresztowany .
Brühl został obsadzony w roli postaci na podstawie komiksowego pierwowzoru w listopadzie 2014 roku. W kwietniu 2015 roku aktor ujawnił, kogo zagra. W 2016 roku został nominowany za tę rolę do nagrody Teen Choice Award w kategorii „Ulubiony czarny charakter”.

### May Parker
| Pojawiła się |  |
| --- |  |
| • Kapitan Ameryka: Wojna bohaterów • Spider-Man: Homecoming • Avengers: Koniec gry • Spider-Man: Daleko od domu • Spider-Man: Bez drogi do domu |  |

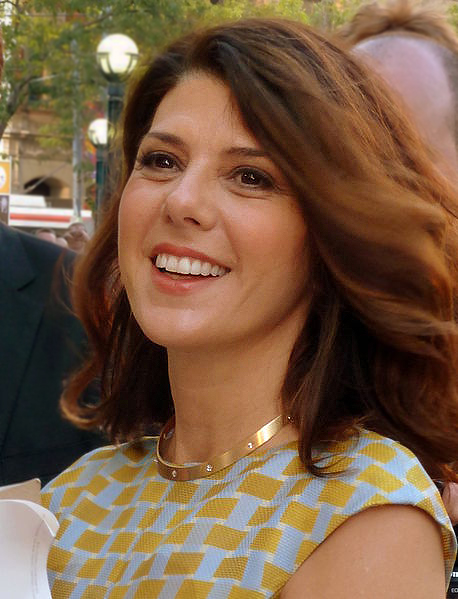
Marisa Tomei

May Parker (zagrana przez Marisę Tomei) jest ciocią Petera Parkera, która samotnie wychowuje bratanka. Pomimo iż Peter starał się ukrywać swoją tożsamość jako Spider-Man, May przypadkowo odkryła ją wracając wcześniej z pracy .
Zniknęła po pstryknięciu palcami przez Thanosa. Po pięciu latach powrócił po pstryknięciu dokonanym przez Bruce’a Bannera. Uczestniczyła w pogrzebie Tony’ego Starka.
Tomei została obsadzona w roli na podstawie komiksowego pierwowzoru w czerwcu 2015 roku.

### T’Chaka
| Pojawił się                                         |
| --------------------------------------------------- |
| • Kapitan Ameryka: Wojna bohaterów • Czarna Pantera |

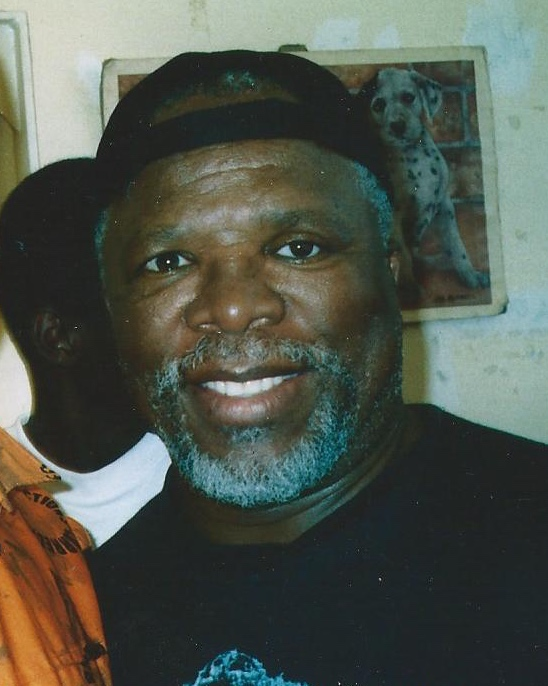
John Kani

T’Chaka (zagrany przez Johna Kaniego) był królem Wakandy, który zginął podczas zamachu na siedzibę ONZ spowodowanego przez Helmuta Zemo. Jego żoną była Ramonda, z którą ma dwójkę dzieci: syna i następcę tronu, T’Challę oraz córkę, Shuri. Był on jednym z pomysłodawców Porozumień z Sokowii, po tym, jak podczas akcji Avengers w Lagos zginęli cywile .
W kwietniu 2016 roku ujawniono, że Kani został obsadzony w roli na podstawie komiksowego pierwowzoru.

### Everett K. Ross
| Pojawił się                                                                                                |  |
| --- |  |
| • Kapitan Ameryka: Wojna bohaterów • Czarna Pantera • Czarna Pantera: Wakanda w moim sercu • Tajna inwazja |  |

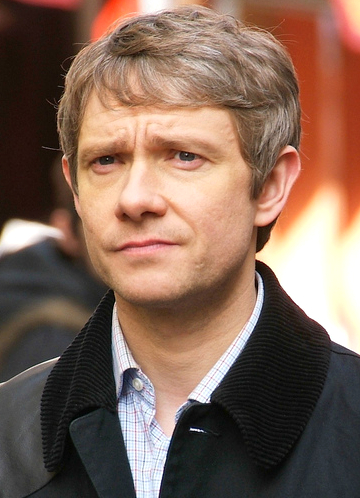
Martin Freeman

Everett K. Ross (zagrany przez Martina Freemana) jest zastępcą komendanta jednostki specjalnej zwalczającej terroryzm. Po schwytaniu Barnesa podejrzanego o zamach na siedzibę ONZ, zadzwonił po psychologa Theo Brousarda, pod którego, po wcześniejszym zamordowaniu, podszył się Helmut Zemo. Kiedy Zemo został schwytany przez T’Challę został oddany pod nadzór Rossowi .
Freemana został obsadzony w roli na podstawie komiksowego pierwowzoru w maju 2015 roku. Do lutego 2016 roku jego rola była trzymana w tajemnicy. W komiksach Ross był attaché rządowym dla Czarnej Pantery w trakcie pobytu T’Challi w Ameryce.

### Ayo
| Pojawiła się |  |
| --- |  |
| • Kapitan Ameryka: Wojna bohaterów • Czarna Pantera • Avengers: Wojna bez granic • Falcon i Zimowy Żołnierz • Czarna Pantera: Wakanda w moim sercu |  |

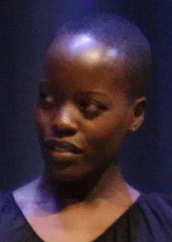
Florence Kasumba

Ayo (zagrana przez Florence Kasumbę) jest członkinią Dora Milaje, straży królewskiej Wakandy .
Rola Kasumby została ujawniona w maju 2016 roku.

## Przedstawieni w filmieDoktor Strange

### Stephen Strange
| Pojawił się |  |
| --- |  |
| • Doktor Strange • Thor: Ragnarok • Avengers: Wojna bez granic • Avengers: Koniec gry • Spider-Man: Bez drogi do domu • Doktor Strange w multiwersum obłędu |  |

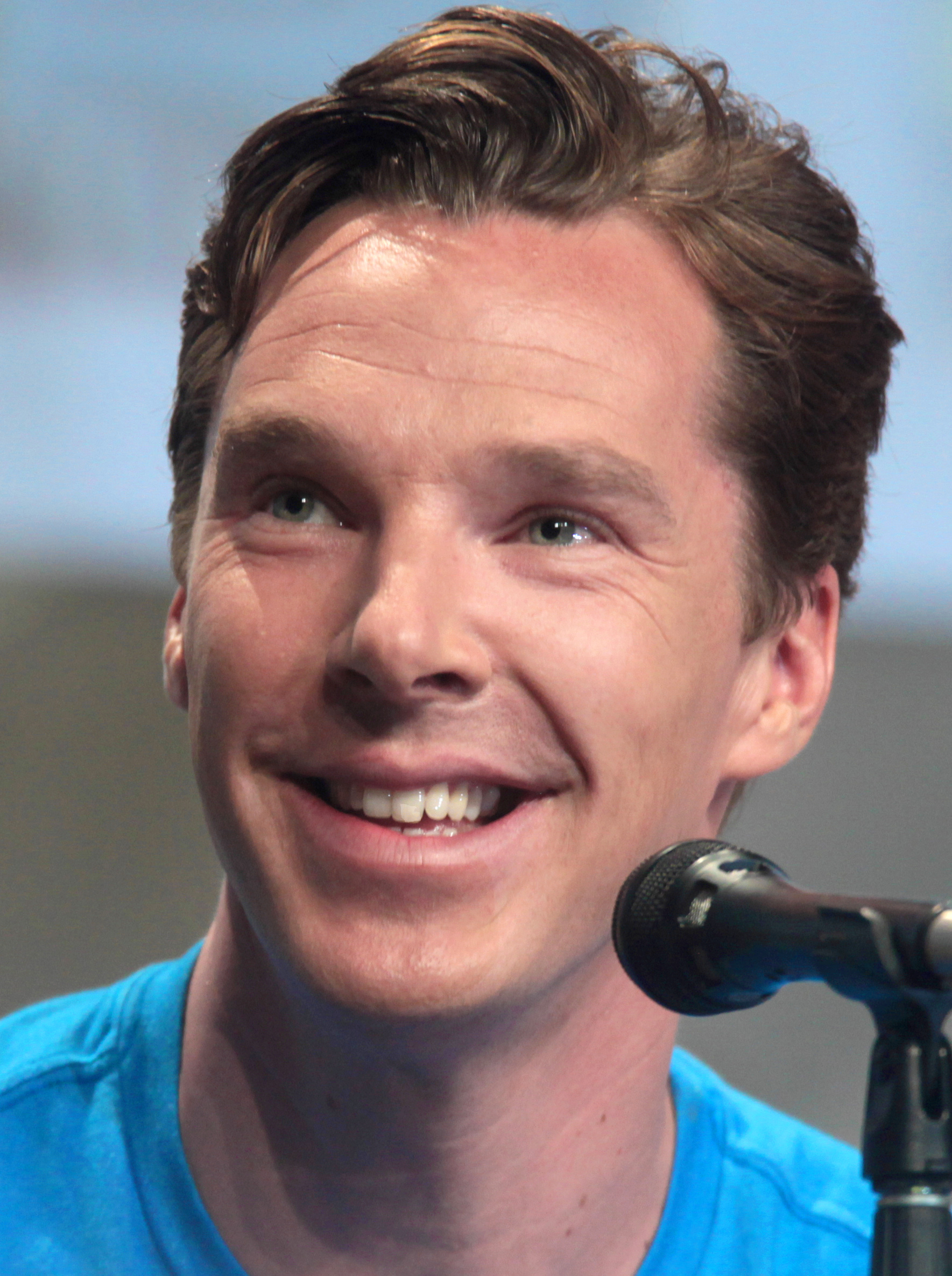
Benedict Cumberbatch

Stephen Strange (zagrany przez Benedicta Cumberbatcha) jest światowej klasy neurochirurgiem. Pracował w nowojorskim Metropolitan General Hospital. Przez jakiś czas spotykał się z koleżanką z pracy, Christine Palmer. Uległ poważnemu wypadkowi samochodowemu, wskutek którego doznał między innymi uszkodzeń nerwów w dłoniach i pomimo kilkugodzinnej operacji, przekreśliło to jego dalszą karierę lekarską. Strange wydał większość swojego majątku na siedem eksperymentalnych zabiegów, ale nie przyniosły one oczekiwanych skutków. Jedyną osobą, która go wspierała była Palmer, do czasu, kiedy Strange wyładował na niej swoje frustracje. Podczas rehabilitacji usłyszał historię Jonathana Pangborna, który wskutek wypadku przestał chodzić i mimo braku rokowań, normalnie zaczął się poruszać. Strange odszukał Pangborna, który okazał się być jego niedoszłym pacjentem, którego Strange odrzucił jako przypadek nie do wyleczenia. Pangborn opowiedział mu, że został wyleczony w Kamar-Taj za pomocą medycyny niekonwencjonalnej.

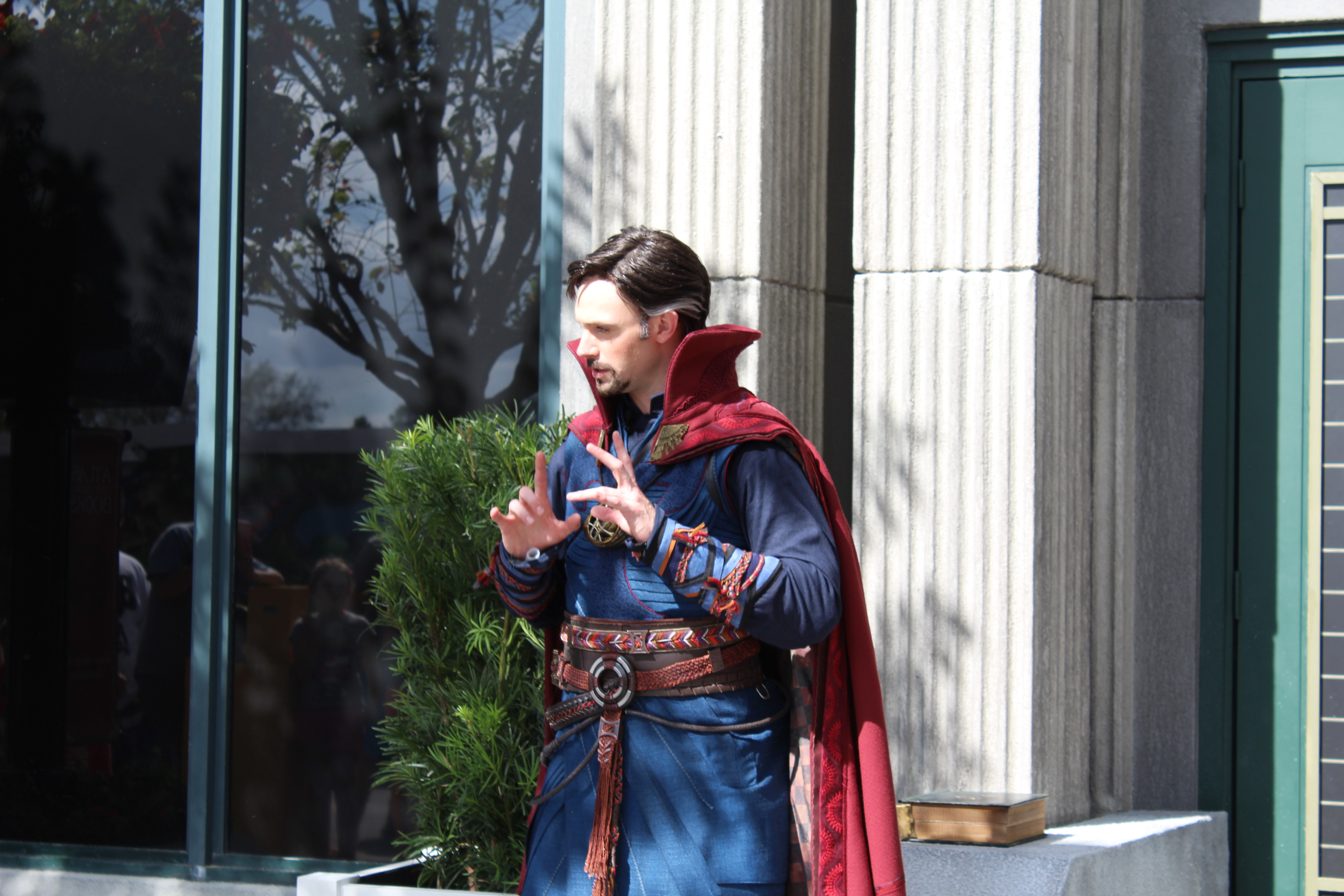
Cosplay filmowego Doktora Strange’a

Strange postanowił poświęcić swoje ostatnie oszczędności i poleciał do Nepalu. Na miejscu, podczas poszukiwań Kamar-Taj, został napadnięty. Uratował go Karl Mordo, który również zaprowadził go do Kamar-Taj do Starożytnej. Tam Strange dowiedział się o istnieniu innych wymiarów oraz o „magii”, która polega na czerpaniu z nich energii. Początkowo Starożytna odmówiła szkolenia Strange’a ze względu na jego arogancję i nakazała go wyrzucić. Jednak kiedy spędził on kilka godzin prosząc na schodach świątyni, zgodziła się. Strange bardzo szybko przyswajał wiedzę i bardzo szybko zaczął korzystać z ksiąg dla zaawansowanych dzięki opiekunowi biblioteki, Wongowi. Strange był szkolony przez Mordo i Starożytną. Kiedy dowiedział się, że może przenieść energię, tak aby odzyskać pełną sprawność w rękach oraz że głównym celem mistrzów magii jest ochrona Ziemi przed zagrożeniami z innych wymiarów, postanowił odejść. Został powstrzymany przez nadejście Kaeciliusa, który zniszczył Sanktuarium w Londynie, co spowodowało czasowy portal, który wciągnął Strange’a do Sanktuarium w Nowym Jorku. Na miejscu Strange jest świadkiem, jak Kaecilius i jego fanatycy zabijają strażnika Sanktuarium, Daniela Drumma. Zostaje on wciągnięty w walkę z Kaeciliusem i jego fanatykami. Udało mu się uwięzić Kaeciliusa z pomocą Płaszcza Lewitacji, jednak zostaje zraniony przez jednego z fanatyków Luciana. Strange używając portalu przedostał się do szpitala, gdzie poprosił Palmer o pomoc. Za nim wyruszył w formie astralnej Lucian. Kiedy Palmer operowała Strange, ten walczył z Lucianem w wymiarze astralnym, pokonując go. Kiedy Strange powrócił do Sanktuarium, okazało się, ze Kaecilus zniknął, a Lucian nie żyje. Podczas pobytu w szpitalu do Sanktuarium przybyli Starożytna i Mordo, którzy byli zaskoczeni, że Płaszcz Lewitacji wybrał Strange’a. Kiedy Kaecilius powrócił, aby zniszczyć Sanktuarium, Strange wciągnął go i Mordo do wymiaru lustrzanego. Nie był świadomy, że moc Kaecilusa jest tam większa, dzięki mocy, którą czerpie z Mrocznego Wymiaru. Mordo i Strange zostali uratowani przez Starożytną, która została śmiertelnie ranna. Strange zaniósł ją do szpitala, gdzie poprosił Palmer i Westa o uratowanie jej. Jednak ona umiera. Strange i Mordo udali się do Sanktuarium w Hongkongu, które okazało się również zniszczone umożliwiając tym samym otworzenie portalu z Mrocznym Wymiarem i przejście Dormammu na Ziemię. Strange użył Oka Agamotto, aby cofnąć czas i zniszczenia. Później wyruszył do Mrocznego Wymiaru pertraktować z Dormammu, uruchamiając wcześniej, za pomocą Oka, pętlę czasu w której uwięził siebie i Dormammu. Po wielokrotnym zabiciu przez Dormammu, ten ostatecznie przyjął warunki Strange’a i opuścił Ziemię zabierając ze sobą Kaecilusa i fanatyków. Po tym Strange zwrócił Oko do Kamar-Taj i został strażnikiem Sanktuarium w Nowym Jorku. Późnej w Sanktuarium spotkał się z Thorem, któremu pomógł w odnalezieniu Odyna .
Strange razem z Wongiem pilnowali Sanktuarium w Nowym Jorku, do czasu kiedy Bruce Banner wpadł przez dach Sanktuarium i poinformował ich o zamiarach Thanosa. Na prośbę Bannera, Strange sprowadził Tony’ego Starka. Zostali oni zaatakowani przez dwoje Dzieci Thanosa – Ebony Mawa i Culla Obsidiana, którzy przybyli po Kamień Czasu znajdujący się w Oku Agamotto. Strange razem z kamieniem został porwany w kosmos przez Ebony Mawa. W pościg za nim wyruszył Stark i Peter Parker. Starkowi i Parkerowi udało się pokonać Ebony Mawa i uwolnić Strange’a, jednak cała trójka rozbiła się na planecie Tytan. Tam napotkali Petera Quilla, Mantis i Draxa, którzy również chcieli powstrzymać Thanosa. Podczas medytacji Strange przeanalizował ponad czternaście milionów różnych wersji przyszłości, z których tylko jedna kończyła się wygraną z Thanosem. Ich planem było ściągnięcie Thanosowi Rękawicy Nieskończoności. Kiedy Thanos przybył zabrać Kamień Czasu, przystąpili do realizacji planu, jednak ten się nie powiódł, a Strange zdecydował się na dobrowolne oddanie kamienia Thanosowi. Strange zniknął po pstryknięciu palcami przez Thanosa. Po pięciu latach powrócił po pstryknięciu dokonanym przez Bannera. Wziął udział w ostatecznej bitwie z Thanosem z przeszłości nad jeziorem przy bazie Avengers, podczas której został on pokonany. Pomógł sprowadzić na bitwę Ravagers, armię Wakandy i pozostałych przywróconych do życia przez Bannera. Później uczestniczył w pogrzebie Tony’ego Starka.
Cumberbatch został obsadzony w roli postaci na podstawie komiksowego pierwowzoru w grudniu 2014 roku. Za tę rolę w 2016 i 2017 roku został nominowany w kategorii „Najlepszy aktor” do Evening Standard British Film Award, Critics Choice Award, Empire Award, nagrody Saturn i Teen Choice Award.

### Karl Mordo
| Pojawił się                                            |  |
| ------------------------------------------------------ |  |
| • Doktor Strange • Doktor Strange w multiwersum obłędu |  |

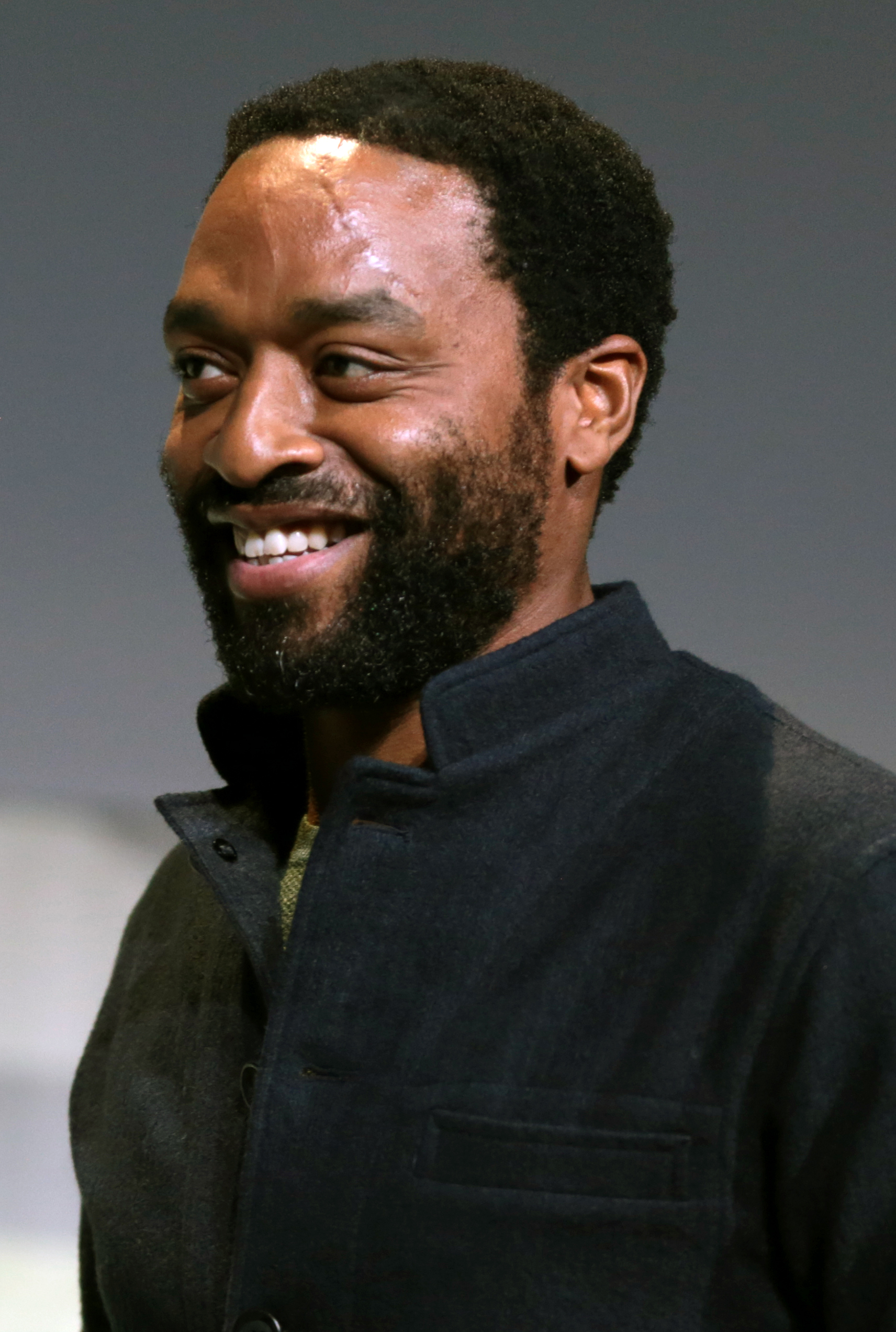
Chiwetel Ejiofor

Karl Mordo (zagrany przez Chiwetela Ejiofora) był jednym z uczniów i sojusznikiem Starożytnej, której pomagał w szkoleniu nowych adeptów magii. Został mentorem Stephena Strange’a, którego uratował przed bandytami, a następnie wprowadził to Kamar-Taj i przekonał Starożytną do jego szkolenia. Podczas jednej walk z Kaeciliusem dowiedział się, że Starożytna czerpie moc z Mrocznego Wymiaru, co jest zakazane dla wszystkich mistrzów magii. Po śmierci Starożytnej pomógł Strange’owi i Wongowi w walce o Sanktuarium w Hongkongu. Jednak sprzeciwiał się wykorzystaniu Oka Agamotto, którego Strange użył do pokonania Kaeciliusa i Dormammu oraz cofnięciu zniszczeń w mieście. Z tego powodu Mordo postanowił odejść od mistrzów magii i zaprowadzić równowagę zmniejszając liczba osób posługujących się magią. Zabrał ją między innymi Jonathanowi Pangbornowi .
W czerwcu 2015 roku ujawniono, że Ejiofor został obsadzony w roli postaci na podstawie komiksowego pierwowzoru. W 2016 roku został on nominowany za tę rolę do Evening Standard British Film Awards w kategorii „Najlepszy aktor drugoplanowy”. W komiksach Mordo pochodził z Transylwanii i był jednym z antagonistów Strange’a, który sprzymierzył się z Dormammu .

### Christine Palmer
| Pojawiła się                                           |  |
| ------------------------------------------------------ |  |
| • Doktor Strange • Doktor Strange w multiwersum obłędu |  |

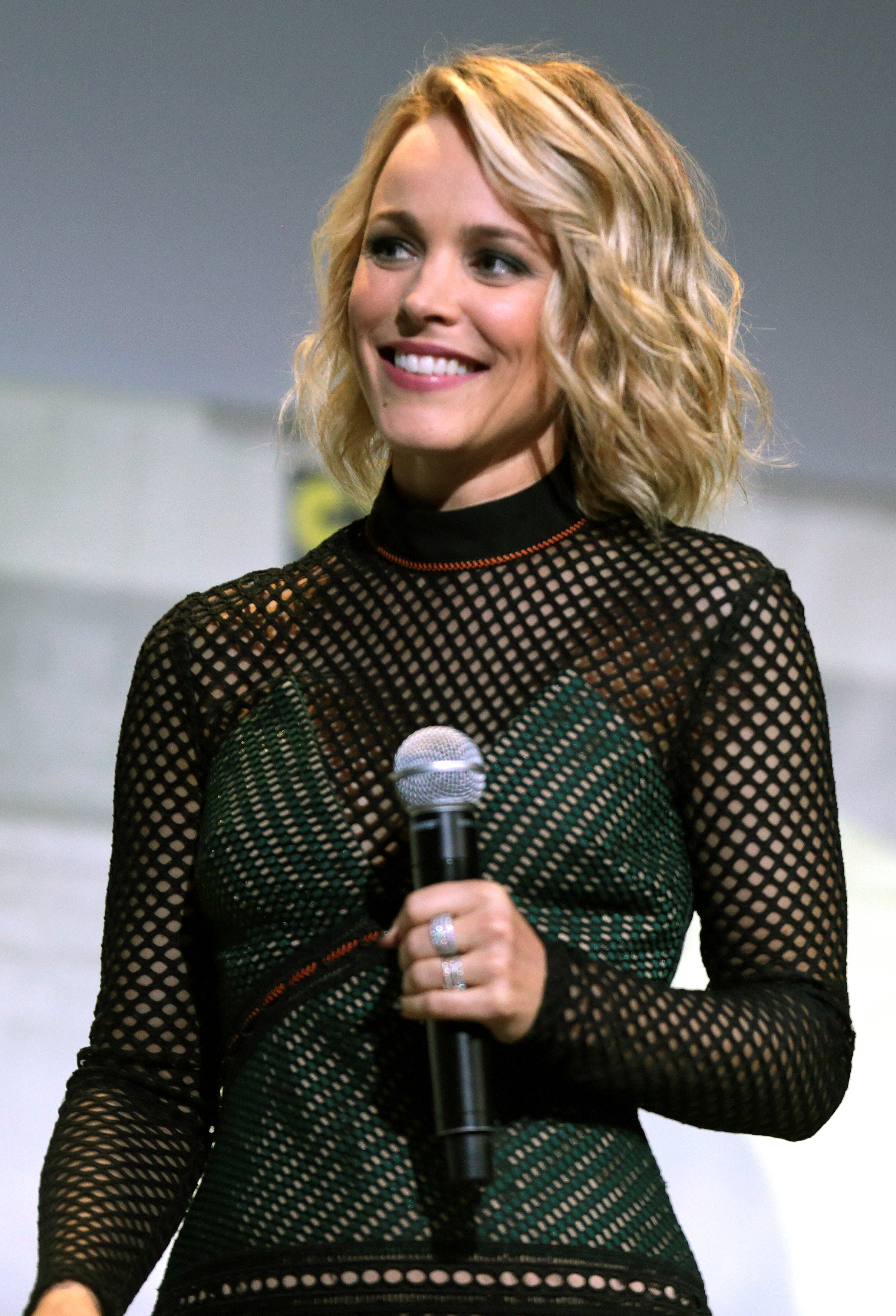
Rachel McAdams

Christine Palmer (zagrana przez Rachel McAdams) jest chirurgiem w nowojorskim Metro-General Hospital, była koleżanką z pracy Stephena Strange’a. Wcześniej spotykała się również, że Strange’em, ale podjęła decyzję o rozstaniu z powodu jego egoistycznej osobowości. Po wypadku Strange’a opiekowała się nim do czasu, kiedy uznała, że ten rujnuje swoje życie. Później Palmer operowała Strange’a po jego walce z Kaeciliusem. Podczas tej operacji Strange walczył z Lucianem w wymiarze astralnym. Palmer wykonywała również operację Starożytnej, jednak nie udało się jej uratować .
McAdams została obsadzona w roli postaci na podstawie komiksowego pierwowzoru we wrześniu 2015 roku. W 2017 roku otrzymała ona za tę rolę nominację do Teen Choice Awards w kategorii „Ulubiona aktorka w filmie science-fiction / fantasy”. W komiksach postać była pielęgniarką oraz jedną z bohaterek używających pseudonimu „Night Nurse” .

### Wong
| Pojawił się |  |
| --- |  |
| • Doktor Strange • Avengers: Wojna bez granic • Avengers: Koniec gry • Shang-Chi i legenda dziesięciu pierścieni • Spider-Man: Bez drogi do domu • Doktor Strange w multiwersum obłędu • Mecenas She-Hulk |  |

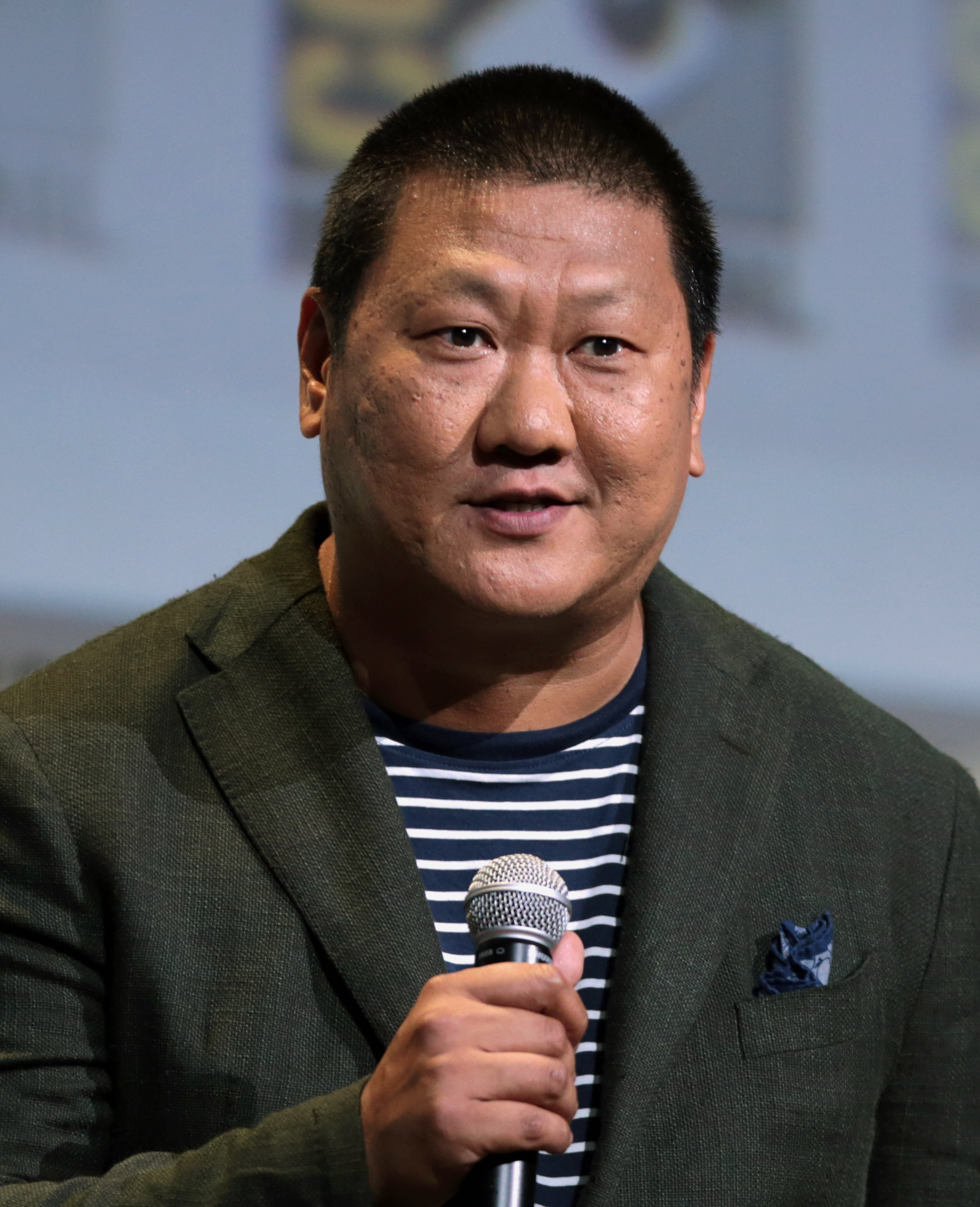
Benedict Wong

Wong (zagrany przez Benedicta Wonga) jest mistrzem magii i jednym z uczniów Starożytnej, który został opiekunem biblioteki Kamar-Taj po tym jak jego poprzednik został zabity przez Kaeciliusa i jego fanatyków. Pomagał Stephenowi Strange’owi w jego szkoleniu. Brał udział razem ze Strange’em i Karlem Mordo w walkach o Sanktuarium w Hongkongu . Po tych wydarzeniach Wong wspólnie ze Strange’em pilnowali Sanktuarium w Nowym Jorku, do czasu kiedy Bruce Banner wpadł przez dach Sanktuarium i poinformował ich o zamiarach Thanosa. Walczył razem z Dziećmi Thanosa, Ebony Mawem i Cullem Obsidianem, w obronie kamienia czasu. Kiedy Strange razem z kamieniem został porwany przez Mawa, powrócił chronić dalej Sanktuarium. Wziął udział w ostatecznej bitwie z Thanosem z przeszłości nad jeziorem przy bazie Avengers, podczas której został on pokonany. Pomógł sprowadzić na bitwę Ravagers, armię Wakandy i pozostałych przywróconych do życia przez Bannera. Później uczestniczył w pogrzebie Tony’ego Starka.
Wong został obsadzony w roli postaci na podstawie komiksowego pierwowzoru w styczniu 2016 roku. W komiksach Wong był mnichem – wojownikiem, który służył Strange’owi w Sanktuarium .

### Nicodemus West
| Pojawił się                                            |
| ------------------------------------------------------ |
| • Doktor Strange • Doktor Strange w multiwersum obłędu |

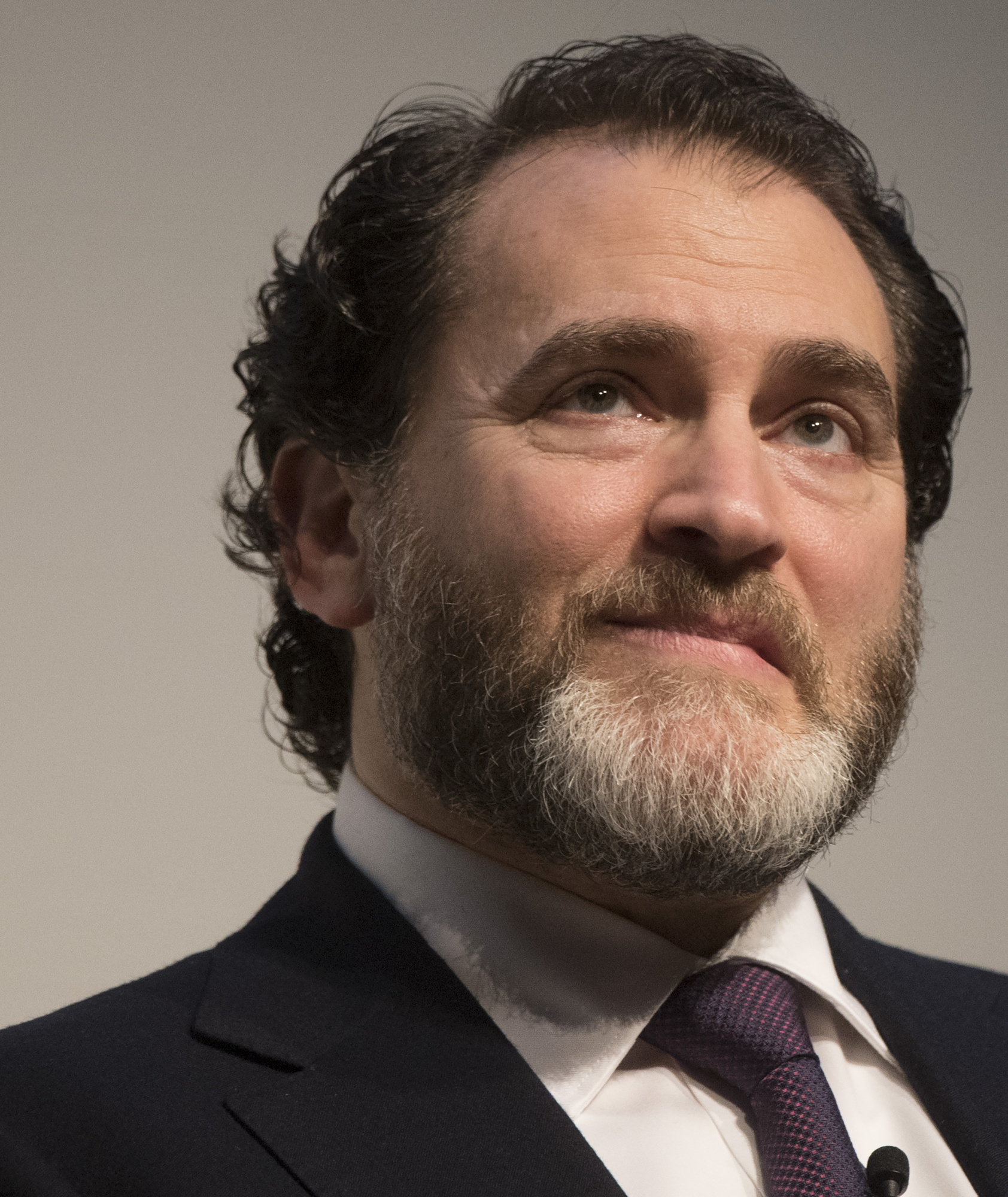
Michael Stuhlbarg

Nicodemus West (zagrany przez Michaela Stuhlbarga) jest chirurgiem w nowojorskim Metro-General Hospital, kolegą z pracy Christine Palmer oraz byłym kolegą z pracy i rywalem Stephena Strange’a. West razem z Palmer operowali Starożytną na prośbę Strange’a, która zmarła .
Stuhlbarg został obsadzony w roli postaci na podstawie komiksowego pierwowzoru w listopadzie 2015 roku. W komiksach Nicodemus West był jednym z chirurgów próbujących przywrócić sprawność Strange’a po jego wypadku samochodowym.

### Jonathan Pangborn
| Pojawił się      |
| ---------------- |
| • Doktor Strange |

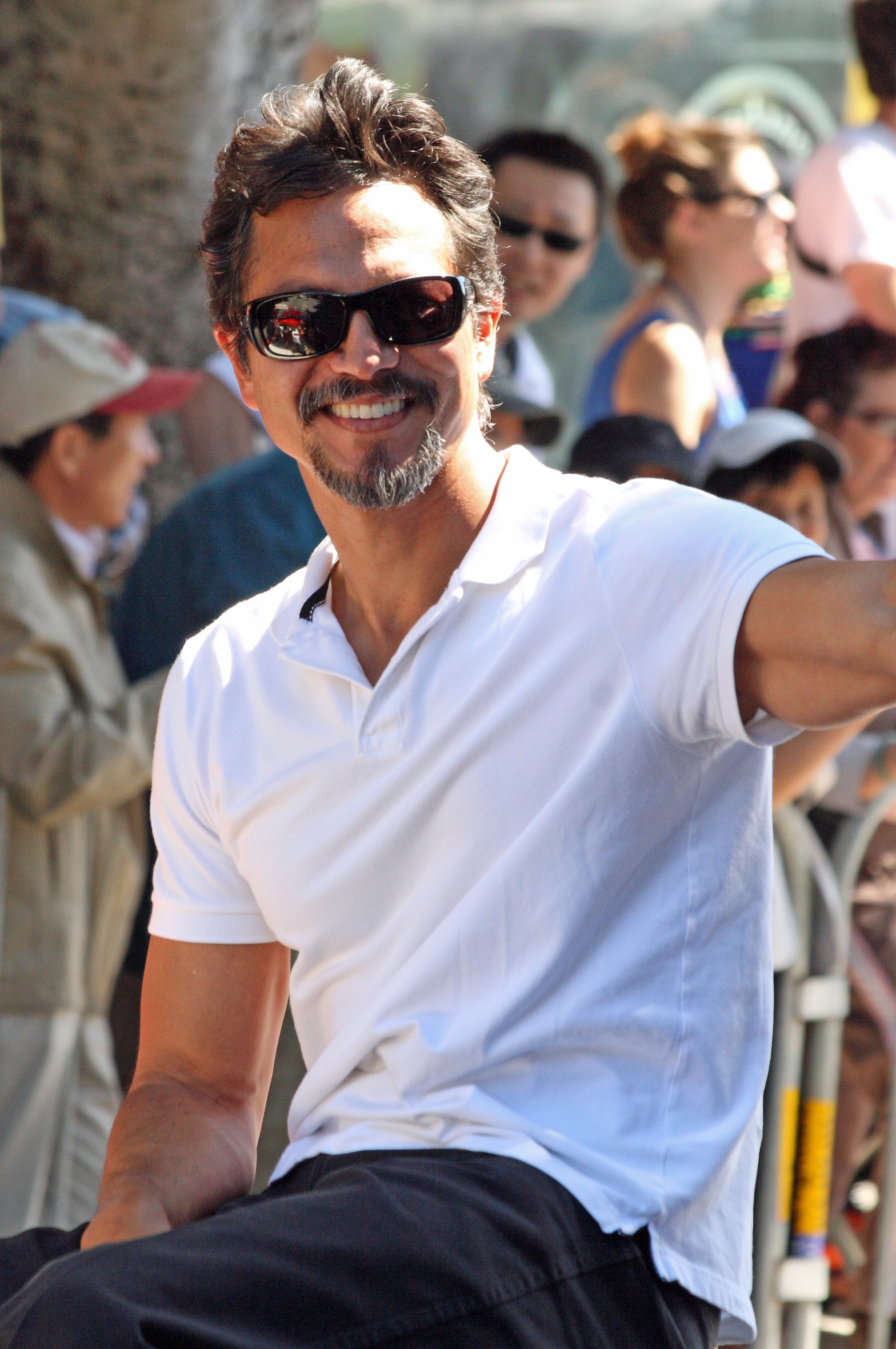
Benjamin Bratt

Jonathan Pangborn (zagrany przez Benjamina Bratta) był jednym z pacjentów Metro-General Hospital, który uległ ciężkiemu wypadkowi w fabryce, wskutek którego został sparaliżowany. Stephen Strange nie podjął się jego operacji ponieważ uznał jego przypadek za beznadziejny i nierokujący. Pangborn wyruszył do Kamar-Taj, gdzie nauczył się wykorzystywać energię z innych wymiarów do odwrócenia skutków paraliżu. Strange po wypadku dowiedział się o jego przypadku i dowiedział się od Pangborna o Kamar-Taj. Karl Mordo odebrał mu możliwość wykorzystywania magii, przez co Pangborn ponownie był sparaliżowany .
W lipcu 2016 roku ujawniono, że Bratt został obsadzony w roli. W październiku tego samego roku ujawniono, że zagrał on postać stworzoną na potrzeby uniwersum.

### Lucian Aster
| Pojawił się      |
| ---------------- |
| • Doktor Strange |

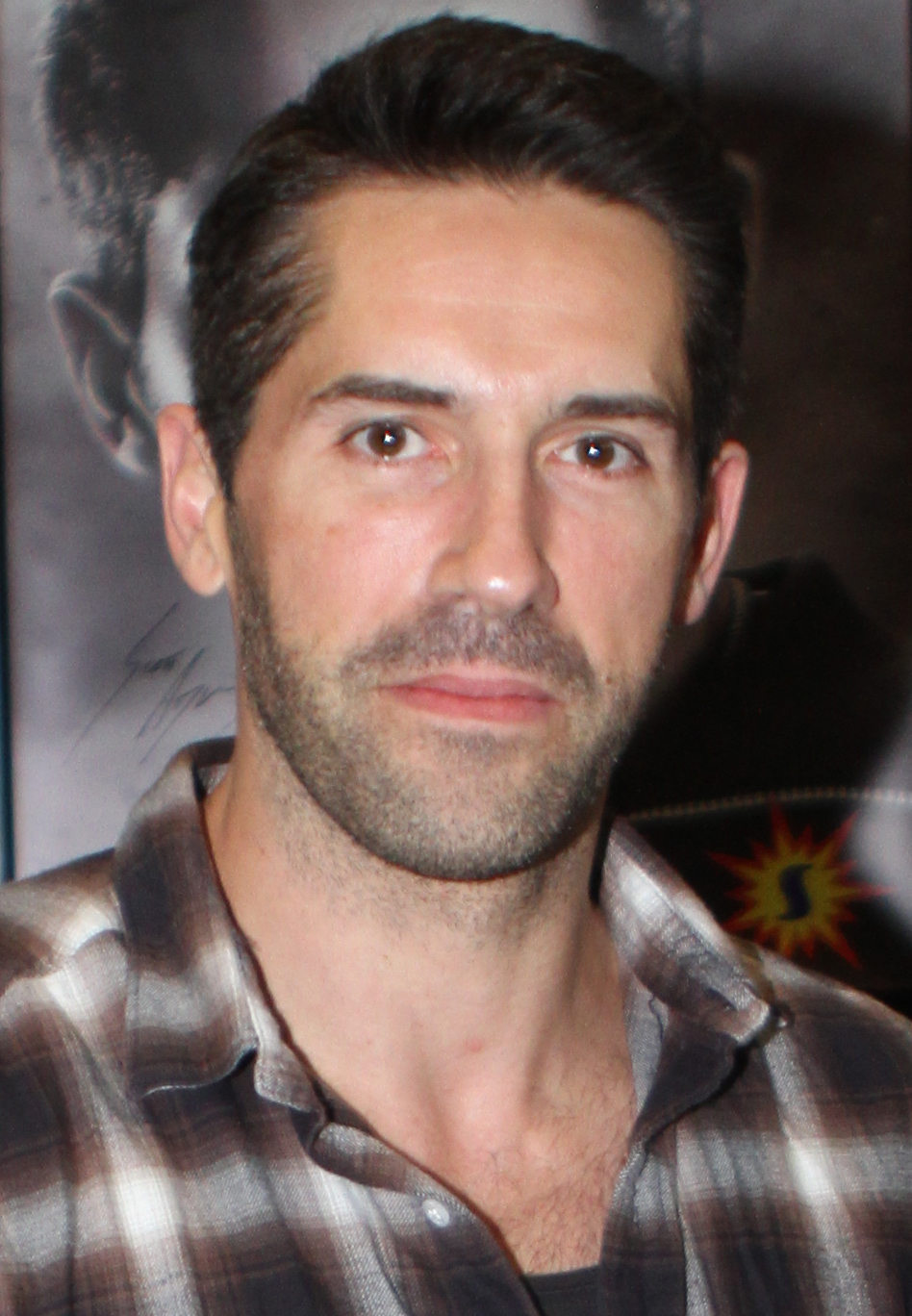
Scott Adkins

Lucian (zagrany przez Scotta Adkinsa) był jednym z fanatyków Kaeciliusa, który został ranny w walce ze Stephenem Strange’em w Sanktuarium w Nowym Jorku. Kiedy ranny Strange teleportował się do Metro-General Hospital, aby Christine Palmer mu pomogła, wyruszył za nim w wymiarze astralnym, gdzie walczyli. Zginął po przegranej walce ze Strange’em .
Adkins został obsadzony w roli postaci na podstawie komiksowego pierwowzoru w listopadzie 2015 roku.

### Kaecilius
| Pojawił się      |
| ---------------- |
| • Doktor Strange |

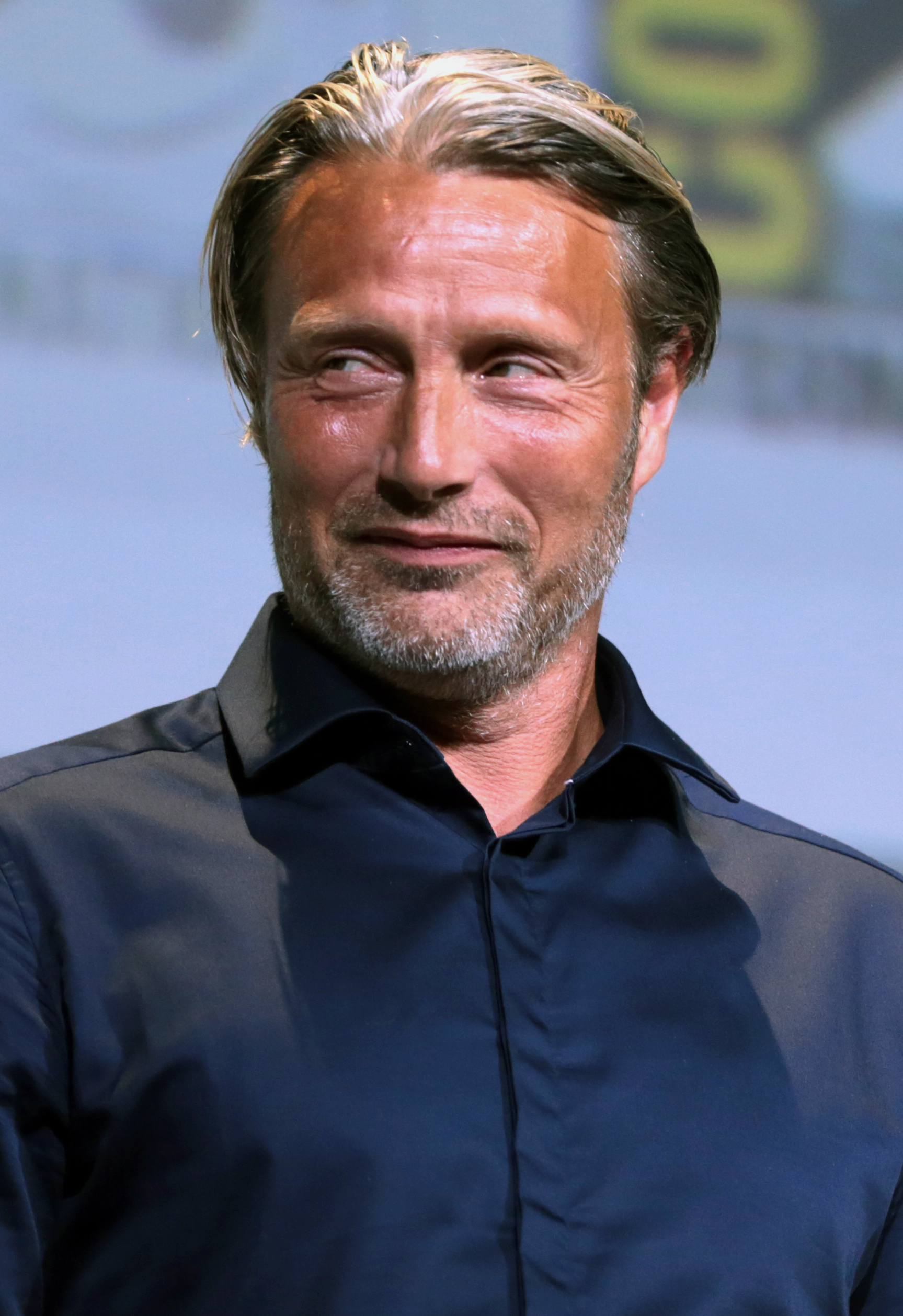
Mads Mikkelsen

Kaecilius (zagrany przez Madsa Mikkelsena) był jednym z Mistrzów Magii i byłym uczniem Starożytnej. Kiedy jego mentorka zawiodła go, zakazując łączenia się z innymi wymiarami, dzięki którym wierzył, że może zjednoczyć się ze swoją rodziną, wystąpił przeciwko niej. Utworzył grupę fanatyków, której zamiarem było pokonanie Starożytnej i sprowadzenia Dormammu z Mrocznego Wymiaru na Ziemię. Wykradł z biblioteki w Kamar-Taj fragment księgi z rytuałem, zabijając ówczesnego bibliotekarza. Zranił Stephena Strange’a podczas walki w Sanktuarium w Nowym Jorku. Strange, Karl Mordo i Starożytna stoczyli z nim walkę o Sanktuarium w Londynie, w wyniku której Kaecilius śmiertelnie zranił Starożytną. Kaecilius został ostatecznie pokonany przez Strange’a podczas walki o Sanktuarium w Hongkongu. Strange wtedy zawarł układ z Dormammu, w wyniku którego Kaecilius ze swoimi fanatykami trafił do Mrocznego Wymiaru i otrzymali upragnione wieczne życie .
Mikkelsen został obsadzony w roli postaci na podstawie komiksowego pierwowzoru w listopadzie 2015 roku. W komiksach Kaecilius był uczniem barona Mordo .

### Starożytna
| Pojawiła się                            |  |
| --------------------------------------- |  |
| • Doktor Strange • Avengers: Koniec gry |  |

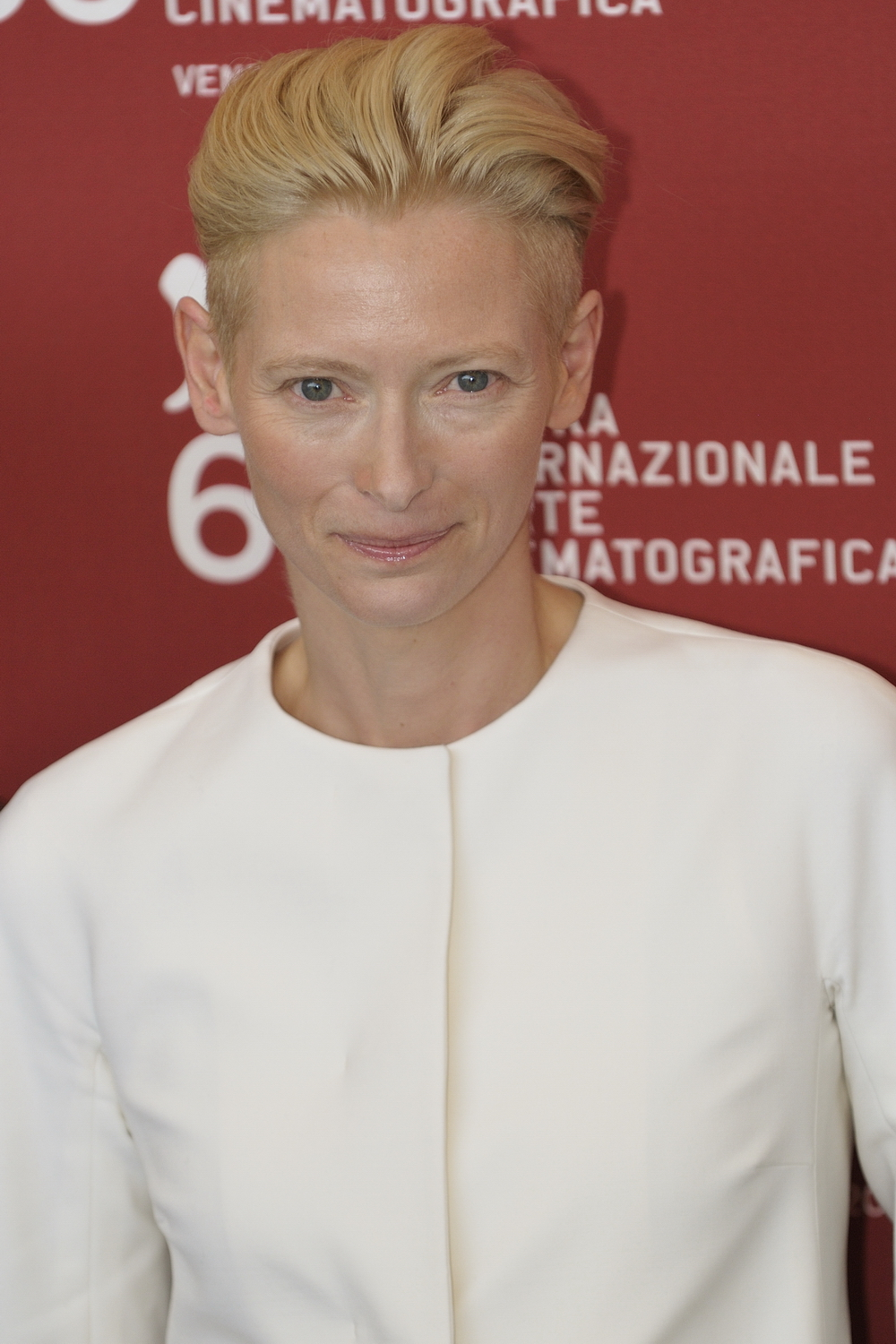
Tilda Swinton

Starożytna (zagrana przez Tildę Swinton) był najwyższą mistyczką magii i mentorką Stephena Strange’a. Wcześniej szkoliła między innymi Karla Mordo i Kaecilius. W tajemnicy czerpała nieśmiertelność z Mrocznego Wymiaru. Została śmiertelnie ranna podczas walki o Sanktuarium w Londynie z Kaeciliusem i jego fanatykami. Strange próbował ją ratować prosząc Christine Palmer i Nicodemusa Westa o zoperowanie jej. Jednak operacja się nie powiodła, a Starożytna zmarła .
Wcześniej w 2012 roku brała udział w walkach z Chitauri. Już wtedy, jeszcze przed wypadkiem Strange’a, wiedziała, że stanie się on największym mistrzem magii. Po długiej rozmowie zdecydowała się oddać Bruce’owi Bannerowi z przyszłości Kamień Czasu, który ten obiecał zwrócić.
Swinton została obsadzona w roli postaci na podstawie komiksowego pierwowzoru w czerwcu 2015 roku. W 2016 roku została ona nominowana za tę rolę do Critics Choice Awards w kategorii „Najlepsza aktorka w filmie akcji”, a w 2017 otrzymała nagrodę Saturn w kategorii „Najlepsza aktorka drugoplanowa”. W komiksach postać używająca określenia Starożytny była tybetańskim mężczyzną o imieniu Yao .

## Przedstawieni w filmieStrażnicy Galaktyki vol. 2

### Mantis
| Pojawił się |  |
| --- |  |
| • Strażnicy Galaktyki vol. 2 • Avengers: Wojna bez granic • Avengers: Koniec gry • Thor: Miłość i grom • Strażnicy Galaktyki vol. 3 |  |

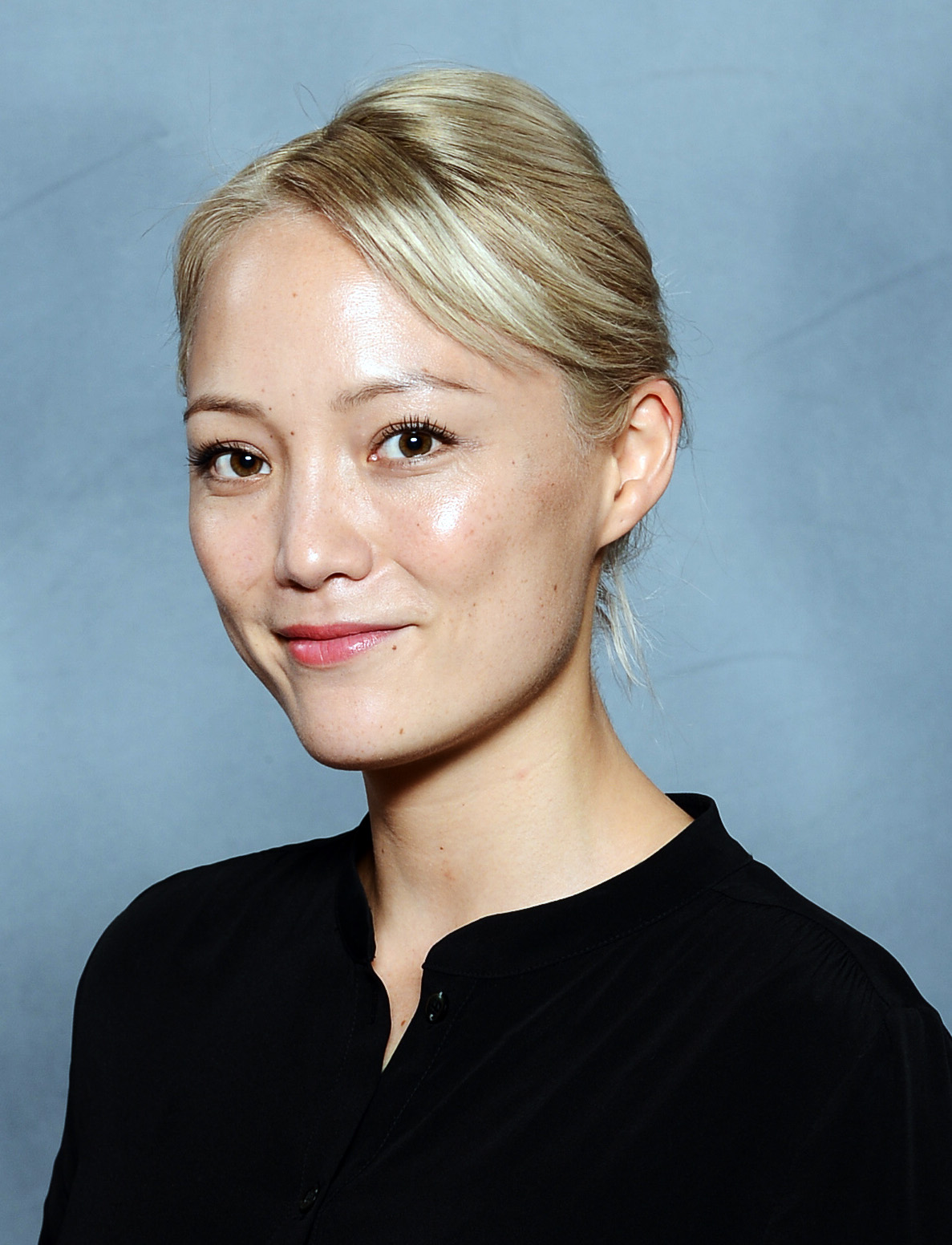
Pom Klementieff

Mantis (zagrana przez Pom Klementieff) jest członkiem Strażników Galaktyki, która posiada zdolność empatii. Była wychowywana przez Ego, któremu od dziecka pomagała wykorzystując swoje zdolności. Kiedy na planetę Ego przybyli Peter Quill, Gamora i Drax postanowiła im pomóc, ujawniając prawdziwy plan Ego i współpracując ze Strażnikami w pokonaniu go. Po zniszczeniu planety przystąpiła do Strażników .
Kiedy po ataku Thanosa na statek z Asgardczykami zatrzymał się na ich statku nieprzytomny Thor, wybudziła go. Razem z Gamorą, Quillem i Draxem wyruszyli na Knowhere, aby uprzedzić Thanosa przed zdobyciem Eteru, który znajdował się u Kolekcjonera. Ostatecznie przegrali starcie z Thanosem o kamień, który zabrał ze sobą również Gamorę. Mantis, Drax i Quill postanowili wyruszyć na Tytan, planetę Thanosa, gdzie spotkali Tony’ego Starka, Petera Parkera i Stephena Strange’a, którzy również próbowali powstrzymać Thanosa. Kiedy Thanos pojawił się na Tytanie po Kamień Czasu, którego pilnował Strange, postanowili działać razem, aby pozbawić go Rękawicy Nieskończoności. Plan niestety się nie powiódł, Thanos uzyskał kamień od Strange’a i wyruszył po ostatni na Ziemię. Mantis zniknęła po pstryknięciu palcami przez Thanosa. Po pięciu latach powróciła po pstryknięciu dokonanym przez Bannera. Wzięła udział w ostatecznej bitwie z Thanosem z przeszłości nad jeziorem przy bazie Avengers, podczas której został on pokonany oraz później uczestniczyła w pogrzebie Tony’ego Starka. Później razem z resztą Strażników i Thorem wyruszyła w dalszą podróż.
W październiku 2015 roku ujawniono, że Klementieff została obsadzona w roli na podstawie komiksowego pierwowzoru.

### Ayesha
| Pojawił się                                               |  |
| --------------------------------------------------------- |  |
| • Strażnicy Galaktyki vol. 2 • Strażnicy Galaktyki vol. 3 |  |

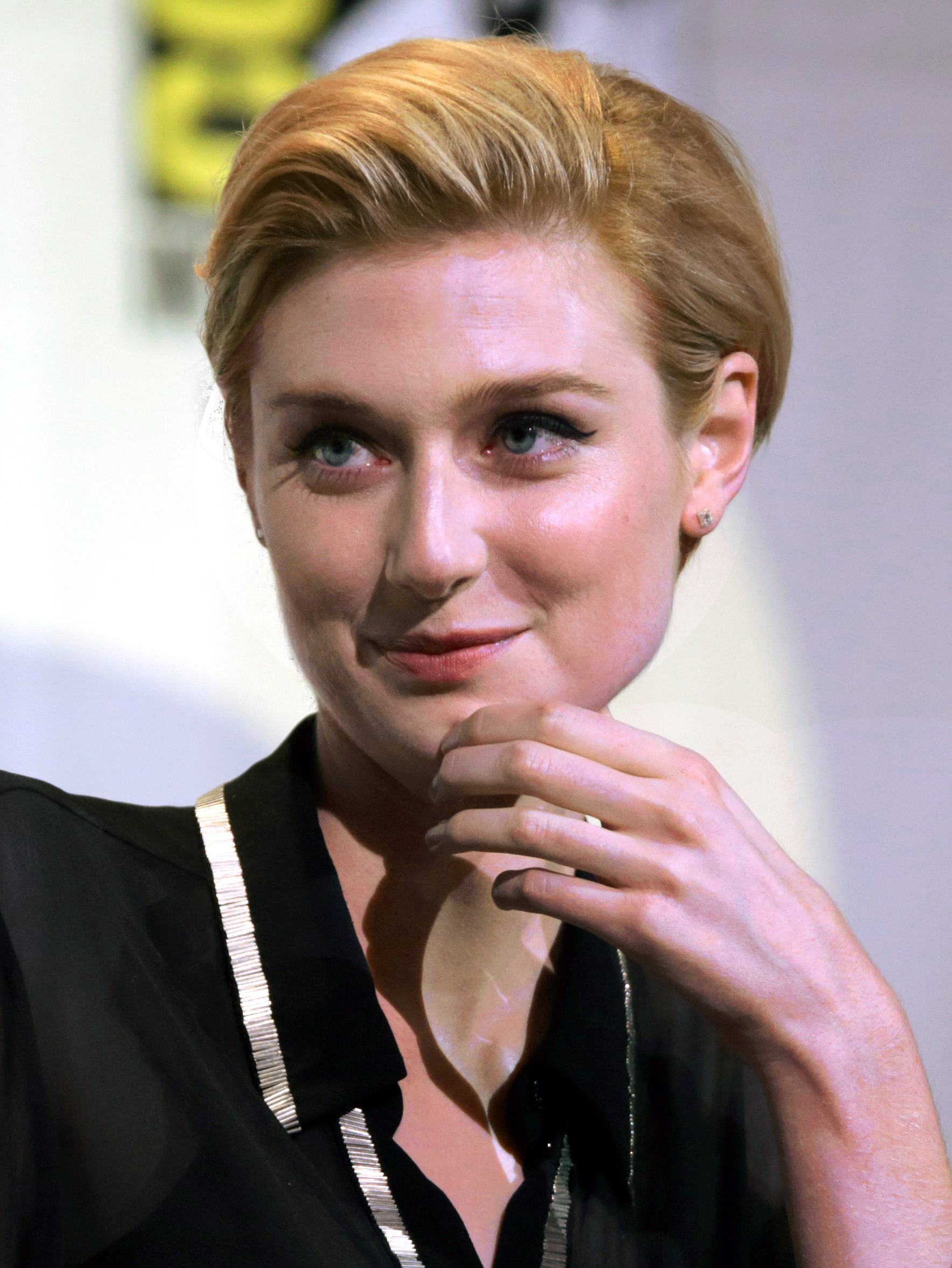
Elizabeth Debicki

Ayesha (zagrana przez Elizabeth Debicki) jest najwyższą kapłanką Suwerennych, która zatrudniła Strażników Galaktyki do pokonania potwora, Abiliska w zamian za Nebula, którą planowali dostarczyć na Xandar. Kiedy Rocket wykradł cenne dla Suwerennych baterie, wysłała pościg za Strażnikami, po kilku niepowodzeniach poprosiła Yondu Udontę o pomoc, który nie planował wykonać zlecenia. Kiedy Yondu rozliczał się ze zdrajcami, w ostatniej chwili Taserface przesłał jego współrzędne. Suwerenni zaatakowali Strażników w zdalnie sterowanych pojazdach kosmicznych na planecie Ego, które zostały zniszczone wraz z planetą. Strażnikom udało się uciec, a Ayesha stworzyła najsilniejszą broń, aby pokonać Strażników. Nazwała ją „Adam” .
W lutym 2016 roku ujawniono, że Debicki została obsadzona w roli na podstawie komiksowego pierwowzoru.

### Taserface
| Pojawił się                  |
| ---------------------------- |
| • Strażnicy Galaktyki vol. 2 |

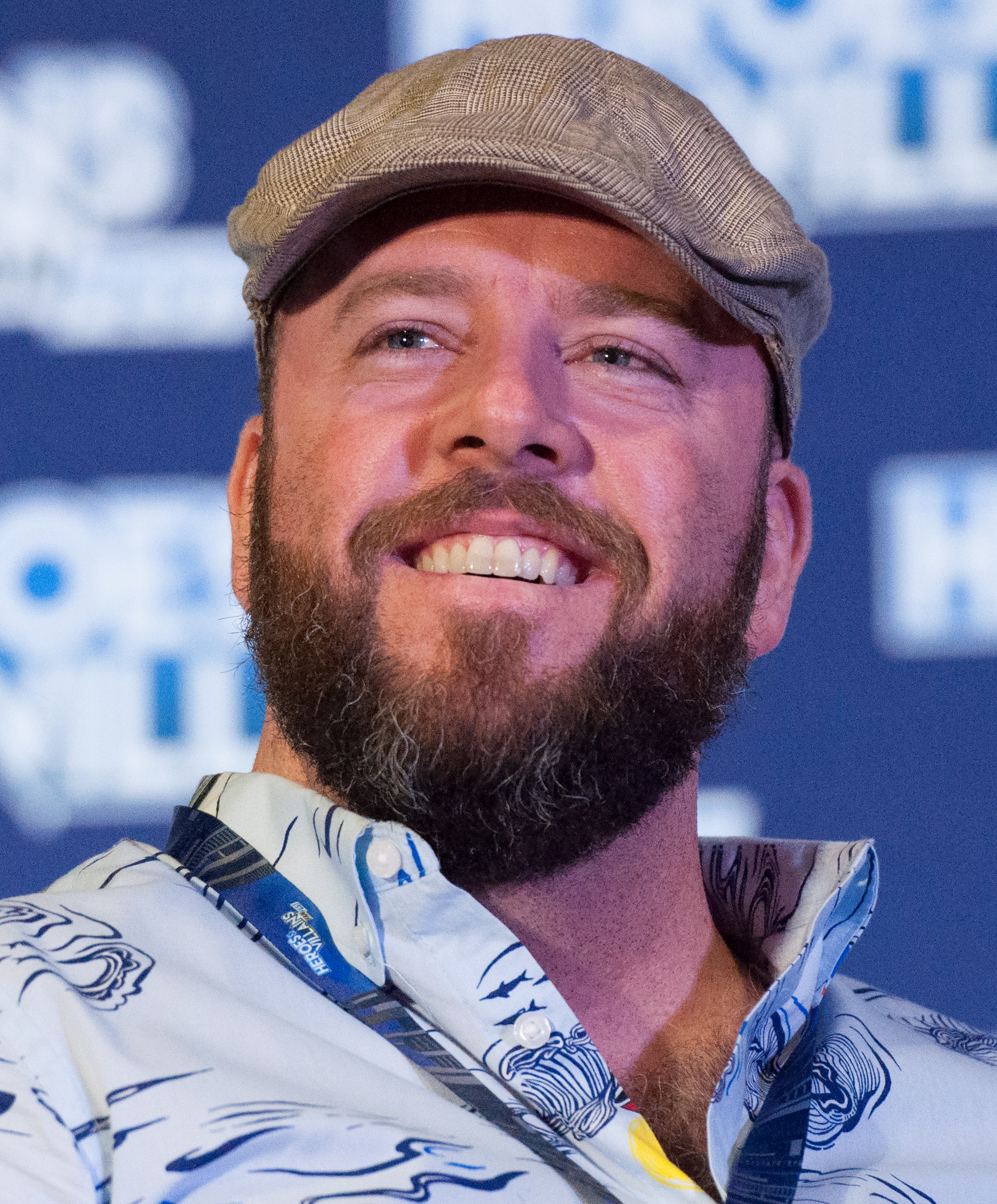
Chris Sullivan

Taserface (zagrany przez Chrisa Sullivana) był porucznikiem Ravagers służącym pod Yondu Udontą, który doprowadził do buntu przeciwko dowódcy i uwięził go razem z Rocketem i zamierzał zrealizować zlecenie od Ayeshy. Kiedy Yondu się uwolnił rozliczył się ze zdrajcami i Taserface’em, któremu tuż przed śmiercią udało się przesłać Suwerennym współrzędne Strażników .
W lutym 2016 roku ujawniono, że Sullivan został obsadzony w roli na podstawie komiksowego pierwowzoru.

### Stakar Ogord
| Pojawił się                                               |  |
| --------------------------------------------------------- |  |
| • Strażnicy Galaktyki vol. 2 • Strażnicy Galaktyki vol. 3 |  |

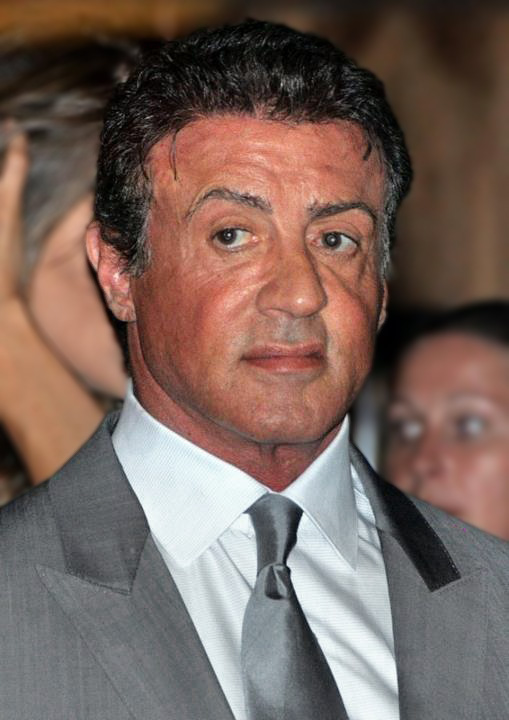
Sylvester Stallone

Stakar Ogord (zagrany przez Sylvestra Stallone’a) jest legendarnym kapitanem Ravagers, który przed wieloma laty uratował Yondu Udontę od niewolniczego życia i przyjął do swojej załogi. Później zawiódł się na nim i go wygnał, kiedy ten zaczął porywać dzieci z różnych planet i dostarczać je do Ego, co było wbrew kodeksowi. Ostatecznie wybaczył Yondu i uhonorował jego śmierć, kiedy dowiedział się, że Yondu poświęcił swoje życie ratując Petera Quilla. Ogord postanowił reaktywować stary skład Ravagers .
W lutym 2016 roku ujawniono, że Stallone został obsadzony w roli na podstawie komiksowego pierwowzoru.

### Ego
| Pojawił się                  |
| ---------------------------- |
| • Strażnicy Galaktyki vol. 2 |

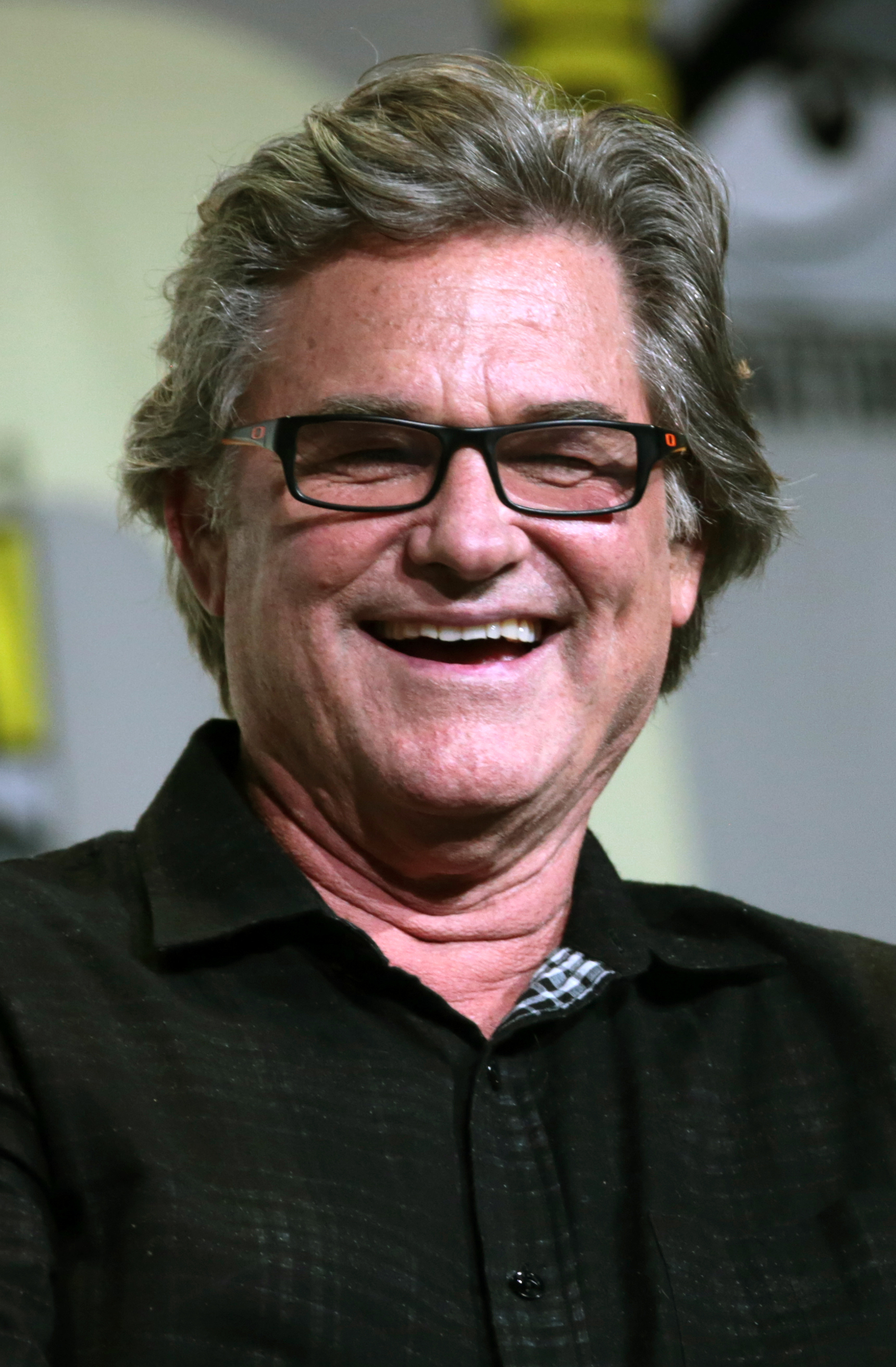
Kurt Russell

Ego (zagrany przez Kurta Russella) należał do rasy Celestial i był biologicznym ojcem Petera Quilla. Cierpiał na kompleks Boga. Stworzył wokół siebie formę planety. Poszukiwał sensu życia i tworząc cielesną powłokę postanowił poznać wszechświat. Ego wędrował po różnych planetach, gdzie zasadzał sadzonkę samego siebie, które miały na celu unicestwienia życia na danej planecie. Jednak do aktywowania sadzonki potrzebny był też drugi Celestial, więc Ego postanowił spłodzić potomka. Poza sadzonkami, Ego zapładniał po jednej kobiecie na danej planecie, do czasu kiedy nie pojawił się na Ziemi i zakochał się w Meredith Quill, z którą miał syna Petera. Aby miłość nie zniszczyła jego planów, zasadził nowotwór w ciele Meredith. Ego wynajął Yondu Udontę, aby porywał z planet jego potomków i dostarczał mu do niego. Jednak okazywało się, że nie dziedziczyły one jego mocy, więc je zabijał. Kiedy Yondu się o tym dowiedział nie dostarczył mu młodego Quilla, którego wychował. Po pokonaniu Ronana przez Strażników rozniosło się, że Quill nie jest w pełni tylko człowiekiem, więc Ego rozpoczął poszukiwania syna. Ego razem z Mantis, którą wychował, odszukał Quilla, ratując jego i pozostałych Strażników przed atakiem Suwerennych. Quill razem z Gamorą i Draxem wyruszył na planetę ojca, gdzie dowiedział się prawdy o swoim pochodzeniu, ale także o planie Ego. Ponieważ Quill nie chciał dobrowolnie poddać się planowi ojca, Ego zmusił go do tego. Ostatecznie Quillowi udało się wydostać spod kontroli ojca i razem z Mantis, Yondu i pozostałymi Strażnikami pokonali go, niszcząc jego rdzeń i wysadzając planetę .
W lutym 2016 roku ujawniono, że Russell został obsadzony w roli na podstawie komiksowego pierwowzoru. W 2017 roku Russell został nominowany za tę rolę do Teen Choice Awards w kategorii „Najlepszy wybuch złości”.

## Przedstawieni w filmieSpider-Man: Homecoming

### Adrian Toomes / Vulture
| Pojawił się              |  |
| ------------------------ |  |
| • Spider-Man: Homecoming |  |

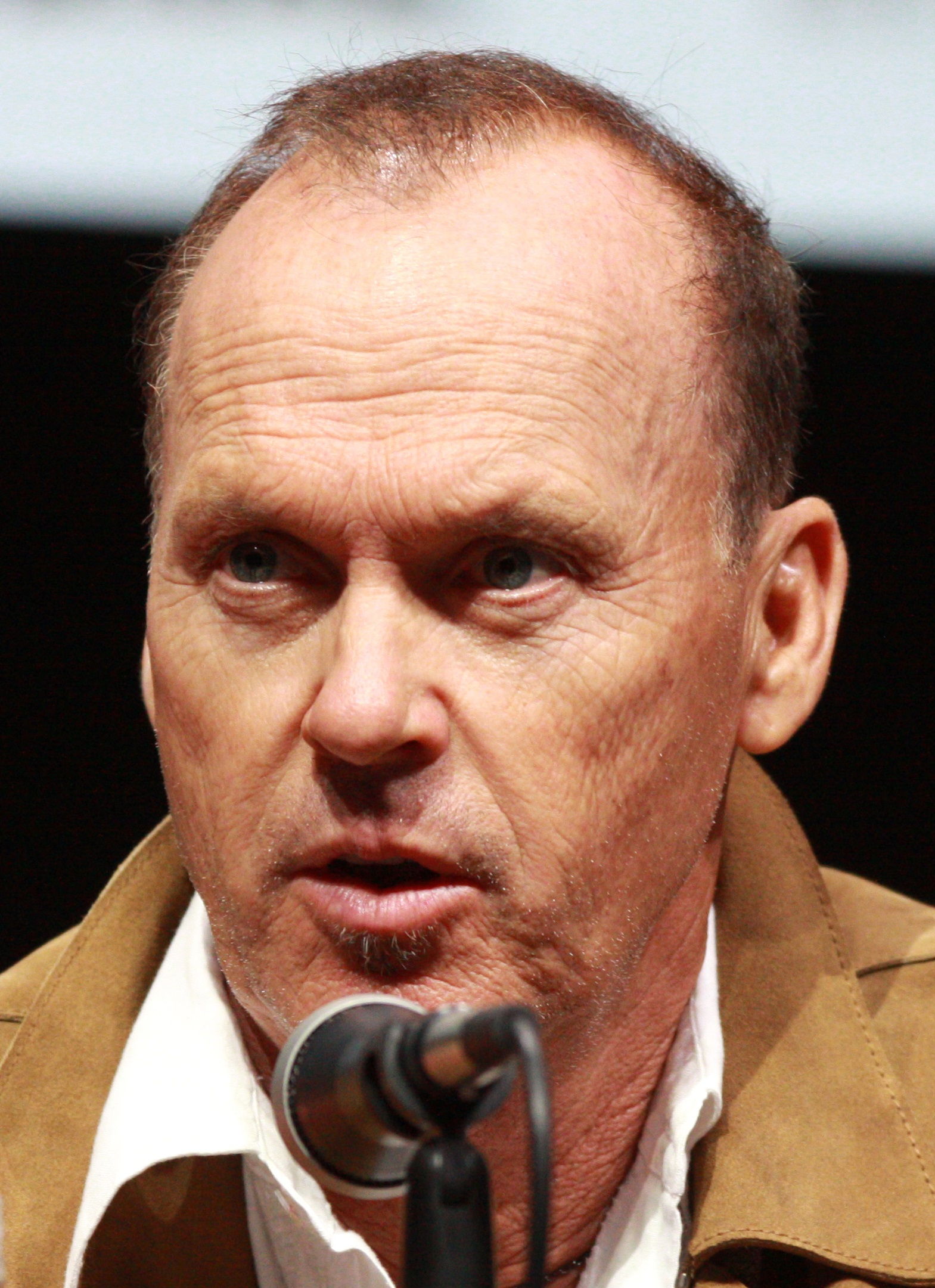
Michael Keaton

Adrian Toomes (zagrany przez Michaela Keatona) ma żonę Doris i córkę Liz. Jest byłym właścicielem „Toomes Salvage Company”, która zajmowała się przez krótki czas sprzątaniem Nowego Jorku po ataku Chitauri na miasto. Po tym jak jego firma straciła kontrakt na rzecz „Damage Control” zajął się wytwarzaniem zaawansowanej broni na bazie pozaziemskiej technologii wykradanej z transportów „Damage Control” oraz jej sprzedażą na czarnym rynku. Toomes współpracował z byłymi pracownikami swojej firmy: Phineasem Masonem, Jacksonem Brice’em i Hermanem Schultzem. Posługiwał się on specjalnym egzoszkieletem wspomaganym ze skrzydłami o nazwie Vulture. Jego działalnością zainteresował się Peter Parker / Spider-Man, który spotykał się z jego córką. Toomes zastraszył Parkera, aby móc przejąć transport Tony’ego Starka z Avengers Tower. Ostatecznie Parker postanowił powstrzymać Toomesa, którego uratował przed eksplozją i zostawił przywiązanego dla policji. Toomes został aresztowany i osadzony w więzieniu, jednak nie ujawnił przed więźniami prawdziwej tożsamości Spider-Mana.
W maju 2016 roku ujawniono, że Keaton został obsadzony w roli na podstawie komiksowego pierwowzoru. Keaton za tę rolę otrzymał w 2018 roku nominację do nagrody Saturn w kategorii „Najlepszy aktor drugoplanowy”.

### Michelle „MJ” Jones-Watson
| Pojawiła się                                                                          |  |
| ------------------------------------------------------------------------------------- |  |
| • Spider-Man: Homecoming • Spider-Man: Daleko od domu • Spider-Man: Bez drogi do domu |  |

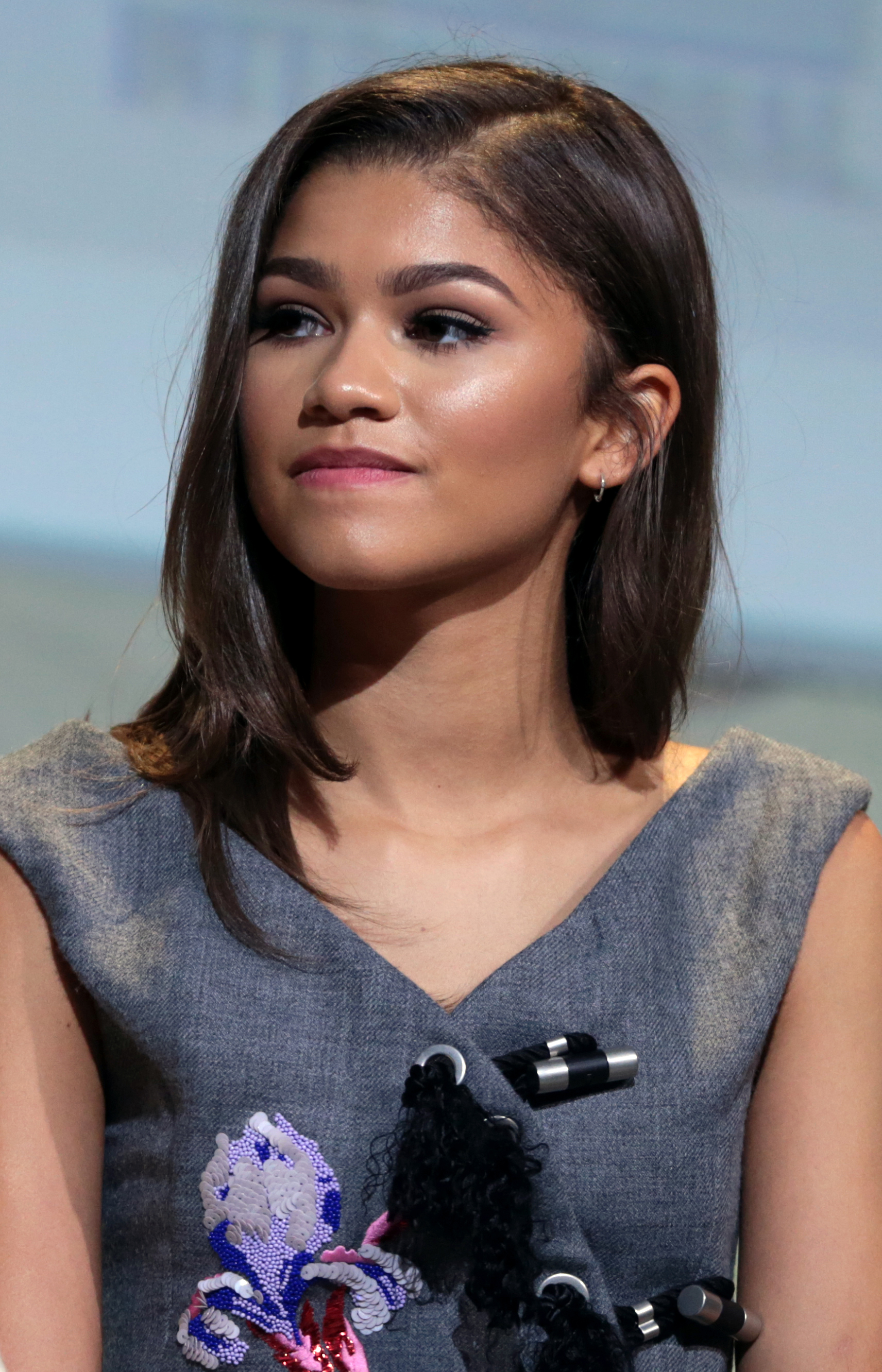
Zendaya Coleman

Michelle „MJ” Jones-Watson (zagrana przez Zendayę) jest uczennicą Midtown High School, w szkole, do której chodzi Peter Parker i członkiem drużyny akademickiego dziesięcioboju. Podczas konkursu w Waszyngtonie odmówiła wejścia do Pomnika Waszyngtona, gdzie jej koledzy utknęli w wyniku wybuchu i zostali uratowani przez Spider-Mana. Po odejściu Liz Toomes ze szkoły Jones została kapitanem drużyny.
W marcu 2016 roku ujawniono, że Zendaya została obsadzona w roli. Postać została stworzona na potrzeby uniwersum. Otrzymała ona w 2017 roku podwójną nominację do Teen Choice Awards w kategoriach „Ulubiona aktorka lata” i „Ulubiona przełomowa rola filmowa”, wygrywając w pierwszej z nich. Otrzymała w 2018 roku nagrodę podczas Nickelodeon Kids’ Choice Awards w kategorii „Ulubiona aktorka filmowa” oraz nominację do nagrody Saturn w kategorii „Najlepszy młody aktor / aktorka”.

### Aaron Davis
| Pojawił się              |
| ------------------------ |
| • Spider-Man: Homecoming |

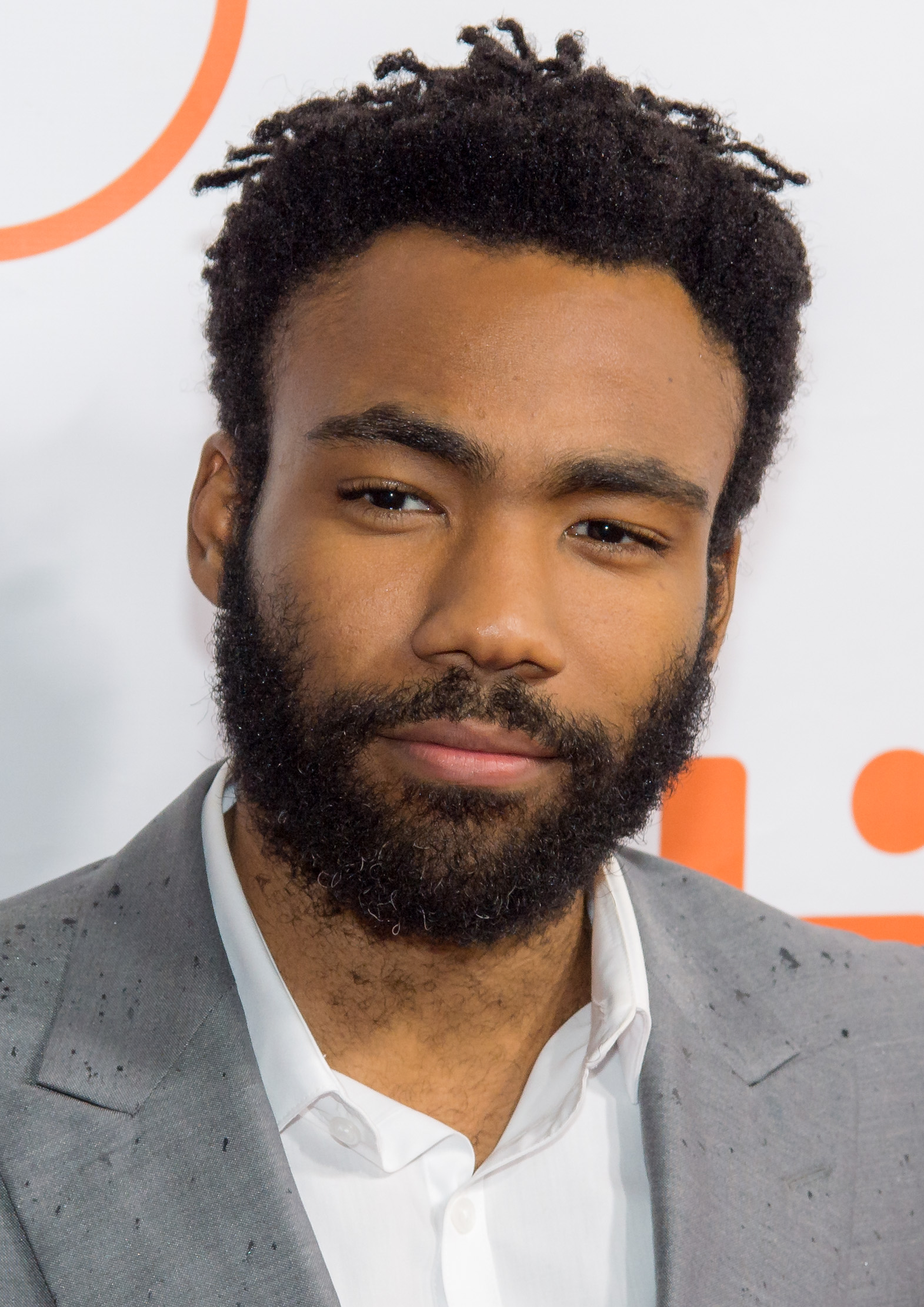
Donald Glover

Aaron Davis (zagrany przez Donalda Glovera) jest drobnym przestępcą mieszkającym w Queens, który spotkał się z ludźmi Adriana Toomesa, Jacksonem Brice’em i Hermanem Schultzem w sprawie kupna broni, która została przerwana przez Petera Parkera / Spider-Mana. Później ujawnił Spider-Manowi miejsce kolejnej transakcji Toomesa z Mac Garganem na promie.
W czerwcu 2016 roku Glover dołączył do obsady. Jego rola na podstawie komiksowego pierwowzoru została ujawniona rok później.

### Anne Marie Hoag
| Pojawiła się             |
| ------------------------ |
| • Spider-Man: Homecoming |

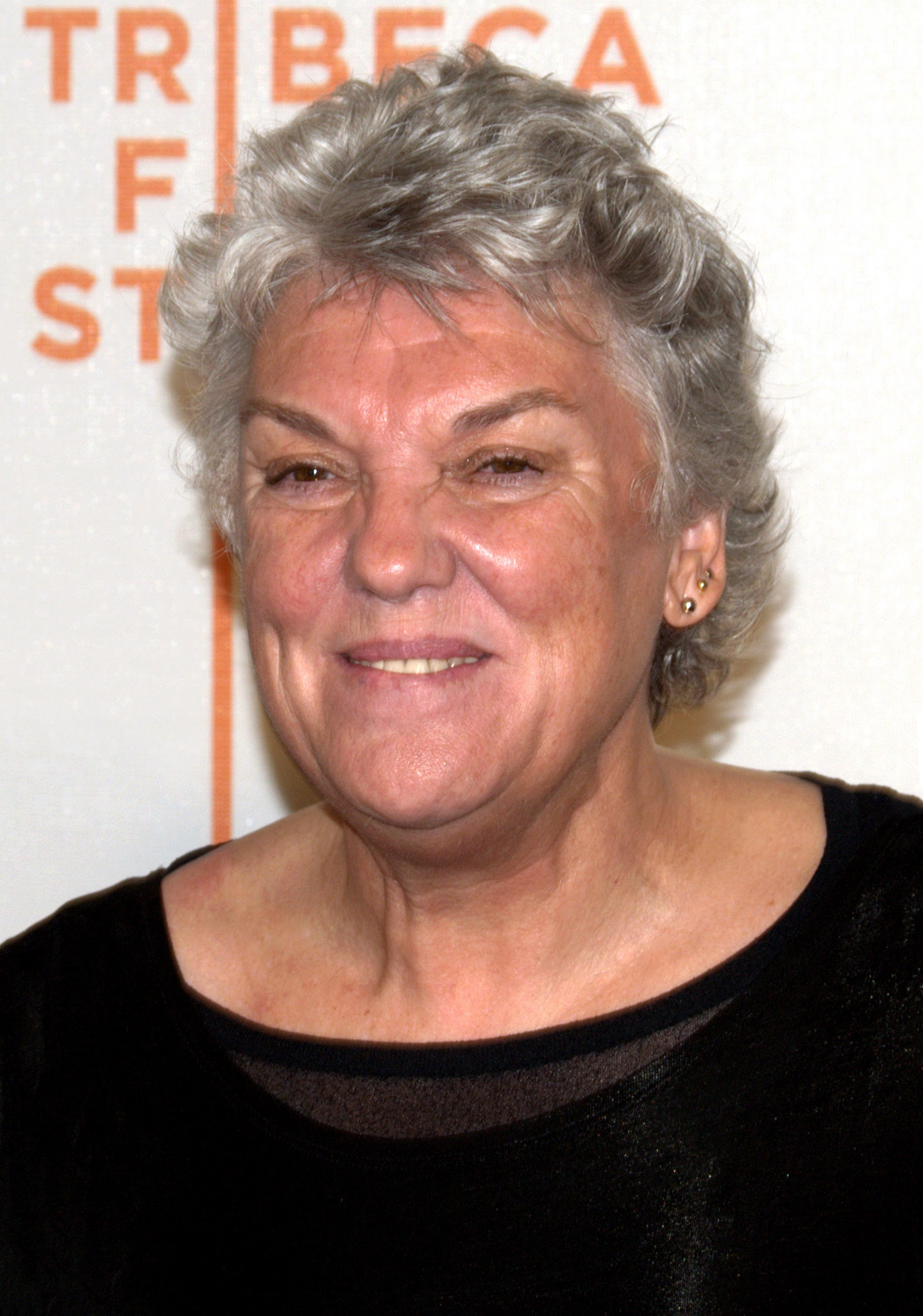
Tyne Daly

Anne Marie Hoag (zagrana przez Tyne Daly) jest szefową Damage Control, która na polecenie Tony’ego Starka miała zajmować się sprzątaniem zniszczeń przypadkowo spowodowanych przez działania Avengers i sojuszników. Odpowiadała za zerwanie kontraktu z „Toomes Salvage Company” i za przejęcie działań porządkowych firmy Adriana Toomesa w Nowym Jorku po ataku Chitauri na miasto.
W czerwcu 2016 roku Daly dołączyła do obsady. Jej rola na podstawie komiksowego pierwowzoru została ujawniona rok później.

### Ned Leeds
| Pojawił się |  |
| --- |  |
| • Spider-Man: Homecoming • Avengers: Wojna bez granic • Avengers: Koniec gry • Spider-Man: Daleko od domu • Spider-Man: Bez drogi do domu |  |

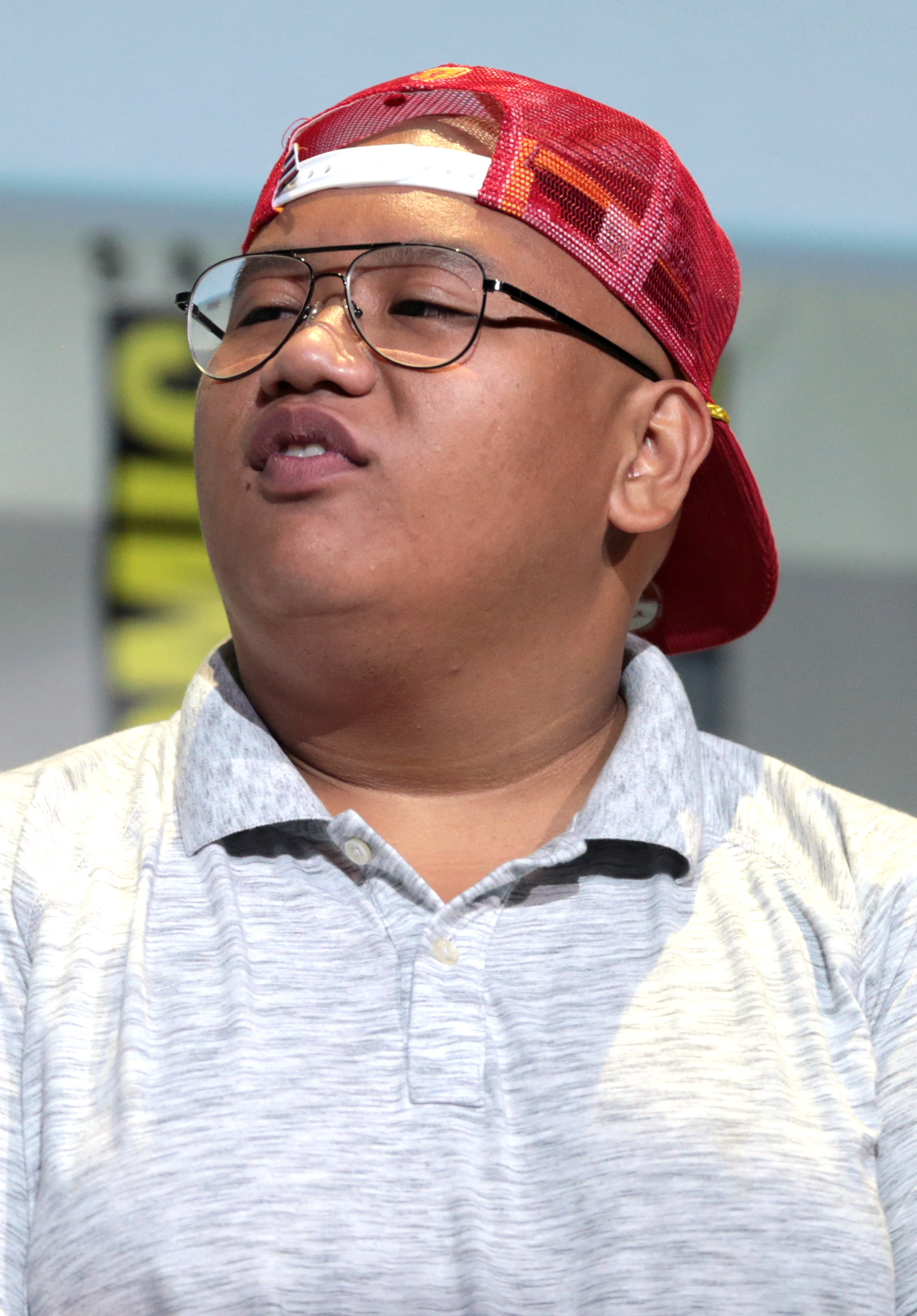
Jacob Batalon

Ned Leeds (zagrany przez Jacoba Batalona) jest uczniem Midtown High School, najlepszym przyjacielem Petera Parkera i członkiem drużyny akademickiego dziesięcioboju. Kiedy dowiedział się, że Parker jest Spider-Manem obiecał mu, że nie zdradzi jego tożsamości i zaczął pomagać Parkerowi. Podczas wycieczki na konkurs drużyny dziesięcioboju w Waszyngtonie pomógł mu usunąć nadajnik w kombinezonie i wyłączyć w nim moduł treningowy. Podczas wycieczki do Pomnika Waszyngtona, posiadał przy sobie fragment elementu zasilającego broń Toomesa, która doprowadziła do wybuchu i jego utknięcia wraz z kolegami w pomnikowej windzie. Parker w stroju Spider-Mana uratował kolegów. Później Leeds pomógł Parkerowi w ostatecznym zostali uratowani przez Spider-Mana. Później pomógł Parkerowi w pokonaniu przed szkołą pomocnika Toomesa, Hermana Shultza / Shockera i próbował poinformować Happy’ego Hogana o planowanej przez Toomesa kradzieży transportu a Avengers Tower.
Leeds jechał szkolnym autobusem z Parkerem, kiedy dwoje Dzieci Thanosa, Ebony Maw i Corvus Glaive zaatakowali Nowy Jork. Leeds odwrócił uwagę kolegów od Parkera chcącego wydostać się z autobusu i założyć strój Spider-Mana. Leeds zniknął po pstryknięciu palcami przez Thanosa. Po pięciu latach powrócił po pstryknięciu dokonanym przez Bannera.
W lipcu 2016 roku ujawniono, że Batalon został obsadzony w roli inspirowanej komiksowym pierwowzorem.

### Sally Avril, Brian „Tiny” McKeever, Cindy Moon
| Pojawili się                                          |
| ----------------------------------------------------- |
| • Spider-Man: Homecoming • Avengers: Wojna bez granic |

Sally Avril (zagrana przez Isabellę Amarę), Brian McKeever (zagrany przez Ethana Dizo) i Cindy Moon (zagrana przez Tiffany Espensen) są uczniami Midtown High School i szkolnymi kolegami Petera Parkera. Jechali szkolnym autobusem z Parkerem, kiedy dwoje Dzieci Thanosa, Ebony Maw i Corvus Glaive zaatakowali Nowy Jork.
Amara i Espensen dołączyły do obsady w czerwcu 2016 roku, natomiast dopiero rok później ujawniono, ze Dizo również znalazł się w obsadzie.

### Eugene „Flash” Thompson
| Pojawił się                                                                           |  |
| ------------------------------------------------------------------------------------- |  |
| • Spider-Man: Homecoming • Spider-Man: Daleko od domu • Spider-Man: Bez drogi do domu |  |

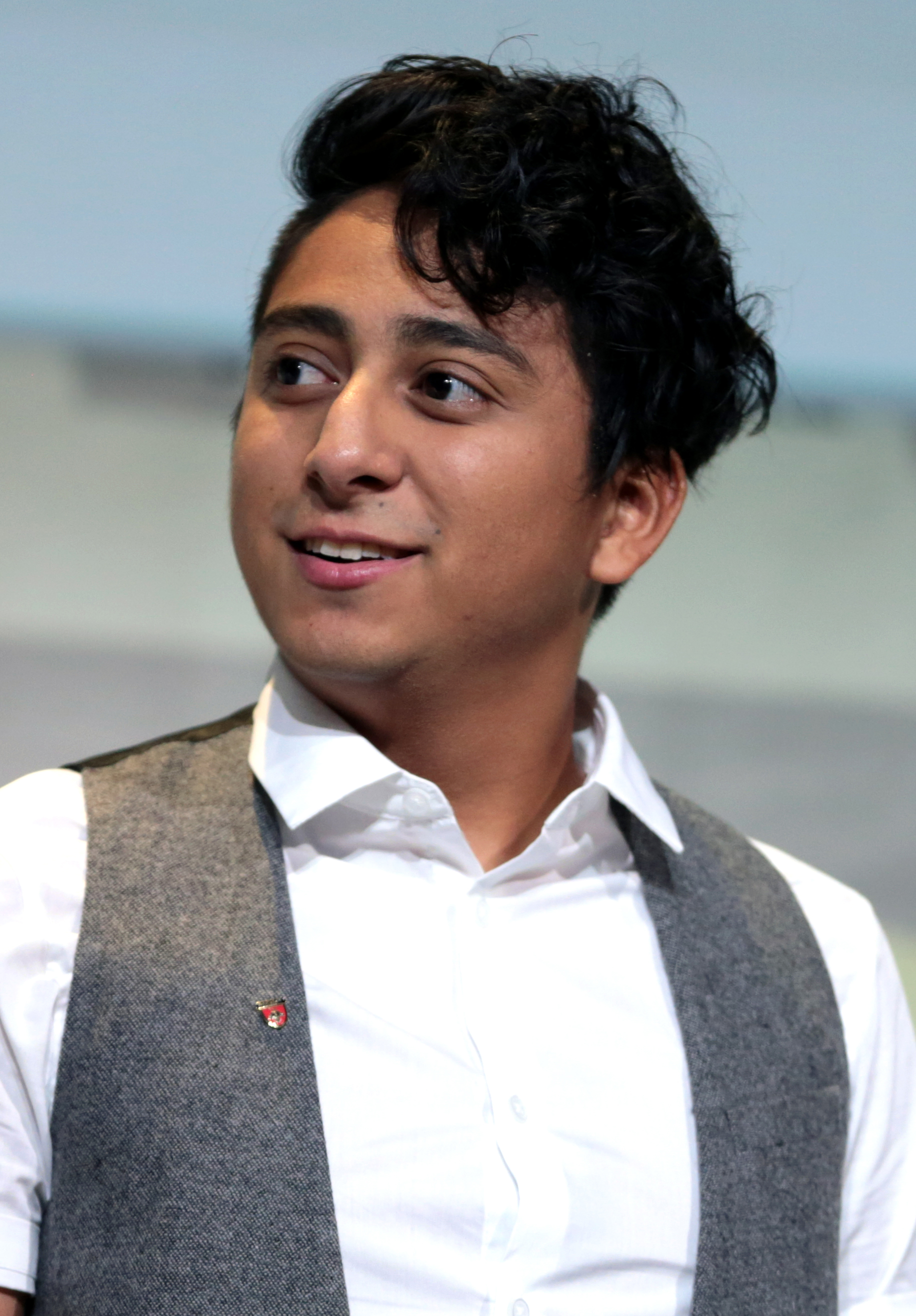
Tony Revolori

Eugene „Flash” Thompson (zagrany przez Tony’ego Revolori)

### Betty Brandt
| Pojawiła się                                                                          |  |
| ------------------------------------------------------------------------------------- |  |
| • Spider-Man: Homecoming • Spider-Man: Daleko od domu • Spider-Man: Bez drogi do domu |  |

Betty Brandt (zagrana przez Angourie Rice)

### Jason Ionello
| Pojawił się                                           |  |
| ----------------------------------------------------- |  |
| • Spider-Man: Homecoming • Spider-Man: Daleko od domu |  |

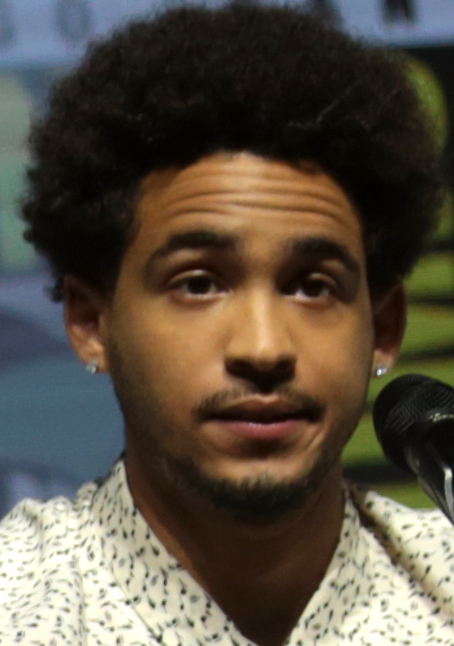
Jorge Lendeborg Jr.

Jason Ionello (zagrany przez Jorge’a Lendeborga Jr.)

## Przedstawieni w filmieThor: Ragnarok

### Hela
| Pojawiła się     |
| ---------------- |
| • Thor: Ragnarok |

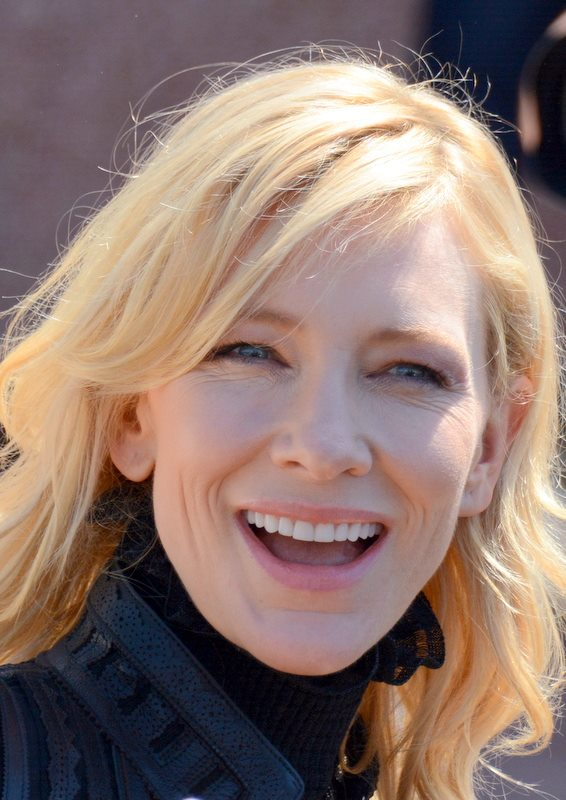
Cate Blanchett

Hela (zagrana przez Cate Blanchett) była córką Odyna, jego pierwszym dzieckiem, boginią śmierci i byłym katem Asgardu. Razem z ojcem podbiła „Dziewięć Krain”. Ostatecznie Odyn wybrał życie w pokoju i uwięził córkę w Niflheim, skąd wydostała się po śmierci ojca. Wyruszyła na spotkanie w Norwegii z Thorem i Lokim, aby oznajmić, że jest prawowitą następczynią tronu Asgardu i zniszczyła Mjolnir. Dostała się przez Bifrost do Asgardu, gdzie pokonała Trzech Wojowników Fandrala, Hoguna i Volstagga i sprzeciwiającą się jej armię Asgardu. Mianowała Skurge’a swoim katem oraz przy pomocy „Wiecznego ognia” wskrzesiła swoją dawną armię i swojego wiernego towarzysza, wilka Fenrisa, którzy złożeni byli w tajemnej krypcie Asgardu. Podczas walki z Thorem, próbującym ewakuować cywilów, wydłubała mu oko. Ponieważ Thor nie był w stanie jej pokonać polecił Lokiemu wskrzesić Surtura za pomocą „Wiecznego ognia”, a sam razem z Hulkiem i Walkirią odciągnął uwagę Heli. Zginęła od miecza Surtura, który zniszczył razem z nią Asgard.
W grudniu 2015 roku poinformowano, że studio rozpoczęło negocjacje z Blanchett odnośnie do jednej z ról. W styczniu 2016 roku potwierdzono udział aktorki, a w lutym tego samego roku ujawniono, że zagra postać na podstawie komiksowego pierwowzoru.

### Arcymistrz
| Pojawił się      |  |
| ---------------- |  |
| • Thor: Ragnarok |  |

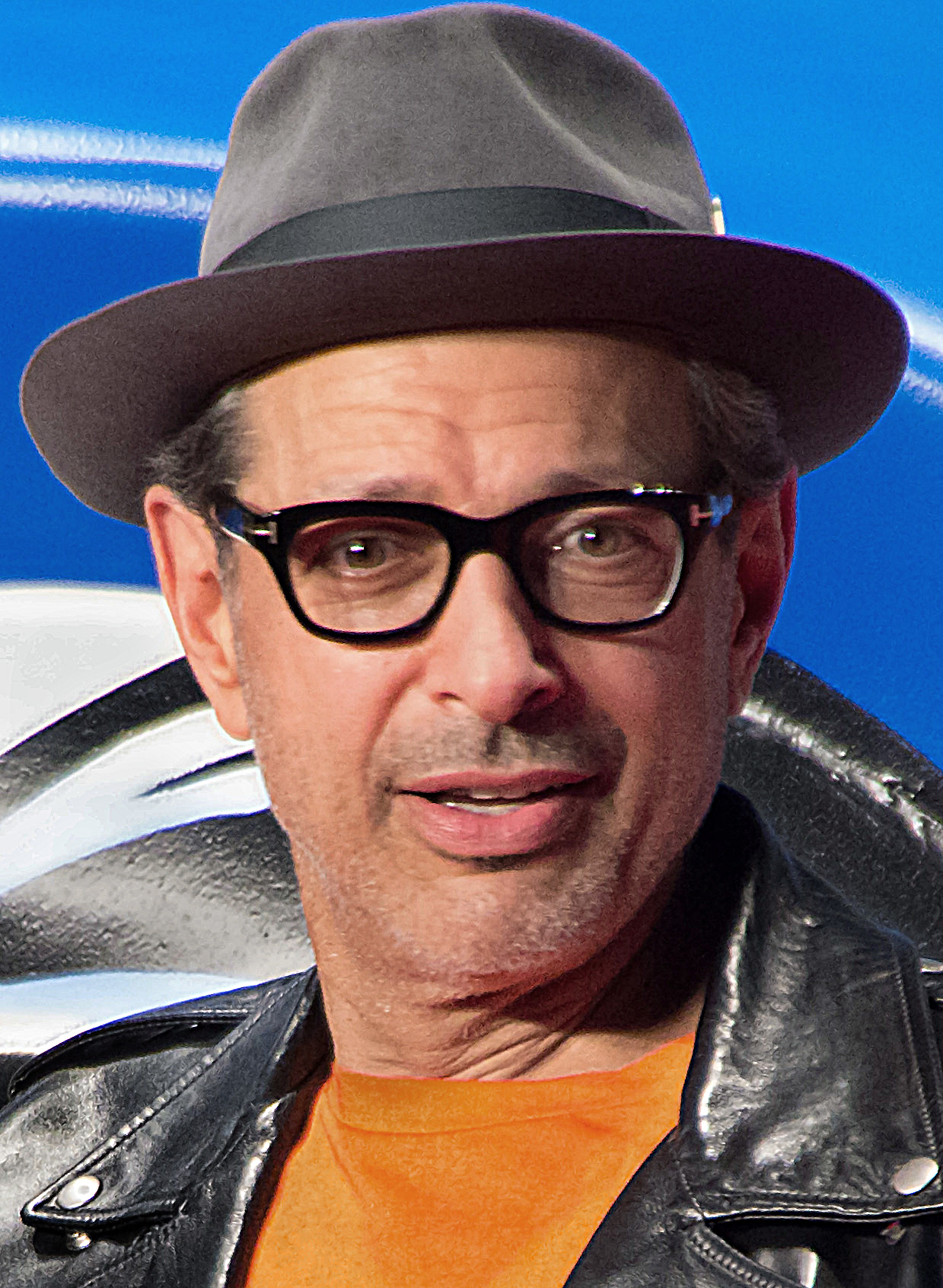
Jeff Goldblum

Arcymistrz (zagrany przez Jeffa Goldbluma) jest bratem Kolekcjonera i władcą na planecie Sakaar, który bardzo lubi rozrywkę i lubi do niej wykorzystywać niższe formy życia. Kupił Thora od Walkirii, aby był jednym z jego gladiatorów. Ulubieńcem i czempionem Arcymistrza, był Hulk, który ostatecznie uciekł razem z Thorem i Walkirią, a przeciwko Arcymistrzowi zostało wzniecone powstanie.
W maju 2016 roku ujawniono, że Goldblum został obsadzony w roli na podstawie komiksowego pierwowzoru.

### Walkiria
| Pojawiła się                                                  |  |
| ------------------------------------------------------------- |  |
| • Thor: Ragnarok • Avengers: Koniec gry • Thor: Miłość i grom |  |

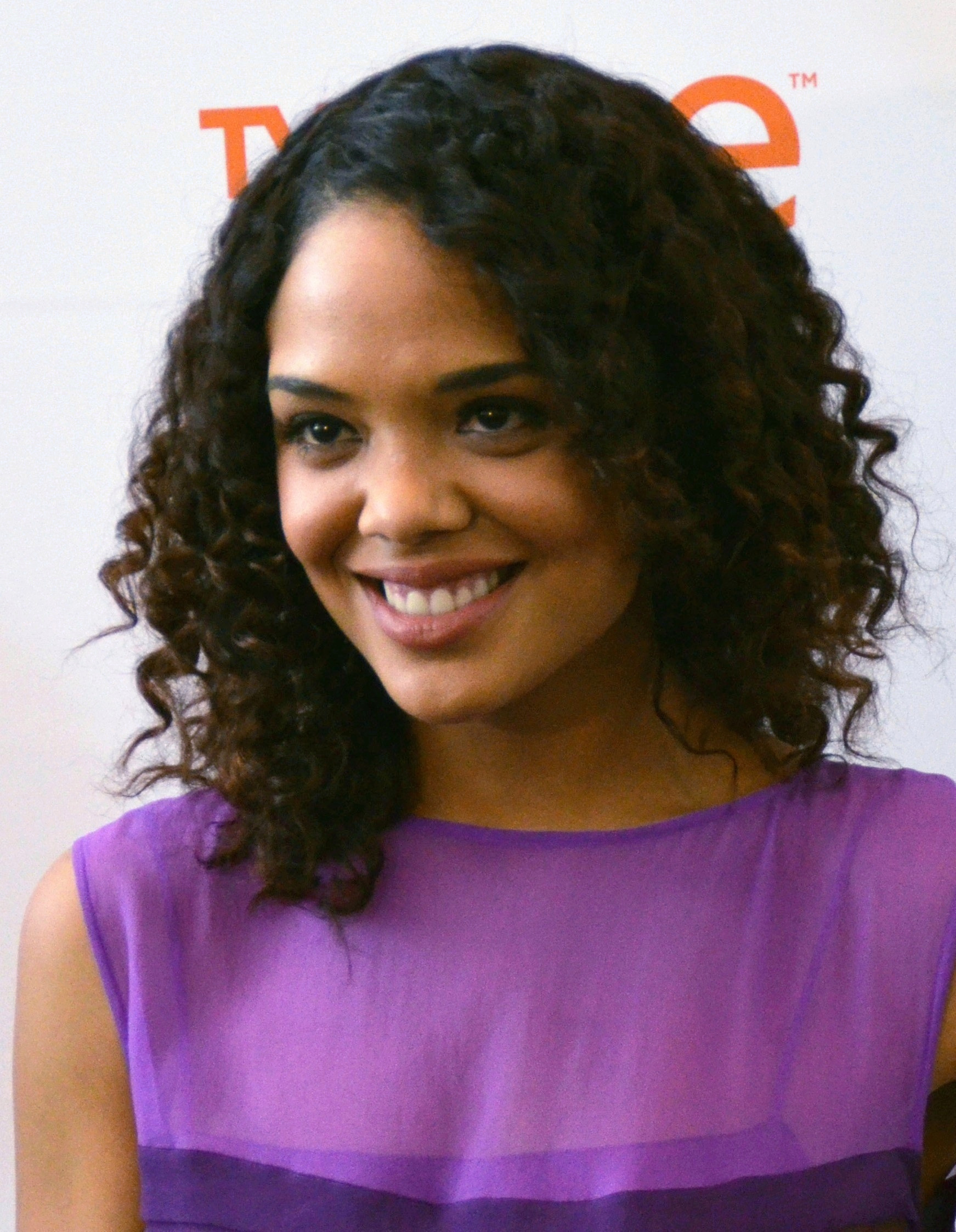
Tessa Thompson

Walkiria (zagrana przez Tessę Thompson) jest asgardską wojowniczką, która należała do elitarnego oddziału Walkirii, która ma skłonność do nadużywania alkoholu. Po pokonaniu go przed latami przez Helę postanowiła uciec z Asgardu i ukrywać się na planecie Sakaar, gdzie współpracowała z Arcymistrzem jako łowca nagród. Zaprzyjaźniła się tam również z Hulkiem. Po wielu latach odnalazła na planecie księcia Asgardu, Thora, którego schwytała i sprzedała Arcymistrzowi. Kiedy dowiedziała się, że Hela ponownie zaatakowała Asgard postanowiła pomóc Thorowi i razem z Bannerem wyruszyli na pomoc Asgardowi. Aby mogli się wydostać z Sakaaru pomogła rozpocząć rewolucję przeciwko Arcymistrzowi. Po pokonaniu Heli i zniszczeniu Asgardu znajdowała się na statku kosmicznym z asgardskimi uchodźcami udającymi się na Ziemię. Po ataku Thanosa i jego dzieci, razem z częścią rodaków udało jej się uciec. Była jedną z ocalałych po pstryknięciu palcami przez Thanosa. Razem z pozostałymi przy życiu asgardczykami, Korgiem i Miekiem trafiła na Ziemię, gdzie zamieszkała w Norwegii, w miasteczku Tønsberg jako nowym Asgardzie, gdzie po załamaniu się Thora opiekowała się społecznością. Wzięła udział w ostatecznej bitwie z Thanosem z przeszłości nad jeziorem przy bazie Avengers, podczas której został on pokonany. Później Thor mianował ją władcą Asgardu.
W kwietniu 2016 roku ujawniono, że Thompson została obsadzona w roli na podstawie komiksowego pierwowzoru. W 2018 roku Thompson otrzymała nominację w kategorii „Najlepsza aktorka drugoplanowa” do Czarnych Szpuli, NAACP Image Awards i nagrody Saturn.

### Skurge
| Pojawił się      |
| ---------------- |
| • Thor: Ragnarok |

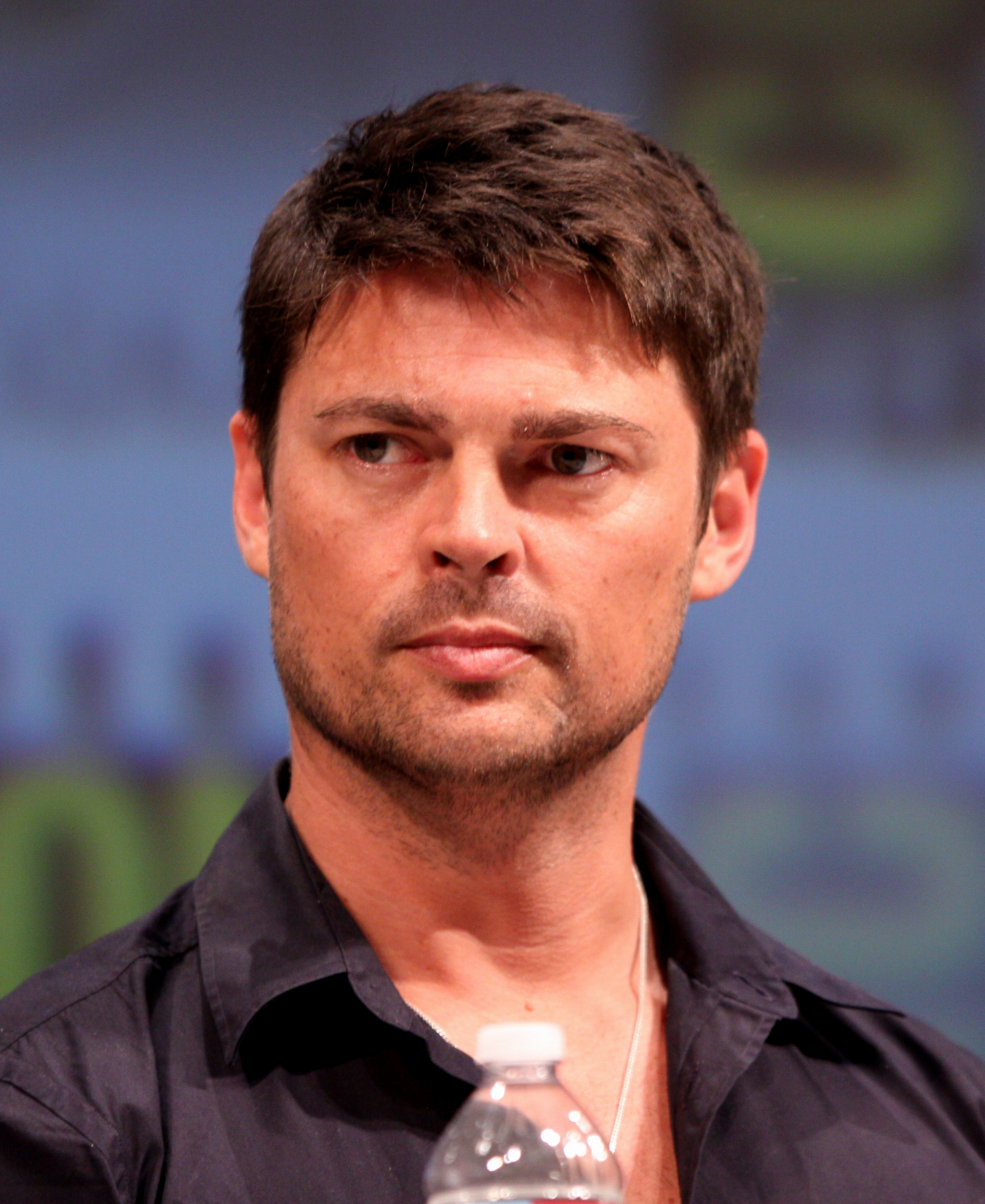
Karl Urban

Skurge (zagrany przez Karla Urbana) był asgardczykiem, który po wygnaniu Heimdalla przez Lokiego został strażnikiem Bifrostu. Kiedy do Asgardu przybyła Hela uznał ją jako pierwszy za władczynię Asgardu, za co w nagrodę został mianowany jej katem. Próbował uciec z asgardczykami, ale ostatecznie zdradził Helę pomagając swoim rodakom uciec strzelając z karabinów do wskrzeszonej armii Heli. Poświęcił swoje życie, stając się jednym z bohaterów Asgardu.
W maju 2016 roku ujawniono, że Urban został obsadzony w roli na podstawie komiksowego pierwowzoru.

### Korg i Miek
| Pojawili się                                                  |  |
| ------------------------------------------------------------- |  |
| • Thor: Ragnarok • Avengers: Koniec gry • Thor: Miłość i grom |  |

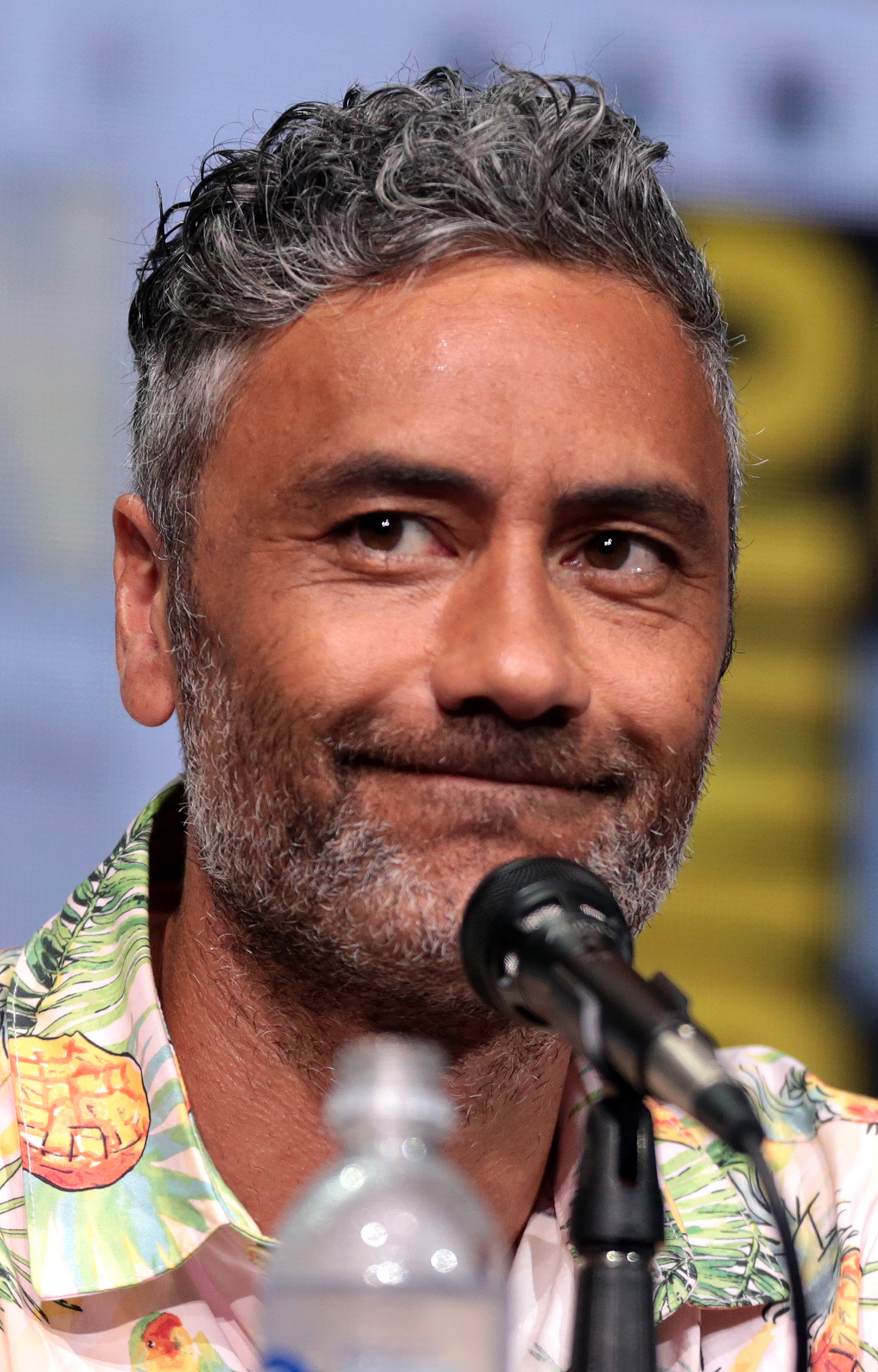
Taika Waititi

Korg (zagrany przez Taikę Waititiego) i Miek byli gladiatorami Arcymistrza, którzy wzniecili rewolucję na Saakarze i pomogli Thorowi w walce z Helą. Po jej pokonaniu i zniszczeniu Asgardu znajdowali się na statku kosmicznym z asgardskimi uchodźcami udającymi się na Ziemię. Po ataku Thanosa i jego dzieci, razem z częścią asgardczyków udało im się uciec. Byli jednymi z ocalałych po pstryknięciu palcami przez Thanosa. Trafili obaj na Ziemię, gdzie w Norwegii, w miasteczku Tønsberg, gdzie stali się mieszkańcami nowego Asgardu. Wzięła udział w ostatecznej bitwie z Thanosem z przeszłości nad jeziorem przy bazie Avengers, podczas której został on pokonany.
Waititi zagrał postać Korga na planie przy użyciu technologii przechwytywania ruchu, jak i udzielił mu głosu. Miek jest postacią stworzoną komputerowo.

## Przedstawieni w filmieCzarna Pantera

### N’Jadaka / Erik „Killmonger” Stevens
| Pojawił się      |
| ---------------- |
| • Czarna Pantera |

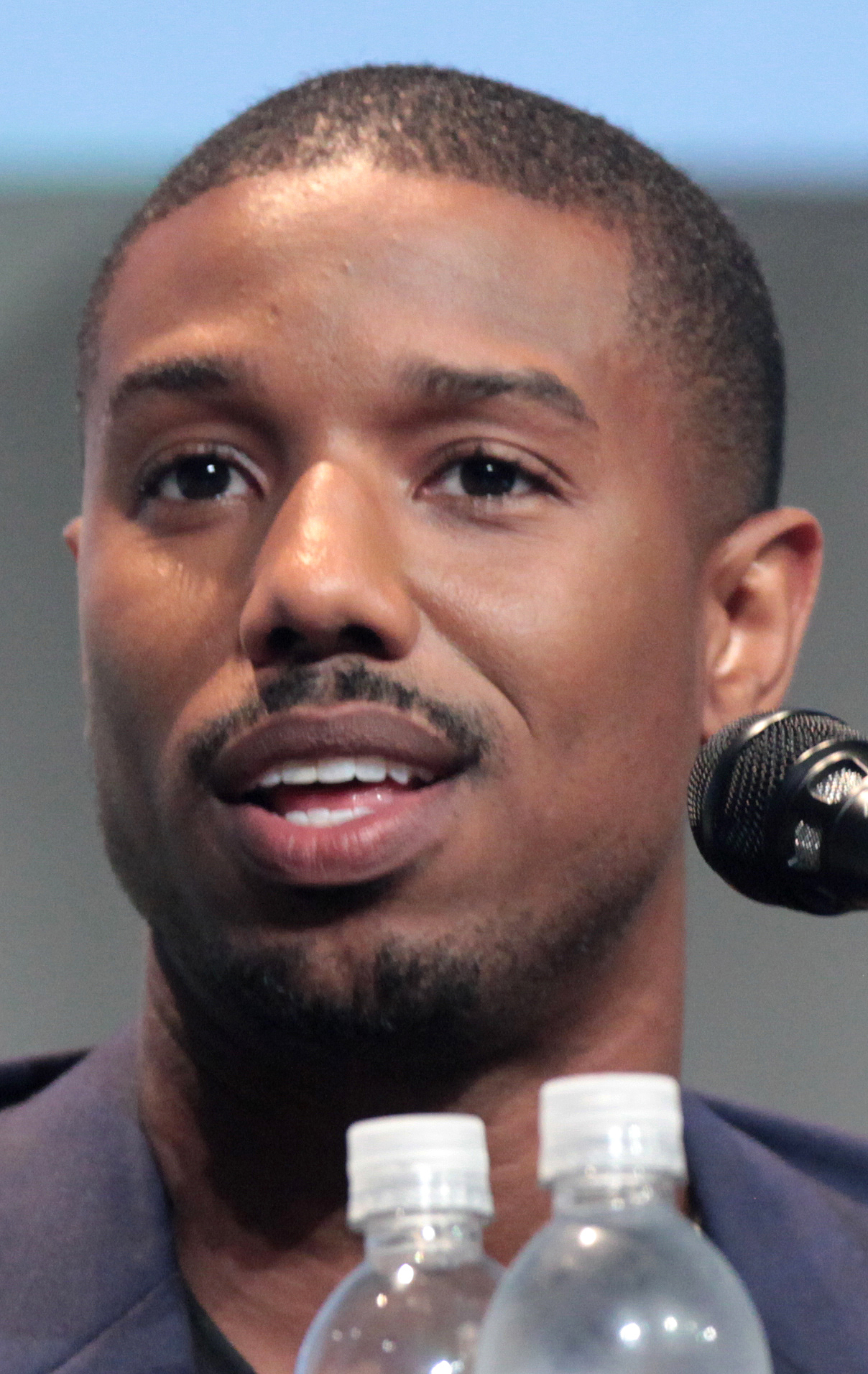
Michael B. Jordan

Erik Stevens (zagrany przez Michaela B. Jordana) był synem N’Jobu, księcia Wakandy i bratankiem T’Chaki. Urodził się jako N’Jadaka. Wychowywał się w Oakland, po śmierci ojca przysiągł zemstę na wuju. Ukończył United States Naval Academy oraz Massachusetts Institute of Technology. Zaraz po ukończeniu nauki wstąpił do United States Navy SEALs i wyjechał do Afganistanu, gdzie zaczął używać przezwiska Killmonger. Następnie dołączył do tajnej jednostki Joint Special Operations Command. Stevens zaczął nacinać swoje ciało inspirując się plemienną skaryfikacją, zaznaczając na swoim ciele ilość zabitych ludzi. Po zakończeniu służby zaczął współpracować z Ulyssesem Klaue’em, którego ostatecznie zabił, aby dostać się do Wakandy. Jego ciało zaniósł W’Kabiemu, którego rodziców zamordował Klaue. Następnie wypowiedział T’Challi pojedynek o tron Wakandy, który wygrał zrzucając go w przepaść. Przy okazji zabił Zuriego, którego również obwiniał za śmierć ojca. Stevens będąc przekonanym, że zabił T’Challę, objął tron Wakandy i zaczął realizować plan ojca, który polegał na rozsyłaniu zaawansowanej technologicznie broni z Wakandy do osób afrykańskiego pochodzenia na całym świecie, aby mogli walczyć z prześladowcami. Ostatecznie T’Challa wspierany przez M’Baku i jego plemię Jabari, powstrzymują Stevensa. N’Jadaka po długiej walce zostaje pokonany przez T’Challę, który oferuje mu pomoc, jednak on wybiera śmierć.
Jordan dołączył do obsady filmu w maju 2016 roku. W lipcu tego samego roku ujawniono, że zagra on postać na podstawie komiksowego pierwowzoru. Jordan za tę rolę otrzymał w 2018 roku nominacje do nagrody Saturn w kategorii „Najlepszy aktor drugoplanowy” i MTV Movie & TV Awards w kategorii „Najlepszy czarny charakter”. Seth Carr zagrał Erika Stevensa jako dziecko,

### Nakia
| Pojawiła się                                            |  |
| ------------------------------------------------------- |  |
| • Czarna Pantera • Czarna Pantera: Wakanda w moim sercu |  |

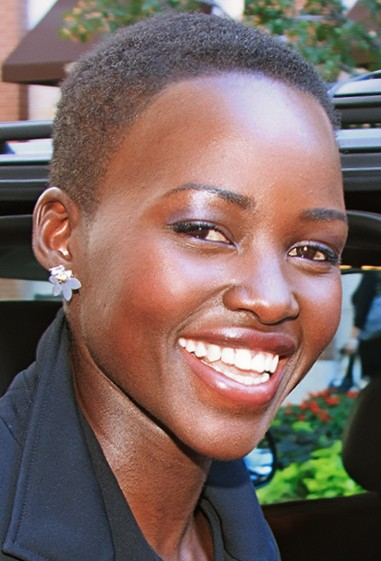
Lupita Nyong’o

Nakia (zagrana przez Lupitę Nyong’o) jest tajnym szpiegiem Wakandy działającym w innych krajach, jest również miłością T’Challi. Uważała, że Wakanda powinna pomagać i otworzyć się na zewnątrz. Pochodzi ona z plemienia Rzecznego. Pomagała T’Challi w schwytaniu Ulyssesa Klaue’a w Korei Południowej. Po przejęciu tronu przez Erika Stevensa pomogła ukryć się Ramondzie i Shuri. Ostatecznie razem z Everettem K. Rossem znalazły schronienie w górach u M’Baku, gdzie okazało się, że T’Challa żyje. Pomogła walczyć ze zwolennikami Stevensa. Później towarzyszyła T’Challi na szczycie ONZ w Wiedniu.
W lipcu 2016 roku ujawniono, że Nyong’o została obsadzona w roli na podstawie komiksowego pierwowzoru. Za tę rolę otrzymała w 2018 roku nominacje do nagrody Saturn w kategorii „Najlepsza aktorka” i MTV Movie & TV Awards w kategorii „Najlepsza ekranowa drużyna”.

### Okoye
| Pojawiła się                                                                                                |  |
| --- |  |
| • Czarna Pantera • Avengers: Wojna bez granic • Avengers: Koniec gry • Czarna Pantera: Wakanda w moim sercu |  |

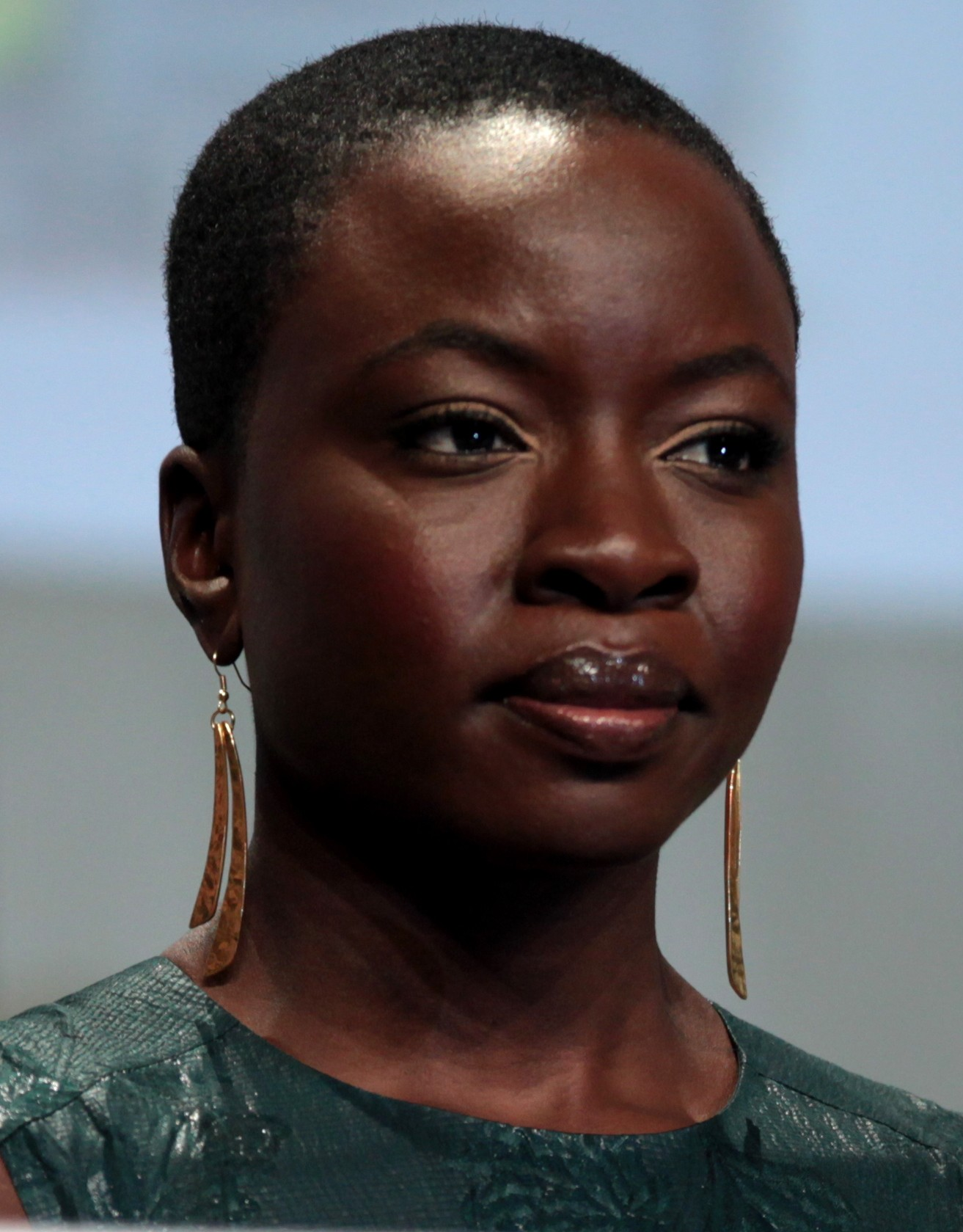
Danai Gurira

Okoye (zagrana przez Danai Gurirę) jest dowódczynią Dora Milaje, straży królewskiej Wakandy. Jest żoną W’Kabiego i wywodzi się z plemienia Strażników. Pomagała T’Challi w schwytaniu Ulyssesa Klaue’a w Korei Południowej. Po przejęciu tronu przez Erika Stevensa miała problem z wyborem pomiędzy obowiązkiem w stosunku do nowego króla a przyjaźnią z T’Challą. Jednak kiedy T’Challa powrócił i okazało się, że przeżył pojedynek ze Stevensem, stanęła ponownie u jego boku.
Brała udział w walkach o obronę Wakandy i kamienia umysłu, który znajdował się na czole Visiona podczas ataku armii Thanosa na Wakandę, gdzie pokonała Proximę Midnight razem z Wandą Maximoff i Nataszą Romanow. Po pstryknięciu palcami przez Thanosa była jedną z ocalałych.
Współpracowała później z pozostałymi Avengers przy zapanowaniu nad chaosem i zagrożeniami spowodowanymi ludobójstwem Thanosa. Wzięła udział w ostatecznej bitwie z Thanosem z przeszłości nad jeziorem przy bazie Avengers, podczas której został on pokonany oraz później uczestniczyła w pogrzebie Tony’ego Starka.
W lipcu 2016 roku ujawniono, że Gurira została obsadzona w roli na podstawie komiksowego pierwowzoru. Za tę rolę otrzymała w 2018 roku nominacje do nagrody Saturn w kategorii „Najlepsza aktorka drugoplanowa” oraz podwójną do MTV Movie & TV Awards za filmy Czarna Pantera i Avengers: Wojna bez granic w kategorii „Najlepsza ekranowa drużyna” i „Najlepsza walka”.

### W’Kabi
| Pojawił się      |
| ---------------- |
| • Czarna Pantera |

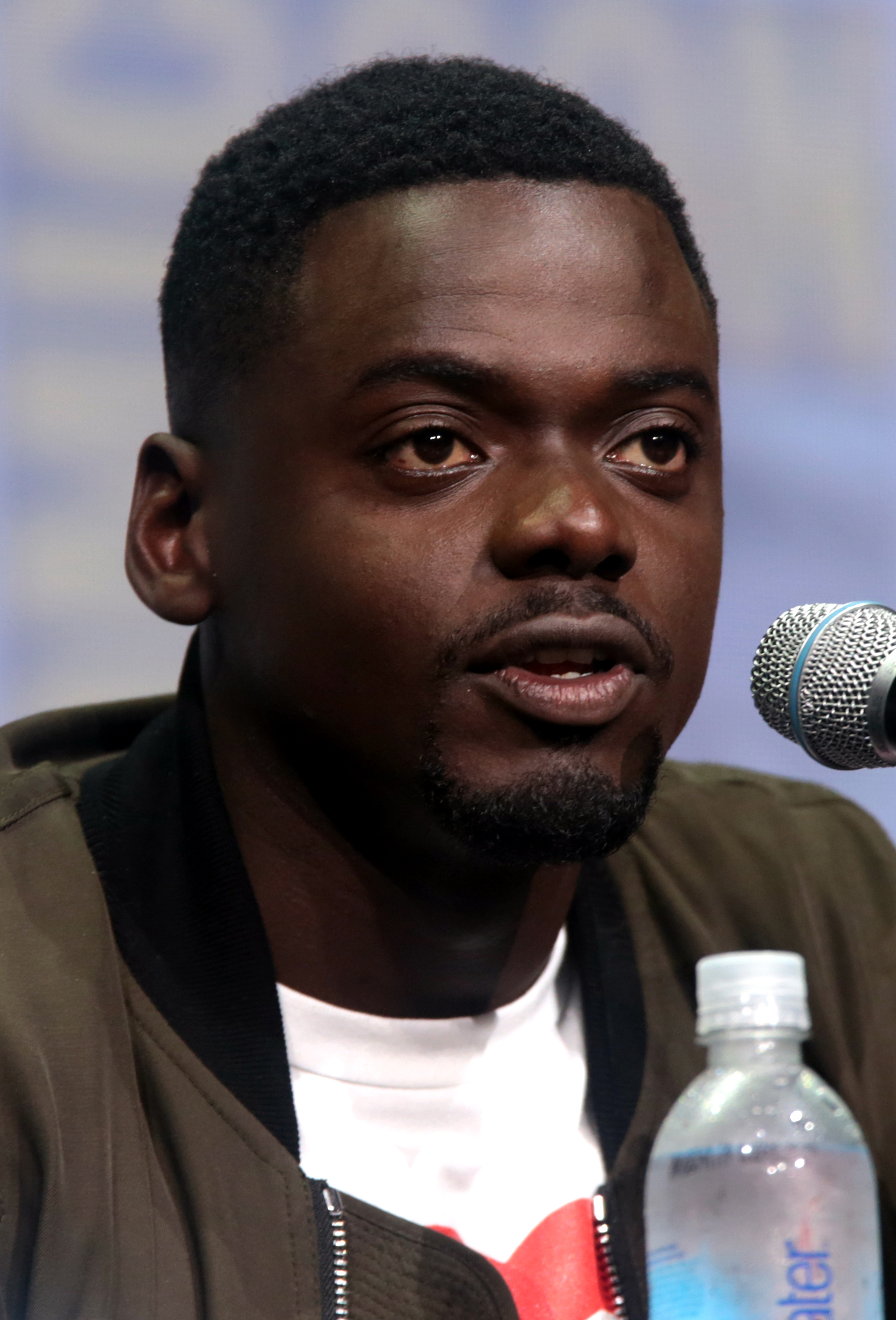
Daniel Kaluuya

W’Kabi (zagrany przez Daniela Kaluuyę) był powiernikiem T’Challi, byłym jego przyjacielem oraz byłym przywódcą plemienia Strażników, które służy jako pierwsza linia obrony dla Wakandy. Jest mężem Okoye. Jego rodzice zostali zamordowani przez Ulyssesa Klaue’a. Po nieudanej próbie jego schwytania przez T’Challę w Korei Południowej, W’Kabi odwrócił się szybko od przyjaciela, zwłaszcza kiedy Erik Stevens przyniósł mu zwłoki Klaue’a. W’Kabi poparł bardzo szybko Stevensa i stanął po jego stronie, kiedy T’Challa powrócił wspierany przez M’Baku w walce o odzyskanie tronu. Ostatecznie zmuszony przez Okoye skapitulował razem z całym plemieniem.
W październiku 2016 roku ujawniono, że Kaluuya został obsadzony w roli na podstawie komiksowego pierwowzoru.

### Shuri
| Pojawiła się                                                                                                |  |
| --- |  |
| • Czarna Pantera • Avengers: Wojna bez granic • Avengers: Koniec gry • Czarna Pantera: Wakanda w moim sercu |  |

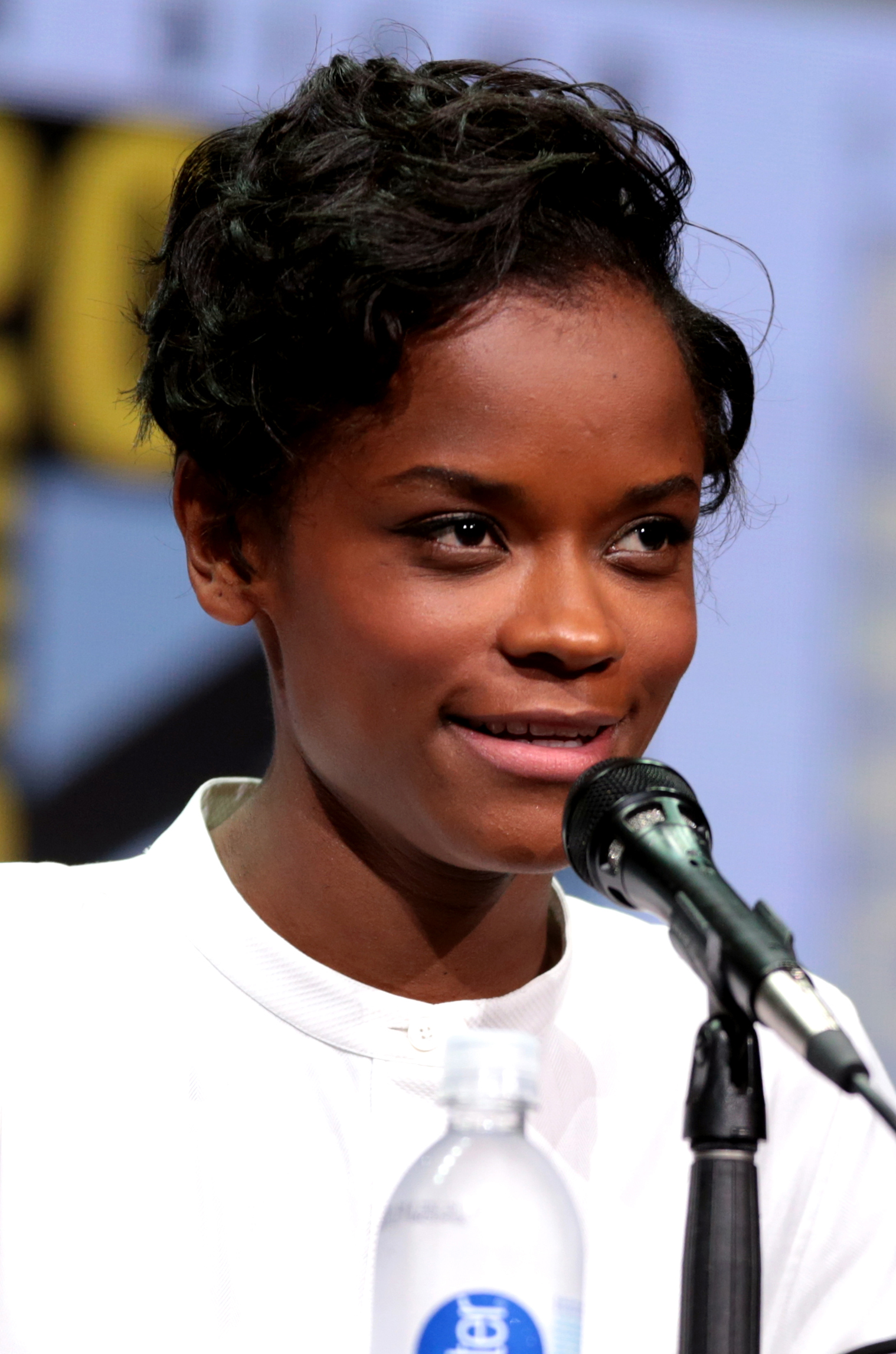
Letitia Wright

Shuri (zagrana przez Letitię Wright) jest księżniczką Wakandy, młodszą siostrą T’Challi, córką T’Chaki i Ramondy. Odpowiada za nowe technologie i za większość nowych wynalazków, w tym za kostium Czarnej Pantery. Pomogła wyleczyć ciężko rannego Everetta K. Rossa oraz wyleczyła z podatności na hipnozę Bucky’ego Barnesa. Po przejęciu tronu przez Erika Stevensa, razem z matką, Nakią i Rossem znalazły schronienie w górach u M’Baku, gdzie okazało się, że jej brat żyje. Brała udział w walkach o odzyskanie tronu przez T’Challę.
Podczas rozmowy z Bruce’em Bannerem odkryła sposób usunięcia i zastąpienia kamienia umysłu z czoła Visiona. Próbowała to zrobić podczas ataku armii Thanosa, której celem było zdobycie tego kamienia. Jej próba jego usunięcia została przerwana przez Corvusa Glaive’a. Znalazła się w gronie tych, którzy zniknęli po pstryknięciu palcem przez Thanosa. Po pięciu latach powróciła po pstryknięciu dokonanym przez Bannera. Wzięła udział w ostatecznej bitwie z Thanosem z przeszłości nad jeziorem przy bazie Avengers, podczas której został on pokonany oraz później uczestniczyła w pogrzebie Tony’ego Starka.
Wright dołączyła do obsady w październiku 2016 roku. W marcu 2017 roku ujawniono, że zagra ona postać na podstawie komiksowego pierwowzoru. Za tę rolę otrzymała w 2018 roku nominacje do nagrody Saturn w kategorii „Najlepszy młody aktor / aktorka” i MTV Movie & TV Awards w kategoriach „Najlepsza postać kradnąca sceny” i „Najlepsza ekranowa drużyna”.

### M’Baku
| Pojawił się                                                                                                 |  |
| --- |  |
| • Czarna Pantera • Avengers: Wojna bez granic • Avengers: Koniec gry • Czarna Pantera: Wakanda w moim sercu |  |

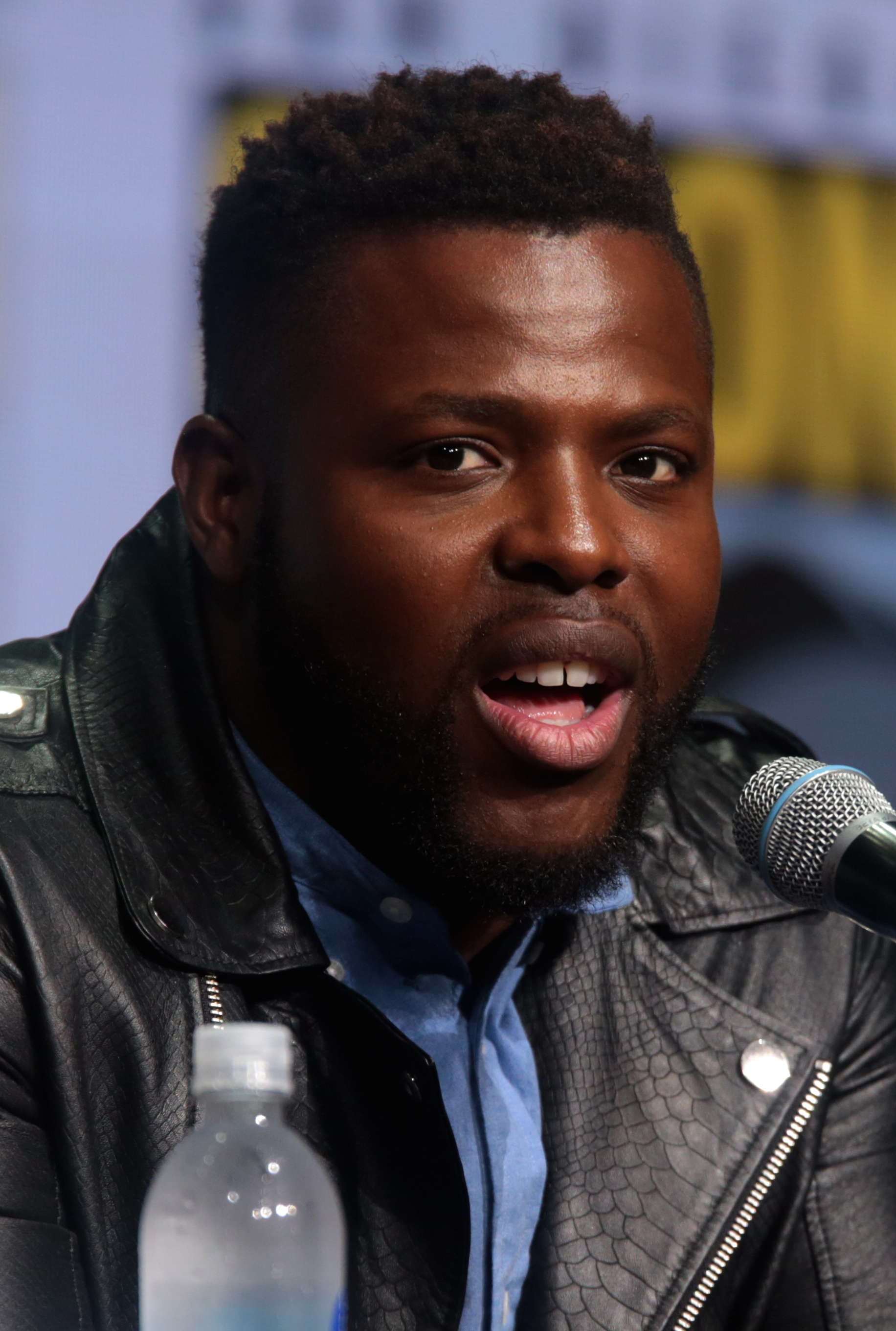
Winston Duke

M’Baku (zagrany przez Winstona Duke’a) jest przywódcą górskiego plemienia Jabari, który sprzeciwiał się objęciu tronu przez T’Challę. Po śmierci T’Chaki wypowiedział T’Challi pojedynek o tron, który przegrał. T’Challa darował mu życie, a on w podziękowaniu za to uratował króla po jego pojedynku z Erikiem Stevensem. Dał schronienie Ramondzie, Shuri, Nakii i Everettowi K. Rossowi oraz udzielił wsparcia T’Challi w walce ze Stevensem o odzyskanie tronu Wakandy.
M’Baku wraz ze swoim plemieniem brał udział w walkach z armią Thanosa. Po pstryknięciu palcami przez Thanosa był jednym z ocalałych. Brał udział w ostatecznej bitwie z Thanosem z przeszłości nad jeziorem przy bazie Avengers, podczas której został on pokonany.
We wrześniu 2016 roku poinformowano, że Duke zagra postać na podstawie komiksowego pierwowzoru. Za tę rolę otrzymał w 2018 roku nominację MTV Movie & TV Awards w kategorii „Najlepsza walka”.

### Ramonda
| Pojawiła się                                                                   |  |
| ------------------------------------------------------------------------------ |  |
| • Czarna Pantera • Avengers: Koniec gry • Czarna Pantera: Wakanda w moim sercu |  |

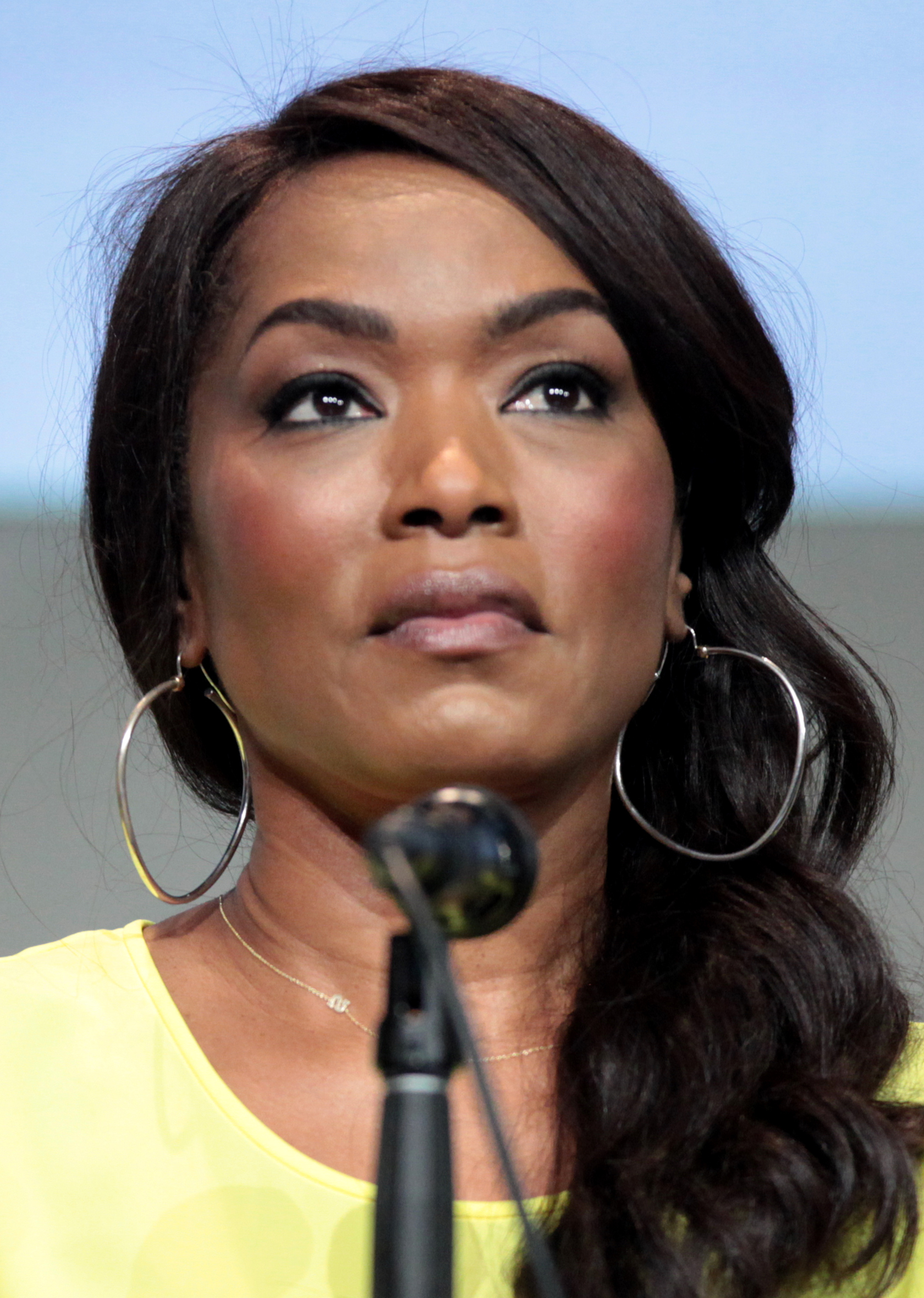
Angela Bassett

Ramonda (zagrana przez Angelę Bassett) jest królową Wakandy, wdową po T’Chace oraz matką T’Challi i Shuri. Zasiada ona w radzie plemiennej. Po przegranym pojedynku syna z Erikiem Stevensem, znalazła razem z córką, Nakią i Everettem K. Rossem schronienie w górach plemienia Jabari u M’Baku, gdzie okazało się, że T’Challa nadal żyje. Po odzyskaniu tronu przez syna powróciła do Wakandy. Po pięciu latach odzyskała utracone dzieci w wyniku zagłady Thanosa, które zostały przywrócone po pstryknięciu dokonanym przez Bannera.
Bassett została obsadzona w roli na podstawie komiksowego pierwowzoru w listopadzie 2016 roku.

### Zuri
| Pojawił się      |
| ---------------- |
| • Czarna Pantera |

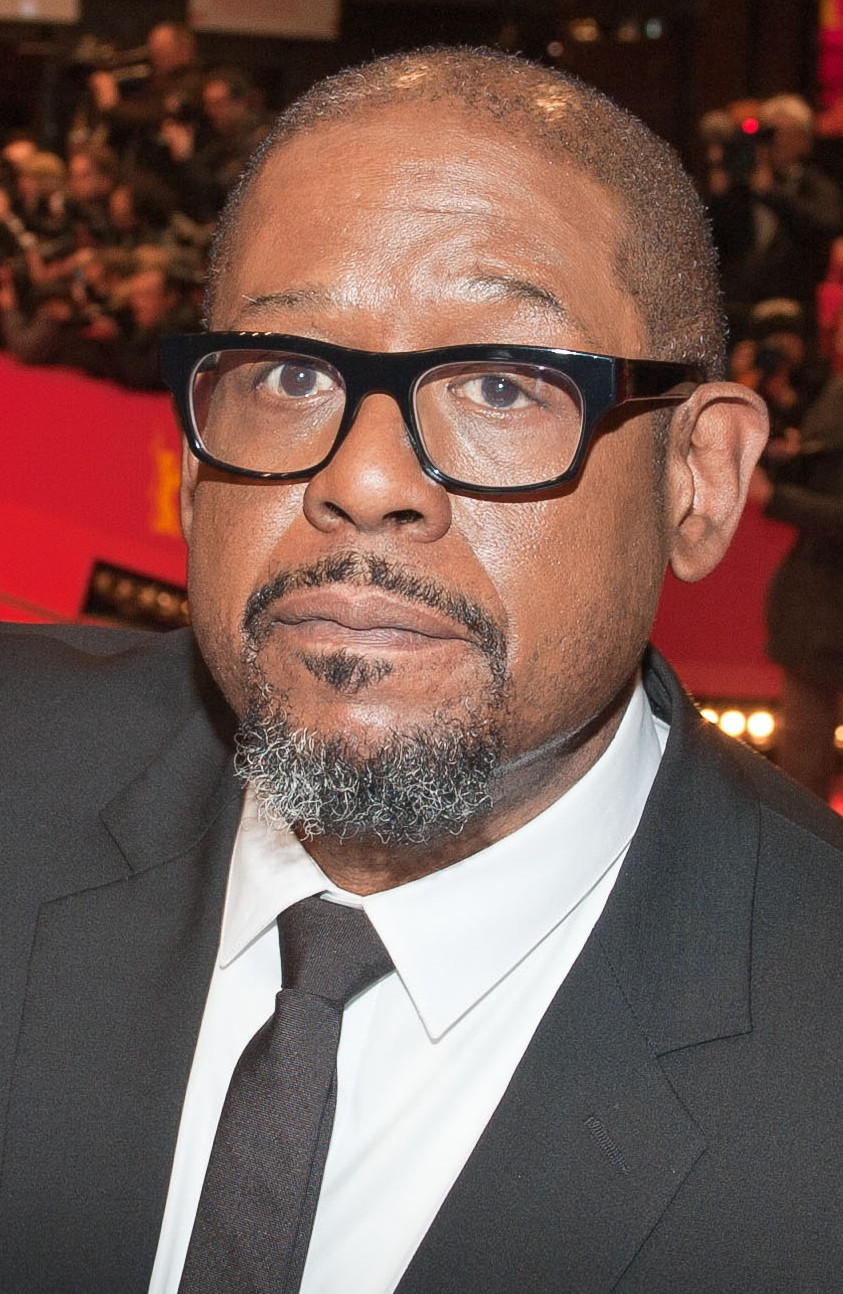
Forest Whitaker

Zuri (zagrany przez Foresta Whitakera) był członkiem starszyzny Wakandy i opiekunem ziela w kształcie serca, które daje siłę Czarnej Panterze. Był wysłany przez króla T’Chakę do Oakland, aby pod imieniem James pilnować N’Jobu, brata króla. Kiedy do Oakland przybył T’Chaka, aby zdemaskować zdradę brata, która polegała na kradzieży vibranium przy współpracy Ulyssesem Klaue’em, został zaatakowany przez N’Jobu. Jednak T’Chaka obronił Zuriego zabijając brata. Podczas pojedynku T’Challi z Erikiem Stevensem został zabity przez Stevensa, który obwiniał go za śmierć ojca.
W październiku 2016 roku ujawniono, że Forest Whitaker został obsadzony w roli na podstawie komiksowego pierwowzoru. Natomiast niespokrewniony z aktorem Denzel Whitaker zagrał młodszą wersję postaci.

## Przedstawieni w filmieAvengers: Wojna bez granic

### Eitri
| Pojawił się                  |
| ---------------------------- |
| • Avengers: Wojna bez granic |

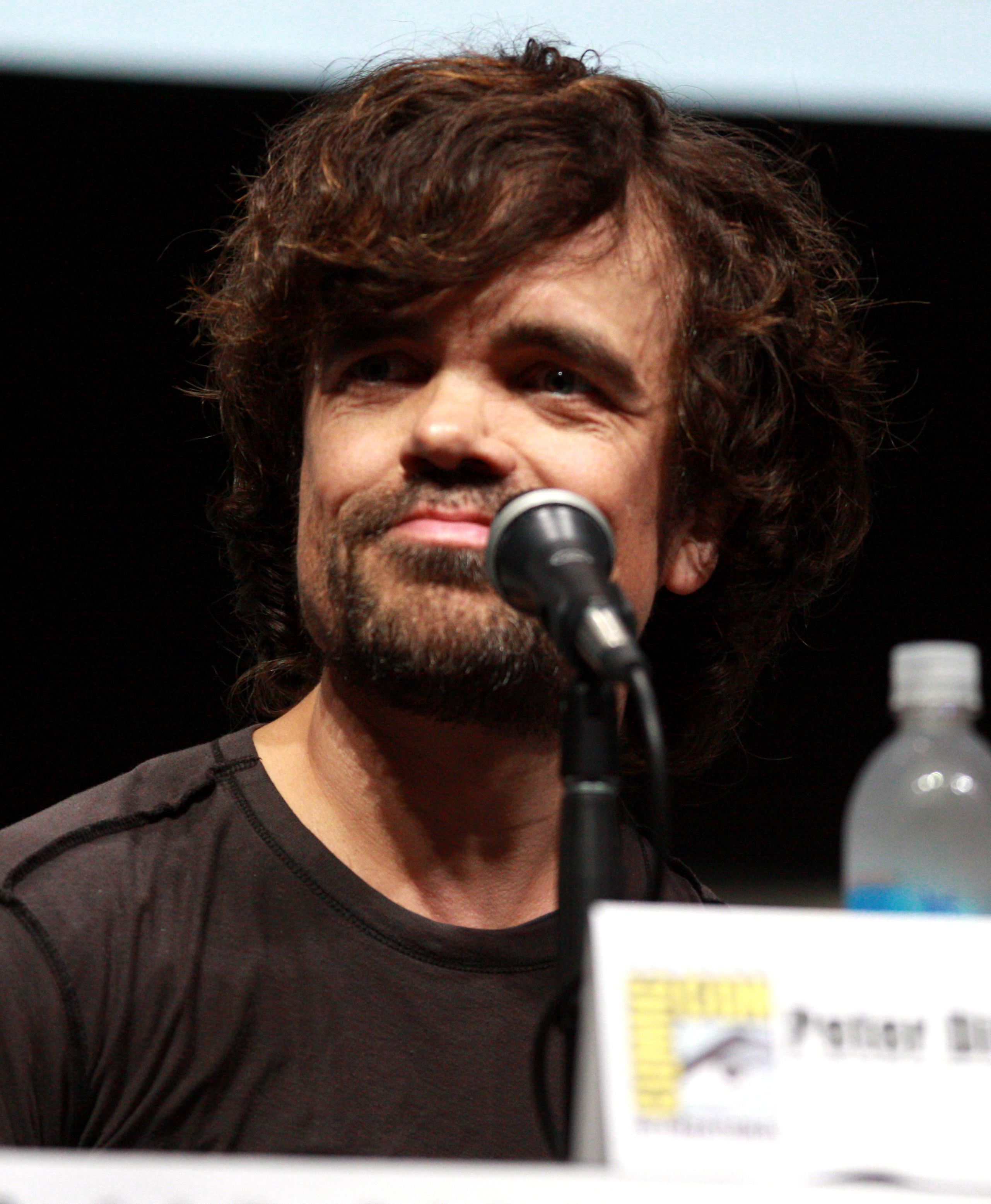
Peter Dinklage

Eitri (zagrany przez Petera Dinklage’a) był królem krasnoludów żyjących na planecie Nidavellir. Łączył ich sojusz z Asgardem, który gwarantował im ochronę. Byli oni kowalami, którzy wytwarzali magiczną broń. To oni wyprodukowali Mjölnir, młot Thora. Pewnego dnia na Nidavellir pojawił się Thanos, który zażądał od Eitriego stworzenia Rękawicy Nieskończoności. Krasnolud zgodził się, licząc że dzięki temu ocali swoich podwładnych, jednak Thanos zabił wszystkich, pozostawiając przy życiu tylko Eitriego, ucinając mu dłonie, aby ten nie mógł stworzyć broni dla kogokolwiek innego. Kilka lat później, kiedy Thanos zaczął zbierać Kamienie Nieskończoności, na Nidavellir pojawił się Thor w towarzystwie Rocketa i Groota. Po utracie Mjölnira król Asgardu potrzebował nowej broni, zdolnej zabić Thanosa. Ostatecznie, pomimo okaleczonych rąk Eitriego, bohaterom udało się wspólnymi siłami stworzyć topór o nazwie Stormbreaker.
W styczniu 2017 roku ujawniono, że Dinklage negocjuje rolę w filmie. W marcu 2018 roku potwierdzono oficjalnie jego udział w filmie, a jego rola na podstawie komiksowego pierwowzoru trzymana była w tajemnicy aż do premiery filmu.

### Cull Obsidian
| Pojawił się                                         |
| --------------------------------------------------- |
| • Avengers: Wojna bez granic • Avengers: Koniec gry |

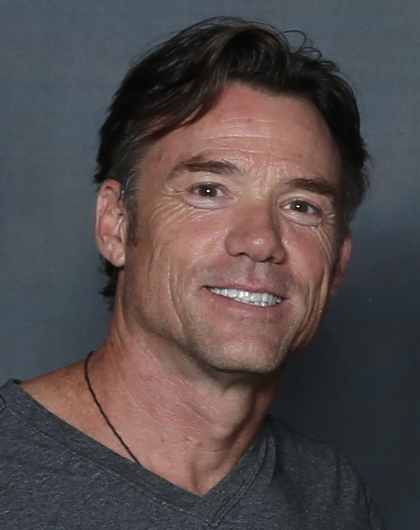
Terry Notary

Cull Obsidian (zagrany przez Terry’ego Notary’ego) był jednym z dzieci Thanosa i należał do jego Czarnego Zakonu. Brał udział w misji pozyskania Kamieni Nieskończoności dla Thanosa. Uczestniczył w zagładzie statku z asgardczykami, później razem z Ebony Mawem próbował pozyskać Kamień Czasu w Nowym Jorku, ale został pokonany przez Wonga, który teleportował go na Antarktykę. Następnie brał udział w bitwie w Wakandzie, gdzie jego celem było pozyskanie Kamienia Umysłu. Został zabity przez Bruce’a Bannera, który używał zbroi Hulkbuster.
Jego wersja z 2014 roku została przeniesiona w czasie razem z Thanosem i jego armią do 2023 roku, gdzie podczas ostatecznej bitwy został zmiażdżony przez Scotta Langa.
W marcu 2017 roku ujawniono, że Notary został obsadzony w jednej z ról. W kwietniu 2018 ujawniono, że zagrał on postać inspirowaną komiksowym Black Dwarfem. Notary zagrał postać na planie przy użyciu technologii przechwytywania ruchu, jak i udzielił jej głosu.

### Proxima Midnight
| Pojawił się                                         |
| --------------------------------------------------- |
| • Avengers: Wojna bez granic • Avengers: Koniec gry |

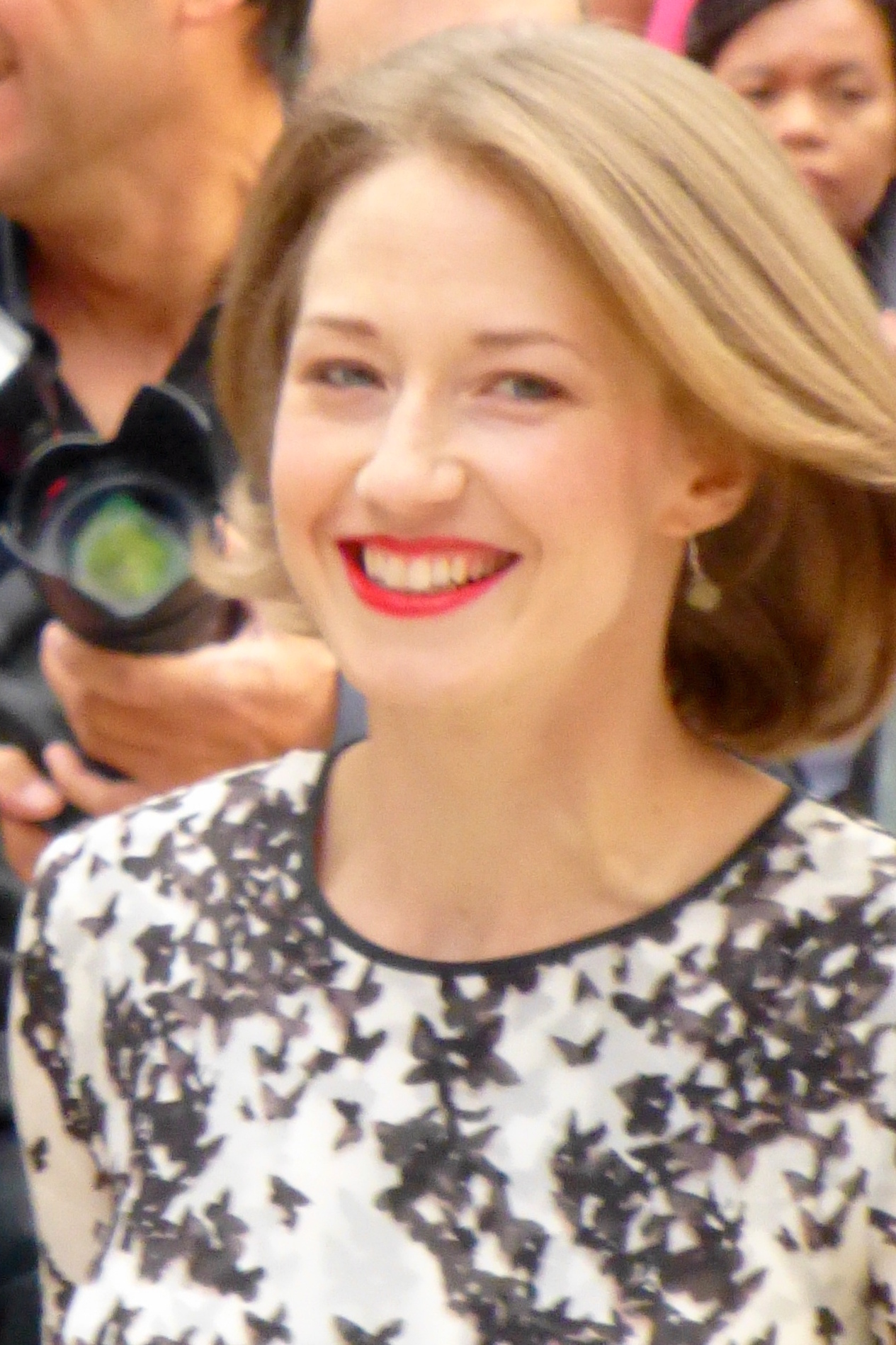
Carrie Coon

Proxima Midnight (zagrana przez Carrie Coon i Monique Ganderton) była jednym z dzieci Thanosa i należała do jego Czarnego Zakonu. Brała udział w misji pozyskania Kamieni Nieskończoności dla Thanosa. Uczestniczyła w zagładzie statku z asgardczykami, później razem z Corvusem Glaive’em pojawiła się w Szkocji, gdzie zaatakowali Visiona i Wandę Maximoff, aby zdobyć Kamień Umysłu znajdującego się na czole Visiona. Zostali pokonani przez Steve’a Rogersa, Nataszę Romanow i Sama Wilsona, którzy przybyli Visionowi i Maximoff z odsieczą. Powrócili na statek, a później pojawiła się w bitwie w Wakandzie, z ponowną próbą zdobycia Kamienia Umysłu, gdzie została obezwładniona i zabita przez Maximoff.
Jej wersja z 2014 roku została przeniesiona w czasie razem z Thanosem i jego armią do 2023 roku, gdzie podczas ostatecznej bitwy obróciła się w pył po pstryknięciu palcami przez Tony’ego Starka, który użył Rękawicy przeciw Thanosowi i jego sojusznikom.
W kwietniu 2018 roku ujawniono, że Coon użyczyła głosu postaci w Avengers: Wojna bez granic. Natomiast na planie przy użyciu technologii przechwytywania ruchu postać została zagrana przez Ganderton w obu filmach.

### Corvus Glaive
| Pojawił się                                         |
| --------------------------------------------------- |
| • Avengers: Wojna bez granic • Avengers: Koniec gry |

Corvus Glaive (zagrany przez Michaela Jamesa Shawa) był jednym z dzieci Thanosa i należał do jego Czarnego Zakonu. Brał udział w misji pozyskania Kamieni Nieskończoności dla Thanosa. Uczestniczył w zagładzie statku z asgardczykami, później razem z Proximą Midnight pojawił się w Szkocji, gdzie zaatakowali Visiona i Wandę Maximoff, aby zdobyć Kamień Umysłu znajdującego się na czole Visiona. Zostali pokonani przez Steve’a Rogersa, Nataszę Romanow i Sama Wilsona, którzy przybyli Visionowi i Maximoff z odsieczą. Powrócili na statek, a później pojawił się w bitwie w Wakandzie, z ponowną próbą zdobycia Kamienia Umysłu, gdzie został zabity przez Visiona jego własną włócznią.
Jego wersja z 2014 roku została przeniesiona w czasie razem z Thanosem i jego armią do 2023 roku, gdzie podczas ostatecznej bitwy obrócił się w pył po pstryknięciu palcami przez Tony’ego Starka, który użył Rękawicy przeciw Thanosowi i jego sojusznikom.
W kwietniu 2018 roku ujawniono, że Shaw użyczył głosu i zagrał na planie przy użyciu technologii przechwytywania ruchu postać na podstawie komiksowego pierwowzoru.

### Ebony Maw
| Pojawił się                                         |
| --------------------------------------------------- |
| • Avengers: Wojna bez granic • Avengers: Koniec gry |

Ebony Maw (zagrany przez Toma Vaughan-Lawlora) był jednym z dzieci Thanosa i należał do jego Czarnego Zakonu. Posługiwał się telekinezą. Brał udział w misji pozyskania Kamieni Nieskończoności dla Thanosa. Uczestniczył w zagładzie statku z asgardczykami, później razem z Ebony Mawem próbował pozyskać Kamień Czasu w Nowym Jorku. Udało mu się uprowadzić Stephena Strange’a razem z Kamieniem na statek. Jednak w pościgu za nim wyruszyli Tony Stark i Peter Parker, dzięki któremu udało się pokonać Mawa poprzez wyrzuceniu go ze statku w kosmos.
Jego wersja z 2014 roku pomogła uzyskać dane z Nebuli z przyszłości i odtworzyć cząsteczki Pyma, które umożliwiły jego przeniesienie w czasie razem z Thanosem oraz armią Thanosa do 2023 roku, gdzie podczas ostatecznej bitwy obrócił się w pył po pstryknięciu palcami przez Tony’ego Starka, który użył Rękawicy przeciw Thanosowi i jego sojusznikom.
W sierpniu 2017 roku ujawniono, że Vaughan-Lawlor zagra na planie przy użyciu technologii przechwytywania ruchu postać na podstawie komiksowego pierwowzoru. Aktor użyczył też głosu postaci.

## Przedstawieni w filmieAnt-Man i Osa

### Sonny Burch
| Pojawił się     |
| --------------- |
| • Ant-Man i Osa |

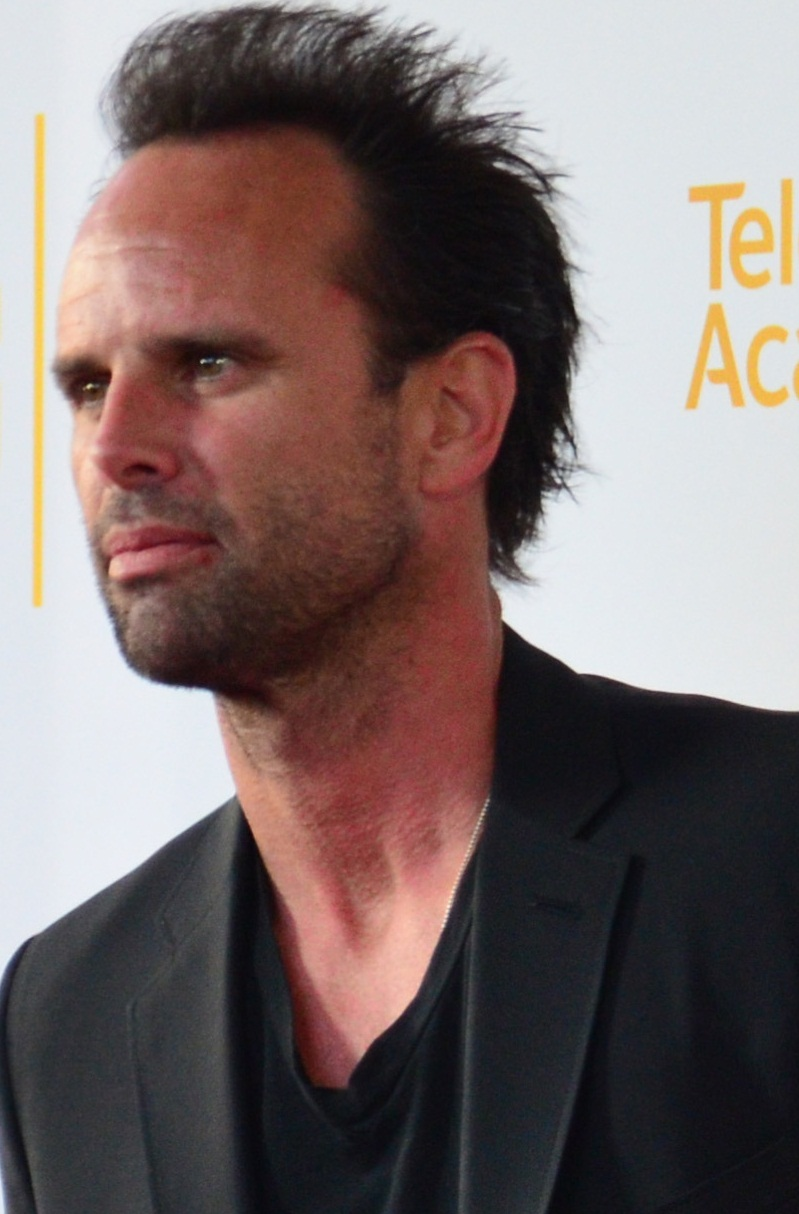
Walton Goggins

Sonny Burch (zagrany przez Waltona Gogginsa) jest gangsterem, który zajmował się sprzedażą techniki na czarnym rynku.
Goggins został obsadzony w roli na podstawie komiksowego pierwowzoru w lipcu 2017 roku.

### Ava Starr / Duch
| Pojawiła się    |
| --------------- |
| • Ant-Man i Osa |

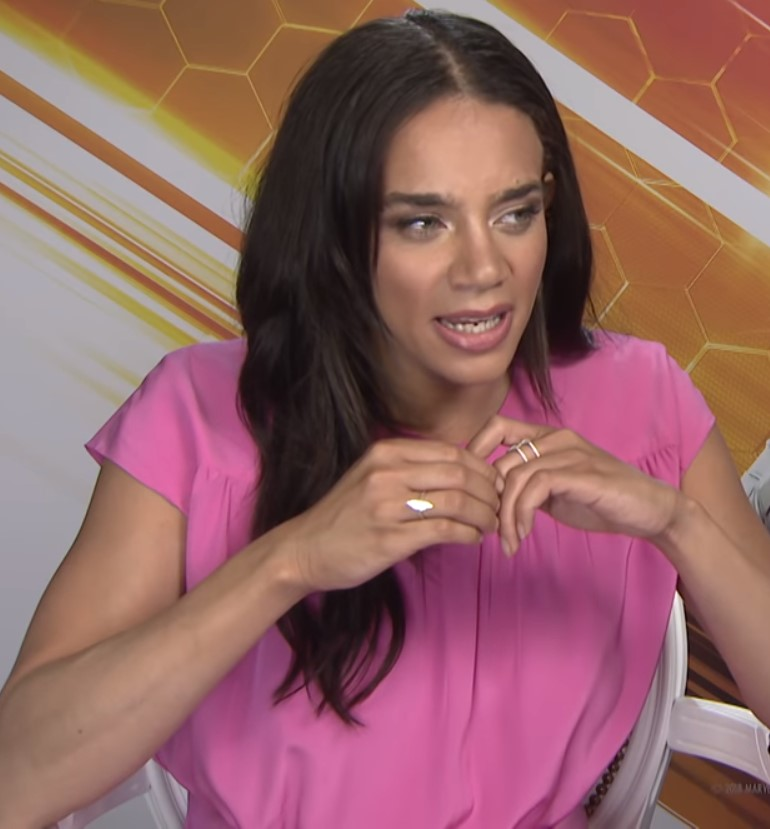
Hannah John-Kamen

Ava Starr (zagrana przez Hannę John-Kamen) jest córką Elihasa Starra, byłego naukowca T.A.R.C.Z.Y. oraz Catherine Starr, którzy zginęli w wybuchu laboratorium jej ojca, wskutek którego ona sama zyskała zdolność dematerializowania się, która była dla niej bardzo bolesna. Zajął się nią doktor Bill Foster, były kolega jej ojca, który skonstruował dla niej specjalny kombinezon i pomieszczenie, które miały na celu ulżyć jej w bólu. Obiecał on jej również pomoc w odwróceniu tego procesu. Chciał do tego wykorzystać energię z wymiaru kwantowego i przebywającą w nim Janet Van Dyne. Po walce Scotta Langa i Hope Van Dyne z nią. Hankowi Pymowi udało się wydostać żonę, Janet z wymiaru, a ona dzięki uzyskanym w nim zdolnością wyleczyła Starr. Starr i Foster postanowili zbiec i się ukrywać.
John-Kamen została obsadzona w roli na podstawie komiksowego pierwowzoru w czerwcu 2017 roku. RaeLynn Bratten zagrała postać jako dziecko.

### Jimmy Woo
| Pojawił się                   |  |
| ----------------------------- |  |
| • Ant-Man i Osa • WandaVision |  |

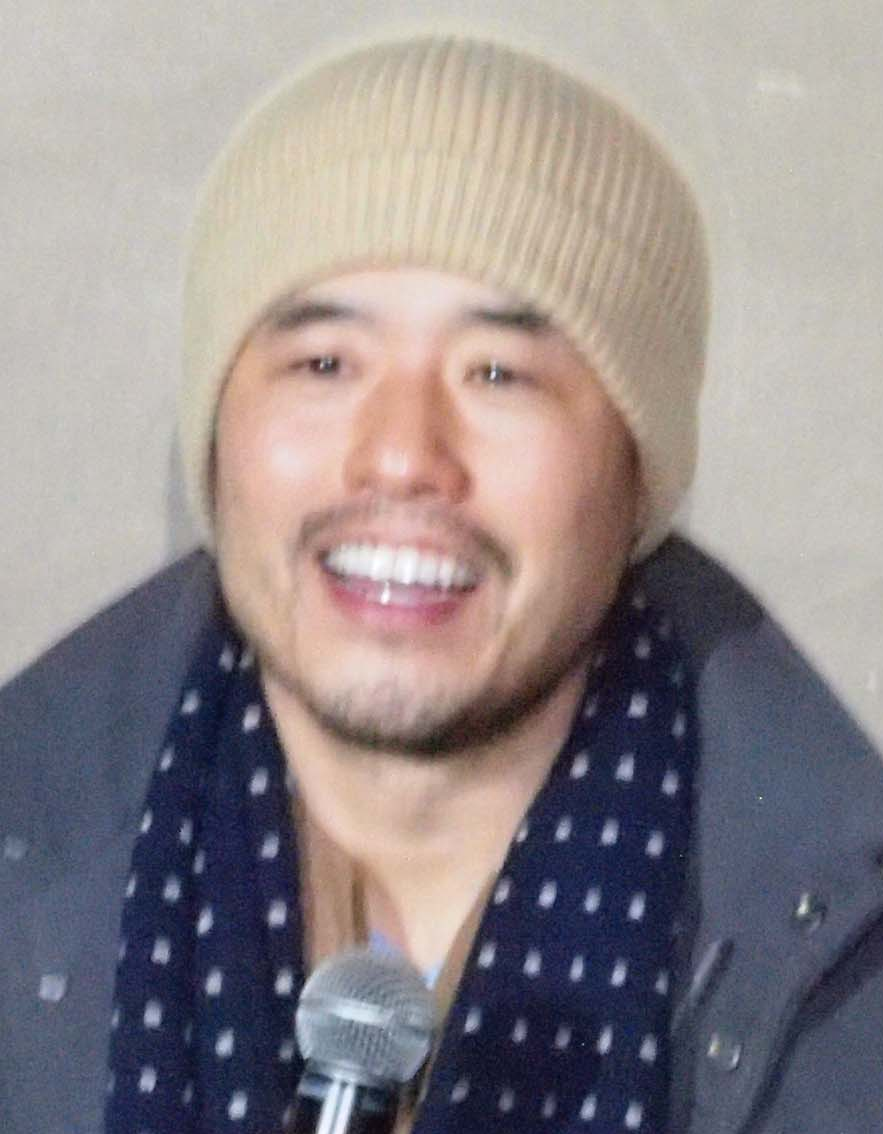
Randall Park

Jimmy Woo (zagrany przez Randalla Parka) jest agentem FBI, który został przydzielony do monitorowania Scotta Langa.
Park został obsadzony w roli na podstawie komiksowego pierwowzoru w lipcu 2017 roku.

### Bill Foster
| Pojawił się     |
| --------------- |
| • Ant-Man i Osa |

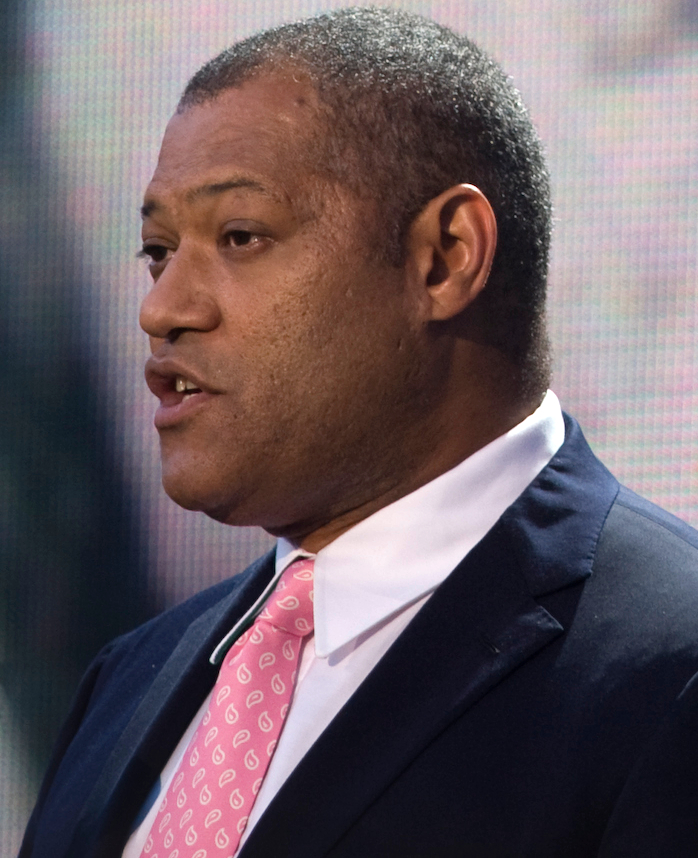
Laurence Fishburne

Bill Foster (zagrany przez Laurence’a Fishburne’a) jest byłym kolegą Hanka Pyma i Janet Van Dyne z dawnych lat, z którymi współpracował w czasach T.A.R.C.Z.Y. Po śmierci Elihasa i Catherine Starrów zajął się ich córką Avą, która w wyniku wypadku zyskała możliwość bycia niematerialną.
Fishburne został obsadzony w roli na podstawie komiksowego pierwowzoru w lipcu 2017 roku. Langston Fishburne zagrał młodszego Fostera.

## Przedstawieni w filmieKapitan Marvel

### Carol Danvers / Kapitan Marvel
| Pojawiła się |  |
| --- |  |
| • Kapitan Marvel • Avengers: Koniec gry • Shang-Chi i legenda dziesięciu pierścieni (rola cameo) • Ms. Marvel (rola cameo) • Marvels |  |

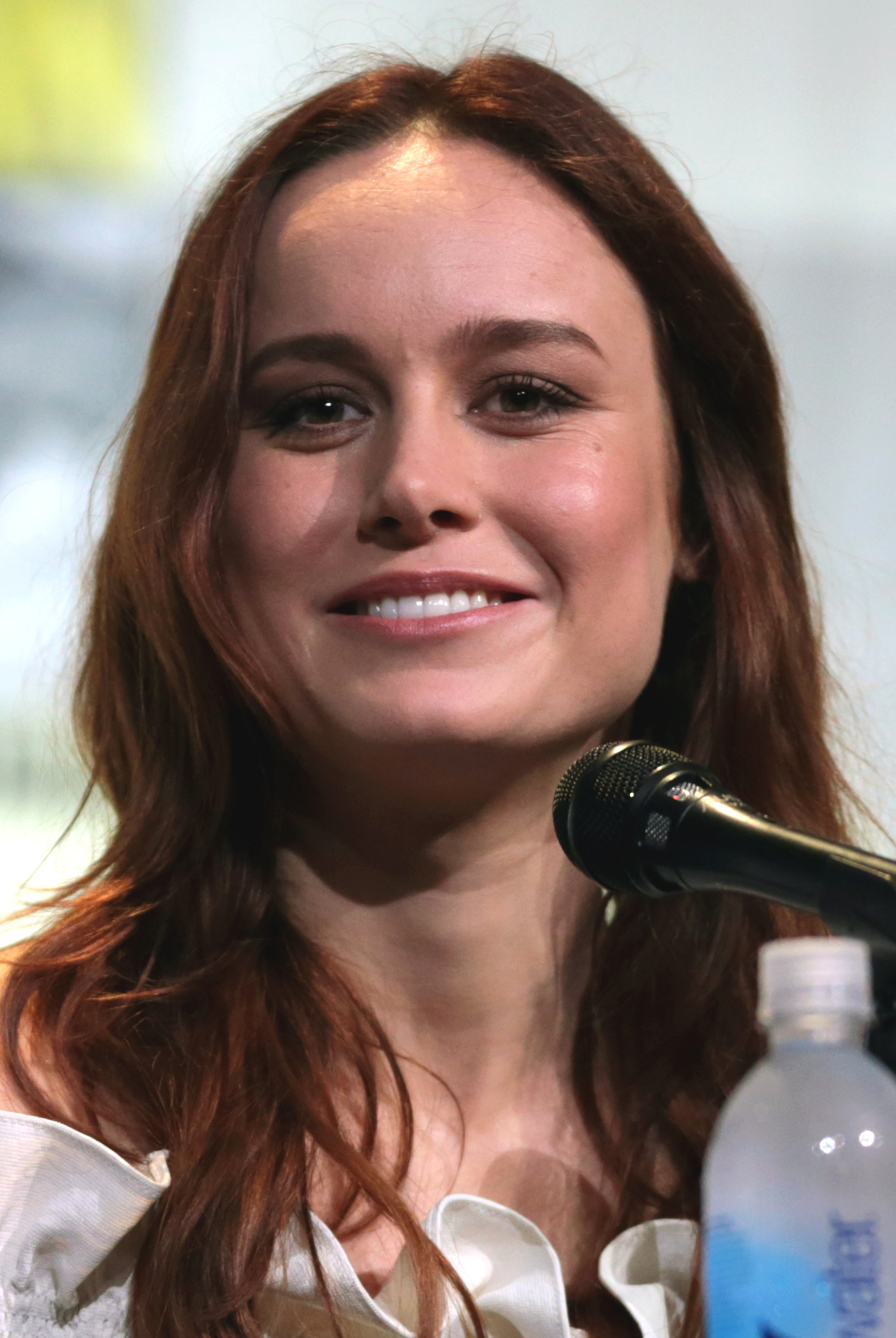
Brie Larson

Carol Danvers (zagrana przez Brie Larson) jest córką Josepha Danversa i ma brata Steve’a. Pod koniec lat osiemdziesiątych była pilotem amerykańskich sił powietrznych i przyjaźniła się z Maria Rambeau. Jej mentorką była Wendy Lawson.
Swoje moce zyskała podczas wybuchu reaktora zbudowanego na bazie energii z Tesseractu oraz poprzez transfuzję krwi Kree, od Yon-Rogga. Została przez niego uprowadzona na planetę Hala, gdzie pozbawiono ją wspomnień i nazwano Vers. Została włączona do specjalnego oddziału o nazwie Starforce, któremu dowodził Yon-Rogg. Podczas walk z rasą Skrulli, Danvers powróciła na Ziemię po sześciu latach, gdzie zaczęła uczyć się o swojej przeszłości i powoli odzyskiwać straconą pamięć. Pomogli jej w tym Nick Fury i Maria Rambeau. Odkryła również, że Yon-Rogg manipulował nią i okłamywał przez te wszystkie lata. Dowiedziała się od przywódcy Skrulli, Talosa, że ich celem jest odnalezienie planety jako nowego domu. Okazało się również, że Lawson należała do rasy Kree, nazywała się Mar-Vell i pomagała Skrullom. Danvers udało się odblokować pełnię mocy, dzięki czemu powstrzymała atak Kree, pokonała Yon-Rogga i powstrzymała atak Ronana na Ziemię. Danvers dokończyła dzieło Mar-Vell i pomogła Talosowi oraz jego ludziom odnaleźć nowy dom.
Ponad dwadzieścia lat później, po zagładzie spowodowanej przez Thanosa została wezwana przez Fury’ego na pomoc, tuż przed jego dezintegracją. Kiedy przybyła na Ziemię zastała tylko pozostałych przy życiu Avengers, którzy odnaleźli pager Fury’ego. Pomogła sprowadzić na Ziemię dryfujących w kosmosie Tony’ego Starka i Nebulę. Razem ze Steve’em Rogersem, Nataszą Romanow, Bruce’em Bannerem, Thorem, Jamesem Rhodesem, Rocketem i Nebulą wyruszyli na planetę, gdzie przebywał Thanos, aby odzyskać Rękawicę i Kamienie do odwrócenia efektów zagłady. Jednak okazało się, że Thanos zniszczył Kamienie i Thor go zabił. Danvers wyruszyła ponownie w kosmos, ale nadal utrzymywała kontakt z Avengers. Pięć lat później Danvers dołączyła do Avengers, Strażników Galaktyki, Ravagers, armii Wakandy i Asgardu oraz mistrzów magii w walce przeciwko Thanosowi z przeszłości i jego armii. Później uczestniczyła w pogrzebie Starka.
W lipcu 2016 roku poinformowano, że Larson została obsadzona w roli postaci na podstawie komiksowego pierwowzoru.

### Talos
| Pojawił się                                                   |  |
| ------------------------------------------------------------- |  |
| • Kapitan Marvel • Spider-Man: Daleko od domu • Tajna inwazja |  |

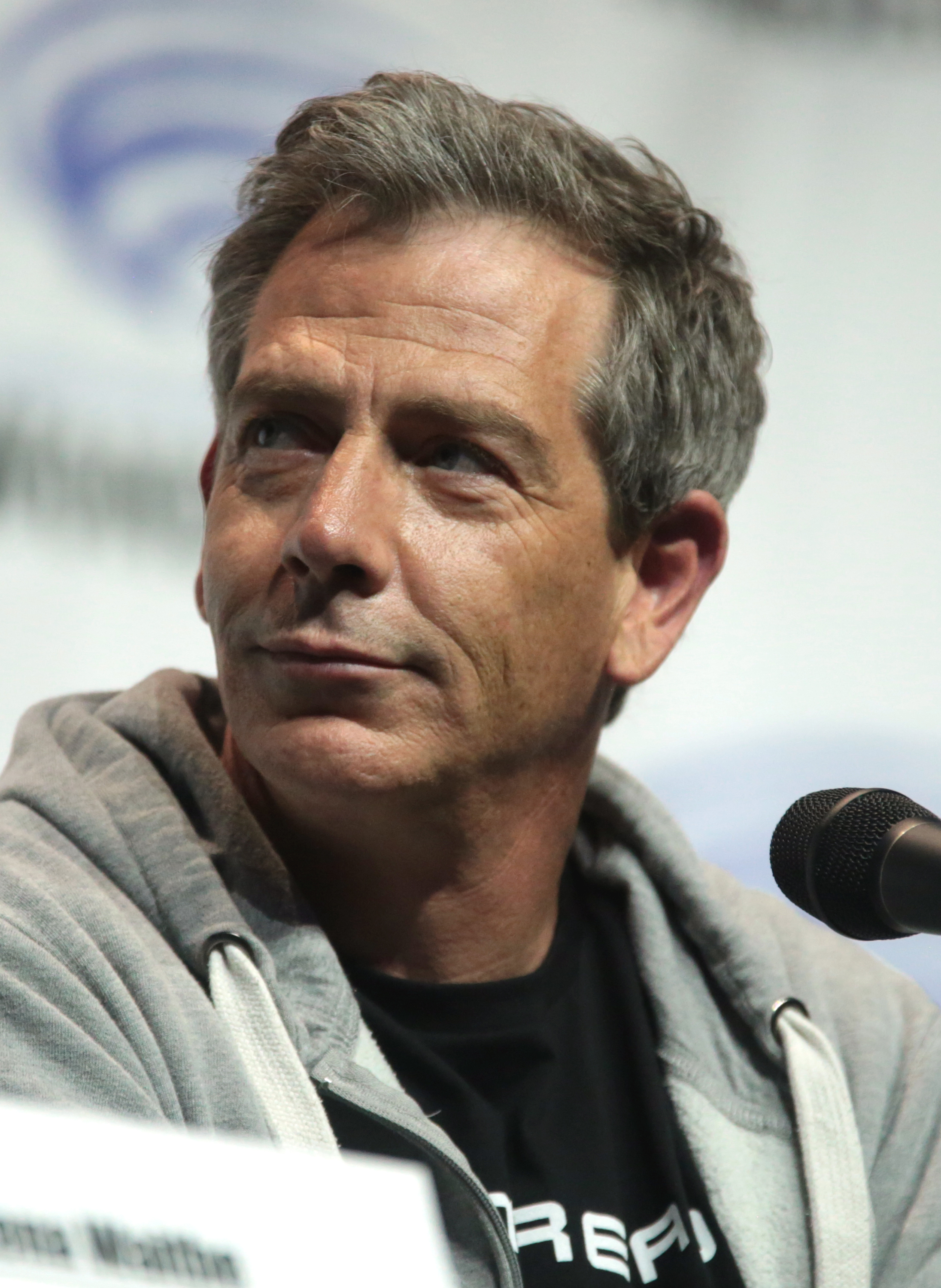
Ben Mendelsohn

Talos (zagrany przez Bena Mendelsohna) jest przywódcą Skrulli, który współpracował z naukowcem Kree, Mar-Vell w celu uratowania swojej rasy przez Kree oraz odnalezienia dla swoich ludzi nowej planety. Podczas walk z Kree udało mu się uprowadzić Carol Danvers / Vers i uzyskać z jej podświadomości informację na temat silnika o prędkości świetlnej. Wyruszył na Ziemię, aby go pozyskać i połączyć się ze swoją rodziną. Talos przyjął postać dyrektora T.A.R.C.Z.Y., Kellera, jednak musiał pokazać swoją prawdziwą twarz i połączyć siły z Vers i Nickiem Furym. Uświadomił Danvers, że była manipulowana przez Kree, która pokonała Starforce i pomogła Skrullom w odnalezieniu nowej planety.
W październiku 2017 roku ujawniono, że Mendelsohn dołączył do obsady, natomiast w październiku 2018 ujawniono, że zagra on Talosa

### Maria Rambeau
| Pojawiła się                                           |
| ------------------------------------------------------ |
| • Kapitan Marvel • Doktor Strange w multiwersum obłędu |

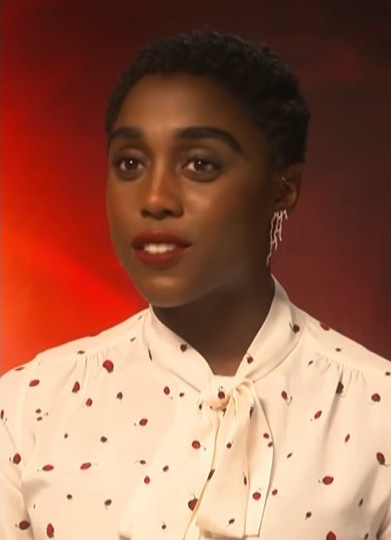
Lashana Lynch

Maria Rambeau (zagrana przez Lashanę Lynch) była pilotem amerykańskich sił powietrznych i przyjaźni się z Carol Danvers. Wychowywała samotnie córkę Monikę, której Danvers została matką chrzestną. Po odejściu z wojska została mechanikiem samolotowym. Rambeau pomogła Danvers po kilkuletniej jej nieobecności na Ziemi odzyskać wspomnienia, jak i również pomogła przyjaciółce w dokończeniu misji, którą rozpoczęła Wendy Lawson pomagając Skrullom.
W marcu 2018 roku potwierdzono udział Lynch w filmie. Początkowo w tej roli obsadzona została DeWanda Wise, która zrezygnowała z powodu pracy przy serialu Ona się doigra.

### Minn-Erva
| Pojawiła się     |
| ---------------- |
| • Kapitan Marvel |

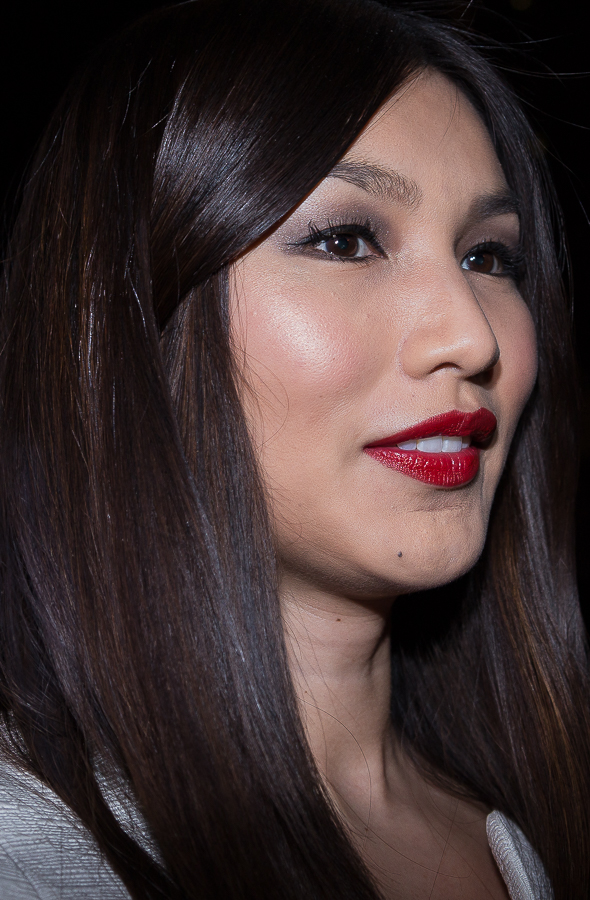
Gemma Chan

Minn-Erva (zagrana przez Gemmę Chan) była członkiem elitarnego oddziału Kree o nazwie Starforce dowodzonego przez Yon-Rogga. Brała udział w misji ratunkowej Soh-Larra, która została sabotowana przez Skrulli, w wyniku czego Vers (Carol Danvers) została porwana przez Skrulli i po uwolnieniu się trafiła na Ziemię, gdzie odkryła prawdę o sobie i o Kree. Minn-Evra walczyła razem z Danvers w laboratorium kosmicznym Mar-Vell, w którym ukrywali się Skrulle. Udało się jej uciec, ale została zestrzelona i zabita przez Marię Rambeau.
W lutym 2018 roku poinformowano, że Chan została obsadzona w roli na podstawie komiksowego pierwowzoru

### Mar-Vell / Wendy Lawson
| Pojawiła się     |
| ---------------- |
| • Kapitan Marvel |

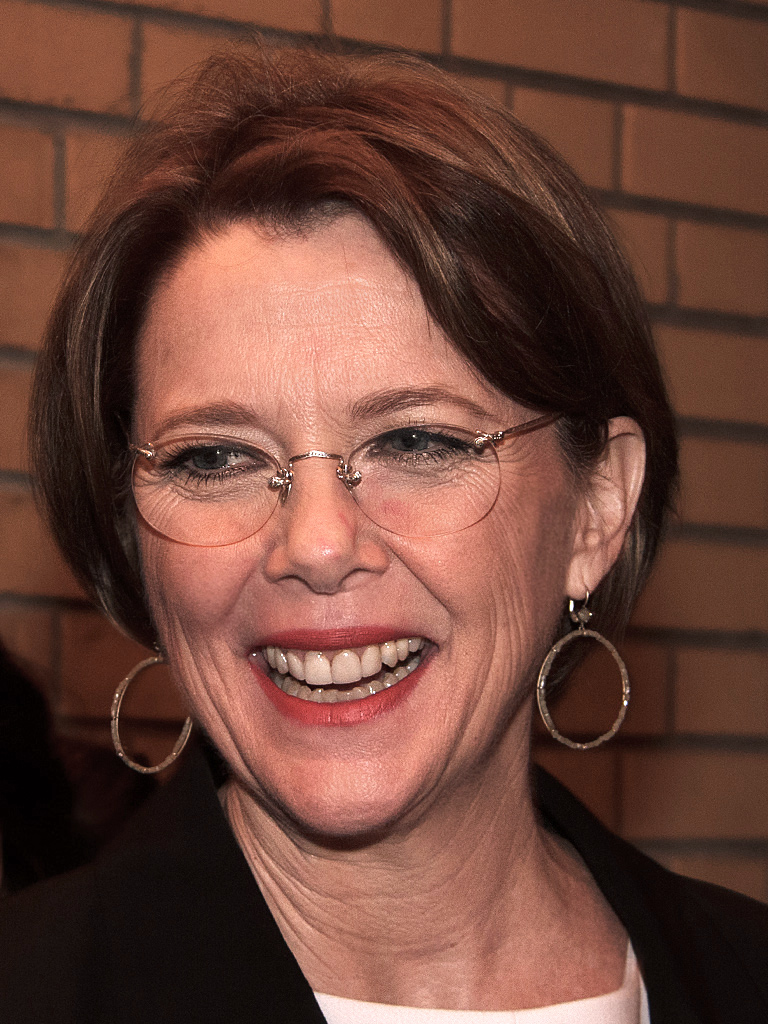
Annette Bening

Mar-Vell (zagrana przez Annette Bening) była przedstawicielką rasy Kree, naukowcem która mieszkała i pracowała na Ziemi jako Wendy Lawson. Pracowała dla amerykańskich sił powietrznych, gdzie nadzorowała między innymi Projekt Pegasus. Przy pomocy Tesseractu stworzyła silnik o prędkości świetlnej, który miał pomóc Skrullom w odnalezieniu nowej planety do życia. Była mentorką Carol Danvers. Została zabita przez Yon-Rogga pod koniec lat osiemdziesiątych, który próbował przejąć jej silnik.
Najwyższy Intelekt
Najwyższy Intelekt to sztuczna inteligencja i duchowa przywódczyni Kree, przyjmuje ona postać autorytetu rozmówcy, Danvers ukazywała się jako Wendy Lawson.
W maju 2018 roku poinformowano, że Bening dołączyła do obsady. W lutym 2019 roku poinformowano, że zagrała on Najwyższy Intelekt, jednak po premierze filmu okazało się, że zagrała również postać Mar-Vella, która w komiksach jest mężczyzną, a jego ziemskie alter ego nosi imię Walter Lawson. Również w filmie okazało się, że Najwyższy Intelekt przyjmuje formę mentora życiowego rozmówcy.

### Yon-Rogg
| Pojawił się      |
| ---------------- |
| • Kapitan Marvel |

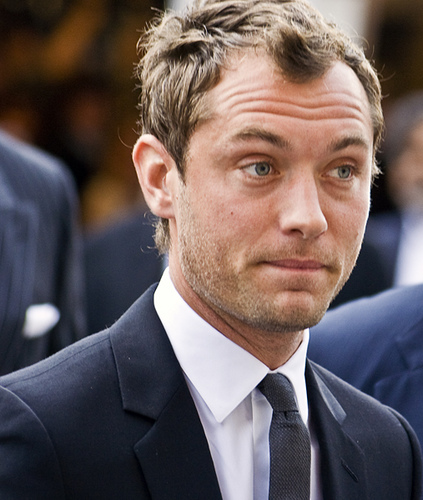
Jude Law

Yon-Rogg (zagrany przez Jude’a Law) był przywódcą elitarnej jednostki Kree o nazwie Starforce, do której należały między innymi Minn-Erva i Vers (Carol Danvers). Podczas wojny ze Skrullami dowiedział się, że Mae-Vell próbuje pomóc na Ziemi Skrullom i buduje silnik prędkości świetlnej. Wyruszył na Ziemię, aby go przejąć i zabił Mar-Vell. Natomiast towarzysząca jej Danvers zyskała moce podczas wybuchu silnika i została zabrana przez Yon-Rogga, na Halę, planetę Kree. Tam przetoczono jej jego krew, zmieniono jej wspomnienia i wyszkolono na członka Starforce. Kiedy Danvers powróciła na Ziemię poinformowała Yon-Rogga o tym, że zna prawdę o swoim pochodzeniu i że była przez niego oszukiwana. Yon-Rogg postanowił wyruszyć na Ziemię, aby pokonać Skrulli i schwytać Danvers. Jednak został przez nią pokonany i odesłany z powrotem na Halę z ostrzeżeniem dla imperium Kree.
W listopadzie 2018 roku poinformowano, że Law negocjuje rolę, wtedy doniesienia informowały o roli Mar-Vella, jednak w lutym 2019 roku ujawniono, że zagrał on Yon-Rogga.

### Soren
| Pojawiła się                                  |
| --------------------------------------------- |
| • Kapitan Marvel • Spider-Man: Daleko od domu |

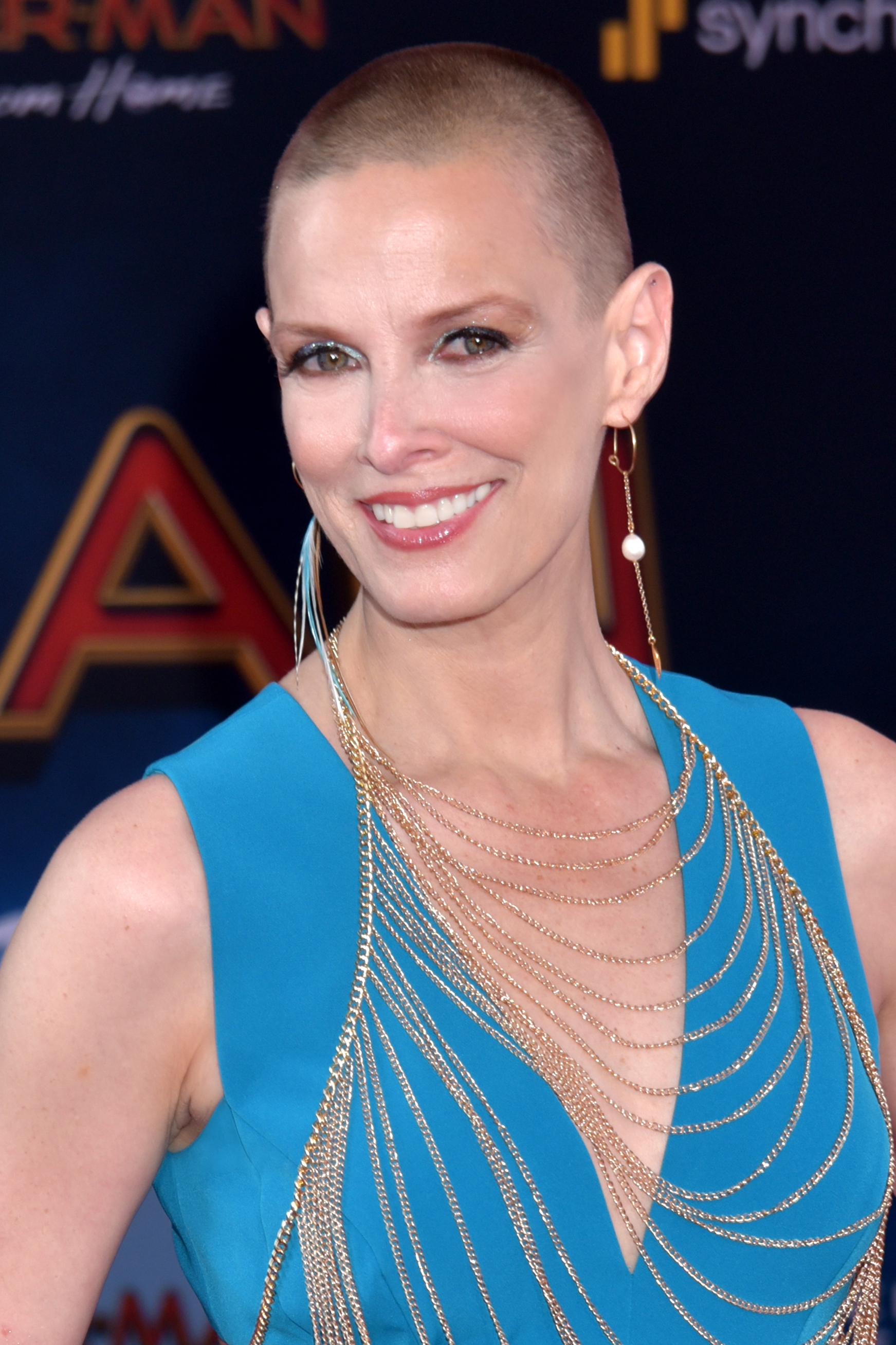
Sharon Blynn

Soren (zagrana przez Sharon Blynn)

### Monica Rambeau
| Pojawiła się                             |  |
| ---------------------------------------- |  |
| • Kapitan Marvel • WandaVision • Marvels |  |

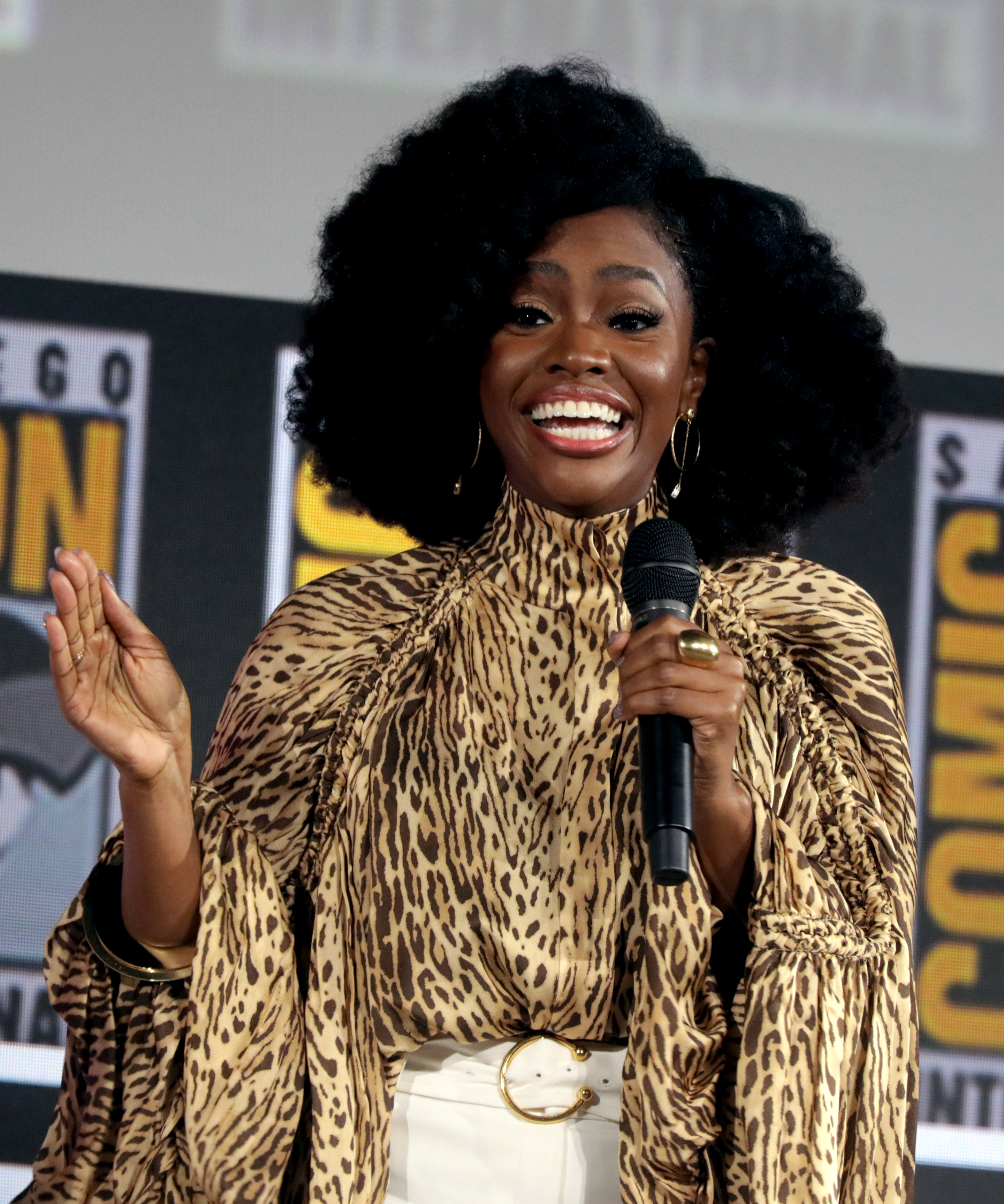
Teyonah Parris

Monica Rambeau (zagrana przez Akirę i Azirę Akbar oraz Teyonę Parris)

## Przedstawieni w filmieSpider-Man: Daleko od domu

### Julius Dell
| Pojawił się                                                  |  |
| ------------------------------------------------------------ |  |
| • Spider-Man: Daleko od domu • Spider-Man: Bez drogi do domu |  |

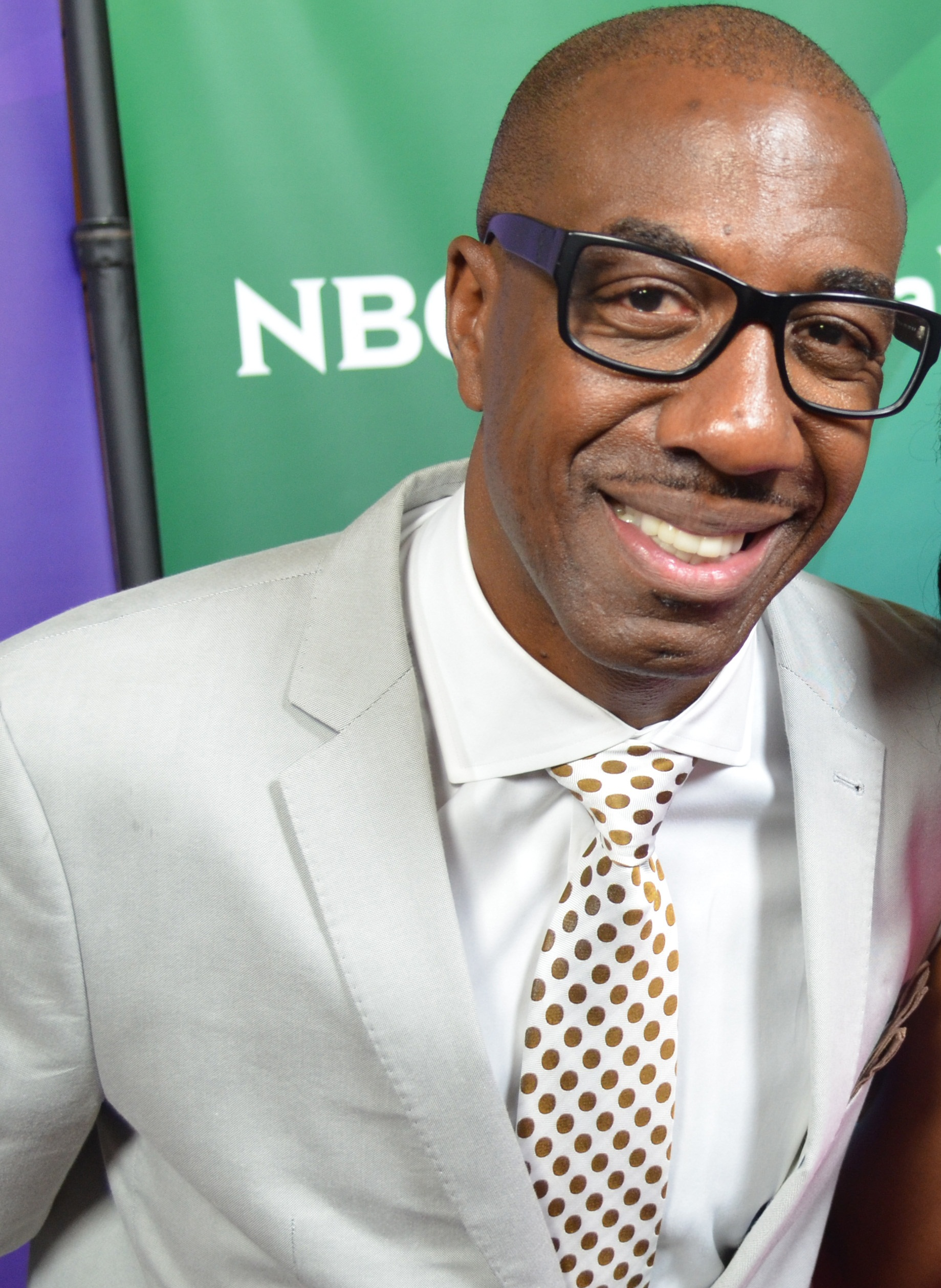
J.B. Smoove

Julius Dell (zagrany przez J.B. Smoove’a)

### Quentin Beck / Mysterio
| Pojawił się                  |  |
| ---------------------------- |  |
| • Spider-Man: Daleko od domu |  |

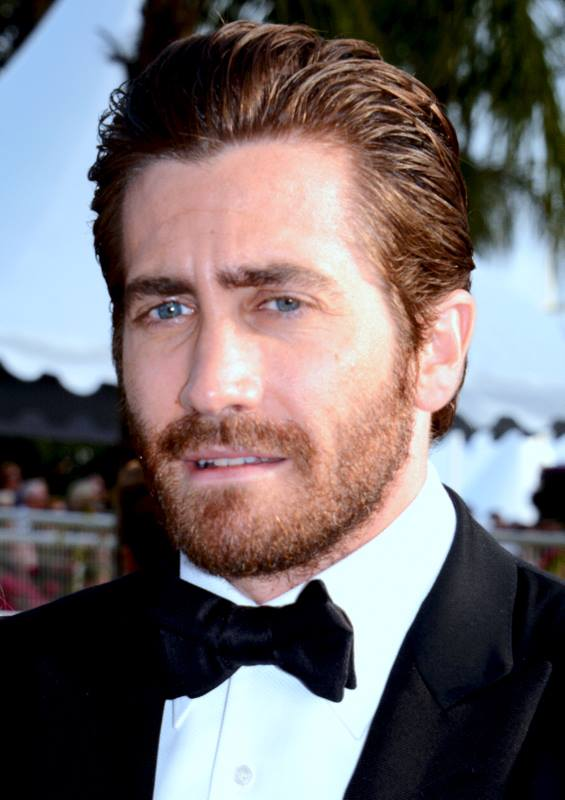
Jake Gyllenhaal

Quentin Beck (zagrany przez Jake’a Gyllenhaala)

### J. Jonah Jameson
| Pojawił się                                                               |  |
| ------------------------------------------------------------------------- |  |
| • Spider-Man: Daleko od domu (rola cameo) • Spider-Man: Bez drogi do domu |  |

J. Jonah Jameson (zagrany przez J.K. Simmons’a)